# カードファイト!! ヴァンガードの登場人物
カードファイト!! ヴァンガードの登場人物（カードファイト!! ヴァンガードのとうじょうじんぶつ）は、トレーディングカードゲーム『カードファイト!! ヴァンガード』のメディアミックス作品であるテレビアニメ、映画作品に登場する架空の人物の一覧である。また、本項では同アニメをベースとした漫画および小説の登場人物についても解説する。

## カードファイト!! ヴァンガード
第1期『カードファイト!! ヴァンガード』、第2期『カードファイト!! ヴァンガード アジアサーキット編』、第3期『カードファイト!! ヴァンガード リンクジョーカー編』、第4期『カードファイト!! ヴァンガード レギオンメイト編』の登場人物の一覧。一部の人物は後述する新シリーズ『カードファイト!! ヴァンガードG』や2018年版及び『続・高校生編』（ミサキのみシンの過去が書かれた『新右衛門編』）にも登場する。

### チームQ4
カードキャピタル代表チーム「Q4」（キューフォー、クァドリ・フォリオ）のメンバーで、第1期から第4期までの中心人物たちである。春のチャンピオンシップでは全国大会出場を果たすも予選リーグ敗退。だが秋には全国大会本選へ駒を進め、決勝ではFFAL4を打ち破って優勝を果たした。大会後、個人のレベルアップのためにチームは一旦解散していたが、第2期でヴァンガードファイトサーキット（以下、VFサーキット）の招待状がカードキャピタルに送られてきたことをきっかけに再結成する。各地の戦いで苦戦を強いられながらも少しずつチーム力を上げていき、最終戦となった日本ステージで念願のサーキット優勝を果たした。第4期『レギオンメイト編』においては、アイチの存在の消滅に従って「チームQ4」自体が存在しないこととなっている。『G』では再度解散状態だったが、『G』第2期のGクエストアルティメットステージにおいてトライスリーの相手としてアイチ以外の3人が立ち塞がる。『G』5期ではギーゼの使徒たちから器候補でないながらも注目され、特にPSYクオリアを持つアイチは伊吹と並び警戒されている。ギーゼのディフライド後は伊吹が最後のゼロスドラゴンがギーゼの手に渡るのを阻止すべく、「最強の布陣」として再集結する。しかし、カオスブレイカーとダークフェイスによってゼロスドラゴンは奪われ、以後はギーゼの放った虚無の化身と交戦する。漫画版をベースとした2018年のアニメ版ではカードショップ「ヴォヤージュ」の「チームNwO」とのショップ対抗戦を行なうべく結成したことになっている。漫画原作者の伊藤彰によると、漫画にはQ4の組み合わせはないが、視聴者的に愛着があるだろうと思いNwOをライバルとしてQ4を誕生させるストーリーにしたという。
先導アイチ（せんどうアイチ）
声 - 代永翼、玉城仁菜（幼少期〈2018年版〉）
誕生日6月6日（双子座）、血液型はB型。14歳→15歳。
アニメ版および漫画版の主人公（アニメ第4期およびGシリーズは除く）。一人称は「僕」。後江（ひつえ）中学校に通う中学3年生（第3期からは宮地学園高等部1年）。かつて小学校の頃に宮地学園初等部に在籍していたものの、悪化するいじめを見かねた母の提案により別の小学校へ転校した過去を持つ。やや引っ込み思案だがとても心優しい性格。
容姿も中性的かつ童顔寄りで漫画版でスイコから「可愛い」と称されるほどに良いのだが、その性格と雰囲気であまりパッとしない印象を与えている。また、実年齢以上に幼く見られることもたまにあった。
4年前に櫂から貰ったレアカード「ブラスター・ブレード」を心の支えにしている。櫂と再会するまでカードファイトの経験は一度も無かったが、彼と戦い認めてもらうことを夢見て予めデッキを構築していた。櫂のことを尊敬し、ヴァンガード人生の目標にしている。
純粋な心と強い意志を持ち、同じPSYクオリアの能力者であるレン、レオン、クリスをその闇から救って導くだけでなく櫂やミサキ、コーリンを始め多くの人々に影響を与え、仲間達の先導者となっていく。
最初は弱気になることも多く、全国大会でもその傾向が強かったが、PSYクオリアを巡る因縁や多くの強敵達とのファイトを通じて成長していき、第2期『アジアサーキット編』ではSITへの進学を迷う光定が背中を押して欲しいという思いから会いに来る程の存在となり、同時に『Q4』やカードファイト部のリーダーとしても成長する。
しかし自分を省みない危うさを持ち併せており、第3期『リンクジョーカー編』ではタクトやレオンの警告を無視して自らの命の危険を顧みずに戦い、第4期『レギオンメイト編』では世界のために自分自身の全てを捨てて封印されるという第3期の「自らが最強となるために全てを捨てた」櫂とは正反対の行動をとった、その考え方の危うさは周囲から何度か指摘されている。
一方で恋愛面には疎くチームメイトのミサキやコーリンから明らかな好意を寄せられているにもかかわらず、それには気づいていない模様。
『G』ではアジアサーキットやVF甲子園以来表舞台に出ていないながらもヴァンガード関係者の間ではQ4のリーダーとしてその名を知られている。PSYクオリアに目覚めたことで次元時空を超えた先にある惑星クレイの存在を現実のものと感じ取れるようになり、そこから宇宙論や天体物理学の研究に興味を持ち、アメリカ合衆国の大学に進学する。プロファイターの道には進まなかったがヴァンガード界隈ではガイヤール、レオン、光定、櫂、カムイなどの世界トップクラスのファイターから「リスペクトするファイター」としてたびたび名前を挙げられ、正体不明のファイターとして噂になっている。父親がアメリカに長期出張しているため、生活には不自由していない。
【第1期】
ショップ大会では大会初参加ということもあり緊張していたが順調に勝ち進み、ベスト4に入賞。櫂達と共にチャンピオンシップの代表に選出され、チームQ4の一員となる。
地区大会では本人は補欠のつもりだったが、ミサキが欠場したため急遽出場。テストプレイなしのデッキで試合に挑んだため勝利できるか不安視されるが、新しいカードを上手く生かして勝ち進む。決勝戦では以前敗北を喫したゴウキと再戦し、激戦の末に「ソウルセイバー・ドラゴン」で勝利を掴む。この頃から事あるごとに「カードの声」が聞こえると感じるようになる。
全国大会でも、カムイの離反によりレギュラー出場する。ジュラシックアーミーのグンジ、FFAL4のテツの両者に敗北を喫し、レンから「チーム（櫂）に相応しくない」と追及されて茫然自失となるが、櫂の言葉を受けて立ち直った。チーム・カエサルとの合同合宿で再び「カードの声」を聞いて無意識にデッキを組み直しており、その姿を見たユリから成長の速さと才能の片鱗を示唆された。秋のショップ大会ではチームで順調に勝ち上がり、再びカードキャピタル代表となる。
秋の地区大会決勝でキョウと対戦した際に人格が変化し、レンと同調していることを示唆させる。PSYクオリアの力を「イメージすること」と取り違えて自分が強くなったと思い込み、今までよりも強気な発言が目立つようになる。地区大会終了直後、櫂との諍いで茫然自失として導かれるようにPSYを訪れ、レンから譲り受けたシャドウパラディンのデッキでコーリンを打ち破り、PSYクオリアの闇に完全に取り込まれてしまう。今まで使っていたデッキは廃棄したが、コーリンが回収して櫂に引き渡される。
それ以降、PSYクオリアの影響で人格が変貌。カムイやミサキさえも見下し、傲慢かつ尊大な態度を取るようになる。予選リーグ終了後、コーリンに連れられて「本当の強さ」を教えるべく待ち構えていた櫂と対決。櫂と「ブラスター・ブレード」の呼びかけでヴァンガードを始めた頃の自分を思い出し、PSYクオリアの闇を振り払う。
全国大会本選にてレンと再会した際、PSYクオリアとの決別とシャドウパラディンデッキの返還を告げる。準決勝ではPSYクオリアを用いずに光定を倒し、打倒AL4の念願を託された。決勝ではレンと対峙したことにより再び人格が変化しかけるが、櫂の言葉で踏みとどまる。ファイトの中で「光と闇、どちらも本当の自分」と悟り、光と闇の力を受け入れた証とも言えるカード「マジェスティ・ロードブラスター」で勝利を収めた。
デッキ
「ロイヤルパラディン」のカードで構成されたものを使用している。当初はグレード3のカードを1枚も持っていなかったが、ミサキとのファイトを経て持つようになった。PSYクオリアの闇に飲まれていた頃は、レンから供与された「シャドウパラディン」のデッキを使用していた。シャドウパラディンデッキのことは「一時とはいえ共に戦ってくれた大切な仲間」と語っており、全国大会決勝でのレンとのファイトの際には「ブラスター・ダーク」をデッキに投入している。
主な使用カードは「ブラスター・ブレード」「騎士王 アルフレッド」「沈黙の騎士 ギャラティン」「ソウルセイバー・ドラゴン」「ブラスター・ダーク」「マジェスティ・ロードブラスター」など。
【第2期】
店内にいたタクトとファイト中に不思議な感覚を感じた後、気がついた時には自分のデッキが「ゴールドパラディン」のカードで構成されたデッキにすり替わってしまう。さらに周囲は何事もなかったようにアイチをゴールドパラディン使いだと認識していたために困惑するが、チームQ4宛にVFサーキットの招待状が届いたこと、タクトがVFサーキットの主催者ということを知り、タクトに会って事の真相を知るためにVFサーキットへの参加を決意。ミサキ・カムイと再びチームを結成する。
シンガポールステージでのクリスとの対戦の最中、タクトの介入により再びPSYクオリアの片鱗に触れる。PSYクオリアに関する記憶を失っていたが、本能的に危険を察知してクリスに対してその危険性を説くも、能力を完全に使いこなした彼に敗北。ソウルステージでのレンとの戦いでも、同様の展開で敗北する。南の島の特訓で、自分がVFサーキットで優勝することしか考えていなかったことに気付き、改めて「ゴールドパラディン」と向き合い共に強くなることを決心した。そして、チームのリーダーとしても大きく成長することになる。
日本ステージではチームアンノウンのキングZ（ジュン）を始めとする実力者を倒していき、念願だったVFサーキットのステージ優勝とタクトとの面会を果たす。そこでタクトの正体とVFサーキット開催の真実を知り、謎の勢力と取引をしたレオンを止めるため、タクトからPSYクオリアなどに関するすべての記憶を取り戻した。
レオンの元へ向かう途中、PSYクオリアの闇に飲まれたクリスにかつての自分を投影し、彼を倒してPSYクオリアの闇から救い出す。その後、櫂を破ったレオンを死闘の末に撃破し、先導者として惑星クレイおよび封印されていた3つのクランを救出した。それにより再び「ロイヤルパラディン」を率いることもできたが、最終的に「ゴールドパラディン」と共に歩むことを選び、ロイヤルパラディンたちに別れを告げた。全てが終わった後、チームQ4は改めて開催されたVFサーキット決勝戦にて優勝を果たし、アジアチャンピオンの座に付く。
デッキ
前述の経緯から、「ゴールドパラディン」のカードで構成されたデッキを使用。
主な使用カードは「大いなる銀狼 ガルモール」「戦場の嵐 サグラモール」「灼熱の獅子 ブロンドエイゼル」「月影の白兎 ペリノア」「光輝の獅子 プラチナエイゼル」など。
【第3期】
VFサーキットから数ヶ月後、宮地学園高等部に進学し1年A組に在籍する。第2期までと比べて身長が大きく伸び、髪が短くなっている。カードファイトとは無縁の進学校であるため周囲に馴染めず暗い表情で日々を過ごすが、井崎や三和が後江高校でヴァンガード部を創設したことを聞き、自らも宮地学園高等部にカードファイト部を創設することを決意。コーリン、ナオキと共に本格的に活動を開始する。
有名人であるコーリンと親しいため同級生から妬みの目を向けられているが、同級生に頼まれてヴァンガードの指南を行うなど、彼らとの交流関係も生まれている。
後江高校との対抗試合にて、櫂の構築したデッキを使用した森川に勝利し、正式にカードファイト部を設立。他のメンバーからの勧めやQ4時代の実績に伴い、カードファイト部部長となった。
林間学校を終えた後、リンクジョーカーの存在を知ると共にコーリンやカムイがリンクジョーカーの手に落ちていたことに愕然となる。後に三和から真実を聞かされ、櫂のЯ化が自分の責任だと感じ彼とファイトすることを一度は躊躇うが、ナオキとシンゴの宮地での奮闘に応え、戦うことを決意する。宮地での一件が終えた矢先、カードファイト部の仲間と共にタクトのもとへ向かい、その途中Я化したカムイを救出する。立凪ビル到着後、櫂との対決に敗れЯしそうになるが、駆け付けたレオンと意識体となった本物のタクトの力を借り、再び発動したPSYクオリアと強い意志によってЯの力から一時的に免れる。その代償として心身共にダメージを負い、さらにファイトを行うことでЯ化の進行と命の危険を抱えることになるが、それを顧みずリンクジョーカーに立ち向かう。さらに途中でЯ化したコーリンをタクトから渡された新たな切り札、「解放者 モナークサンクチュアリ・アルフレッド」で解放する。
その後、リンクジョーカーの化身となったタクトにファイトを挑み、コーリンの記憶の消滅を突きつけられ、苦戦を強いられながらも世界中のカードファイターたちの奮闘に応えるかのように優勢を取り戻し、勝利。その後の最終決戦でも、頑なに心を閉ざす櫂に対して自らの思いを吐露し、彼の心をリンクジョーカーの呪縛から解放する。最後は2人を引き合わせたかけがえのないカードであり、自らの分身でもある「ブラスター・ブレード・解放者」で勝利を収めた。
デッキ
第2期から引き続き、「ゴールドパラディン」のカードで構成されたデッキを使用。「解放者（リベレイター）」と名のつくユニットをメインとしている。かつてアイチが使用していたロイヤルパラディンのユニットと同じ顔触れが多い。
主な使用カードは「ブラスター・ブレード・解放者」「孤高の解放者 ガンスロッド」「円卓の解放者 アルフレッド」「狼牙の解放者 ガルモール」「絆の解放者 ガンスロッド・ゼニス」「解放者 モナークサンクチュアリ・アルフレッド」。
【第4期】
リンクジョーカーを退けた数日後、Q4やカードファイト部、肉親など櫂を除く全ての人々から存在が消えてしまう。彼の存在の消滅によってQ4とカードキャピタルを始めとする仲間たちとの関係もほとんどが失われ、Q4とカードファイト部も消滅した。4期開始時点では聖域と呼ばれる謎の空間におり「静かな眠り」についている。
その詳細は不明だったが、櫂と対峙したコーリンの口から、自身の存在と記憶の消滅、カトルナイツの襲撃に至る全てがアイチ自身の意志である事が明かされた。聖域での戦いの中、ガイヤールとセラによる封印が解かれ、ガイヤールが破れた直後に本性を現したセラによって残りの封印も強制的に解かれてしまい、リンクジョーカーの力を纏って目覚める。
ガイヤールによってセラが倒された後に再び目覚め、ナオキに敗れてリンクジョーカーのデッキの力が暴走するコーリンを受け止めた。そして、彼女がこれまで引き受けた力を全て自らに戻し、櫂とガイヤールのファイトを見届けた後、櫂とファイトを行う。その中でメイトの絆を肯定しながらもそれではどうにもできない物があるという自身の現状を櫂に突きつける。しかし、櫂達の強い意志によって敗北し、体内のシードも分割された。コーリンとの再びの別れを経て、カードファイト部での交流戦や卒業式の送辞など忙しい日々を送っている。卒業式では在校生代表として送辞を送るものの、通算して十数回のミスをしてしまった。
聖域での戦いの中、告げられたアイチ封印の原因は「リンクジョーカー打倒の際にリンクジョーカーがアイチの体内に遺した種が徐々に身体を蝕んでいるため」であった。アイチはリンクジョーカーの復活を防ぐためにレンとレオンを始めとする世界各地のファイター達に声をかけ、聖域に自らを封印し、それを守ってくれるよう要請した。結果ガイヤール、ネーヴ、ラティ、セラがその要請に応えカトルナイツを結成した。そして、シードは「ブラスター・ブレード」によって分割され、アイチを封印する必要はなくなった。
デッキ
前述の展開および「ロイヤルパラディン」、「ゴールドパラディン」がそれぞれ櫂とガイヤールの手元にあったためにコーリンと同じ「星輝兵（スターベイダー）」で構築された「リンクジョーカー」を使用する。主な使用カードは「星輝兵 イマジナリープレーン・ドラゴン」、「閃銃の星輝兵 オスミウム」。コーリンが回収した「ブラスター・ブレード・探索者」が「リンクジョーカー」化した「星輝兵 ブラスター・ジョーカー」とそのレギオンメイトと化した「伴星の星輝兵 フォトン」、コーリンの「星輝兵 ガーネットスター・ドラゴン」も投入されている。また、彼のデッキに投入されている「無双の星輝兵 ラドン」と「魔弾の星輝兵 ネオン」は前者はコーリンと、後者は櫂の使用したものと同一のイラストである。他にもアイチが「ロイヤルパラディン」、「ゴールドパラディン」で使用したものがリンクジョーカー化したユニットも投入されている。帰還後は当初の「ロイヤルパラディン」に戻っている模様。
【劇場版】
カードキャピタルで櫂とファイトしている途中で眠ってしまい、伊吹に出会い夢を見たが、なぜか襲われる。その時、クレイが崩壊するのを目撃し、ブラスター・ブレードから「救世主メサイアを覚醒させてほしい」という願いを聞く。そしてタクトから「メサイア・スクランブル」の招待状が届き、チームQ4の面々と共にその場所へ向かう。予選Bグループは伊吹と対戦するが、ブラスター・ブレードがデリートされてしまったため、敗北。そして、タクトとのファイトでブラスター・ブレードを取り戻し、櫂と共に伊吹と対戦する。そして最後に「ハーモニクス・メサイア」を召喚し、その額から裸体（背中に翼が付く）で現れ、「ハーモニクス・メサイア」と合体。伊吹が放った言葉に対し、「ハーモニクス・メサイア」と共に、「デリーター、消え去るのはお前の汚れた野望だ!!」と叫ぶ。
デッキ
「ロイヤルパラディン」を使用。ベースは『レギオンメイト編』で櫂が使っていた探索者だが「ブラスター・ブレード」を含め一部非名称のカードも混成した内容になっているほか最終決戦では「ハーモニクス・メサイア」も使っている。
【G第1期】
ストーリーへの直接的な関わりは無いが、第1話のラストで主人公である新導クロノが彼らしき人物と橋の上ですれ違っている。その他にも、カムイが携帯で連絡を取っている。現在は海外留学中。
【G第2期】
留学中であることを利用し「Plan-G」には海外のファイターたちへの根回しを担当。行動に際してはラティが常に付き添っている。
【G第3期】
南米でかつてカトルナイツを裏切り、その時の記憶を消されて聖域から追放されたセラと戦っていた裏設定が存在する。
【G第4期】
アメリカの大学に留学中であることが判明し、夏休みであるため日本に帰国。英語が上達しているが、おっとりしているところは相変わらずである。久々に一号店でチームメンバーや仲間たちと再会を果たし、対面したクロノにGB8を条件とする新たなGユニットを渡している。その後2号店でクロノとファイトし、最後は「聖騎士王 アルフレッド・ホーリーセイバー」と「ブラスター・ブレード・エクシード」の合計5回のドライブチェックコンボで勝利を決めている。その後海外を回り、星崎ノアの捜索をしていたが、U20終了後、再び日本に戻ってくる。
【G第5期】
ディフライダーとの戦いに備えるため、対策本部に加入。普及協会支部長会議にオブザーバーとして参加している。しかしその際クロノが行方不明になる連絡を受ける。
使徒達からは器候補でないながらもメサイアの先導者である伊吹、レンと並びPSYクオリアの能力と実力を警戒されている。また、Q4やカードファイト部で培ったリーダーシップにも磨きがかかり、レリクスへの強襲作戦も率先して指揮を執っていた。
かつて自らの身体を蝕んだリンクジョーカーの代表的ユニットであるカオスブレイカーと対峙し、櫂の時と同じく「ブラスター・ブレード」でカオスブレイカーを討ち取った。
デッキ
「ロイヤルパラディン」を使用。彼の分身「ブラスター・ブレード」は健在であり、新たな能力とグレード3となった「ブラスター・ブレード・エクシード」のほか、これまでアイチを支えてきたユニットたちが新たな姿と能力を得た顔ぶれがそろっている。Gユニットも進化した「ソウルセイバー・ドラゴン」以外に「アルフレッド」や「ガンスロッド」は「セイバー」の名を持つGユニットに進化している。
【漫画版】&【2018年版】
シナリオの違いから、ファイトにおける勝率が格段に高い。PSYクオリアを使いキョウに勝利するが、その本来の実力はフーファイターやAL4に最も近いとされているプロフェッサー・Oに対し、PSYクオリア無しで圧勝するほどである。
「ヴァンガードは他者との繋がりができ、初めて自分に価値があると思える」と感じており、強くなりたいと思いファイトをしているアニメ版とは違い、周りとの繋がりを絶たないためにファイトをしている。そのため、アニメ版とは違いPSYクオリアの力に溺れることはないが、PSYクオリアを危惧した櫂にデッキの廃棄を迫られ激しく拒絶した。その後、櫂がレンに敗れたのち彼と対峙、精神を摩耗しながらも彼を救うべく戦い、新たなる切り札「エクスカルペイト・ザ・ブラスター」でレンを倒し、フーファイターとの戦いに終止符を打つ。
塾通いであり、歴史のテストは95点である。
高校生編ではアニメ第3期同様にカードファイト部を設立する運びとなるが、アニメと異なりアイチ自身がカードファイト部を創設しようと決めたことになっている。
ディスティニーコンダクターを倒した後、結果としてコーリンの記憶が消える選択しかできなかったことを悔やみ、再会を約束して互いの記憶を失った。その後、VF甲子園ではミサキと共に無意識のうちでコーリンのことを覚えており、同じくスイコのことを無意識のうちに覚えているレンと激闘を演じ、表彰式で再びコーリンと巡り会った。
2018年版ではミサキの判断力の高さを見初めてチームQ4に誘うなど、高い判断力を見せている。また、レオン戦では咄嗟のガードを見せている
【続・高校生編】
宮地学園サイドの主人公。コーリンとの記憶が消えて平穏に過ごしていたが、内藤から部員不足を理由に廃部宣告されて立て直しをかけ、エルを助っ人に加えた生徒会執行部との対抗戦を行う。一方でティーチングセンスは高く生徒会＋エルの4人に新たなイマジナリーギフトの使用方法を教える優しさを見せた。
デッキ
アニメにおけるエースカードが「騎士王 アルフレッド」であるのに対し、その若かりし姿である「アルフレッド・アーリー」をエースカードとして使用している。なお、アニメと異なり「ロイヤルパラディン」の一時消失がなかったためアジアサーキットや高校生編でも「ロイヤルパラディン」を使用している。また、アニメで使用していた「解放者 モナークサンクチュアリ・アルフレッド」に似たユニットである「モナークサンクチュアリ・アルフレッド」を使用しているが詳細は不明。2018年版でも「アルフレッド・アーリー」をメインにしているが、投入時期が第3話のカムイ戦と非常に早く、それ以外のユニットは「スタードライブ・ドラゴン」や「ふろうがる」といったカードに加えて初期デッキのエースユニットの「騎士王 アルフレッド」など原作版と初期アニメ版の混成型デッキとなっている。また、アイチの代名詞である「ブラスター・ブレード」は初期アニメ版では大体1枚投入だったが、2018年版では櫂からもらったカード1枚と独自に入手した絵違いのバージョンが3枚投入されている。ＶＦ甲子園では新たなエースとしてブラスター・ブレードの強化と一時的にヴァンガード扱いになる「孤高の騎士　ガンスロッド」が追加されている。
【外伝 イフ-if-】
町に突如として出現した「サンクチュアリ」と呼ばれる屋敷にいるといわれている。櫂が苦しまない世界を作るためにジャマーを使役しヴァンガードを消滅させた張本人。最終決戦で今までのことの間違いをエミに指摘され、その後正気に戻された。

櫂トシキ（かいトシキ）
声 - 佐藤拓也、三澤紗千香（幼少期〈2018年版〉）
誕生日8月28日（乙女座）、血液型はA型。15歳→16歳。
アイチに「ブラスター・ブレード」を渡してヴァンガードを始めるきっかけを作った、アイチの「先導者」でありファイターとしての目標。TVアニメ版では、第4期の主人公でもある。誰が呼んだか、「孤高のヴァンガードファイター」の異名を持つ。後江（ひつえ）高校に通う高校1年生（第3期からは2年生）。一人称は「俺」。圧倒的な実力の持ち主だが、ヴァンガードの大会には一切出場していなかった。
アイチと出会ってすぐに両親を交通事故で亡くし、叔父に引き取られて転校を余儀なくされる。転校先でレン、テツと出会い、3人でファイトに明け暮れた楽しい時間を過ごしていたが、それも長くは続かず高校進学と共に後江町へ舞い戻り、独り暮らしを始める。引っ越す前までは三和を含む友人らと一緒に遊んだりと優しく明るい性格だったが、現在では他者を寄せつけない態度を取るようになっている。ただし、三和は「自分に厳しくなっただけ」と評している。チームで戦うようになっても言動は辛辣かつ仲間意識も皆無に等しく、全国大会でも彼の発言がカムイの離反を招いたが、アイチには時たま助言を残している。またアイチをPSYクオリアの闇から救った後は、決勝トーナメント前にデッキ構築をしていたカムイにアドバイスをしてテストプレイの相手になるなど、これまで表に出さなかった仲間を思いやる面を徐々に見せていく。
物語の中盤までは、家族のことを話したがらないのはもちろんのこと、どこに住んでいるかも解らない（唯一の例外が店長代理）上に学校でも親友の三和を除いて誰とも会話せず、その彼も学校と店以外では会ったことがないなどプライベートには謎が多い。後に第4期で初めて自宅内部が描かれた。料理には並々ならぬこだわりを持っており、その腕前でカードキャピタルの面々を度々驚かせている。
己の力を持ってファイターとしての最強を目指すべくその道を突き進むが、それ故に自らが最強であろうとすることに強い執着を持ち、アイチやレンが異質な力であるPSYクオリアすらも受け入れて自分を超えたと実感した第3期では二人の強さの根源を知ろうとせずに力だけ求めた結果、邪悪な力であることを知りながら最強となるべくリンクジョーカーにその手を染め、最強であるために世界の危機すら顧みなかった。その結果、コーリンたちがアイチたちのもとから去る間接的な要因を作り、さらにガイヤールを始めとした多くの人々の心に深い傷を負わせるだけでなく、『G』に至るまでの間にヴァンガードというカードゲームが存続の危機に立たされるなど多くの災いを引き起こし、ガイヤールから凄まじい憎悪を向けられることとなった。
『G』ではユーロ地区のトップファイターとして活躍しており、その容赦のない強さに時折ブーイングが巻き起こるが徐々にファンを増やしている。愛車はイギリスのレンジローバー・イヴォーク。
【第1期】
常に戦う価値のある相手を求めており、アイチとの再会後にはカードキャピタルのショップ大会に出るなど独自の行動を取り続ける。ショップ大会準決勝でミサキを、決勝でカムイを完膚なきまでに叩きのめし、地区大会でも実力の高さを見せつけた。全国大会の会場にて昔馴染みのテツとレンと再会するが、過去の諍いから極めて怪訝な態度を取る。
Q4の合宿には「チーム・カエサルも来る」と説得されて参加し、光定と意気投合したのか珍しく楽しそうな素振りを見せ、2日間ファイトに精を出した。合宿が終わるとさらに強い敵を求めて裏ファイトの世界に手を出し、自分を心配した三和を餌にキングのジュンを誘き出して勝利する。秋の地区予選にてアイチがPSYクオリアの力に侵食されていく姿を見て再び過ちを犯したと思い、Q4からの下野を告げる。アイチからファイトを挑まれても拒否し続け、大会直後は再び裏ファイトに入り浸り（ジュン曰く「八つ当たり」）、そこでのコーリンとのファイトにおいてアイチ（およびレン）の変貌に少なからず自責の念を持っていることを明かし、PSYクオリアを超えてアイチを救う決意を見せ、彼のデッキを預かる。
全国大会の予選リーグ終了後、ジュンからモーションフィギュアシステムを借り、アイチに本当の強さを教えるために彼が捨てたデッキでファイトを申し込み「アルフレッド・アーリー」と「ブラスター・ブレード」でアイチを救う。全国大会準決勝でのアイチと光定のファイトを見届けたことでPSYクオリアの暗黒面から救い出せたことを確信してフーファイター本部へ殴り込み、レンをPSYクオリアから救うべく彼と対峙。新たな切り札「ドラゴニック・オーバーロード・ジ・エンド」で迎え撃つも、一歩及ばず敗北を喫する。全国大会には頑として出場することはなかったが、アイチとの死闘を終えたレンの顔を見て安堵の表情を浮かべ、エピローグではアイチを実力者と認めカードファイトをしていた。
デッキ
「かげろう」のカードで構成されたものを使用。「ドラゴニック・オーバーロード」のスキルを狙う戦術を必勝パターンとする。スタンドアップやライド宣言の際には「スタンドアップ（ライド）・ザ・ヴァンガード」と宣言し、トリガーチェックの際にも「チェック・ザ・ドライブトリガー」と宣言するなど、冠詞を付けた宣言を多用する。さらに自身の勝利を確信した際には、自ターン開始時に勝利予告の台詞「ファイナル・ターン」を宣言する。なお、前述どおりアイチを救う際のみ彼の「ロイヤルパラディン」デッキを使用している。
主な使用カードは「ドラゴニック・オーバーロード」「ボーテックス・ドラゴン」「ブレイジングフレア・ドラゴン」「ドラゴニック・オーバーロード・ジ・エンド」など。主要メンバーの中では話の進行に伴ってのデッキ変化の割合が激しい。
また、コーリンとのファイトでは同クランだが構築が根本から違う「アンバー・ドラゴン」デッキを使用した。
【第2期】
タクトとファイトする幻覚に襲われアイチ同様にデッキを変えられていたが、アイチとは異なり自分が「なるかみ」使いと認識しており、デッキにも順応していた。戸惑うアイチとファイトした際、互いの今のデッキに対する違和感を吐露した。
VFサーキットにはQ4としては参加せず、武者修行のため世界中を放浪した後、N（ニュー）AL4の傭兵としてソウルステージにてQ4と対峙。試合ではカムイの対戦相手を担当し、圧倒的な実力で撃破した。
夏のバカンスでは気合を入れた伊勢海老料理を披露したほか、肝試しでペアになったアイチにNAL4に入った理由を明かし、悩むアイチを励ました。
日本ステージ終了後、タクトと会ったことで記憶を取り戻す。私欲のためファイターの誇りともいえるクランを封印したレオンに強い怒りを見せ、レンから先導者の資格を託されて彼と対峙するがあと一歩のところで敗北。レオン打倒をアイチに託し、地球へ送還された。地球でアイチとレオンのファイトを見て、アイチがヴァンガードファイターとしても人間としても大きく成長したことを実感する。
デッキ
「なるかみ」のカードで構成されたものを使用。主なカードは「ドラゴニック・カイザー・ヴァーミリオン」「ドラゴニック・カイザー・ヴァーミリオン“THE BLOOD”（ザ・ブラッド）」。
【第3期】
後江高校ヴァンガード部に所属。宮地学園との対校試合の一番手として同じなるかみ使いのナオキと対決し相変わらずの実力を見せつけ、VF甲子園1回戦でもシンゴに圧勝した。カードキャピタルで子供達とヴァンガードを楽しんだり後輩になった井崎の特訓相手を買って出たりするなど、前2期と比較して社交的になっている。
その一方で、大きく成長したアイチや彼と激闘を繰り広げ打ち破ったレンに対して、強い劣等感を感じるようになる。その後、虚無に支配されたタクトからすべてのリバースファイターの始祖たる存在「ファーストリバースファイター」として狙われ、激しい葛藤の末リンクジョーカーに手を出してしまう。その結果、自らの信念を殺し、「リンクジョーカー」を操るファーストリバースファイターとなり、テツや光定をはじめとする強豪ファイターや外国のファイター、更には親友の三和さえもЯさせた。立凪ビルでアイチとファイトした際には、リンクジョーカーの力を完全に使いこなし圧倒的な力で勝利する。
立凪ビル屋上でのレンとのファイトではクランを「かげろう」に戻し、激戦の末に勝利する。アイチとリンクジョーカーの戦いを見届けた後、これまで「ファーストリバースファイター」として自分が行ってきたことの真実を語り、アイチたちと永遠の決別をするべくファイトに挑むが、アイチの思いに心を動かされて敗北し、彼を最高の親友であり最強のライバルと認めた。
デッキ
第2期から引き続き「なるかみ」のカードで構成されたものを使用。ナオキ同様「抹消者（イレイザー）」を軸としているがエースカードなどが一部異なる。主なカードは「抹消者 ボーイングソード・ドラゴン」、「抹消者 ドラゴニック・ディセンダント」。リバースファイターになってからは、上記のとおり「リンクジョーカー」を使用していたが、レンとの戦いの際は、再び「かげろう」を使用している。「星輝兵（スターベイダー）」を軸とし、切り札は「星輝兵 インフィニットゼロ・ドラゴン」、「星輝兵 ネビュラロード・ドラゴン」、「星輝兵 カオスブレイカー・ドラゴン」。「かげろう」に戻ってからは新しい「ドラゴニック・オーバーロード」「ドラゴニック・オーバーロード “The Яe-birth”（ザ・リバース）」を使用している。また、森川に自分が作成したかげろうデッキ（概要は森川の項参照）を使わせている。
【第4期】
自身を除く全ての人々からアイチの存在が消滅している状況に直面し、彼の面影を探して辿り付いた宮地学園高等部の物理準備室を訪れ、突如現れた光の中からロイヤルパラディンのデッキを入手し、アイチの探索を決意する。ガイヤールとのファイトに敗北した後、仲間たちを傷付けないよう再び単独行動を取ろうとするが、カムイに敗北したことで考えを改め、仲間と共に戦う意思を固めた。
その後、レンから得た手掛かりを元にたどり着いた石碑で「リンクジョーカー」を手にしたコーリンに敗北し、「ブラスター・ブレード・探索者」を奪われ、アイチが自分たちとの再会を拒絶していることを知る。それでも、自分を孤独から救ってくれたアイチを取り戻すため、再び「かげろう」を手にする。
聖域でガイヤールと再び対峙するが、ファイト中にガイヤールがいた施設の子供たちがЯファイターとなっていた事実を知らされ、自らの罪を目の当たりにすることとなってしまう。しかし、己の罪から目を反らさずにアイチを救う決意のもとでガイヤールを破った。
直後、セラの裏切りにより彼のプリズンに閉じ込められた際、ガイヤールから今回の事件の真相を聞きアイチを守るため彼とは一時休戦、協力態勢をとる。セラの追放後、ナオキとコーリンのファイトを見届けた直後アイチが覚醒、アイチから最後のチャンスをもらったガイヤールと3度目のファイトを行う。
お互い全力で挑み僅差でガイヤールに勝利、彼から「アイチさんを救ってみせろ」と思いを託されアイチとのファイトに臨む。ファイト中にアイチの背負った物を皆で背負うという思いをぶつけ、アイチに勝利をしてコーリンやガイヤールと共にシードの一部を宿す。
聖域での戦いの後、卒業を控えて大学やプロからのオファーが殺到して辟易していたが、ガイヤールの招待に答えてヨーロッパへ向かうこととなっている。
前期での経験を通してより社交的に成長しており、周囲からは「変わった」と評されている。また、女子から高い人気を得ていることが判明し、卒業式後にはファンの女子にねだられてサインも送った。
デッキ
前述の展開から「探索者（シーカー）」と名のついた「ロイヤルパラディン」のデッキを使用していたが、「ブラスター・ブレード・探索者」を奪われてからは、本来の自分のクランである「かげろう」に戻した。主なカードは「ブラスター・ブレード・探索者」、「探索者 セイクリッド・ういんがる」、「探索者 シングセイバー・ドラゴン」。漫画版と同様に、幼少期でも「ロイヤルパラディン」を使っていた様子。「かげろう」に戻ってからは「煉獄」と名のついたユニットをメインにしたデッキを使用。主な使用カードは「煉獄竜 ボーテックス・ドラゴニュート」、「煉獄竜 ワールウインド・ドラゴン」。更にガイヤールとの3戦目では新たな姿となったオーバーロード「煉獄皇竜 ドラゴニック・オーバーロード・ザ・グレート」とそのレギオンメイトである「煉獄竜 ドラゴニック・ネオフレイム」の運用を重点に置いた編成に変化している。
【劇場版】
アイチ同様クレイ崩壊の夢を見ておりタクトから「メサイア・スクランブル」の招待が来たことで大会に参加、最終決戦の際はアイチとのタッグで伊吹に挑んだ。
デッキ
第4期終盤同様「煉獄皇竜 ドラゴニック・オーバーロード・ザ・グレート」を軸としたかげろうデッキを使用している。
【G第1期】
アイチ同様本編には登場していないが、カムイが携帯でお互い連絡を取っている。
【G第2期】
ユーロリーグに挑戦中だったが、伊吹の「Plan-G」の実行に伴い、彼に呼ばれ日本に一時帰国する。その後ドラゴンエンパイア支部（ドラエン支部）のスタッフに招集され、新型GIRSの試運転として同じ「かげろう」使いのマモルとファイトし、勝利している。ドラエン支部での準備の帰宅途中、一人暮らしで途方に暮れているシオンとコインランドリーで出会い、彼を容赦なく叩いていくが、このファイトをきっかけに何かを感じ、シオンに自分が着ていたジャケットを置いて去った後、ドラエン支部のスペシャルチェイサーとして参加者の前に立ちはだかる。しかし、櫂の強さを恐れ、誰も彼に向ってくることなくクエストは終了し、スターゲート支部で立ちはだかることを忠告した。そして、12話でのスターゲート支部のGクエストで再びシオンと対戦。これまでの彼の出来事を見極めるために奮闘し、最後は圧倒的なパワーで勝利をあげる。そしてアルティメットステージで中堅として再度シオンと対戦、成長し自分を倒したシオンをファイト後賞賛した。
デッキ
再登場時には、第4期終盤や劇場版同様「煉獄皇竜 ドラゴニック・オーバーロード・ザ・グレート」を軸としたかげろうデッキを使用しているが、コインランドリーでのシオンとのファイトではこれまで彼が使ってきた「オーバーロード」に加え、新たに「ドラゴニック・オーバーロード “The X”（ザ クロス）」、Gユニットの「覇天皇竜 ドラゴニック・オーバーロード “The Ace”（ジ エース）」を使用している。スターゲート支部におけるシオンとのファイトでは、「カイザー」と名のついたユニットを中心とした「なるかみ」を使用。第2期で使用した「ドラゴニック・カイザー・ヴァーミリオン」の他、「ドラゴニック・カイザー・クリムゾン」、Gユニットの「征天覇竜 ドラゴニック・カイザー・ワーニング」を使っている。アルティメットステージではオーバーロードの更なる姿「ドラゴニック・オーバーロード “The Legend（ザ レジェンド）”」を軸としたかげろうを使用している。
【G第4期】
アイチの帰国に合わせて帰国し、伊吹を迎えに行った後、ともに立凪財閥に向かう。そこで星崎ノアがかつて自分が使ったことのある「星輝兵 カオスブレイカー・ドラゴン」に体を乗っ取られていることを知り、カオスブレイカーとの決着をつけるために、ノアを探すことを決意したアラタとマコトと共に行動することになる。
【G第5期】
シンガポールを回っていたが現在は香港に滞在中で、カムイとミサキと合流し使徒のアジトに潜入。そこでディフライドされた若水と対面。ファイトを強要されるが、新たな切り札「ドラゴニック・オーバーロード “The Destiny（ザ デスティニー）”」と新たな未来「覇天皇竜 ドラゴニック・オーバーロード “The Purge（ザ パージ）”」の圧倒的な力を見せ勝利。地球側の先陣を切った。その後、アラタとマコトに後を託しヨーロッパへ戻る。その後、使徒との最終決戦に参加し、ノアと因縁のある「星輝兵 カオスブレイカー・ドラゴン」と決着をつけるべくアイチとペアの変則タッグファイトを挑む。
デッキ
先述の通り、「ドラゴニック・オーバーロード “The Destiny（ザ デスティニー）”」と新たな未来「覇天皇竜 ドラゴニック・オーバーロード “The Purge（ザ パージ）”」の新たなオーバーロードを使っているが、これまでと異なり、ヴァンガードのスタンドではなく、かつて彼が使用した「煉獄竜 ボーテックス・ドラゴニュート」の能力に酷似した直接ダメージ（ダメージトリガーは無効）に加え、ジェネレーションブレイクで相手のダメージゾーンの枚数だけドライブチェックをする戦法となっている。
【漫画版】&【2018年版】
かつては高すぎる実力ゆえにレンを含め誰も相手にならず、次第に「櫂と戦っただけでもステータスになる」と思われ、半端な覚悟で戦う者しかいなくなったため、いつしか「孤高のファイター」と呼ばれるようになった。
アイチとのファイトの後、頻繁にショップに出入りして彼や三和とファイトしたり、危険なファイトを強いるフーファイターに挑もうとしたカムイの代わりにファイトし、戦わないようアイチたちに警告したりした。レンが持つ「PSYクオリア」には「PSYクオリアの戦いは本気の戦いじゃない」と否定的で、そのことが2人の対立に繋がっている。しかし、アニメ版・漫画版共に彼が原因でアイチとレンはPSYクオリアに覚醒する。
フーファイター本部に三和と共に殴り込みに行き、アサカを一蹴しレンと対決するもレンのPSYクオリアにはかなわず敗北、結局アイチに後を託すことになった。
その後は否定的だったPSYクオリアに関しても受け入れる姿勢を見せており、アイチとPSYクオリアを使った状態での全力勝負をすることになる。その戦いの中で彼もまたPSYクオリアに覚醒し、アイチに逆転勝利した。また、そのファイト中の回想で両親に見捨てられ親戚をたらい回しにされていたという事実が明らかになった。
アイチへの態度は旧アニメ版とは異なり、しばしば彼をフォローすることもあり、他のキャラクターとの衝突も特に無く普通に会話しているほか、2018年版ではVS光定戦のように3連続アタックを受けた後、意地をみせてあえてリアガードの攻撃をするなど少々好戦的な面を見せる。光定に勝利後は次回予告でヴァンガード談義を見せている。また、高校生編ではPSYクオリアゾンビ化した福原高校から逃走したレン、テツ、アサカに頼み込んで居候させてもらうとき、そのあまりの状況に怒るようなコメディ描写や、居候時にテツの買い物に付き合うなどこれまでになかった私生活描写も見せた。
高校生編では、アイチが福原高校で自身の先導者である伊吹コウジと出会ったことを知り、強い反応を見せている。
『ヴァンガード0』の描き下ろし漫画では小学生時代の櫂が主人公の物語が収録されており、櫂がヴァンガードを始めたきっかけとアイチに「ブラスター・ブレード」を渡すに至った経緯が描かれている。
【続・高校生編】
後江高校サイドの主人公。伊吹に敗れデリートされヴァンガードの意欲を失っていたが、アイチとの付き合いは続けている。偶然公園で光定と再会し彼の手でヴォヤージュに連れられそこでテツと出会いキョウとレッカのファイトを見届けキョウが勝利したことでデリート回復の可能性を見出す。そしてその中で偶然マモルと出会い、「ドラゴニック・オーバーロード・ジ・エンド」を見せてもらい、それを借りる形で練習相手役を頼まれマモルとファイトを行う。何回かの敗戦後、たらい回しにされた後、身の回りすべてを紅蓮の炎で焼き尽くしたいといと何度でも立ち上がるという思いから彼がかげろうとオーバーロードをめぐり合わせた切っ掛けとなることが新たに判明してそして相棒オーバーロードから再び立ち上がるという思いから櫂に初心だった自分を思い出し「ドラゴニック・オーバーロード・ジ・エンド」にライドした怒涛の3回連続スタンドの猛攻でに勝利してデリートから克服する。ファイトの後「ドラゴニック・オーバーロード・ジ・エンド」をマモルに返そうとするが、櫂とオーバーロードに真のつながりがあると認めて改めてマモルのお礼代わりに「ドラゴニック・オーバーロード・ジ・エンド」を正式に受け取った。また。VF甲子園は着実に勝利を収めていったが、宮地学園戦でスランプに悩まされて「アキレスとカメのパラドックス」になってしまう。その結果、悩み（と三和のイビキ）が原因で散歩がてら最終調整を行う。その結果、急に試合が始まる事態になってしまう。そして三和と偶然インタビューに飽きてもどろうとしていた時、事情説明された三和と共に伊吹が探してくれ昔の頃を思い出し櫂の悩みは完全に吹っ切りギリギリ試合に間に合いアイチのファイトを行い「ドラゴニック・オーバーロード・ジ・エンド」の連続攻撃でアイチを追い込むが、土壇場の2連続ヒールトリガーでしのぎきり｢孤高の騎士 ガンスロッド」の反撃で追い込まれ諦めかけるが、森川の叱責でヒールトリガーを引くことに成功するがあと一歩及ばず敗退、ファイト後、お互いに健闘を見せて戻った三和たちから「おかえり、櫂」と一同の健闘を誉めあったほか、マモルからファイトで勝ったことを聞き「ならば、試してやる。」と言う森川に「相手してやるか。」と承認してファイトを挑むなど謙虚な一面も見せている。
【新右衛門編】
小学生時代の姿で登場。
デッキ
エースカードがアニメと異なる他のQ4メンバーと違い、アニメ同様「ドラゴニック・オーバーロード」をエースカードとしており、他にもドラゴニックと名のつくドラゴンをメインとした構成となっている。
高校生編以降もアイチ同様クラン変更はしていないようで「かげろう」のデッキを使用している。
また、『ヴァンガード0』の描き下ろし漫画では、ヴァンガードを始めた当初は「ロイヤルパラディン」を使用しており、アイチ同様「ブラスター・ブレード」をメインとしたデッキを使用していた。
2018年版のデッキは初期のものに近いが、ガーディアンユニットが「レッドジェム・カーバンクル」に採用されていたり本作初めてイマジナリーギフトが紹介されているなど、より明確にわかるユニットが多くなっている他光定戦以降は「ドラゴンナイト・ネハーレン」や「バーサーク・ドラゴン」など初期のユニットで構成したした編成になっている。その後、PSYクオリアゾンビ化されたカムイと伊吹戦には「ドラゴニック・オーバーロード・ザ・グレート」、VF甲子園では「ドラゴニック・オーバーロード・ジ・エンド」を投入された。
【外伝 イフ-if-】
ヴァンガードと関係無い生活を送っており父母（声 - 井上和彦、久川綾）は失踪していない。
戸倉ミサキ（とくらミサキ）
声 - 橘田いずみ（続・高校生編まで）、遠野ひかる（新右衛門編）
誕生日11月1日（蠍座）、血液型はB型。15歳→16歳。
アイチたちの行きつけのカードショップ「カードキャピタル」でアルバイトをしている少女で、宮地学園の高等部所属の高校1年生（第3期では2年生）。一人称は「私」。当初ヴァンガードファイトの経験はなくカードゲームにも興味がないと口にしていたが、いわく「毎日店番をしていれば嫌でも覚える」とのことで知識は豊富であり、本来自分のものではないデッキも初見で使いこなしている。勝負運にはあまり恵まれないが、運に頼らない持ち前の記憶力を活かした確率重視のファイトを行う。また、全力でファイトすることを相手への礼儀と考えており、ファイトではどんな相手でも決して手を抜かない。アイチからは「ミサキさん」、森川たちからは「ねーちゃん」と呼ばれている。父親（声 - 加藤将之）と母親（声 - 増田ゆき）は「カードキャピタル」の元の店主。本編の約10年前に交通事故によって鬼籍に入っている。回想に出てくる彼女の母はミサキに（父はメガネを外したシンに）よく似ていた。
普段は気怠そうだが怒ると高圧的な口調になり、周囲へのツッコミに回ることもしばしば。愛想の無い態度を取ることも多いが、根は面倒見がよく心優しい性格の持ち主で、Q4のメンバーと打ち解ける内に和やかな表情を見せるようになる。制服を袖捲くりで着用しており、スカートも足元まで長く右側面に大きくスリットを入れている。また、第2期までと2018年版ではへそ出しスタイルの私服を着ており、自室では下着の上にYシャツのみというかなり際どい格好をしている。容姿はかなり良く、全国大会でアサカやユリと並び男性客に喜ばれる他、『G』でもその容姿を称えられている。
名前の由来は愛知県愛西市の地名である「戸倉」から。
【第1期】
地区大会では当日が両親の御命日だったため到着が決勝前まで遅れ、決勝でも出番をアイチに譲ったため、一戦もしていない。「PSY」に訪れてしばらくして両親を失った幼少期の過去を思い出してしまい、記憶力の良さが露見してカムイたちから賞賛されながらも、もう戦えないとアイチとのファイトを投げ出してその場から去ってしまう。それ以来店番を休業していたが、ある日に到着した新しい構築済みデッキのテストプレイとしてエミとファイトし、悲しいことばかりでなく、楽しかった日常を思い出し、父が構築したデッキの入った宝箱を思い出してそこから自分のデッキを取り出し、再びファイトすることを決意した。
全国大会ではジュラシックアーミーのブンジに敗北するが、マッスルブレインのケンには勝利。しかしFFAL4のアサカにはデッキと読みの甘さを指摘された上で敗北。以降、アサカに対して強い対抗心を抱くようになる。秋のショップ大会ではアイチ達と共に順当に勝ち上がり、秋の関東第三地区大会から全国大会予選にかけても順調に勝利する。
全国大会決勝トーナメント準決勝ではユリと対決、冷静なプレイングを見せるも最終的にユリの勝負運の強さに僅差で敗北。決勝戦では因縁の敵であるアサカと再戦。アサカの挑発にもペースを乱すことなく淡々とファイトを進め、「オラクルシンクタンク」の真価を発揮した戦術で夏の全国大会での雪辱を果たした。
デッキ
「オラクルシンクタンク」のカードで構成されたものを使用。エミとのファイトでは「ノヴァグラップラー」の構築済みデッキ（黄金の機兵）を使用した。
主な使用カードは「CEO アマテラス」「ロゼンジ・メイガス」など。全国大会予選リーグからは両親の形見のデッキに入っていた「満月の女神 ツクヨミ」などを追加し、ファーストヴァンガードの「神鷹 一拍子」から「三日月の女神 ツクヨミ」→「半月の女神 ツクヨミ」→「満月の女神 ツクヨミ」へ次々とスペリオルライドしていく戦術をとっている。
【第2期】
アイチから真っ先にメンバーに入ってもらうよう頼まれ、VFサーキットへの参加を決意。サーキット出発前にカードショップ「PSY」でレッカとファイトした際、デッキの進歩の無さを指摘されて手痛い敗北を喫したことで、サーキットを通じてもっと強くなるという目的を見出した。
シンガポールステージ、ソウルステージでの敗北で自身の戦い方に行き詰まってしまうが、南の島の特訓でのレンのアドバイスにより新たな戦い方を見出す。その際レンから「ミサッキー」というあだ名をつけられたが本人はこのあだ名を嫌がっている。また肝試しの際には脅かし役に本気で怯えるなどの一面を見せた。
香港ステージでは自身のデッキの特性を活かした「守り」の役割を担い、アイチやカムイを上手くサポートしチームを決勝戦へ導く。日本ステージでは最後の試合でクイーンYことユリと対峙し、いつも通りの冷静なプレイングを駆使して勝利する。
日本ステージ終了後にタクトから真実を告げられ、記憶を取り戻した。レオン達との戦いではカムイと共にチェン姉妹と戦う。
デッキ
第1期同様「オラクルシンクタンク」を使用している。当初は第1期同様のツクヨミシリーズや「CEO アマテラス」中心のデッキを使用していたが、レンの指摘を受けたことで「スカーレットウィッチ ココ」を中心としたデッキに組み替え、香港ステージで使用。その後、日本ステージでは再び「CEO アマテラス」を軸としたデッキに戻す。切り札は、スイコから譲り受けた「日輪の女神 アマテラス」。また、ソウルステージ後の南の島での合宿の際には、アサカの「ペイルムーン」デッキを借りてプレイした。
【第3期】
高校2年生に進級し、髪型をショートヘアに変える。自分の学校に進学してきたアイチの校内生活を気にかけ始め、意識していくようになる。
なお部への勧誘は比較的早い段階から打診されていたものの、当初は店の手伝いを理由に断っていた。しかしコーリンから挑発を受けて自らの意思で参加することを決意。入部試験として提案されたアイチとのファイトに勝ち、5人目のカードファイト部員になった。周りからは「女番長」と恐れられている。対抗試合ではカムイとのファイトを制し、VF甲子園では仲間への思いを背負った三和と戦い勝利する。
林間学校終了後リンクジョーカーの存在を知り、宮地でのЯ化事件が解決した後、アイチと共にタクトのもとに向かう。立凪ビル到着後に待ち構えていた三和と再戦し、新たな切り札によって勝利する。立凪ビルでのЯファイターとの交戦中、仲間の目を盗んでリンクジョーカーの元に向かったアイチを想い、仲間に押されながら一人だけで後を追い、リンクジョーカーとの最終決戦を見届ける。
デッキ
「オラクルシンクタンク」から新クラン「ジェネシス」で構成されたデッキを自ら組んで使用。主なカードは「月夜の戦神 アルテミス」、「永久の女神 イワナガヒメ」、「神託の女王 ヒミコ」、「幸運の女神 フォルトナ」、「叡智の神器 アンジェリカ」、「全知の神器 ミネルヴァ」など。
【第4期】
彼女もアイチのことを忘れていたが、櫂とのファイトを通して彼のことを思い出した。彼女の発言から、アイチが失われた世界ではカードファイト部が設立されていないことが判明した。また右手首にコーリンのリボンを巻いており、櫂との戦いでアイチのことを思い出すのと同時に第4期序盤からコーリンの消滅を認識している。これまであまり言及されなかった「女番長」のような振る舞いに関しても、多少触れられている。
カトルナイツの手がかりを得るべく帰国してくる光定と知り合った後、カトルナイツの一人であるラティとファイトを行うが、彼女の「魔女」ユニットのスキルで翻弄されて敗北する。
コーリンとは互いに信頼関係を築き合い、コーリンが「リンクジョーカー」を手にして立ちはだかった際には「本心では泣いている」と気づいており、彼女ともう一度会うことを決める。
聖域でラティへのリベンジを行うが敗北。コーリンについての全ての記憶を消滅させられ、それと併せる形でアイチのことも忘れてしまう。そのため大切な人を忘れてしまったことについて無意識に涙を流した。
全ての出来事が収束した後は再びアイチおよびコーリンのことも思い出した様子で、変わらずリボンも腕に巻いている。
デッキ
第3期と同じく「ジェネシス」デッキを使用している。カトルナイツとの遭遇後は前期終盤で使用した「神器」デッキをより「神器」ユニットに特化させたデッキに改良している。主なカードは「全知の神器 ミネルヴァ」、「運命の神器 ノルン」、「宇宙の神器 CEO ユグドラシル」。
【劇場版】
アイチ同様「メサイア・スクランブル」の招待状が届いたことから大会に参加。初戦でクリスに勝利するもその日の夜に伊吹の闇討ちを受け敗北する。意識を取り戻した直後、真の黒幕が「威圧する根絶者 ヲクシズ」であることに気づきアイチのもとへ向かう。なお、本作では髪が肩ぐらいまで伸びている。
デッキ
4期同様「神器」軸のジェネシスを使う。
【G第1期】
2期以来髪を伸ばし、リボンを髪に巻いているほか、口紅をするなど大人らしく成長。大学2年生で、店のオーナーを務めている。店の経営のため授業への出席はまれだが、試験の成績は非常に優秀で順調に単位を取得している。カムイがクロノのクエストを手助けするために仕事をさぼったため、罰としてバイト代を差し引いた。ファイト描写はないが26話の会話から引き続き「オラクルシンクタンク」と「ジェネシス」のデッキを所持していることが分かる。また漫画『ヴァンガードG ストライドジェネレーション』では2号店に視察に来た際、クロノとファイトを行っておりこの時は1期で使用した「ツクヨミ」シリーズを軸としたデッキを使っておりGユニットである「夜を統べる月神 ツクヨミ」を新たな切り札にしている。
【G第2期】
他のカードキャピタルのスタッフが事情により出勤できない、または1号店の臨時休業もあって、2号店で多忙をしていたが、偶然訪れたトコハの手伝いによって難を乗り越える。その後彼女の悩みの力になるかのように、ファイトを行い、彼女に自分にできることが何なのかを伝えた。また、ミサキも櫂たちと同様、伊吹の「Plan-G」に協力している。
アルティメットステージではQ4の先鋒としてトコハと戦う。トコハに対してデッキが1周した残り枚数をトコハに告げプレッシャーをかけ守護者をバインドさせて防御を封じ、得意のトリプルクリティカルトリガーと「サイレント・トム」でグレード0の防御を封じようとしたが、トコハの想定外の秘策「Gガーディアン」の登場で形勢を逆転させ最後はトコハの猛攻により敗れる。敗北後は、心配した櫂とカムイから「声をかけないのか？」と聞かれるも静かに彼女はトコハの成長を認めた。
【G第5期】
カムイと共に香港に滞在中の櫂と合流し、サポートを行う。本作では第3期の時ほどではないが髪を短くしており更に動きやすいようにパンツルックに変えている。また、再びコーリンのリボンを腕に巻いている。最終決戦でダークフェイスによって隔離され、ファイトを行う。冷静な判断と防御戦術でゾーアを防いで勝利し、撃破後はプログラミングのサポートをした。
デッキ
再び「オラクルシンクタンク」を使用。2号店でのファイトでは漫画版で使用された「メイガス」軸の「オラクルシンクタンク」を使用している。切り札は「星を視る者 グローブ・メイガス」。なお、「オラクルシンクタンク」を使用したのは2期以来だが、「メイガス」軸のデッキは初めてである。
アルティメットステージでは第1期や『G』漫画版で使用した「ツクヨミ」軸のデッキを使用しており、漫画の切り札である「夜を統べる月神 ツクヨミ」に加え「導きの天神 ワカヒルメ」をGユニットとして使用している。
『G』第5期のダークフェイス戦では前シリーズの第3期で使用した「神器」軸の「ジェネシス」を使用。アイチのデッキ同様に以前の「神器」で採用したメンバーのリメイクユニットが多い。メインユニットはブレイクライドからストライドスキルになった「叡智の神器 アンジェリカ」、切り札は「全知の神器 ミネルヴァ」の強化ユニットである「全能の究極神器 ミネルヴァ」。
【漫画版】&【2018年版】
直観像記憶（アイデテック・イメージ）能力を持っており、店で見たカードファイトを全て記憶している。アニメと異なりアイチとのファイトを通してヴァンガードに興味を持ち出したような描写を見せている。設定資料によると「能力」のお陰で成績は優秀であるらしく、制服の着崩しも成績が良いため黙認されている模様。なお通っている学校は良い所のお嬢様学校で、シンが頑張って通わせているらしい。
アニメ版と同じく最初のファイトの相手はアイチであり、ルールも知っていた。
ヴァンガードを初めて間もないが、AL4の一人アサカに勝利する。しかし、直後にレンに敗れカードキャピタルに来ることを許してしまい、同時にレンからは「ミサQ」と呼ばれることになる。
高校生編でもアニメとほぼ同じ流れでカードファイト部に入部するが、入部試験の相手がアイチでなくコーリンになっている。また制服を着崩している理由、髪型を変えた理由がアカリの口から説明されている。
また、2018年版では無礼な相手を「クズ」と罵ったり、容赦ない蹴りを入れる過激な面、アイチVSカムイ戦で頬を赤らめたりチームQ4を結成することになったときにアイチがミサキを誘った時、困惑した表情を見せる面など、新旧が設定が混在している。なお、実力は少々高めで初めてのファイトとなったアイチ戦では、イマジナリーギフト「プロテクト」を利用した防御戦術や手札温存を駆使したりトドメのダブルクリティカルで結果的にアイチに勝っており、第16話のアサカ戦では先に「CEOアマテラス」にライドさせて先にイマジナリーギフト「プロテクト」や「守護者」を使わず手札の「インペリアル・ドーター」を温存させアサカの動きを探る一面も見せた。高校生編では当初、カードファイト部入部を躊躇する描写も見せていた。その後、コーリンの挑発を受けてファイトを挑み、直観像記憶に怯むことなくファイトに決着をつけた。また、2018年版初期に見せた相手を「クズ」と罵る場面や裏番と怖がられるイメージ、アイチへの恋愛描写を強調する面も見せた。
【続・高校生編】
コーリンとの記憶を忘れており、レギオンメイト編と異なりコーリンから渡したリストバンドを腕に巻いていない。生徒会の代表選手は生徒会長イツキとファイトを行いトリガー引きの強運でに攻めるという優位に見せ追い込まれたが、トリガー16枚を全部出してしまうという最大の弱点に見抜かれて怒りの猛攻で制する。また裏番設定はさらに強調されており生徒会でも畏怖されている。
【新右衛門編】
幼い頃が登場。両親の事故死のショックが大きく残り入院生活を送っている。本作では初めて直観像記憶（アイデテック・イメージ）の設定が明確にされており原典で教えた人物も櫂から本を読んだナナミということになっている。また、エスカとは従兄弟関係であることが判明した。
デッキ
アニメと同じ「オラクルシンクタンク」だが、一部所持カードが異なる。やや和のテイストが強いアニメと異なり「ドーター」と名のつくカードを主としている。漫画版のデッキのエースは「インペリアル・ドーター」。
アニメと異なり、高校生編でも引き続き「オラクルシンクタンク」を使用している。主な使用カードは「ペンタゴナル・メイガス」。なお、2018年デッキでは漫画版同様にインペリアル・ドーター」がエースユニットだが、「CEOアマテラス。」や「オラクルガーディアン・ジェミニ」といったアニメ版第1期のユニットが加わった新旧アニメの混同デッキになっている。なお本作でイマジナリーギフト「プロテクト」の設定が紹介された。ＶＦ甲子園の決勝イメージのみ代名詞と呼べる「満月の女神 ツクミ」が映っている。

葛木カムイ（かつらぎカムイ）
声 - 石川静
誕生日9月13日（乙女座）、血液型はAB型。12歳→13歳。
第5話「旋風!小学生ファイターカムイ」で登場。小学6年生（3期では中学1年生）でありながら中学生や高校生を凌駕するほどの実力を持つヴァンガードファイター。一人称は「おいら」。口は悪いが根は優しく、とても明るい少年。諺や慣用句やカード以外の英単語といった国語知識には弱く、度々間違えては突っ込まれている。エイジとレイジからは「カムイさん」と呼ばれている。
アイチの妹・エミに一目惚れしたことがきっかけで、アイチを「お兄さん」と呼び慕うようになる。その後、共に過ごすに従い第4期では実の兄と思うようになり、アイチ自身も彼を弟のように思っている。エミと結婚すべく彼女に対して隙あらばアプローチを試みているが、照れ屋であるため中々想いを伝えられないでいる。ヴァンガードを始めたのは「チーム男前」の大文字ゴウキとの出会いがきっかけであり、互いに認め合う仲である。また、ゴウキの妹のナギサに好かれており、遭う度に（彼女の激しいアプローチが原因で）壁に叩き付けられたりして手を焼いている。
初期設定での名前は「葛木タクマ（かつらぎタクマ）」。名前の由来は愛知県愛西市の地名である「葛木」から。
【第1期】
ショップ大会準決勝でアイチと戦い勝利するが、決勝戦では櫂に落胆の言葉を投げつけられて完敗する。武者修行のつもりで久々に赴いた「男前」では、大文字兄妹にアイチに惚れていると勘違いされた挙句、ナギサではなくエミを好いていることを理解してもらえなかった。
地区大会決勝にて「男前」の先鋒として出場したナギサとのファイトでは動揺して戦術を乱されたことによって惨敗を喫し、婚姻させられかけた挙句、Q4の勝利で結婚の話を取り消そうとするも反故にされてしまう。
全国大会ではふとしたことから櫂の言動に憤り、「Q4」から離反・下野してしまう。何もできないまま会場をうろついていたところをエミとゴウキを連れたナギサに檄を飛ばされ、離反したことを悔やみアイチの応援に駆けつけた。チャンピオンシップからの帰還後、未だ気に食わないものの櫂の実力を認め、特訓を決意する。秋のショップ大会ではエミと対決するが、念願叶ってのファイトに喜びのあまり腑抜け、まともにファイトできず敗北した。
秋の地区大会は順調に勝利し、全国大会でもジュラシックアーミーのブンジおよびFFBSのヒロミに勝利する。全国決勝前のショップ大会ではエミとファイトできずに落胆するが、櫂のアドバイスも受け入れるようになった様を見せている。
全国大会決勝トーナメント準決勝ではガイと対決、最初こそ実力者を相手に緊張した面持ちだったが、ガイの言葉で落ち着きを取り戻し全力の戦いを見せ彼に勝利した。決勝戦ではテツと対決。一歩及ばず敗北するも、その勇敢な戦いでテツに実力を認められるに至った。アイチの勝利後、感極まって号泣する。
デッキ
「ノヴァグラップラー」のカードで構成されたものを使用。ショップ大会ではソウルブラストの補助として「ダークイレギュラーズ」のカードである「ロック・ザ・ウォール」を使う場面があった。ソウルブラストとカウンターブラストを駆使した「トルネード・スタンド・ギャラクティカ」「サイクロン・スタンド・サンダーボルト」などのユニットをスタンドさせるスキルをフィニッシュ・ホールドとして用いる。また、ライドする時には「（超）俺様ライド」という台詞を使う。
主な使用カードは「アシュラ・カイザー」「Mr.インビンシブル」「ジェノサイド・ジャック」「バトルライザー」などで秋の全国大会以降は「シュテルン・ブラウクリューガー」を軸としたデッキを使う。
【第2期】
全国大会優勝後はカードショップ男前に入り浸り、チーム男前のメンバーとして全国制覇をするためにファイトに勤しんでいたが、アイチからVFサーキット参加の誘いを受け、板挟みになる。最終的に自分の行く道を決めるためにアイチとファイトを行い敗北、サーキット参加を決意した。
シンガポールステージでは全勝を飾るが、帰国後のテツとのファイトで慢心を指摘される。ソウルステージでNAL4に闘志を燃やすが櫂に敗北する。香港ステージではタッグファイトのルールを覚えるのに時間を要したため、準決勝から出場する。
日本ステージでは最後の試合でチームアンノウンのジョーカーX（テツ）と対峙。猛攻をしのぎ切り、今まで勝てなかったテツについに勝利する。
その後タクトから真実を告げられ、ミサキと共に記憶を取り戻した。レオン達との戦いではミサキと共にチェン姉妹と戦う。
デッキ
第1期同様「ノヴァグラップラー」を使用しているが、「極限突破」に収録されているカードを一部投入している。VFサーキット開幕からソウルステージまでは「獣神」とついたカードを多用し、「獣神 アズール・ドラゴン」を切り札にしていた。夏合宿でテツと対戦した際、漫画版と同じ「パーフェクトライザー」を軸としたライザーデッキに組み替え、香港ステージで使用した。
その後、日本ステージでは再びデッキを組み替え、「獣神」を軸としたデッキに戻している。切り札はPSYでスイコからもたらされた「超獣神 イルミナル・ドラゴン」。
【第3期】
後江中に入学。第111話で後江高校ヴァンガード部の助っ人として対抗試合第3試合に出場、ミサキの対戦相手となる。両者一歩も譲らないファイトを繰り広げたが、ミサキの逆転の切り札によって敗北した。
第141話では、Яファイターの巣窟となった宮地学園中等部を訪れ、事件の真犯人であるレッカとのファイトを制し、エミたちを救出する。その後、林間学校から帰ってきたコーリンとファイトするが、Я化した彼女の新たな切り札「哀哭の宝石騎士 アシュレイ “Я”」のリミットブレイクスキルに翻弄され敗北し、Я化してしまう。Яの力を得たことによってアイチと互角に渡り合えると確信し、タクトのもとに向かうアイチにファイトを挑む。いつの間にか自分より強くなっていたアイチへの憧れを吐露しながら正々堂々戦うが、アイチの新たな切り札「絆の解放者 ガンスロッド・ゼニス」に敗北し、元に戻る。
デッキ
これまでと変わらず「ノヴァグラップラー」を使用。第2期で使用した「超獣神 イルミナル・ドラゴン」をそのままに、新たに「獣神 エシックス・バスター」を切り札に加えた「獣神」デッキを使用。第141話からは「最強獣神 エシックス・バスター・エクストリーム」を切り札にしている。Я化した際の切り札はЯしたナギサと同じ「最凶獣神 エシックス・バスター “Я”（リバース）」であり、デッキ構成も彼女と同じ構成になっている。
【第4期】
他のキャラクターと同じく、櫂達との交流はなかったことになっている。ずっとカードショップ男前に入り浸っていたが物足りなさを感じており、ゴウキから櫂のことを聞かされて後江高校ヴァンガード部に殴りこみをかけてくる。そこで行ったナオキとのファイトを通し、アイチのことを思い出した。
ガイヤールとネーヴの強襲を知った後、再び単独行動を起こそうとした櫂にファイトを挑む。これまで敵わなかった彼に初めて勝利したことで、その強い意志を伝えると共に櫂のことを「俺たちの先導者（ヴァンガード）」と呼び、彼を立ち直らせる。
空港でセラに敗北後、蒼龍の島でナオキと共に特訓する。
聖域ではガイヤールとファイトを行うが、「青き炎の解放者 プロミネンスコア」の攻撃で敗北し、アイチに関係するすべての記憶を消される。しかし、誰よりも熱くメイトを信じ抜く姿勢はガイヤールにも影響を与えた。
全てが終息した後は再びナギサの猛アタックに翻弄されている。
なお、記憶を失っている間はナギサのアプローチに対しては、前期までと比べて明確な拒絶を示していなかった。また、ナオキとコンビを組むことが多くなっている。
デッキ
第2期中盤で使用したライザーデッキを強化したものを使用。当初の切り札は以前同様「パーフェクトライザー」だったが櫂戦からは新たにレギオンユニット「アルティメットライザー・DF（デュアルフレア）」と「アルティメットライザー・MF（メガフレア）」を軸においた改良型ライザーデッキを使用する。
【劇場版】
他のQ4メンバー同様招待状が送られ「メサイア・スクランブル」に参加。Aブロック1回戦でネーブを倒した後、1回戦を勝ち上がったレオンおよびミサキが不戦敗になったことで準決勝で伊吹と対決するも倒される。
デッキ
第4期同様ライザーデッキを使用。
【G第1期】
前作より大きく成長し後江高校に入学。高校一年生。カードキャピタル2号店でアルバイトをしている。初めて店に訪れたクロノにヴァンガードを教えた先導者であり、トライスリー結成の立役者でもある。おっちょこちょいなところや、ヴァンガードに熱くなったりするのは顕在。当初は折り合いの悪いトライスリーの3人に手を焼いており、20話では醜い足の引っ張り合いを演じた彼らに業を煮やし、「自分勝手で独りよがり」「傲慢で自信過剰でチームを考えねえ」と酷評した。世界トップレベルの実力を持つ伝説級のファイターとして知られる。
デッキ
「バトラー」と名のついたユニットを中心の標準なノヴァグラップラーのデッキを使用。グレード3ユニットは「ビクトール」名称のカードを中心に使用している。
【G第2期】
伊吹の「Plan-G」の実行に協力する。第5話にて、1号店の先輩たちをクロノたちに紹介した。また、ナオキから「惑星クレイが実在する」という話を彼から聞いて来いとクロノから真意を聞かれ、それに答えたほか、伊吹のことでぎくしゃくしていた彼に活を入れた。アルティメットステージでは大将としてクロノと対決。他のメンバー（櫂とミサキ）と違って付き合いが長いこともあり、「これ以上クロノが傷つく位ならここで彼を離脱させる」という選択肢も考えており本気でクロノを倒そうとしていたが、引き運の悪さとクロノの粘り強さの前に敗北して彼の勝利を称えた。
未だにエミに告白できておらず、さらにナギサの猛アタックが原因で逆にナギサとお似合いだと思われている。
【G第4期】
カードキャピタル1号店に転籍。ナギサ、エミとともに「ヘル&ヘヴン」を結成してU20チャンピオンシップに参戦する。U20出場は鬼丸について調べるための伊吹からの依頼であり、たった16チームしかない勝ち抜け枠を奪いたくないという理由でセカンドステージには残らず、以後は大会の外で活動する。
【G第5期】
ミサキと共にノアの行方を追って香港へ渡り、櫂、アラタ、マコトと合流する。
アラタとマコトを破ったグレドーラとファイトを行う中、その強さを気に入ったグレドーラに求婚されるが「俺の女神は一人だけ」と断った。ゼロスドラゴンを退け、ノヴァグラップラーにとって最悪の相性であるメガコロニーが相手ながらもヴァンガードとリアガードの連続スタンド能力を駆使して撃破した。
デッキ
前期同様「メッチャバトラー」と名のついたユニットを中心の標準なノヴァグラップラーのデッキを使用しているが、クロノたちとの特訓の際には、第3期中盤で使用したものにGユニット「究極獣神 エシックス・バスター・カタストロフ」を入れた「獣神」デッキを使用。
【漫画版】&【2018年版】
漫画版ではエミに一目惚れするエピソードがアニメより遅く、アイチのことも単に「アイチさん」と呼ぶ。また、カードキャピタルに来る理由はフーファイターによって近所のショップが荒らされたためになっている。アニメ同様に櫂が気に食わない面を見せるが、櫂がミナミに勝利したことから彼を認めた。
フーファイターの一件後、初めてカードキャピタルへやってきたエミにアニメ同様に一目惚れしている。
2018年版は漫画版とアニメ版の統合型になっており初登場時では漫画版設定だが、漫画版に先駆けてエミに一目惚れしてアイチのことを｢アイチお兄さん」と呼ぶなどアニメ版の設定が混在している。また、ミサキに対する呼び方も三和と同じ「姉ちゃん」となっている。ショップ対抗戦では2対2でイーブン状態になりゴウキの提案で最後の決定戦をやることになった後、自ら立候補してゴウキを指名してファイトを行う。そのファイトの際、ゴウキから自分に足りないものがあると言われたことを思い出し、それがアイチのように勝ち負けを気にせずファイトすることだと気付き、その気持ちのこもった一撃で見事逆転してショップ対抗戦を勝利に導いた。その後、ナギサに惚れられて猛アタックで迫られた。2018年版では漫画版と異なり高校生編でも登場し、森川に敗れてPSYクオリアゾンビにされ、櫂と戦うが敗れて正気に戻る。その後協力して森川たちを正気に戻した。なお、服装は第3期に着た後江中学の制服ではなく私服が多い。
【続・高校生編】
相変わらず私服姿中心で登場する。また、仲が悪かったキョウと仲良くなっておりファイトの相手役を務める。そんな中ヴォヤージュで偶然レッカと遭遇してキョウとファイトを見て連敗が続く。しかし、テツと同様にデリート状態から復活するという彼の見解から一緒にファイトを挑むように頭を下げる。そしてファイトに勝利してデリートの呪縛から抜け出した際、喜ぶ描写を見せた。
デッキ
アニメ同様「ノヴァグラップラー」だが、こちらは「バトルライザー」を中心とした「ライザー」シリーズのバージョンアップタイプにライドしていくものになっており、ライド時のイメージは他の登場人物と異なりユニットとの融合ではなく「ライザーシリーズ」のコックピットに搭乗するという珍しいものになっている。エースカードは「パーフェクトライザー」。
漫画では勝率が高いアイチに対し、彼がメインのファイトではいまいち実力を発揮できていない。なお、2018年版アニメデッキのエースユニットは「パーフェクトライザー」だがサポートユニットに「アシュラ・カイザー」などアニメ第1期と漫画版デッキの混成型になっており、パワー戦法よりもアニメ初期に見せたリアガードの連続攻撃戦法が謙虚になっている。なお、本作でイマジナリーギフト「アクセル」と「フロントトリガー」の設定が紹介されている。PSYクオリアゾンビになった後はアニメ第2期で使用した「獣神」をメインとした編成になっており、エースは第2期最初にエースにしていた「獣神アズール・ドラゴン」。

### Q4の家族
先導エミ（せんどうエミ）
声 - 榎本温子
誕生日9月27日（天秤座）、血液型はB型。
第3話「ようこそ!カードキャピタルへ」から登場。アイチの妹。お嬢様学校と呼ばれる宮地学園の初等部に通っている小学6年生。気弱な兄とは反対にとてもしっかりしており、アイチのことは呼び捨てで呼ぶほか、朝はアイチより早く起きて母のシズカの代わりに彼を起こしている。彼がきちんと生活できるか不安という理由でQ4の合宿に参加した。カムイに惚れられているが全く気付いておらず、彼とナギサが恋人同士と思っている。
【第1期】
カードゲームについては存在そのものを知らないほどだったが、ヴァンガードをする時の普段とは違うアイチを見て興味を抱く。ミサキのデッキを借りて森川と行った初めてのファイトでは、可愛いかどうかを判断基準にして使うユニットを選んだり、可哀想という理由でカードを消費する行動を避けるなど未熟さを見せたが、ビギナーズラックと森川の実力不足に助けられて勝利した。他のファイターの戦いを見ていた影響か、少しずつ未熟さを克服し、カードを使いこなしている様子をミサキとのファイトで見せた。いつかミサキやアイチを超えるファイターとなることを夢見て次第に実力を付けていき、秋のショップ大会では三和の策略により「プリンセス・メイデン」としてカムイと対峙、勝利した。全国決勝前のショップ大会ではジュニアの部で出場し優勝を飾り、常にファイトを楽しむ姿勢を周囲に評価された。
デッキ
初戦ではミサキのデッキ、ミサキ戦では「オラクルシンクタンク」の構築済みデッキ（桜花の姫巫女）を借りてファイトしており、秋のショップ大会では「オラクルシンクタンク」と「バミューダ△」の混成デッキを使用していたが、全国決勝前のショップ大会では「バミューダ△」のみで構成したデッキを使用している。
【第2期】
シンガポールへ旅立つアイチのことを心配しているが、合宿の時のように随行したりはせず、自宅やカードキャピタルでVFサーキットのテレビ中継を見ている。ただし南の島での合宿や香港では他のカードキャピタルの面々と同行し、アイチの世話を焼いている。
【第3期】
宮地学園の中等部に進級。親友のマイと転校してきたレッカの3人で「宮地学園中等部CF同好会」を設立した。売り言葉に買い言葉で始まったシンゴとのファイトでは、ユニットの特性を生かした連携とブレイクライドを駆使して勝利する。
141話では、Я化したゴウキが引き起こした事件に巻き込まれマイと共に人質にされてしまうが、レイジとエイジの活躍やレッカの手助けによって安全を確保される。カムイにЯ化についての説明をしたり自力での脱出を試みたりするなど、芯の強さを見せている。
デッキ
第1期終盤同様「バミューダ△」で構成されているが、「PR♥ISM（プリズム）」と名のつくユニットをメインとした編成に変更されている。
主な使用カードは「PR♥ISM-I（プリズム-イメージ） ヴェール」、「PR♥ISM-P（プリズム-プロミス） ラブラドル」など。
【第4期】
アイチに関する記憶が無くなっており、一人っ子ということになっている様子。しかし、ヴァンガードを始めた理由が思い出せないことに対して違和感は感じている。
ファイト描写はないが、これまでと同様に「バミューダ△」を使用し、「歌姫の二重奏（デュエット）」で追加された「Duo 魅惑の瞳（テンプテーション） リィト」を使用していたことから、前期の「PRISM」軸から「Duo」軸に変更した模様。
【劇場版】
三和、ナオキ、シンゴと共にアイチの応援に回る。また、三和から伊吹が櫂と自分の先導者と聞かされた時にアイチにメールでそのことを伝える。
【G第2期】
第14話から再登場。その日開かれたショップ大会の抽選でシードで出場し、勝ち上がったツネトに勝利するが、決勝のクロノとのファイトでは敗れる。デッキは「パシフィカ」軸の「バミューダ△」で構成されている。
なお、カムイの気持ちには未だに気付いていない。
【G第4期】
宮路学園高等部3年生。カムイ、ナギサと「ヘル&ヘヴン」を結成し、「U20チャンピオンシップ」に参加する。
デッキ
オープニングで「PR♥ISM（プリズム）」を使いファイトをしているシーンがある。
【漫画版】&【2018年版】
漫画版では当初は本編には登場せず扉絵で存在が示唆されているのみだったが、第1部の終盤に登場した。2018年版では漫画版第3話に先駆けて序盤に登場している。その際、初めてファイトを見て強い感動を覚え、カムイにファイトを教えてもらうなど好奇心が強い面も見せた。
【外伝 イフ-if-】
主人公のひとり。シリーズの主人公としてはアイチ、クロノ、新右衛門に続いて4人目で、シリーズ史上初の女性主人公となる。歴史の歪みを直してサンクチュアリから戻らない兄のアイチを連れ帰るためにパートナーのシュカとともにさまざまな時間軸を旅し、魔法少女「ブラスター・ペア」に変身してジャマーと戦う。ヴァンガードのユニットを実体化させる力があり、シュカが選んだユニットカードを『リアライズ！』の掛け声とともに実体化させることができる。私服の時は、アイチのものに似たジャケットを着ている。
先導シズカ（せんどうシズカ）
声 - 篠原恵美
アイチとエミの母親。おっとりした性格で、少々とぼけた一面を持つ。ヴァンガードに熱中するアイチとエミを暖かく見守り、応援している。
新田シン（にったシン）
声 - 森嶋秀太、朝日奈丸佳（幼少期）
誕生日12月28日（山羊座）、血液型はO型。
第3話「ようこそ!カードキャピタル」から登場。「カードキャピタル」店長の男性。一人称は「私」。本名は「新田 新右衛門（にった しんえもん）」。ミサキは彼の姪にあたり、彼のことを「シンさん」と呼んでいるが、呼ばれる度に「店長」と呼ぶよう指摘している。飼い猫「店長代理」と共に店を切り盛りする。年長者であり、何かと苦労を押し付けられることが多い。ミサキの両親が亡くなった後、店を守るべくカードキャピタルを受け継いだ。ミサキによれば、父親に似ているらしい。回想場面で櫂や三和と同じ後江高校の制服を着用していた。
カードショップを切り盛りしているだけあって、エミが初めてファイトする時もかなりはしゃいでいた。また、ショップ大会の参加権を賭けてアイチにファイトさせたり、事前説明なしにショップ大会から店の代表を選出したり、チーム・カエサルを餌に櫂を合宿に参加させたりと食えない一面も見せる。
愛車はアニメーション監督の辻初樹の趣味でワーゲンバスだが、伊藤彰のイメージではムルティプラだという。
【第1期】
過去に囚われてヴァンガードファイトを投げ出したミサキを救うために、入荷した構築済みデッキでエミとファイトさせ、父の宝箱を思い出したミサキに預かっていた鍵を返した。
チャンピオンシップではメンバーを会場へ送り届けたりアドバイスを与えたりと影ながらチームを支える。チャンピオンシップからの帰還後、チーム・カエサルの提案もあってQ4の強化合宿を企画。秘蔵のカードをデッキ構築の助けにと貸し出すなどしていた。
【第2期】
VFサーキットに参加するQ4の後見人としてシンガポールへ同行。現地で土産として買い漁ったカードをデッキ構築の助けにと供与した。
【第3期】
相変わらず店長として活動を続ける。タクトの宣戦布告を認知し、宮地学園にいるアイチたちの元に駆けつけ、エミとマイを自宅へ送り届けるなど陰で活躍する。
【第4期】
アイチのことは忘れているが、蒼龍の島へ行く際に櫂達の意図を汲んで引率として同行するなど「大人」として彼らをサポートしている。最終話ではショップ大会を開催するも、ナオキを始めエミたちからもほとんど店長と認識されなくなっている。
【G第1期】
新たにできた2号店の掛け持ち店長となっているが、1号店はオーナーであるミサキに任せている。また、26話にてクロノとファイトするためにデッキを構築していた場面が見受けられており、今まで不明だった使用クランが「むらくも」と判明し、35話で「新田伸衛門」と名乗ってクロノとファイトを行う。クロノに対し、たぐいまれな戦術を披露するも、クロノの新たなGユニット「時空獣 アップヒーバル・ペガサス」によって行句点され、敗北し、クロノの悩みを解決させるきっかけを与えた。同話で、彼の叔母であるミクルとは顔見知りであり、高校のときクロノの父親であるライブがかつて自身とマークと共に組んでいた「チームNIPPON」のメンバーだったことが明らかになった。また、普段はフルフレームのレンズが厚いメガネをかけているが、ファイトの際はチームNIPPON時代に使用していたメガネをかけ目つきも鋭くなる。ファイトではクロノに敗北しているが、クロノいわく「まだ本来の実力は出してない」とのこと。
【G第3期】
回想でチームNIPPON時代が描かれる。全国大会優勝後、半年後に開催される世界大会への切符を手にしたが、チームメイトであり師匠でもあるライブが大会を目前にしながらヴァンガード交流クラブやリューズのラボに通っていることに苛立ちを覚える。この頃すでにミサキの面倒を見ており、世界大会を最後に一線から退きショップに本腰を入れることを考えていた。
デッキ　
先述通り「むらくも」を使用。メインカードは「看破の忍鬼 ヤスイエ」、切り札は「伏魔忍鬼 カガミジシ」と「伏魔忍竜 ホムラレイダー」。
【漫画版】&【2018年版】
基本的にこれまで同様の立ち位置。2018年版ではカムイに対してエミのエスコートをさせる優しい面も見せた。ショップ対抗戦では審判役を務めた。
【新右衛門編】
新シリーズの主人公で当時は後江高校3年生。両親の死去とそのショックによるミサキの入院、さらにエスカのカードキャピタル吸収合併など生活に追われており、ミサキとカードキャピタルを守るべく自ら店長と名乗りだす。現在の温厚な頃と比べスケボーを愛用してマタタビを使いネコを誘導させてエスカ達を翻弄させたり、店を守るべくカードキャピタルへテントを張り野宿同然に生活するほど即に行動面を起こすほど無鉄砲で熱血漢な一面が多いが、学力は低くよく補習や追試を受けている。また腕前は旧主人公（アイチ、クロノ）と異なり実力はあるが未熟な面もある為ライブから「未熟右衛門」と呼ばれている。その後ハロウィンで一時的にオープンして念願のエスカとファイトすることになったが圧倒的な実力を見せつけ店を担保に取られてしまい荒んでいた。おまけにミサキと謝ろうとしたが、偶然彼女とエスカの会話を聞いてしまいショックを受ける。その後正直にミサキで謝ろうと思い病院に訪れエスカの関係を知りここでミサキの直観像記憶（アイデテック・イメージ）の事をナナミに教えてもらうことを初めて知る。そしてエスカノ店に訪れ改めてエスカに直訴する。そして「店を一時預けること」と「エスカップで優勝したら再戦する」という条件を受け再戦のチャンスを与えた。そしてエスカップが3人参加が条件のためライブを誘うが断られそのためにファイトに臨むが連敗が続き同時に弱点を教える。デッキ後ライブと再戦、凌がれるも反撃チャンスが少なかったためエスカップの協力を認めた。その後、ライブやマークとチーム「キャピタル」を組み、エスカップにて順調に勝ち進む。同じくチームを組んでいたタツヤ、ナナミ、トノリと決勝戦での対戦を誓っていたが、準々決勝で彼らを破った神崎、大山、海津ルウガの3名で構成されたチーム「竜牙独尊」と対戦することになる。ライブとルウガの大戦後、神崎と対戦することになるが彼の強さへの渇望と高い実力に惨敗する。2勝2敗で再び対戦するがファイトの楽しさを思い出し、神崎を打ち負かし、エスカと対戦する権利を得る。そのエスカと二人の始まりとも言えるキャピタルにて雌雄を決するファイトの最中、彼女からファイターとしての人生か、キャピタルの店長としての人生を選ぶかに2択を迫まれるも、ファイターとして、キャピタルの店長としての自分を選び、そのままエスカに打ち勝つ。その後は猛勉強に励み、大学へ進学する。
リマインド20では大学4年生となり、引き続きライブとマークでチーム「ニッポン」としてアジアサーキットを勝ち進む。決勝戦にてライブが見たことのないクランであるギアクロニクルを使うことに困惑し、問い詰めるもはぐらかされる。彼の行動に前々から不審に思っていたミクルとマークで2年前に隕石が落ちた弓ヶ岳へ向かうと、同時期に疎遠になっていたタツヤと再会、そのままライブの友人であるリューズと知り合うこととなる。そのリューズとファイトしていた時、惑星クレイが実在することに衝撃を受け、その最中に惑星クレイのユニットが出現したことにユニットとの出会いに興味を持ち始める。決勝戦の前日、上の空だった所にエスカが来訪、ディナーに誘われ、2年前の事故とそこに建てられたリューズラボの実態にライブを連れ戻すことを決意する。決勝戦当日に再びリューズラボに来訪、召喚実験に打ち込もうとするライブと対戦し、エスカから渡された「創天煌神ウラヌス」を使い、勝利する。同じくラボに潜入していたエスカがリューズと対戦する中、リューズから語られた言葉に反目、エスカと共にラボを去ろうとするも新右衛門とファイトする予定だったと語るタツヤによって引き留められ、リューズを降したタツヤとファイトすることとなる。そしてかろうじてタツヤを止めることには成功したが、ライド事故の影響でライブは失踪かろうじてエスカのヘリで決勝大会には間に合ったが、師であるライブ失踪のショックから気が入らくなり神崎と敗北する。10年後（リマインド29）では眼鏡を普通の厚底にして新田シンと名乗るようになる。ライブ失踪のショックが抜けきれず脱力的に過ごしていたが、ライバルである神崎の叱咤、家族や親友であるミサキやミクルの激励、そしてから成長したクロノから昔の自分（高校生時代の己）を見て悩みを吹っ切り髪を逆立て再び大学時代のメガネを掛ける。そしてクロノをキャピタルに誘い「新田新右衛門」としてクロノにファイトを挑むなど最初期シリーズ～ヴァンガードGにおけるすべての経緯が書かれている。またリマインド31において自分の呼び方をシンに変えた理由とて右衛門は右衛門の負の略称で宮廷（ミサキとカードキャピタル）を護る意味を込めて改名してその時のショックで現在の髪型になったと判明した。
デッキ
　旧シリーズの「むらくも」の頃と異なり「ジェネシス」を使用。メインユニットは「煌天神 ウラヌス」など旧シリーズでミサキが使った北欧神話モチーフのジェネシスのユニットと違い惑星をモチーフにしたユニットが多くイマジナリーギフトボーナスをもらえる主戦法がメイン。切り札はソウルに送ったグレードによってドライブチェックを行えるグレード5ユニット「絶界巨神ヴァルケリオン」。ライブの弱点指摘後、新たに「震天竜 アストライオス・ドラゴン」を追加してヴァルケリオンを呼ぶ速攻特化型デッキに強化された。リマインド20でのタツヤ戦からエスカから受け取った新たなる切り札としてイマジナリーギフトが3つ以上の時、グレードが合計5以上になるようにソウルブラストすれば星域が展開でき更に星詠2枚をレストするとドライブが5減る代わり、ヴァルケリオンをスタンド出来る「創天光神 ウラヌス」が加わる。なお、カムイ曰く「シンさんがジェシスデッキを使うのは初めて」。
店長代理
声 - 橘田いずみ（新・高校生編まで）→遠野ひかる（新右衛門編）
ミサキとシンの飼い猫で、「カードキャピタル」のもう一匹の店長。10年前から店で飼われている。
額の眉毛のような模様と青い首輪が特徴。普段はレジで寝ていることが多い。店番だけでなく、ファイトを見守ったりファイトで負けた人を慰めたりするなどもこなしているが、「店長」と呼ばれないと言うことを聞かなかったり、おまけに細かかったりなど、少し偉そうな性格。
聖域での戦いの後のショップ大会ではナオキ達に「店長」と呼ばれるようになる。
なお、4代目エンディングでは櫂の自宅の場所を知っているような描写がある。
スピンオフ作品の『みにヴぁん』の7話では人語を喋っており、一人称は「私」になっており、世界中を旅している旅人として登場している。しかしこれは店長代理の夢の中の話である。
【新右衛門編】
捨て猫だった頃、エスカを追い返すためにネコ嫌いだったことを利用して逃げていた所を新右衛門が偶然見つけ、そのまま頭の上に乗ったことを気に入るなど、これまで語ることのなかった新右衛門との出会いが描かれている。

### フーファイター
雀ヶ森レンを総帥とするカードファイターの組織。「フー・ファイターズ」に由来する。アニメや漫画などの作品内での名前の由来はテツがレンとファイトしたときに、彼を「掴み所のないファイター」と発言したことにある。

#### チームFFAL4
読みは「フーファイター エーエルフォー」（Foo Fighter Apex Limited 4）。前回の全国大会で初出場ながら優勝したチーム。「フーファイター」のトップメンバーで構成されている。2期では「ニューAL4」としてVFサーキットソウルステージに電撃参戦する。なお雀ヶ森レン以外の3人の姓はアニメ版で描写されたもので、漫画版では名前のみで呼ばれている。また、メンバー全員メディア間で性格や設定に若干の違いがある。
雀ヶ森レン（すずがもりレン）
声 - 阿部敦
誕生日12月12日（射手座）、血液型はA型。
フーファイターの頂点に君臨する赤髪の少年。登場初期は飄々としてファイトになると雰囲気が変わる様を見せたが、徐々に尊大な態度と、PSYクオリアを選ばれし者のみが持つ力と言い放つ選民思想や「弱き者に希望を与え、踏みにじる」といったサディスティックな本性を顕すようになる。櫂とは昔馴染みでチームメイトだったことを、他のキャラクターよりいち早く彼と同じ台詞回しを用いて示唆させていた。
櫂とは彼が転校して来た際に出会い、彼を気に入ってフーファイターに誘う。当時はまだ「レンが気に入った奴は不思議といい奴ばかり」と言わしめるほど無邪気な少年で、突拍子のない言動をファイトの随所で繰り出しては笑いを誘っていた。しかしPSYクオリアに目覚め、新しいフーファイターの結成と共に櫂と喧嘩別れして以降、櫂が自分を捨てたと思い憎悪を燃やして強く意識するようになった。そんな彼もまた、アイチのように櫂の想いに応えたいという理由で強さを求め、それがPSYクオリアの覚醒につながった。
また、PSYクオリアとは別にファイターとカードが持つ輝きという物を感じる能力を持っている。
名前の由来は愛知県愛西市の地名である「雀ケ森」から。
【第1期】
第23話「運命の出会い」で、カードショップ「PSY」にてアイチと出会い、その圧倒的な実力でコーリンを打ち負かした。PSYクオリアの能力者であるため、同じ力を持つアイチにファイトのイメージが流れ込むという不思議な現象を起こした。現在のフーファイター設立時に本部と呼ばれる高層ビルを建設しているが、なぜ彼にそのようなことができたのか、出資者の存在も含めて明らかになっていない。
春の全国大会で櫂と再会し、彼に「謝りさえすればチームに戻すことを許す」と持ちかけたものの拒絶される。全国大会決勝戦ではチーム・カエサルの光定と激突。「少しだけ本気を見せる」との言葉とともに光定を圧倒、AL4の優勝を飾り挑発的なコメントを遺した。
しばらくの間姿を見せなかったが、自暴自棄になってPSYに訪れたアイチの前に再び現れ、更なる強さを求める彼を唆し、自らのデッキを供与してファイトさせた。アイチの更なる覚醒を目論んだものの失敗に終わった。
全国大会本選では極めて挑発的な言動で、秋の全国大会の出場チームほぼ全てから激しい敵意と憎悪を向けられるに至った。さらにアイチから決別の発言を受けると憎悪の表情を顕わにし、返還されたデッキを払いのける所業に及んだ。
全国大会決勝戦の初日を終えたフーファイター本部で本当の彼を取り戻すためにやってきた櫂と対戦し、ウルトラレアのスイコから供与された「ファントム・ブラスター・ドラゴン」の進化体であるクロスライドユニット「ファントム・ブラスター・オーバーロード」で櫂を退け、世界を変えると告げた。全国大会決勝にてアイチと対峙。PSYクオリアを駆使した死闘を繰り広げるが、アイチの「マジェスティ・ロードブラスター」に敗北。その後はPSYクオリアの闇から解放され、櫂との再度のファイトを願いつつ晴れやかな表情で会場を去っていった。
デッキ
誰にも知られていない謎のクラン「シャドウパラディン」で構成されたものを使用。主な使用カードに「ブラスター・ダーク」、「ファントム・ブラスター・ドラゴン」、さらに進化系の「ファントム・ブラスター・オーバーロード」がある。他にもコーリンとのファイトでは彼女と同じバミューダ△、オラクルシンクタンク、メガコロニーの女性ユニット混合デッキを借用した。
【第2期】
第79話でニューAL4のリーダーとして登場。PSYクオリアの闇から解放されたことで、かつてのような物腰の柔らかい純朴さを見せる。タクトの導きで再びPSYクオリアの能力者として覚醒したが、以前のような人格の変化は見られない。アイチ同様にデッキをすり替えられており、櫂同様に過去のデッキおよびPSYクオリアに関する記憶を失くしている。アイチとの戦いでは能力を申し訳程度に使用して勝利したが、決勝での光定との対戦では「面白いから」という理由で自分のデッキを使わず、さらにPSYクオリアの能力も使わずにファイトし、僅差で敗れた。しかしファイト後は「楽しかった」と話すなど、ヴァンガードファイトを心から楽しんでいる様子を見せている。また、PSYクオリアに関しても、使うことに悩んでいたアイチとは逆に好意的に受け止めている。
Q4と共に南の島に行った際には、第1期では見せなかったコミカルな面や、料理が上手いという一面も見せた。また、PSYクオリアについて悩んでいたアイチにアドバイスしたり、負けが込んでいたことで行き詰っていたミサキを吹っ切れさせたりするなど、陰ながらQ4を後押しする。
その後、タクトと会ったことで記憶を取り戻す。PSYクオリアを駆使してレオンを探し当て、少なからず彼の行為に怒っている様子を見せた。櫂に自身の先導者の資格を託してレオンの相手を任せ、自分はアサカと共にチェン姉妹とのタッグファイトに挑む。チェン姉妹とのファイトは未決着だったが、櫂がレオンに敗北したことで地球へ送還された。
デッキ
前述の理由で「ゴールドパラディン」を使用。ただし、アイチの物と異なり「ヴォーティマー」シリーズを主とした連携ライドとリアガードをコストに発動するスキルを持つカードをメインとしたデッキ構成となっている。新たなるエースカードは「スペクトラル・デューク・ドラゴン」「断罪竜 クロムジェイラー・ドラゴン」など。
また、ソウルステージ決勝では「ダークイレギュラーズ」、さらに南の島では森川のグレード3デッキやエミの「バミューダ△」デッキを借りてプレイしている。これは「他人のデッキを使うことで自分のデッキが見えてくる」という彼の持論の元の行動。
【第3期】
福原高校ヴァンガード部の部長として登場。いわく「テツに押し付けられた」らしく、普段は部長としての責任感はあまり見せていないが心の内には強い仲間意識を持っている。マイペースな性格は相変わらずだが、再びシャドウパラディンを手にしており、第1期に近い雰囲気も多少戻ってきている。シャドウパラディンを解放してくれた礼として本気のファイトでアイチに勝利することを望んでおり、VF甲子園地区予選決勝の大将戦で三度アイチと対戦。ファイトを楽しみながらも、新たなシャドウパラディンの力を存分に発揮し激戦を制し、VF甲子園出場の座を手にし最終的に優勝している。
その後、福原高校で起きた異常事態の真相を知るべく単身フーファイター本部に乗り込み、Яファイターとなったスイコ、アサカ、テツに勝利し3人を救出する。同時に、PSYクオリアの闇に溺れた過去からヴォイドの力に対して強い嫌悪感を見せる。
リンクジョーカーの宣戦布告後、アイチと共にリンクジョーカーのもとへ向かう。立凪ビルの屋上にて櫂と激突し、ファイトを愉しみながら全身全霊の攻撃をするもすべて防がれ、再誕した「ドラゴニック・オーバーロード “The Яe-birth”」の連続攻撃に耐えられず敗北する。
なお、本シーズンから髪をポニーテールのようにまとめている。また、131話から133話までは事実上の主役かつアイチが本編に登場しないためエンディングのキャストクレジットは彼がトップになっている。
デッキ
上記のとおり、再びシャドウパラディンを使用。「撃退者（リベンジャー）」と名のつくユニットで構成されたデッキを使用しており、主要カードは新たな姿となった「ブラスター・ダーク・撃退者」「幽幻の撃退者 モルドレッド・ファントム」「撃退者 レイジングフォーム・ドラゴン」「撃退者 ドラグルーラー・ファントム」。
また、133話の回想シーンではシャドウパラディン以前はロイヤルパラディンを使用していたことが明らかになった。
【第4期】
レオンと共にカトルナイツに誘われていたが、「櫂を裏切れない、しかしアイチを犠牲にはできない」という理由でこれを拒否し、レオンと共に中立の立場を取ることを決意する。アイチの行方の手掛かりを得るべく自身のもとを訪れた櫂を適当にあしらっていたが、2度目の来訪に対し彼の決意を確かめるべくファイトを行う。ファイト終了後、「ボクにはボクの約束がある」と言って事情は明かさなかったが、自身の気まぐれと称しアイチの居場所の手掛かりとして1枚の写真を櫂たちに渡す。
アイチの封印解除後、レオンと共に聖域へ赴き、ミレニアムブリザードプリズンに閉じ込められていた櫂達を救出した。
聖域での戦いの後、櫂やミサキと同じ時期に卒業することとなっているものの、明確な進路は決めていない。卒業祝いにキョウから送られたビックリ箱を見て彼の息災に安心する様子を見せている。卒業後、テツとアサカと共にAL4時代の服でカードキャピタルのショップ大会に参加してアイチ達を驚かせた。
デッキ
第3期で使用した「撃退者」を軸としたシャドウパラディンを引き続き使用しているがレギオン仕様に生まれ変わった「ブラスター・ダーク・撃退者 “Abyss（アビス）”」と「撃退者 ファントム・ブラスター “Abyss”」を軸とした構成になっている。
【劇場版】
冒頭フーファイター本部に乗り込んできた伊吹に挑まれるが敗北し「メサイア・スクランブル」の招待状を奪われた上、自身のデッキを消去されてしまう。直後カードキャピタルへ赴きアイチたちに警告する。
デッキ
4期で使用した「撃退者」軸のシャドウパラディンでファイト中は終始「ブラスター・ダーク・撃退者 “Abyss”」にライドした状態になっていた。
【G第1期】
アニメ16話にてドラゴンエンパイア祭りに一人で参加し、クロノたちの作ったドラゴンエンパイア焼きを食べていた。その後伊吹の後押しで、ユナイテッドサンクチュアリ支部（ユナサン支部）の公認支部長となっている。
【G第2期】
前作よりユナサンの支部長として登場し、トライスリーの歓迎を待ち焦がれていた。奔放な性格は相変わらずで、仕事の方もテツやアサカに任せっきりであり、本人は支部長としての自覚がほとんどない。また、伊吹のことを「イブッキー」とあだ名をつけている。
デッキ
「Diablo」軸のシャドウパラディンを使用。切り札はグレード3に進化した彼の分身「ブラスター・ダーク“Diablo”」。また、ユニットには「暗黒竜 ファントムブラスター“Diablo”」や「暗黒竜 スペクトラル・デューク“Diablo”」などシャドウパラディン時代やゴールドパラディン時代に登場したリメイクユニットが多い。
【漫画版】&【2018年版】
設定では高校1年生。漫画版ではフーファイターの司令官としてアニメに先んじて登場。「PSYクオリア」と呼ばれる能力を持っており、現在ではその能力を完成させたらしい。一人称は漫画版、2018年版ともに初登場時は「私」、過去の回想シーンや2018年版のPSYクオリアから解放された後は「僕」。
カードファイトにおいて自分が認めるほどの実力を持つテツやアサカに対しては「テッちゃん」「アーちゃん」と愛称で呼び、テツに敗北しボロボロになったアイチに肩を貸すなど穏やかで優しい態度をとるが、その一方で一般的に強いとされても、レン自身が認めるほどの実力のないキョウに関してはよそよそしい態度な上に名前すら憶えておらず、「少年」と呼んでいる。
テツと出会った頃は裕福ながら、完璧主義の父親（声 - てらそままさき）から家庭内暴力を受け、いつも顔を腫らしてカードショップに訪れていた。脅威の集中力を見せてしばらく経ったある日、自分の前に現れたスイコ。からPSYクオリアのことを知り力に覚醒する。
アサカのファイトを見に来た時、アイデテック・イメージを使うミサキに興味を持ち彼女をAL4に誘うもミサキはこれを拒否。その直後にファイトを行い圧倒的実力をミサキに見せつけた。
その後、アジトで念願だった櫂に勝利した後、その櫂を倒したアイチと対峙、いつも通り勝利を確信していたがアイチの「エクスカルペイト・ザ・ブラスター」により状況が一転し最後は逆転される。しかし、ファイト後の彼の顔には久方ぶりの満足感からの笑顔が見えていた。
アジアサーキットにも出場しているが個人戦の準決勝で運悪くアイチと当たってしまったことで3位になったことに不満そうな表情を見せていた。その後起きたPSYクオリアゾンビ事件に対して操られたアサカとファイト、間一髪アサカを救う。その後、PSYクオリアゾンビと化した生徒に襲われるがテツ、アサカと共に退却、カードキャピタルへ逃げ込み櫂の家へ避難する。その後、櫂との共同生活と同時に調査に赴きついに黒幕タクトを見つけファイトを挑むも僅差に敗れアイチに後を託した。
高校生編でも登場し、変わらず「ブラスター・ダーク」を軸としたデッキを使用している模様。
【続・高校生編】
当初飽きっぽい性格とシード権から開会時のあいさつをアサカに任せていた。そして地区予選開始後、テツが呼んだ助っ人として連れてきた伊吹を新メンバーに加える。その後、着実に進めていき決勝戦副将戦でアイチと再戦。新たなるエース「幽幻の撃退者 モルドレッド・ファントム」でアイチを追い込むも僅差で逆転され敗れる。敗北後アイチと共にライバルとして認めた。また、伊吹に関して彼のこれまでの行為を『贖罪』と考えている。
デッキ
アニメ同様「シャドウパラディン」だが、「ブラスター・ダーク」をメインに「ブラスター」と名のついたカードを多用する。エースは闇の騎士王「ザ・ダーク・ディクテイター」。また、アニメ同様「ファントム・ブラスター・ドラゴン」も使用している他、高校生編ではアニメ版で使用していた「撃退者 ドラグルーラー・ファントム」と対をなす「ガスト・ブラスター・ドラゴン」を使用している。VF甲子園決勝ではリンクジョーカー編で使った「撃退者」がメインになっており新たなエースとしリメイクされた「て幽幻の撃退者 モルドレッド・ファントム」を使い「ブラスター・ダーク」を強化する戦法を使う。
【外伝 イフ-if-】
窮地に陥ったエミたちを助ける謎の存在「マスク・ザ・ダーク」として登場。FFAL4の衣装に「ブラスター・ダーク」を彷彿とさせる意匠が施されたコスチュームを纏う。アイマスクと髪の毛で目元は隠れているが、伊吹には『お前レンだろう』と一発で正体を見破られている。スイコからは、コスチュームの肩パッドが大きいことから「肩パッド仮面」と呼ばれている。

新城テツ（しんじょうテツ）
声 - 稲田徹
誕生日2月15日（水瓶座）、血液型はO型。
大柄の男性。フーファイターのナンバー2であり、ソウルのユニットを従え戦う戦術から「将軍（ジェネラル）」の異名を持つ。
かつては複数の舎弟を従える不良で、喧嘩に明け暮れるながらも熱くなることを見つけられない退屈な日々を過ごしていたが、舎弟がたまたま目を付けたレンと初めて会ってから、彼にしつこくカードファイトを進められるようになる。そして、レンの熱意に根負けして初めてファイトを行ううちにヴァンガードの楽しさに目覚めていき、レンと一緒にフーファイターを結成、ファイトの腕も荒削りながらもチャンピオンシップへの出場を夢見るようになる。そして櫂が転校して来た際にファイトを挑み、敗北したことで3人目のメンバーとして受け入れる。自分をヴァンガードに導いてくれたレンには多大なる恩義を感じており、PSYクオリアによって豹変したレンを見捨てることはできず、チームを離れる櫂を見送った。櫂がチームを離れた理由についても理解を示しており、彼とレンがファイトした際には複雑な感情を抱いていた。
大柄な体格に加え、大人びた雰囲気と髭からエミを始め子供たちからは度々「おじさん」と呼ばれている。
【第1期】
第27話で春の全国予選にて櫂と再会。敵対的な態度を取る櫂に対して喜んでいた。レンには従順であるが、レンが櫂を意識していることを察しており、櫂が出場していることを伝えなかった。大将戦ではアイチに実力と経験の差を見せつけ、絶望感すら与えて勝利する。秋の全国大会決勝ではカムイと対決。当初は彼を子供と侮っていたが、カムイのファイトの実力、そして仲間を思う心に感心しファイト後、彼を認めた。また、アイチに対してもミサキVSアサカ戦の後にレンを倒せる可能性をアサカに漏らしていた。
デッキ
「ダークイレギュラーズ」で構成されたものを使用。主な使用カードは「魔界侯爵 アモン」、「シュティル・ヴァンピーア」など。
【第2期】
第78話にて、カードキャピタルに突然現れる。唯一シンガポールステージで無敗だったカムイを含めたQ4の面々に対し、今後の戦いの激化をカムイとのファイトを通して忠告した。年下の子にデッキのアドバイスをする優しい面を見せ、南の島でエミたちの保護者的役割を担うなど面倒見の良い一面を覗かせるが、エミに「おじさん」と呼ばれた際には少なからずショックを受けたようである。
自身はVFサーキットには出場しないと公言していたが、ソウルステージにてニューAL4のオブザーバーとして登場。自らに代わって櫂を傭兵として参加させる。
日本ステージでは臼井ユリ、六月ジュンの2人とチームアンノウンを組み、自身はジョーカーXを名乗りカムイと対決。「ノーライフキング デスアンカー」のスキルで追い込むも、カムイの「超獣神 イルミナル・ドラゴン」のリミットブレイクスキルでガードしきれない状況となり、敗北した。なお、他の2人と違い終始変装したままであり、対戦していたカムイをはじめ森川やレンなど正体に気付いていない者もいた。
デッキ
第1期同様「ダークイレギュラーズ」で構成されたものを使用しているが、新たに「獣王爆進」に収録されたカードを追加している。新たな切り札は「仄暗き奈落の魔王（ダークロード・オブ・アビス）」。
また、ジョーカーXとして対戦していた際には漫画版のエースであった「ノーライフキング デスアンカー」も使用している。
【第3期】
高校を卒業し、福原高校ヴァンガード部のコーチとして登場する。偵察に来たアイチ達やチームドレッドノートを招き入れ、親善試合を行わせた。
服装は第1期の回想シーンで着ていたシンプルなシャツ姿になっている。ただし、リバースファイター時は以前と同じジェネラルとしての服装となっていた。
ファーストリバースファイターとなってしまった櫂に敗北したことでЯファイターと化し、福原高校Я化事件の引き金となる。Я化したことで、レンが実力相応の振る舞いをせず現在以上の地位を望まないことへの不満が歪んだ形で出てきてしまい、レンを世界の王へと祀り上げるべくFF本部屋上で彼とファイトを始める。圧倒的な力でレンを追い込むが、レンが土壇場で引いた「撃退者 レイジングフォーム・ドラゴン」の攻撃を受け敗北し、福原高校Я化事件は解決を見た。
デッキ
これまで同様「ダークイレギュラーズ」で構成されたものを使用しており、再び「魔界侯爵 アモン」を使用しておりリバースファイター時はこれ以外に「アモンの眷族」と名のついたカードを複数投入している。
主な使用カードは「仮面の王 ダンダリアン」などで、リバースファイター時の切り札は「魔神侯爵 アモン “Я”（リバース）」。
【第4期】
シンが櫂たちの合宿を引率しているため、レン、アサカと共にカードキャピタルの店番を手伝うことになったが、来店した子供たちに再び「おじさん」呼ばわりされる羽目になり、エミとマイからも未だに「おじさん」と呼ばれている。
【劇場版】
レンと伊吹のファイトを見届けておりシャドウパラディンの消去後、咄嗟に伊吹に殴りかかろうとするが一蹴される。レンと共にカードキャピタルへ赴いている。
【G第2期】
レンが支部長として就任したが前述通りレンがあまり仕事をしないため、支部長代理として事実上ユナサン支部経営のトップとなっている。伊吹が残した強化プログラムとフーファイター育成プログラムを引き継いで今のユナサンの在り様を説明した。ファイト描写は少ないが、『G』第2期のギアースクライシスのシーンや『G』第3期の最終決戦での応援のイメージとして「魔界侯爵 アモン」が登場している。
【漫画版＆2018年版】
各ショップに危険なファイトを強いるフーファイターを仕向けていた張本人。
櫂と邂逅し、宣戦布告とも取れる形の宣言をした後、フーファイター狩りを行っていたキョウに促される形でアイチとファイトを行うことになる。アイチとは互角の戦いを見せるも最後は必殺のコンボを決めアニメ同様にアイチを叩きのめす。
レンのことを心配する一方でレンの持つPSYクオリアに興味を持ちその研究しておりVFグローブを使ったファイトの推奨もその一環である。その後、ファイトに勝利したアイチにヴァンガードを続ける理由を聞いた際のアイチの返答を受けPSYクオリアについて何らかの確信を得ている。
設定では高校3年生（高校生編前）。また、漫画版では父親がカードゲームショップを経営しているという設定。
高校生編ではアニメ同様、福原高校のヴァンガード部のコーチを務める一方、福原高校にいながらヴァンガード部に所属しない伊吹コウジのことを調査し、彼をヴァンガード部に引き込むべく旧フーファイターの実力者を送り込んでいた。そのお、伊吹のデリーターにかなわずデリートされてしまう。その後レンと共にアサカを抱えてカードキャピタルへ逃げ込み櫂と共に世話になり主に櫂と共に買い出しの手伝いを行っていた。
【続・高校生編】
引き続きコーチ役を務めているか、伊吹にデリートされたせいで自分や部員達がヴァンガードへの情熱を失った状況に思い悩んでいた。そんな中、ミナミがキョウがレッカとファイトしているという報告を受けて。ボヤージュに駆け付け復活しようと努力するキョウを認め自分自身や櫂もデリートことをレッカに伝え改めてファイトに挑むカムイと共に頭を下げて懇願する。了承を受け10連敗した後、そしてキョウがレッカに勝利することで情熱を取り戻した様子を見たことで、きっかけ次第でデリートからの回復が可能と確信する。しかし、いまだきっかけをつかめずカードショップを貸し切っても切っ掛けが捕まらかったが、雨の中伊吹と出会い彼の悩みから聞く切っ掛けを掴み彼とファイトを行いデリートから解除される。その後、本来の熱血コーチの面を見せ助っ人として伊吹を連れてきた。
デッキ
アニメ同様「ダークイレギュラーズ」だが、「ズィーガー」と名のつくカードを多用する傾向にある。戦法としてはダメージゾーンのカードを入れ替えること戦術を得意としている。エースはダメージをソウルに送り込む「ノーライフキング デスアンカー」。
高校生編ではアニメ版でリバース化する前に使用していた「仮面の王 ダンダリアン」を使用している。

鳴海アサカ（なるみアサカ）
声 - 生天目仁美
誕生日6月11日（双子座）、血液型はA型。
大人びた女性。辛辣な言動を取る傾向にある。「暗殺者（アサシン）」の異名を持つ。
数年前、レンにスカウトされてフーファイターに加入する。当時は大したファイトの実力は持っておらず、キョウとの対決では敗北して半べそをかいてしまう有様だった。しかし、レンからは使用デッキのポテンシャルと彼女の勝気な性格を見出され期待されていた。それ以降、レンに認めてもらうために勝ち続けることを誓い、いつしかテツに次ぐナンバー3の実力者としてAL4のメンバー入りを果たした。
【第1期】
第31話で、中堅戦でミサキと戦い、彼女を退けた。ただこのファイト時、必要以上に挑発的だった点を「いつもほどの余裕がない」とテツに指摘されている。
秋の全国大会決勝の中堅戦で再びミサキと対決。序盤は優勢に見えたがミサキの計算された戦略の前に敗北を喫する。同時に、レンにAL4からの除隊を言い渡されたが、レンのファイト後に除隊は取り消され、再び彼に付いて行く。
デッキ
「ペイルムーン」で構成されたものを使用。彼女の異名はソウルとリアガードを自在に入れ替えて攻撃する戦い方から来ている。
【第2期】
第79話でニューAL4のメンバーとして登場。相変わらず棘のある面は健在だが、レンと和やかに談笑する面も見せている。ミサキとの試合は、自身を打ち破ってから進歩のない彼女に落胆の言葉を投げつけ勝利した。
南の島に行った時は、肝試しで脅かし役に思いっきり怖がり、最後はのっぺらぼうのお面をつけたレンを見てミサキと共に気絶してしまうなどの一面を見せている。また、レンにファイトを挑まれたミサキに自身のデッキを貸し出すことで助け舟を出したり、ミサキとユリのファイトを見て「いい雰囲気」と漏らしたりするなど、彼女とよきライバル関係を築いている。
クレイでレンと共にチェン姉妹とのファイトに臨んだが、櫂がレオンに敗北したことでファイトの決着がつく前に地球へ送還された。
デッキ
第1期に引き続き「ペイルムーン」で構成されたものを使用しているが、テツと同様「獣王爆進」に収録されたカードを追加している。新たなエースカードは「銀の茨の竜使い ルキエ」。
【第3期】
福原高校の生徒として登場。レオンと親善試合を行い敗北するが、彼からは練習用のデッキを使用していたことを見抜かれている。福原高校に転入してきたスイコに対しては、ライバル心のようなものを見せている。VF甲子園中堅戦ではコーリンと対戦し、これを制す。
リンクジョーカー出現後、福原高校のЯ化事件に巻き込まれリバースファイターとなる。これまで内に秘めてきた思いを爆発させ、レンを自分の永遠の操り人形にするために彼にファイトを申し込む。ファイトが進むにつれて狂気が増していき、極限までレンを追い詰めたが、彼の逆転の切り札の前に敗北。同時に、自分がレンに仕えていたのは彼にずっと付いて行きたいだけであったことを思い出し、解放される。Я化した際の記憶が消えていたため、自分がレンに何か失礼なことをしたのではないかと怯えていた。また、当初は毛嫌いしていたスイコともこの事件を通して仲間としての結束が芽生えたようである。また、最終決戦時にはボロボロになっていたレオンにも気遣いを見せていた。
デッキ
これまで同様「ペイルムーン」で構成されたものを使用。レオンとの親善試合では「星空の旋律使い ファラ」、VF甲子園中堅戦では「ナイトメアドール ちぇるしー」、「ミラクルポップ エヴァ」を切り札にしている。
リバースファイター化した際は第2期で使用したルキエを中心に「銀の茨（シルバーソーン）」と名の付いたカードを軸としたデッキを使用している。リバースファイター化した際の切り札は「銀の茨の竜女帝 ルキエ “Я”」。
【第4期】
相変わらずレンの身の回りの世話を焼いており、テツと共にカードキャピタルの店番をしていることもあった。
卒業後はヴァンガード部のコーチを務めることになっている。
【劇場版】
テツ同様レンと伊吹のファイトを見届けた後カードキャピタルへ赴いている。
【G第2期】
レンが支部長として就任したため、彼の秘書として立っている。また前期より、髪型が腰まで届くなるまで伸びている。相変わらずレンを甘やかしている。Gクエストのファイトにおいて、レンにつなげるためにキョウにわざと負けるように牽制した。
デッキ
「ナイトメアドール」で構成された「ペイルムーン」を使用。ソウルを巧みに使う戦術は健在である。なお、『G』第2期のギアースクライシスや『G』第3期の応援の際のイメージは第2期同様「銀の茨の竜使い ルキエ」になっている。
【漫画版】&【2018年版】
キョウと同じくアニメに先んじて登場。ミナミの案内でカードキャピタルを訪れ、立ちはだかった三和および彼の仇を取るべく挑んできたミサキとファイトする。
普段は女王様気質だが、ファイトに負けると子供じみた悔しがり方を見せる。
高校生編ではアニメ版と同様、ミサキとよきライバル関係を築いていたが、悩んでいる面を衝かれてPSYクオリアゾンビとなってしまいレンとファイトするが間一髪救われる。その後、鉄と共にキャピタルへ逃げ込みほとぼりが冷めるまでキャピタルの手伝いを行う。
2018年版では負けたミナミを飼い犬にしてこき使うことが多く、原作に比べて好戦的な面やコメディな一面が多い。また、原作同様にレンに惚れている。
【続・高校生編】
VF甲子園地区予選では前回優勝校を得ていたが、レンに頼まれて開会宣言と同時に連覇宣言を述べる。しかし、テツの卒業、そしてPSYクオリアゾンビ事件の影響を受けて彼女もまた悩んだ様子を見せて荒んだような口調を出していた。だが、テツのデリート復帰と鉄の助っ人として連れたを伊吹を連れてくるが、これまでの一件から怒った態度を見せ入部試験と称してファイトを行う。しかし、伊吹の「ハーモニクス・メサイア」の連続攻撃に敗れる。そして同時に立ち直ったミナミたちが活気を取り戻したため彼を認めた。
デッキ
アニメ同様「ペイルムーン」だが、こちらは「テイマー」と名のつくカードを多用し、ソウルを入れ替えるよりもソウルからの大量展開・ソウルにある時にスキルを発揮するカードを使った戦法を得意戦術としている。2018年版では原作に近い設定だが、守りではなく攻め重視の編成が多い。
設定では高校2年生。なお、初期設定資料によると普段のレンの世話は彼女が行っているようである。PSYクオリアゾンビ化されたレン戦では「祝砲竜エンド・オブ・ステージ」、VF甲子園ではイメージに代名詞である「銀の茨の竜使い ルキエ」を使っている。

矢作キョウ（やはぎキョウ）
声 - 渡辺明乃
誕生日7月4日（蟹座）、血液型はA型。
どこか棘のある言動をする少年。その必勝パターンから「壊し屋（クラッシャー）」の異名を持つ。ファイト前からQ4やそのサポーターを挑発したり、「強い奴がトップになるべき」と総帥であるレンに反発する言動を取ったりしていた。
フーファイターでの経歴はアサカと同期であり、加入当時は彼女より実力は上だった。その一方で、レンからは自分のデッキを大した評価をしてもらえず、彼に対する反発や攻撃的かつ野心的な性格を当時から覗かせていた。
【第1期】
第30話でQ4との試合では先鋒戦に出場し櫂を追い詰めるが、実力が及ばず敗北。すぐさまレンの視線に恐怖を感じてフィールドを飛び出し、テツの横で怯えていた。
その後フーファイターを不名誉除隊され、更に各地のカードショップから村八分のような扱いを受けたことで狂気を加速させていく。AL4への復讐を誓って同じように除隊させられたメンバーを集め、新チーム「チーム・アヴェンジャーズ」を結成し秋の地区大会決勝でQ4と対決。先鋒戦にてアイチと戦うが、豹変した彼にレンの幻影を見て戦慄。敗北したことで発狂し、その直後にブリリアントスターズの大部隊による殲滅を受けて粛清されたものの、秋の全国大会ではAL4に敗北したブリリアントスターズを嘲笑いに現れた。
デッキ
「スパイクブラザーズ」で構成されたものを使用しており、スペリオルコールを乱発する「クラッシュ・ラッシュ」を必勝パターンに据えている。秋の全国大会ではAL4時代には入れていなかった「将軍 ザイフリート」などを投入している。また、カムイと同じ「俺様ライド」という台詞を使い、カムイやナギサの怒りを買っている。
【第2期】
第77話で秋の全国大会後、アヴェンジャーズの仲間と共にマッターホルンにこもり、イエティに扮して噂を聞きつけて訪れた相手と次々とファイトをしながら櫂が訪れるのを待ちわびていた。そして噂を聞きつけた櫂と再戦。あと一歩のところまで追い込むも、櫂の「ドラゴニック・カイザー・ヴァーミリオン」のリミットブレイクにより前衛を崩されたことで再び敗北する。秋の全国大会のころと比べると精神的な成長を遂げており、櫂も去り際にキョウの成長を認めているような様子を見せた。
その後、拠点をジャングルに移して新たなデッキ構築に悩んでいた際、偶然見たカブトムシの凄さに興味を持ち、クランを「メガコロニー」に変更しレオンに勝負を挑む。「メガコロニー」のスタンド封じスキルを駆使し責め立てるも、あと一歩の所で防御できず敗北する。
第77話で再登場以降、コスプレをする描写が多くなっており、キャラクターも漫画版同様コメディリリーフ的な面を多々と見せている。
デッキ
第1期から引き続き「スパイクブラザーズ」を使用しているが、「黒鋼の戦騎」に収録されたカードを新たに投入している。新エースは「魔王 ダッドリー・エンペラー」で、このカードのリミッドブレイクスキルを生かした「アバランチ・クラッシュ・ラッシュ」を新たな必殺技とする。
その後、前述の一件から一時的にクランを「メガコロニー」に変更している。この時のエースは「武神怪人 マスタービートル」。
【第3期】
VF甲子園に出場すべく、福原高校の制服まで作って侵入したが、事情が理解できないままほかのアヴェンジャーズのメンバーと共にリバース化された生徒を迎え撃つことになる。その際、成長を認められたのかレンから名前で呼ばれている。しかし、テツ達を救ったレンはそのまま宮地学園に向かったため、福原高校のЯ化したファイター全ての相手を押し付けられてしまう。
ファイト描写はないが、リバースファイター化した生徒達をすべて退けていることから更に実力をつけている様子。
【第4期】
レン、テツ、アサカの3人がカードキャピタルで店番をすることになった際、カードキャピタルに顔を出している。レンの卒業式にビックリ箱を送っているが、ショップ大会には間に合わず、他のアヴェンジャーズと一緒に外にいた。
【劇場版】
物語の途中で伊吹とファイトしているが、ユニットをデリートされ「メサイア・ スクランブル」の招待状を奪われる。
デッキ
スパイクブラザーズを使用。
【G第2期】
一度はAL4から除名されていたが、今期では復活しており、福原の制服を着用している。言動も初期に近い感じに戻っているがコミカルな面も見せている。Gクエストのリレーファイトで先鋒として登場し、優位に立っていたが、アサカの視線でわざと敗北する。その後、テツたち同様に「PLAN-G」に協力していることが判明する。
デッキ
「ライジング」軸のスパイクブラザーズを使用。新たに得た能力「突撃（チャージ）」を使ったで先鋒を取っている。
【漫画版】&【2018年版】
アニメに先んじて登場。AL4の一員でありながらレンに名前を憶えられていない。デッキと人物性は異なるがレンに対する反発はアニメ版同様で、レンの持つ「PSYクオリア」に強い興味を示している。
アイチとの敗北の一件でアニメ同様AL4を追放された（アイチたちとフーファイター狩りを行っていた際はアニメ同様に格下のメンバーに蔑まれていた）が、アニメと異なりアイチの「PSYクオリア」に興味を持つ形でアイチとカムイと共に「フーファイター狩り」を行う。その後、アイチをめぐり会わせたことでテツに許されたのかAL4の本拠地であるマンションで櫂VSアサカのファイトを見ていた。
アイチに敗北した後、約束通り自身が投げ捨てたカムイのカードを拾うなど、きちんと義理立てする人物としても描かれているほか、カムイと出くわして口論しているところをアイチに見られた際、関係を問われてカムイと同時に突っ込む、テツにPSYクオリアの説明をされても理解できない様子といったコミカルな面も見せるなど、アニメに比べると出番が増えている。
2018年版では相変わらずレンに「少年」と呼ばれることを気にしている他、コメディ描写も多い。また、アイチとカムイに「フーファイター狩り」をしようと提案した際、フーファイターの行動スケジュールを持ち出して行動パターンを教えるなど義理堅く真面目な一面も見せている。
『続・高校生編』
伊吹に敗れデリートの後遺症でヴァンガードへの情熱を失っていたが、カムイにヴァンガードの再開を薦められる中偶然ヴォヤージュでレッカと出会いファイトをする。その直後ミナミの報告で心配してヴォヤージュに来たテツと出会い怒られるどころか逆に褒めそしてレッカとファイトを頼み了承を受ける。その後連敗を続けるがカムイの励ましとレンのアドバイス、そしてイメージを思い出しついに恐怖を振り切りレッカに勝利すると共にヴァンガードの楽しさを思い出してデリートから回復した。そのため最初の頃と比べると気弱キャラの面が強いが何回負けて成長する描写が多くまた、元々悪かったカムイとの仲が変わり行動を共にする描写が多い。さらにトリニティドラゴンの命名者でもある。
一部始終を見たテツは自分も含めてきっかけさえあればデリートから回復が出来ると確信する。
漫画版の設定では中学2年生だが、2018年版では福原小学校に通う小学6年生に変更されている。
デッキ
「むらくも」と「ぬばたま」の混成デッキを使用しており、相手ヴァンガードのスタンドを封じる「アレスター」シリーズとグレード3からのライドを封じる「決闘龍 ZANBAKU」のコンボでカムイとアイチを苦しめた。2018年版では正式に「むらくも」にクラン変更しており、エースは原作同様「決闘龍 ZANBAKU」で前述のライドとスタンド封じを行う。これまでと比べてイマジナリーギフト「アクセル」によるユニットの大量展開やクリティカルやフロントトリガーを使いユニットを攻めるなど、旧シリーズのメインデッキである「スパイクブラザーズ」や第2期のレオン戦の「メガコロニー」に近いコンセプトの戦い方が多い。

#### チームFFBS
読みは「フーファイター ブリリアントスターズ」。フーファイターの中でAL4に次ぐ実力者を選抜した美形揃いの部隊。突如として関東第三地区大会の会場に大軍を引き連れ、Q4に敗北したアヴェンジャーズを「負け犬の始末を付ける」と言い放って殲滅した。全国大会予選ではQ4に敗北する失態を演じ、本選にてAL4に1勝でもすれば水に流すとされたものの、内ゲバの様相を呈して敗北する。第3期では、リバース化したテツに敗北し、リバースファイターとなってしまった。しかし、VF甲子園を観戦している場面があったので、アヴェンジャーズに敗れて正気に戻った模様。
美童キリヤ（びどうキリヤ）
声 - 水島大宙
オレンジのスパイキーヘアでチームのリーダー。レンに心酔しており、彼がアイチにシャドウパラディンのデッキを供与したことに不満を抱いているが、レンを満足させれば空席になっているAL4の4位を譲るという言葉に闘志を燃やす。
予選最終戦のアイチとの大将戦ではユニットの特性を大いに利用した連続攻撃を仕掛けるが、功を焦るあまり宣言した「ファイナルターン」を失敗し、更にアイチからの反撃で敗北する。彼には数多くの女性ファンが存在するが、敗北したことで見限られたばかりか、レンからも名前を忘れられてしまった。
本戦ではテツと先鋒戦で対決するも、歯が立たずに敗北した。
リバースファイターとなった際にはレンに闘志を燃やすが、まともに相手にされないままであった。
デッキは「ペイルムーン」。「宵闇の奇術師 ロベール」を主力として使用する。
【2018年版】
フーファイターの一員として登場。レンにアサカとテツの居場所を聞かれ、櫂とのファイトで負けたミナミを追っていると情報を提供した。
美好ヒロミ（みよしヒロミ）
声 - 岡本寛志
ピンクの長髪。ユニットを君付けで呼んだり、形容詞を多用する。彼にも数多くの女性ファンが存在するが、潔い言動からか「負けても美しい」と見限られることはなかった。
先鋒戦でカムイを追い詰めるが、カムイの「シュテルン・ブラウクリューガー」のスキルで逆転負けを喫する。しかし、カムイを少し美しいと評価し、他のメンバーを本気にさせる切っ掛けとなった。
デッキは「ロイヤルパラディン」で、「ガラハッド」シリーズを主軸とする。「機が熟すまで蝶のように舞い、時が来たら蜂のように刺す」のが彼の美学でもある。
【2018年版】
キリヤ同様にフーファイターの一員としてで登場してミナミを倒した人物が櫂であることを告げた。
美南ハルミ（みなみハルミ）
声 - 川田紳司
オネエ言葉で話す緑髪の青年。中堅戦でミサキと対峙、これに勝利する。
本戦ではアサカと中堅戦で対決するも、特に活躍の場面もなく敗退した。
使用クランは「かげろう」であり、「封竜 ブロケード」を切り札にしている。
美浜アユム（みはまアユム）
声 - 比嘉久美子
紫髪の少年。ファイトする描写はない。

#### SL3
読みは「セカンド・リミテッド・スリー」。フーファイターの中でAL4の次に強いと認められたファイター。漫画版および2018年版のみ登場。
川並ミナミ（かわなみミナミ）
声 - 下屋則子（みにヴぁん） → 勝杏里（2018年版）
アイチたちの前に最初に現れたフーファイター。見た目通りガラの悪い性格で「うははは」と笑う。
カードキャピタルで森川を倒しいきがっていた直後に櫂と対決するが圧倒され、VFグローブを使用したファイトで6ダメージを受けることを恐れて敗北間際に勝負を捨て逃走した。
その後はアサカに首輪をつけられカードキャピタルへ案内させられたり、連絡役を任されたりしており、AL4メンバー以外のフーファイターの中では比較的出番が多い。
高校生編でも福原高校カードファイト部に所属しており、ナオキとファイトを行っていた。
デッキは「マシニング」と名のついたユニットを多用する「メガコロニー」。切り札は「マシニング・スターグビートル」。
アニメ『みにヴぁん』でも鳴海アサカに首輪とリードを着けられた姿で登場した。
岸田オサム（きしだオサム）
#その他（カードファイト!! ヴァンガード）を参照。
プロフェッサーO（プロフェッサーオー）
声 - 中本順久
SL3の筆頭。全身黒づくめの格好をしている。様々なファイトを経て成長したアイチに敗北する。

### 後江中学校
主人公・先導アイチの通う中学校。
先導アイチ、葛木カムイ
#チームQ4を参照。
森川カツミ（もりかわカツミ）
声 - 杉山紀彰
誕生日4月12日（牡羊座）、血液型はA型。
アイチの中学でクラスメイトの男子。明るく憎めない性格ではあるが傲慢で若干イジメっ子気質があり、アイチから「ブラスター・ブレード」のカードを無理矢理奪い取ったこともあった。後述のように敗北して嘆くのがお約束でありながら「最強」を自称し続ける作中屈指のコメディリリーフ。一人称は「俺」。
大の占い好きであり、星占いの本を「バイブル」と称して持参しているほど。自分への小言に対して非常に敏感で、「熱い言葉」に弱く乗りやすい。三和からは「面白い」、井崎からは「精神年齢はカムイと同等」と評されている。
自称「世界最強のヴァンガードファイター」だが、グレード3のカードに対する情熱のあまり、デッキ事故に繋がりかねない極端に偏ったデッキを構築しており、ファイト経験豊富であるにも拘らず「運が悪い」と反省することもないため、どうしようもなく弱い。ルールやカードに関する知識不足を窺わせる描写も多く、店内トーナメントでもそれが裏目に出て自滅同然にミサキに敗れ、エミの初ファイトでもそれが足を引っ張り敗北している。また、他のファイターの戦術を理解できなかったり、身の程知らずというほどにファイターの実力を見る目のない様を見せることもある。これらの理由によりカムイなどからは「グレード(3)馬鹿」「マケミ」と呼ばれることも。ただ、構築済デッキ「黄金の機兵」を用いた際は1枚しか入っていない「ゴールド・ルチル」を必ず引き、いいタイミングでトリガーを発動させる並ならぬ引きの強さを持っていることと、「黄金の機兵」における理想のユニット展開を無意識に行っていたことから普通のデッキであれば相当の実力を備えていることを窺わせている。
「PSY」で見かけたコーリンに一目惚れし、彼女がアイドルデビューするとすぐさまファンクラブに加入した他、全国大会にかこつけてグッズを買い漁る、乗り気でない井崎や三和を親衛隊の一員として駆り出して応援するなどの熱狂ぶりがうかがえる。ただし、コーリンからは全く相手にされていない。
【第1期】
Q4の合宿ではファイトの研修そっちのけで海水浴に参加したがっては周囲を呆れさせた。チーム・カエサルのガイとファイトしお約束の展開を見せるが、彼の発言がアイチがイメージを掴むきっかけになった。秋のショップ大会ではマークの伝言により「2代目ニンジャマスターM」を襲名し、シンの入れ知恵で井崎・三和・エミと「チーム下克上」を結成。しかし口調を変えてもいつも通りの彼であり、周囲からはバレバレであった。デッキもグレード3をQ4が敗北したチームのものに、グレード2以下を「ぬばたま」に変えただけのものであったため、案の定ミサキに敗北した。
決勝前のショップ大会では自前のデッキを忘れたため「黄金の機兵」を借りてファイトし、井崎や三和、さらにはアイチさえも退け、勝利する喜びに打ち震え優勝を飾る。デッキを気に入って購入するも、それを自分用に再構築したために再び勝てなくなってしまった。
デッキ
各クランのグレード3を最大限に投入したもので、グレード2以下のカードは「かげろう」のもの。お気に入りのカードは「ジャガーノート・マキシマム」。
【第2期】
相も変わらずコーリンに夢中な様子を見せ、テレビ中継を見ていた際の言動でエミなどの他の客から退かれたり、「ユメミ」なる新しい愛称を付けられるに至る。
デッキ
第1期とほぼ同じだが、かげろうの封印などもあり第1期終盤で買っていた「ノヴァグラップラー」のカードをベースとしているようである。
【第3期】
後江高校に進学してヴァンガード部に所属している。コーリンが宮地学園高等部に編入してきたことを知り自らも同校へ転校しようとするが、井崎から「自分達の成績では絶対無理」と一蹴された。ヴァンガードの腕は、カードキャピタルで子供達に負けて再戦をせがむなど相変わらずのようであるが、櫂のデッキを使った際にはアイチと互角の戦いを繰り広げた。
VF甲子園では、アイチ打倒に燃える井崎を後押しする。自身も強くなるために「コーリンちゃん断ち」を敢行し真剣な態度を見せるが、宮地に敗北した途端に元に戻る。
デッキ
普段使っているのはこれまでの物と同じようだが、対校試合の際は三和と井崎の策略によってデッキをすり替えられ、いつものグレード3デッキではなく、櫂が構築した「かげろう」のデッキを使用した。
上記の「かげろう」デッキは第1期で櫂が使用していた物に近く、「ドラゴニック・オーバーロード・ジ・エンド」に加え「ドーントレスドライブ・ドラゴン」や「十字撃ち ガープ（クロスショット ガープ）」などのカードも追加されている。
【第4期】
アイチとコーリンの存在が消えたことに従い、ヴァンガード部の部員ではなくなると共にウルトラレアのファンクラブの会員でもなくなっている。
【G第2期】
第14話から再登場。大学生になっても相変わらずである。ショップ大会でクロノと対戦し、ファイト中、チームQ4を育て上げた事（全て嘘だが）や、常に「最強」を自称し続けていた。
【G第5期】
ギーゼとの決戦に参加。その際、虚無の影を撃破している。
デッキ
「スパイクブラザーズ」に統一されるようになるが、相変わらずグレード3寄りのデッキである。……が、グレード3が多く入っている分、超越のコストが払いやすいなど、無印の頃より大幅な進化を遂げている。だが、グレード1と2は相変わらず少ないようで、このファイトで初めてGアシストの説明がなされた。
【漫画版】&【2018年版】
漫画版では上記のようなコミカルな面を見せることは少なくシリアスな一面も覗かせるキャラクターであり、アイチと打ち解けるのにも時間を要した。
また、後江中ヴァンガード部の部長を務めており、その実力もアイチをあと一歩のところまで追い込むなどかなり高い。アイチVS櫂（2戦目）の状況も理解した様子を見せているなど、アニメ版とは立ち位置が逆になっている。
高校生編ではアニメほどではないがコミカルな面も見せており、1人宮地学園へ入学したアイチに「裏切り者〜」と吠えたりしている。また、アニメ同様コーリンのファンであるがアニメほど執着した面は見せておらず、むしろ緊張した様子だった。
2018年版では漫画版と同じ立ち位置だが、原作同様に若干実力も高めでカードキャピタル自体は当初櫂が出てくるまで無敗で、さらに不要なカードは井崎らに渡すなど面倒見のいい面も見せている。また、アイチのことは当初「先導」と苗字で呼んでいたが、ヴァンガード部の入部テストを兼ねた彼とのファイト後に「アイチ」と名前で呼ぶようになった。なお、旧シリーズ同様コーリンのファンという設定。高校生編ではナオキのためにアドバイスをするなど面倒見の良さを見せる。「続・高校生編」では部長に就任されており選手宣誓を任された他、準決勝で宮地と当たった際、あえてアイチ戦を捨て勝利を目指す「アイチシフト」を考案したり、櫂が行方をくらました時は櫂を大将に回し三和に探索を頼んだり、追いこまれている櫂を叱咤させるなど部長として責任感が強い一面を見せた。
デッキ
「スパイクブラザーズ」のカードで構成されたものを使用しており、エースは「将軍 ザイフリード」。また、第1話冒頭の櫂とのファイトでは「たちかぜ」のカードである「サベイジ・キング」を使用していた。2018年版は使用クランが異なっており、初期のファイト時代から櫂とファイトするまでは当初と同じ「スパイクブラザーズ」を使用。一方アイチやミナミとのファイトではアイチと同じく「ロイヤルパラディン」を使用しており、「ギガンティック・チャージャー」をエースに「ライオンメイン・スタリオン」や「スタードライブ・ドラゴン」などの主に種族「ハイビースト」をメインとした「質より量」重視コンセプトのデッキになっている。高校生編は2018年版初期で使用していた「スパイクブラザーズ」に戻している。

井崎ユウタ（いざきユウタ）
声 - 山口隆行
誕生日7月13日（蟹座）、血液型はA型。
アイチの中学でのクラスメイト。森川と親しく、常に彼と一緒に行動しており、何かと暴走しがちな森川にツッコミを入れていることが多い苦労人。また、変わったところが目立つ登場人物の中で数少ない常識人でもある。
【第1期】
ショップ大会には1回戦でアイチに敗北。緊張してクラン混合デッキの注意点を見落とす場面などはあったが、森川と異なりファイターとしての実力は人並みにあることを見せた。また、大人数の方が楽しいだろうとして森川と共にQ4の合宿にも参加。ファイトの解説を理解できない彼に頭を悩ませている様子を見せた。秋のショップ大会では殿様のコスプレで森川・三和と共に参加したが、ファイトするシーンはなかった。
デッキ
「たちかぜ」をメインに「かげろう」のカードを加えたもので構成。
【第2期】
森川らと共に、Q4の応援に精を出す。
【第3期】
森川と共に後江高校に進学してヴァンガード部に所属。カードキャピタルでの彼のひと言が、アイチにカードファイト部を作らせるきっかけとなった。
宮地学園との対校戦の際、久々に間近でアイチのファイトを見たことで彼に大きく差を付けられたことを実感し、打倒アイチを果たすべく櫂と三和から猛特訓を受ける。そしてVF甲子園1回戦の大将戦でアイチと対決。たちかぜの特性を生かした戦い方で健闘するが一歩及ばず敗北する。悔し涙を流すが、ギャラリーからは称賛の拍手を受け櫂や三和からも努力を認められる。
デッキ
「たちかぜ」のみの構築になっている。VF甲子園では「古代竜」と名のついたユニットをメインとした構成に変更している。「古代竜」デッキのエースは「古代竜 スピノドライバー」と「古代竜 ティラノレジェンド」。
【第4期】
森川と同様にヴァンガード部の部員ではなくなり、入部希望ではあるが森川が拒んでいるために入りたくても入れない模様。また、今期においてスイコのファンであることが判明した。
【G第2期】
第14話から再登場。一号店でアルバイトをしており、相変わらずお騒がせっぷりな森川の言動に突っ込みまくっていた。
【漫画版】
単なる森川の取り巻きであり、もう1人の取り巻きである稲永と共に彼に付き従っている。
稲永イチロウ（いねなが イチロウ）
声 - 前田誠二
アイチの中学でのクラスメイト。井崎同様、森川と一緒に行動している。漫画版および2018年版のみ登場。
マーク・ホワイティング
声 - 阿部敦（旧シリーズ） → 髙階俊嗣（2018年版）、日向大輔（新右衛門編）
アイチ達の通う後江中学校の先生。担当科目は歴史。外国人にも関わらず日本の歴史が好きで、戦国時代マニア。大のカードゲーム好きでもあり、カードゲームを交えたような授業を行う。
【第1期】
店内大会ではアイマスク付きの兜を被って「ニンジャマスターM」と名乗り、創作でありがちな“勘違いをしている外人”の典型のような口調で毎回のように参戦している。正体は後江中の生徒であるアイチと井崎にはバレているが、彼は決して認めることはなかった。同じ生徒でありながら森川は正体に気付いておらず、それどころか彼を本物の忍者だと思っている。実力は高い部類に入るが、櫂からは手札の温存につながる防御などの戦術に関して酷評されていた。
秋のショップ大会には「拙者の時代は終わった」と参加せず、シンに伝言を託して森川にコスチュームと2代目を譲った。ミサキからは「チームを組む相手がいなかったのでは」と推測されている。
デッキ
「ぬばたま」をメインに「かげろう」のカードを加えて構成されたものを使用しており、相手の手札を破壊する戦術を得意とする。
【第2期】
相変わらずの調子で授業を行っており、生徒達からは好評を得ている。
【第3期】
後江高校ヴァンガード部の顧問として登場。
宮地学園中等部Я化事件の際、ピンチになっていたカムイ達の元へ「ニンジャマスターNEO」を名乗り救援に現れレッカの追跡をカムイ達に託し自身はЯファイターとなったナギサとファイトをすることになる。一度は窮地に立たれるが、最後まであきらめない彼の強い意志によりナギサの攻撃をしのぎ切り逆転勝利し、後のことをカムイに託してその場を去っていった。
Яファイターが蔓延し世界が窮地に立たされているという現在の状況を知っているかのような素振りを見せていた。
【新右衛門編】
高校生時代で登場。シンの親友で後江高校3年生。戦国時代好きは変わらず頭に髷をつけている。最初には新右衛門と共にエスカたちを追い払っていたがそのエスカに促されニンジャマスターを名乗り新右衛門とファイトを行う。なお、普段は普通に話したびたび英語の勘違いを述べるが、忍者の格好（ニンジャマスター）をするとハイテンションな喋り方を見せる。なお、新右衛門編第2話の予告によるとマークのコスチュームはコスプレショップで仕入れた物でハロウィンの時の仮装衣装やエスカップ出場時に『チームキャピタル（後のチームNIPPON）」の時の衣装も用意してくれた。
デッキ
絶禍繚乱により強化された「ぬばたま」を使用。相手のユニットのバインドやユニットの大幅パワーアップを戦術にしている。なお「ぬばたま」は第1期から存在するクランだが、ナギサは「ぬばたま」の存在を知らなかった。「ぬばたま」デッキのエースは「修羅忍竜 クジキリコンゴウ」と「修羅忍竜 カブキコンゴウ」。新右衛門編】ではシンとライブがクランを変えない（シン：むらくも（G）→ジェネシス（新右衛門編）、ライブ:たちかぜ（G）→ノヴァグラップラー（新右衛門編））中、唯一「ぬばたま」をメインクランにしておりエースは「妖魔忍竜・暁 ハンゾウ」といった「妖魔忍竜（イビル・にんりゅう）」と名がつくユニットがメイン。基本的にハンデス先鋒はこれまで通りハンデス主体だが、だが、新たに後列インターセプトができる「ビルデコイ・トークン」を駆使した戦法を主として戦う。
【第4期】
アイチが消滅した世界でもヴァンガード部の顧問として健在ながら、部員が櫂と三和しかいない現状を憂いている。しかし、ミサキたちが訪ねてきた時に「前の部（本来の世界のヴァンガード部）」のことを無意識に口にしている。
【G第3期】
回想でチームNIPPON時代が描かれる。シン、ライブと共に全国大会で優勝した後、世界大会を最後に一線から退き、教員を目指すために大学を優先することを考えていた。
【漫画版】
森川、井崎らが在籍する「CF（カードファイト）研究部」の顧問を務めている。
漫画版に収録された初期設定資料において、シンの同級生と設定されていた。普段
また、3巻の描き下ろしイラストで若い頃のシンともう1人（後にクロノの父親と判明）の3人で「チームNIPPON」というチームを組んでいたという設定が明らかになっており、『G』26話のシンとミサキの会話シーンにもその当時の写真が飾られていた。
浜音ヒロ
小説版第一作に登場するオリジナルキャラクター。詳細は#小説版の人物を参照。

### 後江高校
主人公・櫂トシキの通う高校。
櫂トシキ
#チームQ4を参照。
森川カツミ、井崎ユウタ、マーク・ホワイティング
#後江中学校を参照。
三和タイシ（みわタイシ）
声 - 森久保祥太郎、渋谷彩乃（幼少期〈2018年版〉）
誕生日4月1日（牡羊座）、血液型はA型。
「カードキャピタル」常連で、櫂と同じ後江高校在学の高校1年生（第3期からは2年生）。一人称は「俺」。アイチや森川をはじめ誰とでも仲良くできる開放的な性格。櫂とは古くからの付き合いで、誤解されがちな彼の性格を理解しており、度々フォローに回る。軽いノリの一方で、裏ファイトの荒くれも恐怖する初期のモーションフィギュアシステムに接続されても失禁しない胆力もある。
昔から櫂の練習相手を務めているだけあって実力は高く、ファイトの観戦中は森川をはじめとするQ4のサポーターへの解説役に回る。ただ、本人曰く実力にはムラがあるとのことで、大きな大会にも興味はないらしく地区大会どころかショップ大会にもあまり参加はしない。
【第1期】
櫂と二人でよくカードキャピタルに顔を出し、Q4の合宿にも彼を誘き寄せた上で同行している。櫂を心配するあまり裏ファイトの現場に首を突っ込んで窮地に立たされたこともある。秋のショップ大会では「三和大納言太子」としてアイチと対峙し、櫂を髣髴とさせるファイトでアイチを窮地に立たせるも逆転負けする。同時に彼の成長ぶりを評価した。
デッキ
櫂と同じく「かげろう」のカードで構成されたものを使用。カードが一部異なるが、戦術はほぼ同様で「ドラゴニック・オーバーロード」も所持している。
【第2期】
カードキャピタルでアルバイトをしており、シンがQ4に同行したため留守番を任されている。みんなで南の島へ行ったときは櫂同様料理が得意な面を見せ、井崎に弟子入りを志願された。
デッキ
「なるかみ」のデッキを使用している。
【第3期】
後江高校ヴァンガード部に所属し、部長を務めている。詳しいファイト描写はなかったものの、自分を侮っていたシンゴを圧倒するなど実力も健在である。VF甲子園1回戦の中堅戦ではミサキと対決。森川や井崎を全国大会へ連れて行ってやりたいという思いから本気のファイトを行うが、攻撃を凌ぎ切られ敗北する。
リンクジョーカー出現後、Яファイターの噂に櫂が関わっているのではないかと推測し、単独で彼と接触。彼を止めるべくファイトを挑むも、「星輝兵 カオスブレイカー・ドラゴン」の前に歯が立たず敗北し、Я化してしまう。Я化したことで、「アイチとの最高のファイトを望む」という櫂の宿願を叶えるべく行動し、Яファイターと戦う決心をしたジュンをЯ化させた。その後、櫂と共に立凪ビルの前でアイチたちと相対し、櫂の相手にふさわしいか確かめるためアイチにファイトを申し込むも、同様に彼と戦いたいミサキと戦うことになる。切り札を出しミサキを追い詰めるも、彼女の新たな切り札と計算し尽くされたファイトに翻弄され敗北する。正気を取り戻した後、櫂を再び孤独にさせてしまったことを心の中で詫びている。体力を回復した後、ナオキたちをまとめるリーダー格として立ちはだかるЯファイターの大群に立ち向かう。
デッキ
再び「かげろう」で構成されたデッキを使用。VF甲子園では「封竜」と名のついたカードでデッキを構成している。櫂とのファイトでは、宮地との対抗試合の際に櫂が森川に使わせたものとほぼ同じ内容のデッキを使用。切り札は「ドラゴニック・ロウキーパー」、「炎獄封竜 ブロケード・インフェルノ」。Я化した際の切り札は「ドーントレスドミネイト・ドラゴン “Я”」。
【第4期】
櫂がアイチの件で機嫌を悪くしている理由を察することができずにいたが、ナオキたちと同様に櫂とのファイトを通じてアイチの記憶を取り戻す。蒼龍の島での合宿の際、当初は櫂と同じく乗り気でない様子を見せたが、ナオキたちを見ているうちに自身も強くなる必要があると感じ特訓に参加しており、またレオンと櫂の会話を密かに聞いた後、櫂が己の気持ちをアイチに伝えると決意した際は、彼にかげろうのデッキを投げ渡している。聖域でネーヴに敗北してアイチ、コーリン、カトルナイツの記憶を消滅させられた。また、今期において櫂と共に女子からの人気を得ていることと、レッカのファンであることが判明した。
デッキ
前期同様「かげろう」で構成されたデッキを使用。櫂とのファイトの際は、櫂が用意した「ドラゴニック・オーバーロード」軸のデッキを使用した。合宿後は櫂と同様に「煉獄」と名のついたユニットを中心としたデッキに組み替えた。切り札は「煉獄竜 ペインレーザー・ドラゴン」、「煉獄竜 メナスレーザー・ドラゴン」。なお、この二枚は櫂の「煉獄」デッキにも投入されている。
【劇場版】
「メサイア・スクランブル」の招待状（観客用）を受け取り参加したが、過去の友人である伊吹が現れたことに驚く。
【G第2期】
第5話にて石田、櫂らと共に再登場。大学に通いながら、カードキャピタル1号店にてバイト店長を務めている。開放的な性格は相変わらずである。Gクエストではガーディアンを務める。クエスト中トラップに引っかかり、つかまってしまったクロノとトコハを救出すべく現れたシオンとファイトし、互いにかみ合う戦術を仕掛けるも、リアガードの大幅パワーアップによる攻撃を防げず、敗北した。なお、シオンの羽織っていた黒いジャケットが櫂のものだと一目で見抜いた。
デッキ
第3期のVF甲子園で使われた「かげろう」の「封竜」デッキを使い、この時使われた「炎獄封竜 ブロケード・インフェルノ」に加え、「封竜」のGユニット「神獄封竜 クロスオリジン」を新たに切り札にしている。
【漫画版】&【2018年版】
櫂が戻ってきたことを機に再びヴァンガードを始めたことが語られており、アニメにおける森川・井崎のようにアイチの普段のファイト相手も務めている。ギャグキャラクターのテイストも強めでアニメ版の森川のようなノリを見せることもあるが、カードファイターとしての実力はそれなりのものがある。また、櫂と確執のあるフーファイターに対しては強い敵意を持ち、カードキャピタルにアサカが現れた際には普段の明るい笑みを消し、怒りの表情を露わにして彼女にファイトを申し込んだ。
またミサキに気があるらしくアサカに勝負を挑もうとした時は心配したり、レンに挑むアイチをミサキが抱擁した際（この時はまだミサキからアイチに対し恋愛感情はなかったが）には慌てた様子を見せている。
設定では姉がいる。2018年版では基本的に原作版に近い立ち位置だが、第15話では彼と櫂の過去が深く掘り下げられており、櫂が転校してから再会するまでの動向の他、原作で見せていたアサカとのファイトの描写も明確に描かれている。
デッキ
アニメと異なり「ノヴァグラップラー」を中心としたものを使用しており、種族名「ヒーロー」で中心としたユニットがメイン。エースユニットはカムイと同じ「アシュラ・カイザー」だが、サポートユニットにインターセプト封じの「Miss スプレンダー」やスタンド補佐ユニットの「ネコ執事」が採用されているなど初期アニメシリーズに運用された「封竜」に近いコンセプトのユニットが多い。

### 後江小学校
主要人物・葛木カムイの通う小学校。
葛木カムイ、櫂トシキ
#チームQ4を参照。
三和タイシ
#後江高校を参照。
伊吹コウジ
#劇場版 カードファイト!! ヴァンガード ネオンメサイアを参照。
右野レイジ（うのレイジ）
声 - 下屋則子
カムイの取り巻きで、カムイと同じ小学6年生。特徴として眼鏡をかけて後ろ髪を結んでいる。
【第1期】
エイジ同様カムイを慕っており、彼をやたら持ち上げる言動を取ることが多い。後述のエイジとは息が合い、カムイのために行動を起こす場面が多く見られる。ただし、エイジの言動に辟易することもある。
デッキ
「ノヴァグラップラー」を使用。カムイと同様のユニットを持っている。
【第2期】
カムイに付いて行ったのかチーム男前に入隊しており、ファイトに明け暮れていた。
【第3期】
Я化した際は、対象がカムイからレッカに変わっただけで、それ以外は特に普段の彼とは変わらなかった。
【漫画版】
カムイの回想で彼らしき人物が登場し、フーファイターの襲来が原因でファイトをやめたことが描写されている。
左賀エイジ（さがエイジ）
声 - 比嘉久美子
カムイの取り巻きで、エイジと同じく小学6年生。特徴としては髪をちょんまげのように結んでいる。
ローマ字の頭文字に略して話す（「SS（世界最強）っす」など）癖があり、彼のポリシーでもある。多くの場合、レイジの発言に続く形になるが、逆にエイジが略した言葉をレイジが（あるいは自分で）正しい形に復唱することもある。
【第2期】
レイジと同様にカードショップ男前でファイトに明け暮れていた。
【第3期】
レイジと同様にЯしても普段の彼とはあまり変わっていなかった。
【漫画版】
レイジと同様。

### PSYの関係者
立凪タクト（たつなぎタクト）
声 - 高垣彩陽
アジア有数の巨大財閥「立凪財閥」の総帥で、VFサーキットの主催者。当時の立凪家当主であり、代々続く「運命の調律者（コンサートマスター）」の役割を担っている。
66話から登場。最初は櫂と幻覚ファイトをしていた。その後、人が誰もいないカードキャピタルでアイチとカードファイトをし、途中でいなくなってしまった。67話でVFサーキットのプロモーションビデオで、サーキットの主催者であることが明かされた。
PSYクオリアに関して繋がりがあり、シンガポールでのアイチとクリス、ソウルでのアイチとレンのファイト中に各人のイメージ内に介入。彼らを先導者と呼び、勝ち上がるよう進言する。
第98話で惑星クレイを救う先導者を集めるためにVFサーキットを開催していたことが明らかになり、選ばれしファイターを地球とクレイをつなぐ空間に送りこむ。しかし本性を現したレオンによって力を奪われ、アイチに真実を語ったあと、レオンを止めることをアイチ達に託すと同時に彼らの記憶を元に戻した。
登場時には額に「灼熱の獅子 ブロンドエイゼル」と同じ緑色の紋様があったが、アイチがクレイを解放したと同時に消失した。
立凪家の当主は代々クレイと地球の行方を見守る「コンサートマスター」の役を担っていたが、タクト自身は観測者ではなく、事態に積極的に介入していく。そのために後にウルトラレアとなる3人の少女から記憶を奪う形で協力を強いたりアイチたちにクレイを救わせるためにサーキットを開催するなど、クレイのためならば手段を選ばず他者を駒として利用する冷徹さを持ち、サーキットで反旗を翻したレオンやウルトラレアの真相を知ったミサキから非難されている。しかし、彼女たちとの家族の絆は本物だった。
【第3期】
ウルトラレアの3人をそれぞれの学校に通わせるように計らった。彼女達がちゃんと学生生活を楽しんでいることを知り、感慨深げな表情を見せている。第127話にて再び侵攻を開始したヴォイドにЯ（リバース）ファイターを増加させるために体を乗っ取られてしまい、本来の意識はリンクジョーカー（ヴォイド）の意識によって消されてしまった。
リンクジョーカーによって消された本来の彼はクレイに封印されていたが、PSYクオリアに応じたレオンによって救われる。現実世界では実態を持つことができなくなっているため、PSYクオリアを持つ者にしか姿が見えなくなっている。櫂に敗れЯ寸前となったアイチを救い、彼に真実を告げた後、リンクジョーカーを倒すためにレオンと共に立ち上がる。書斎にてリンクジョーカーを倒すために求め手に入れた新たな力「解呪（アンロック）」を身に付けて対抗するが、リンクジョーカーの切り札「星輝兵 “Ω” グレンディオス」のこれまでにない特殊なスキルによって敗北し、吸収された。リンクジョーカーがアイチに敗れた後に再び姿を見せ、ウルトラレアの3人を解放すると共に、これまでの彼女たちに対する行いを謝罪しながらアイチたちの世界から去っていった。
デッキ
アイチのデッキ以上にエイゼルに特化した「ゴールドパラディン」を使用。主な使用カードは2期でアイチの切り札だった「灼熱の獅子 ブロンドエイゼル」、解呪のスキルを持つ「救国の獅子 グランドエイゼル・シザーズ」。タクトはこの2枚のエイゼルを「我が分身」と呼んでいた。
【劇場版】
クレイの危機を救うため16人のファイターを集め、「メサイア・スクランブル」を開催した。
アイチが伊吹に負けた後、「ブラスター・ブレード」を取り戻すために彼とファイト、「ハーモニクス・メサイア」を授ける。
デッキ
2期・3期同様、「ゴールドパラディン」を使う。
【G第4期】
直接の登場はないが、兄である立凪ノームがタクトに代わる立凪家当主になったことが判明。兄からは非常に能力が高く優しすぎたため、立凪家当主本来の使命である観測者としての役目に甘んずることができず、結果的により大きな混乱を世界に招いたと言われている。
リンクジョーカーのタクト
第127話にて再び侵攻を開始するためにタクトの体を使って地球に姿を現した意識体。内なる狂気の欲望を秘めたファイターとしてアイチ、櫂、レンの3人を下僕の候補として目を付けていた。リバースファイターを増加させるために、野望を阻止しにきた櫂をファーストリバースファイターにさせ、さらにウルトラレアの3人をЯ化させた。その後、全世界のファイターにこの世の滅亡を宣言し宣戦布告する。
リンクジョーカーの力に絶対的な自信を持ち、丁寧な口調ながら常に慇懃無礼な態度を崩さないが、アイチ、レン、レオンの3人を最大の障害として警戒する慎重さを併せ持つ。
自身を倒すべく立ちはだかったタクトとのファイトでは、「解呪」というスキルに「呪縛（ロック）」が破られたことで一時は動揺するも、「星輝兵 “Ω” グレンディオス」による「呪縛」を超えた「Ω（オメガ）呪縛」と勝利の確定をもたらすアルティメットブレイクスキル「ワールドエンド」で圧倒し、タクトの力を吸収し消滅させた。その後のアイチとのファイトでは、Ω呪縛によって絶対的な優位を確保すると共にコーリンの記憶を持ち出すことで揺さぶりを掛けるが、「解放者 モナークサンクチュアリ・アルフレッド」のリミットブレイクによってΩ呪縛を破られ、その一撃で敗北する。最終的にはアイチを道連れにしようとするが、タクトとの融合が解けたためにそのまま彼と運命を共にする。
デッキ
「リンクジョーカー」で構成されたものを使用しており、櫂と同じく「星輝兵」を中心に、様々なЯユニットを取り入れた特殊勝利デッキ。主な使用カードは「星輝兵 インフィニットゼロ・ドラゴン」、条件を満たして勝利を確定させることができる「星輝兵 “Ω” グレンディオス」。

#### ウルトラレア
カードショップ「PSY」店内にいた3人の美少女姉妹。3人とも高い実力のファイターであり、彼女たちとの出会いをきっかけにアイチはショップ大会への出場を決める。
後に新人アイドルユニットとして姉妹揃ってデビューした。チャンピオンシップのプロモーションを担当しており、大会のテーマソングにも彼女らの楽曲が使われている。彼女たちの任務はPSYクオリアの能力者を探し出しその能力を利用することであり、アイドルデビューもその一環。第3期『リンクジョーカー編』からは「普通の人たちと同じ生活を楽しんだ方が良い」というタクトの計らいにより立凪の姓でそれぞれ学校に通うことになるが、後にタクトに近い人間であった故にリンクジョーカーによって利用されてしまう。
彼女たち3人はタクトが地球での活動のために協力者として招かれ、それに伴い本来の記憶を封印されていた。また、タクトが消滅すれば協力者としての役割を終えると共にこれまでの記憶を失う事実が判明した。第4期『レギオンメイト編』ではタクトが去った後もアイドル
活動は続いているが、第3期におけるリンクジョーカーの消滅に伴うコーリンの記憶の消滅によってコーリンの存在は消え、スイコとレッカのペアユニットとなっている。また、同時期にスイコとレッカのソロの歌がCDに収録されている。
第4期最終話において、記憶消去の影響でヴァンガードに関する知識が初心者まで戻っている。同時に第3期で3人が通っていた学校での籍も消滅し、Q4やAL4の面々のことも忘れている。その後も活動が続いている理由と『G』以降の動向は不明。
漫画版ではアイチ達からも彼女たちに関する記憶が失われるが、アイチとミサキはコーリンを、レンはスイコのことを無意識に覚えていた。
2018年版では本編開始時点で既に活動しており、ヴァンガードのCM出演を行っている。コンサートマスターであるタクトにコールされ、運命を支配された存在「コールドウォーカー」であり、立凪の人間として生まれた時から定められている。コールドウォーカーから解放されると全ての記憶をリセットされる運命にある。コールドウォーカーから解放された後はPSYクオリアゾンビを始めとしたアイチ達とお互いに記憶が消えるが、デリートの後遺症などは残ったままであり、再びアイチ達と関わることとなる。
レッカ / 立凪レッカ（たつなぎレッカ）
声 - 南條愛乃
誕生日2月21日（魚座）、血液型はB型。
三姉妹の末娘で13歳。ショップでは案内役をしていた。キャッチコピーは「みんなの元気印」。
小柄な女の子で、いつも明るく元気に振る舞っている。可愛らしい容姿と裏腹に思ったことはそのまま口にするタイプで、反感を買うこともしばしば。しかし、鋭い洞察力や物事の本質を見抜く視野も持ち合わせ、特にミサキにはデッキの内容とモチベーションの低さで辛辣な評価をしていた。
小柄な体格を気にしており、同じく小柄なカムイのことを「チビッコ」と呼んで張り合う以外に「ちっこい」と呼んだナオキの足を思い切り踏んだこともあった。
また、コーリンに対してアイチとの仲をからかうなど悪戯好きな面も覗かせる。
【第1期】
当初、スイコと共にミサキがPSYクオリアの能力者である可能性を疑っていたが、後に当てが外れる一方でアイチがそうであったことを喜ぶコーリンをからかった。また、レンを最初は「イケメン」と言っていたが、後に傍若無人なその態度で嫌うようになる。
秋の全国大会のアイチVSレン戦の最中、タクトに憑依される。
【第2期】
旅行の準備をしている際にアイチ達が来店し、ミサキとのファイトでは彼女のデッキが全国大会の頃のままである事を見抜き、完膚なきまでに叩きつぶした上でミサキとカムイのモチベーションの低さと停滞を指摘する。第93話でミサキと再戦し、彼女の進歩を見届けて敗北する。
デッキ
「エンジェルフェザー」で構成されたものを使用しており、他の2人が手札とダメージゾーンのカードを入れ替えるのに対し彼女はダメージゾーンからのスペリオルコールを行う戦法を得意とする。ヴァンガードにライドする際には、「きゅんきゅんライド！」と叫ぶ。主な使用カードは「回転する剣 キリエル」、「真紅の奇跡 メタトロン」。
【第3期】
タクトの計らいで「立凪レッカ」として宮地学園中等部に編入してくる。当初はちやほやしてくる一般の生徒たちに嫌気が差して退屈な学校生活を送っていたが、アイドルではなく一人の友達として接してくれたエミとマイに友情を感じ、彼女たちと共にカードファイト同好会を創設し、エミの「ラブリーライド」やマイの「プリティーライド」も自分の「きゅんきゅんライド」となぞって命名するほどの仲になる。クラスメイトの前ではぶりっ子を演じているが、怒ると本性をさらしてしまうこともある。
タクトの手によってЯ化した際には、世界中の人々を自分の思い通りに動く「烈火隊」にしようと目論み、ゴウキたちをЯ化させて宮地学園中等部の一連の騒動を引き起こす。そして、助けるふりをしてエミとマイの元に近づき、ゴウキが敗れた途端正体を現して2人を連れ去り、体育館に駆け付けたカムイをファイトを始める。しかし、Яしてもなお、エミたちをЯ化させたくない本心をカムイに読まれ、彼のユニットの連続攻撃に耐えきれず敗北。元に戻り、その際の記憶は欠落しながらも事情をすぐに呑み込み、中等部のファイターをゴウキやエミたちと共に元に戻した。
宮地学園を脱出した後、スイコと共にミサキ達に合流し、アイチとタクトの戦いを目撃する。
デッキ
第2期同様「エンジェルフェザー」で構成されたものを使用しており主に「守護天使（セレスティアル）」と名のついたユニットで構成されている。
主な使用カードは「神託の守護天使 レミエル」、「団結の守護天使 ザラキエル」など。Я化際の切り札は「粛清の守護天使 レミエル “Я”」。
【漫画版】&【2018年版】
基本的にアニメ版に準ずるがエミたちとの友情描写はない。デッキはスイコがアニメで自身が使っていたエンジェルフェザーを使っている影響か「銃士」軸のネオネクタールを使っている。2018年版の第36話では、エミたちと知り合い親交を深めていた矢先に、タクトがディスティニーコンダクターに乗っ取られる。
『続・高校生編』ではスイコがヴァンガードへの情熱を失っている状況に疑念を抱いている中、修正される前と全く同じ状況でもう一度エミ達と出会って親交を深め、ファイトのために偶然ゴウキがいるタイミングでヴォヤージュを訪れた｡そこでスイコと同じ状態のキョウと互いに記憶を失ったまま出会い、スイコの状態との関連を疑いキョウがヴァンガードの情熱を取り戻すために協力する。そしてファイトの途中、部分的に記憶が戻る。
【外伝 イフ-if-】
最初はスイコが見た「自分の代わりにエスカがメンバーに入っている人気のないウルトラレア」の１人と思われがちだったが、実はマスク・ザ・レッカという仮面をつけた女性剣士の姿となりレン（マスク・ザ・ダーク）共に世界を回る行動をしていたことが判明した。しかし、よく目立つ行動が多いマスク・ザ・ダークとは逆に純粋に情報を集める立場をとっている。
コーリン / 立凪コーリン（たつなぎコーリン）
声 - 三森すずこ
誕生日10月13日（天秤座）、血液型はB型。
三姉妹の次女で15歳。森川が一目惚れし、以来ぞっこんになるほどの美少女。クールに振る舞っているが、実は怒りっぽく激情的な性格。力に完全に溺れてしまったレンや、本来の優しい人間性を失いかけたアイチを見ていることもあって、次第にPSYクオリアの力に関しては否定的になり、スイコとは意見が対立することも多くなっていく。キャッチコピーは「クールビューティー」。
当初は初心者のアイチのことを見下していたがファイトを通じて彼の勝負を捨てない姿勢を見て大会への参加を勧め、徐々にアイチへの想いを募らせていき、櫂やミサキとは違った視点からアイチの成長を見守っていくことになる。同時にアイチの自分を省みない危うさについては度々その危うさを案じていた。
アイチからの恋愛感情の有無は不明だが、第3期では同級生になってからは度々彼女を意識している。リンクジョーカーとの決戦では死の危険を冒してでも救うほど大切に想い、例え記憶が失われてももう一度巡り会うことを誓った。第4期でも記憶が戻り、巻き込まれた身でありながらも最後まで寄り添った彼女を強く意識している。
アイドルとして活動する時は普段と違い明るい表情を見せているため、普段とのギャップを驚かれ、裏ファイトの荒くれ達からも「怖い」と称されるほどの迫力である。
【第1期】
ショップではアイチと対戦し勝利している。再びアイチが「PSY」へ訪れた際にレンとファイトするが、敗北したこともあり嫌悪感を抱く。秋の地区大会の後レンのデッキを借りたアイチと再戦するが、PSYクオリアを完全に発動させた彼に敗北した。
その後アイチの変貌の原因が櫂であると考え、カードキャピタルへ訪れ裏ファイトで戦っていた櫂と対決。そこでアイチが変貌したことへの怒りをぶつけるが、櫂自身が止める決意を固めていたことから不信感を解き、アイチが捨てたデッキを託した。全国大会の予選終了後にアイチと櫂の下に行き、二人のファイトを見守った。また全国大会決勝前にはフーファイター本部へ連行し、櫂とレンの決闘を見届けさせる。
デッキ
アイチと同じ「ロイヤルパラディン」で構成されているが、エースが異なるなど彼のデッキとは少々差異がある。主なメインカードは「すのうがる」、「光の牙 ガルモール」などで「獣騎士 ガルモール」と「ハイドックブリーダー アカネ」のスキルで「すのうがる」を大量展開した「ブリザードフォーメーション」を得意としている。また、レンとファイトした時にはバミューダ△、オラクルシンクタンク、メガコロニーの3つのクランの女性ユニット混合デッキを使用した。
【第2期】
タクトに会えずに落胆するアイチとシンガポールで再会。「灼熱の獅子 ブロンドエイゼル」を供与して彼の後押しをした他にも勝利したアイチに笑みを浮かべ、出会った当初に比べて成長を見守っているが、度々スイコとレッカにからかわれている。香港ステージで再びPSYクオリアに目覚めたことに少なからず不安を覚えていたらしく、上の世界を思い知らせるという名目でファイトを行う。そして自力で勝利してみせたアイチの姿に満足そうな様子を見せた。
デッキ
ロイヤルパラディンの存在が消滅したため、使用クランを他の2人と同じ「エンジェルフェザー」に変更、エルゴディエルシリーズを軸とした連携ライドを軸にダメージゾーンと手札の交換およびダメージ回復を主としたデッキとなっている。主な使用カードは「星辰の癒し手 エルゴディエル」。
【第3期】
「立凪コーリン」として宮地学園高等部に編入し、アイチの同級生となる。アイチがカードファイト部創設を計画していることを知って入部を申し出、2人目の部員となる。
アイチの力になりたくて入部したものの、自分目当ての入部希望者が寄ってくることに辟易し、カードファイトで叩き出してしまっていた。
一方でミサキの入部には嬉しそうな様子をアイチが見せた際は不機嫌になり、自分と同じく好意からアイチを助けたくて入部しようとしたミサキに「本気じゃない人はいらない」と自分を棚に上げてミサキを追い出そうとするなど、恋敵の出現により今まで以上にアイチを意識し、タクトにもからかわれていた。
当初は学校生活もタクトに勧められたからだったが、仲間たちと行動していく内に心境が変化しており、VF甲子園地区大会ではみんなのために勝ちたいと思うまでになっている。
林間学校の時点でЯ化しており、想いを伝え合った二人は永遠に結ばれるという触れ込みの伝説の木の下でアイチを自分のものにすべくファイトを申し込む。しかし、アイチのまっすぐな視線を見てЯユニットへのライドを躊躇ってファイトを中断してしまう。その後、宮地学園にてカムイとのファイトではカムイにアイチの姿を重ねて迷いながらも勝利し、彼をЯ化させる。
立凪ビルの書斎にて、リンクジョーカーに時間稼ぎのためにアイチとファイトを行う。リンクジョーカーと共にタクトが消滅すればこれまでの記憶を全て失うことを知らされていたために、スイコやレッカ、アイチ達との思い出を失いたくない一心で戦うも、同じように自分を失いたくないアイチに押し切られる形で正気に戻った。リンクジョーカーの消滅後、記憶の消滅に絶望しながらもアイチと櫂のファイトを見守る。
デッキ
「虚無」から解放されたことにより再びロイヤルパラディンのデッキを使用。「宝石騎士（ジュエルナイト）」と名のつくユニットをメインとしたデッキ構成となっている。
主な使用カードは「導きの宝石騎士 サロメ」、「純真の宝石騎士 アシュレイ」など。Я化際の切り札は「哀哭の宝石騎士 アシュレイ “Я”」。
【第4期】
アイチ同様に世界からその存在を消されている。当初は櫂とミサキのみが彼女の存在の消滅を認識していたが、後にアイチを探すメイトたちも彼女のことを思い出した。
アイチの手掛かりを求めて山奥の石碑へやってきた櫂たちの前にガイヤールと共に現れ、「リンクジョーカー」のデッキで櫂とファイトを行う。その中でアイチが消えた真実を伝えた上で櫂を破り、「ブラスター・ブレード・探索者」を奪い去る。
櫂達が聖域に侵入してきた際の混乱の中、セラの裏切りによる封印の解除とアイチが「リンクジョーカー」に呑まれる姿を目にしてしまう。封印が完全に解けた際、アイチにかかる負担を和らげるために自らの「リンクジョーカー」のデッキで力を受け、一時的にアイチの中にある「リンクジョーカー」を鎮める。そしてガイヤールがセラの野望を阻止した後、カードファイト部の仲間であったナオキとファイトを行い、敗北するが彼女のアイチへの想いは認められた。
彼女は「リンクジョーカー」が消えたことで記憶を失ったが、アイチの中にシードが存在したことで完全に「リンクジョーカー」が消滅したわけではなかった。それから間もなく、記憶を失い放浪していたところで封印する前のアイチの苦しみを感じ取り、聖域で再会し記憶を取り戻す。そして封印される苦しみを引き受け、最後までアイチの意志に殉じることを選んだ。
その特殊な経緯と「カトルナイツ」にもできないアイチの負担の肩代わりから「カトルナイツ」より上の立場である。また、一度記憶を失っていた反動でアイチの側にいることについてはある意味でミサキや櫂よりも執着しており、セラからは「王子様に忠誠を誓う乙女騎士」と揶揄された。そして聖域での戦いが終わると共に彼女の記憶は完全に失われることとなり、涙と共にアイチのもとを去った。
互いにアイチに想いを寄せていることもあり、ミサキには対抗心と同時に強い信頼関係を築き、真実については「嘘は言わない」と告げた。
最終話では記憶を失っているがアイチやミサキ、ヴァンガードには懐かしさを感じていた。
デッキ
アイチの力を受け止めた関係でリンクジョーカーを使用。デッキは櫂と同じ「星輝兵（スターベイダー）」。ただし、使用者の彼女はリバースファイターとなっておらず、自分の意志でリンクジョーカーを操る。
主な使用カードは「星輝兵 ガーネットスター・ドラゴン」、「伴星の星輝兵 フォトン」、「電離の星輝兵 ハフリウム」。特にコーリンは第3期で経緯を知らなかったとはいえ、アイチを殺しかけた事も掛け合わせて「フォトン」を「我が罪の化身」と称している。
【劇場版】
歌のステージが終わった後に、アイチ対伊吹、伊吹対カムイのファイトの審判を務める。
【漫画版】&【2018年版】
漫画では、3期同様アイチたちの学校に転入しアニメ同様の流れでカードファイト部最初のメンバーになる。また、アニメではミサキの入部試験のファイトはアイチが行ったが、漫画では彼女が相手をしている。
ディスティニーコンダクターが倒されたことで、アイチたちとの関係も互いの記憶も消えてしまうが、アイチとミサキは無意識で彼女のことを覚えており、コーリンもまたアイチとミサキを始め宮地学園カードファイト部が気になっていた。
2018年版でも、『リンクジョーカー編』と同様にアイチたちをPSYクオリアゾンビへ変えることに躊躇いを見せ、ディスティニーコンダクターにあらがっている様子が見られる。
【続・高校生編】
これまで他の2人（レッカとスイコ）が記憶を取り戻しつつある中、唯一記憶を失う描写が多かったが、偶然目に付けるなど部分的に覚えていた。VF甲子園で宮地学園が優勝後、ひょんなかエキシビジョンマッチをすることになり自らアイチを指名してファイトを行う。そしてプラチナエイゼルの効果にわずかながらアイチを倒し記憶を取り戻す。その後、ウルトラレアは海外公演に行くことになることが決まったが、海外公演の合間は宮地学園にいることがノームによって許可され再びヴァンガード部の部員になる。海外への出発前にアイチ達との再会を約束する。
ゴールドパラディンのデッキを使用しており、エースカードは「灼熱の獅子 ブロンドエイゼル」、「光輝の獅子 プラチナエイゼル」。
【外伝 イフ-if-】
町に突如として出現した「サンクチュアリ」と呼ばれる屋敷にいるといわれており、名前はSKコーリンとして変更している。
スイコ / 立凪スイコ（たつなぎスイコ）
声 - 寺川愛美→愛美
誕生日5月5日（牡牛座）、血液型はO型。
三姉妹の長女で17歳。常に冷静沈着で、3人の中ではリーダー的存在。コーリン相手に善戦したアイチに「騎士王 アルフレッド」のカードをプレゼントした。キャッチコピーは「おっとりおとぼけ天然娘」。
大人びた美貌と優しそうな雰囲気を持っているが、目的達成のために手段を選ばない面も持ち、レンの暴走を招いたことで櫂からは第3期まで嫌悪感を抱かれている。歌に関しては厳しく、音程を外したレッカを叱ったこともある。コンピュータの扱いが得意で、作中ではよく端末を操作し、第3期中盤の福原高校のЯ事件ではハッキングを成功させたこともある。
掴み所のない性格でもある傍ら、PSYクオリアの能力者である以外の意味でもアイチやレンを個人的に気に入っており、コーリンやアサカを動揺させている。
【第1期】
あまり多くを語らず、PSYクオリアの能力者を探し出すために様々な行動を起こし、一時はミサキにも多少なりとも期待を寄せていた。目的成就のためにはPSYクオリアの力を完全に覚醒させる必要があるためにレンやアイチがPSYクオリアの力を積極的に使うことを強く望み、コーリンがPSYクオリアで暴走しかけたアイチを止めようとしていることには深入りしないよう諌めている。
レンの更なるPSYクオリアの覚醒のため、レンに「光」と「闇」のカードを供与する交渉をし、闇のカード「ファントム・ブラスター・オーバーロード」を渡す。フーファイター本部での櫂とレンの死闘の後、アイチにも「マジェスティ・ロードブラスター」を与えた。全編を通して暗躍していたが、「あの方（タクト）」に憑依されていたレッカが解放された際には安堵の声を上げるなど決して非情ではない。
【第2期】
アイチが来店した際、しばらく店仕舞いすることを告げ、各ステージでもPSYクオリアの能力者の探していた。
香港ステージ終了後、で業のためPSYにやってきたQ4との対決では二番手としてカムイとファイトする。カムイの力押し戦術を脆いと言い切りトリッキーな手段で追い詰めるも、最終的に自分の戦略を貫いたカムイに敗北、彼の力を認める。
その後、自分たちに勝利したQ4の3人にそれぞれカード（アイチには「光輝の獅子 プラチナエイゼル」、ミサキには「日輪の女神 アマテラス」、カムイには「超獣神 イルミナル・ドラゴン」）をプレゼントした。
デッキ
他の2人同様「エンジェルフェザー」デッキで「看護師長 シャムシャエル」を軸としたデッキを使っており、ダメージゾーンと手札の入れ替えを主とした戦い方を得意とする。
【第3期】
タクトの計らいで「立凪スイコ」として福原高校に編入する。卓越した実力で瞬く間にアサカを追い抜きかけるほどの成果を挙げ、短期間でレン、アサカと共にVF甲子園の選抜メンバーになる。アイチ達が福原高校へ偵察にきた際にナオキの対戦相手として呼び出されるが、彼の「セーラー服に無理があるんじゃねーか？」という一言に、笑みを浮かべながら激怒し、彼とのファイトに圧勝した（以後彼から「セーラー服」というあだ名で呼ばれている）。VF甲子園地区予選大会で再度ナオキと対決し逆転負けしているが、彼への興味を一層強くした様子を見せた。
その後、ヴォイドに乗っ取られたタクトによりЯ化。レンを仲間に引き込むべく彼とファイトするが、敗れ去り正気に戻る。その後はレンやアサカをサポートし、福原高校Я化事件の解決に貢献した。
第1期の頃から色々と付き合いがあったレンと親しく話しており、アサカからは敵対心を持たれているが、福原高校Я化事件を通して良きチームメイトとなった。
最終決戦ではレッカと共にミサキ達と合流し、端末を操作してアイチとタクトの戦いを映し出す。
デッキ
前期同様「看護師長 シャムシャエル」を軸にとした「エンジェルフェザー」デッキを使用しているが、一部の「守護天使（セレスティアル）」カードを投入している。
リバースファイターとなった時は、「シュヴァルツシルト・ドラゴン」への連携ライドを軸としたリンクジョーカーデッキを使用している。
【G第5期】
本人は登場しないが、ギーゼの使徒の一人であるグレドーラにディフライドされていたゲイリ・クートは香港の高校の後輩であることが判明した。
【劇場版】
事件の中核である「根絶者（デリーター）」のことをアイチに伝える。
【漫画版】&【2018年版】
アニメ同様福原高校の生徒として登場。アニメ版と比べると感情が豊かである。アイチを「可愛い」と称して気に入っており、出会い頭に抱きつくなど大胆なスキンシップを行い、コーリンを動揺させている。ほぼアニメと同様の流れだが、レンとの絆は強く、互いに忘れてしまいながらもレンは無意識に彼女のことを覚えていた。2018年版ではゲイリと同じ香港の高校の制服を着用している。また、ナオキの他に伊吹にも「セーラー服は無理がねえか？」と言われている上に伊吹からは「近くで見るとけばい」とまで言われてしまう。
デスティニーコンダクターに乗っ取られた後にアニメ版で福原のファイター達をЯさせたようにアサカを始め福原高校のファイター達をPSYクオリアゾンビにするが、伊吹にデリートされてPSYクオリアゾンビから解放されると共にヴァンガードへの熱意も失う。
デスティニーコンダクターにヴァンガードの公式サポーターとして活動しながらもデリートの影響は残っており、ヴァンガードへの関心を失った自分に違和感を抱いている。また、デリートやタクトを訪ねてきた時の出来事から伊吹には強い敵愾心を持ち、ファイトを行って勝利する。しかし、納得のいく勝ち方ではなかったために、それがきっかけでデリートの影響から解放された。
デッキは「エンジェルフェザー」だが、アニメ版におけるレッカの「守護天使（セレスティアル）」軸に近い構築である。
【外伝 イフ-if-】
伊吹やエミたちと並ぶ主要キャラの1人として登場。アイドルの傍ら、立凪財閥でノームの秘書をしているが、伊吹に巻き込まれる形でカードファイトがない世界に飛ばされてしまい、そこで「自分の代わりにエスカ（ジャマーと入れ替わっている）がメンバーに入っている人気のないウルトラレア」という歴史のゆがみを目の当たりにし、「立凪は歴史の観測者である」という掟を破って歴史を正しく直すことを決意する。伊吹同様、ジャマーとの戦闘に直接参加することはない。
従来のシリーズに比べてコミカルな描写が多く、風邪で寝込んでいた状態ながらも屋敷に侵入したシュカの背後を取る、伊吹をハリセンや巨大ハンマー、マスコットオブジェで殴り倒すなど腕っぷしの強い部分を見せたり、シュカに『おばさん』と言われて持っていたリンゴを握りつぶす（以降、シュカはスイコのことを『お姉さん』と呼んでいる）、リューズから自分が「F1層」だと言われて持っていた机でリューズを殴り飛ばす、これまで同様セーラー服の変装で伊吹の皮肉発言にキレるなどこれまで以上に自分の年齢を気にする素振りを見せる。異世界に飛ばされて以降、伊吹と廃墟となっている立凪の屋敷で暮らしているが、仕事や生活回りすべてをマネージャー任せにしているために炊事や掃除、洗濯などの家事は一切できず（本人にやるつもりもない）、伊吹を尻に敷いてやらせている。

### チームドレッドノート
蒼龍レオンが率いるQ4の香港ステージでの決勝の対戦相手。ドレッドノートは「恐れ知らず」という意で、イギリスでは艦船の名称にも用いられる。
蒼龍レオン（そうりゅうレオン）
声 - 神原大地
誕生日8月1日（獅子座）、血液型はB型。
83話で初登場した少年。カードショップPSYを訪れてその場に居合わせたDAIGOとファイトし、すぐに去って行った。冷静な性格で、よく現在の状況を風に例える。スタンドアップの際には、「スタンドアップ・マイ・ヴァンガード」と宣言する。
幼馴染みのジリアンとシャーリーンに対して幼少時代は『蒼龍の子』の伝説を話すと共に笹舟を浮かべて二人に笑顔を望んでいるなど、二人を大切に想っている。また、彼の作った笹舟は二人にとっても大切な思い出となっている。
【第2期】
彼もまたPSYクオリアの能力者であり、その能力はスイコいわく「今までの能力者の中でも強大な力の持ち主」。決勝戦でアイチとの能力者同士のファイトを制したが、アイチの能力については「いい風だ」と一定の評価をしていた。
かつて「アクアフォース」とともに7つの海を支配していた蒼龍の民の末裔で、幼い頃は蒼龍の民を導くと言われる『蒼龍の子』の伝説を信じる純粋な少年だったが、ある時伝説が作り話であり、自分たちが歴史に埋もれて滅び行く運命の一族であることを知って絶望する。その際に心に生まれた負の感情を「ヴォイド」に付け込まれ、「アクアフォース」の復活と引き換えに「ロイヤルパラディン」「シャドウパラディン」「かげろう」の惑星クレイにおける前大戦の英雄達を封印する取引を承諾。そして自分こそ『蒼龍の子』であると宣言し、「アクアフォース」の復活とともに一族を再興し、表舞台へ返り咲くことを目論んだ。
惑星クレイに転送されてからその本性を現わし、タクトの力を奪う。PSYクオリアに加えてヴォイドの力も取り込んで櫂を打ち負かし、駆けつけたアイチと対峙。ヴォイドによる身体への侵食を強靭な意志の力で抑え込んでファイトし、アイチを極限まで追い詰めるが土壇場のヒールトリガーで攻撃をしのぎ切られ、返しのターンのアイチの攻撃を防ぎ切れずに敗北。クレイの先導者となったアイチと「ゴールドパラディン」によってヴォイドは一掃され、レオンに憑依していたヴォイドも放逐された。
デッキ
ヴァンガードファイターの間で伝説のクランと言われている「アクアフォース」で構成されたデッキを使用。切り札は「蒼嵐竜 メイルストローム」「蒼嵐覇竜 グローリー・メイルストローム」。
【第3期】
香港の高校に通っており、VF甲子園参加の前に日本に慣れてもらおうというテツの計らいで福原高校へ招待され、アサカと試合を行う。アイチに対し以前のような失敗をしないことを誓い、VF甲子園での再戦を望む。タクトに招かれて宮地学園に来た際には、ひょんなことから那嘉神エルとファイトするが、重度の中二病を患っている彼と絶妙に話がかみ合っていた。VF甲子園参加を前にしてホテルで宿泊していたが、Я化した光定とユリ、SITジニアスから強引にファイトを申し込まれる。ジリアンとシャーリーンがそれぞれリーとアリに敗れ孤立無援となるが、同じ過ちは繰り返さないという強い決意のもと、新たな切り札「蒼波竜 テトラドライブ・ドラゴン」の波状攻撃で光定とのファイトに勝利する。その後、正気を取り戻した光定との共闘でЯ化したユリたちを救う。
その後、VF甲子園の決勝で福原高校と激突、レンと互角の勝負を繰り広げるも僅差で敗北し準優勝となった。
タクトの宣戦布告後、櫂を倒すべくアイチに共闘を請うが、彼が櫂と戦うことを躊躇っていることをファイトで見破り、「共に戦うに値しない」と言い残しその場を去る。その後、追いかけてきたナオキと何度かファイトを行い彼の実力を認め、アイチのことを託した。Яファイターとのファイト中にPSYクオリアの力が再び発動し、クレイに封印されていた本物のタクトを救出すると共にアイチのЯ化を食い止めた後、本物のタクトと共に打倒リンクジョーカーに乗り出す。リンクジョーカーが己の半身を用いて召喚した「（Яファイターとなった）未来のレオン」とのファイトでは、未来を変える自分の揺るがない意思により戦いを制した。
デッキ
前作同様「アクアフォース」で構成されたデッキで、「蒼翔竜 トランスコア・ドラゴン」「終末の切り札 レヴォン」「蒼波竜 テトラドライブ・ドラゴン」を新たに使用する。未来から召喚されたレオンのデッキは「蒼嵐」と名のついたユニットを中心に構成され、切り札は「蒼嵐業竜 メイルストローム “Я”」。
【第4期】
故郷の島に戻っており、アイチとコーリンの意志を聞いた後にナオキの特訓に付き合い、ファイトを通じて彼の良さと欠点を教えた。その後、アイチとコーリンのことでそれぞれ思い悩む櫂とミサキを諭し、二人に再起を促した。
レンと同じくアイチのことを覚えているが、彼と同様に中立的な立場を取っている。しかし、彼も思うところがあったらしく、ナオキの特訓の申し出を引き受けたのもレンがアイチたちの手掛かりを櫂に教えたのと同じ理由からである。
アイチの封印解除後、レンと共に聖域へ赴き、ミレニアムブリザードプリズンに閉じ込められていた櫂達を救出した。
デッキ
「双闘」による運用を主眼とした「アクアフォース」を使用。構築内容は前期で戦った未来の彼自身が使用した「蒼嵐」ユニットを中心としている。切り札は「蒼嵐波竜 テトラバースト・ドラゴン」、「蒼嵐水将 スターレス」。「シークメイト」する際には「シーク・マイ・メイト」と宣言する。
【劇場版】
「メサイア・スクランブル」の招待状（大会関係者用）を受け取り、Aブロック1回戦でガイヤールに勝利したが、ミサキ同様伊吹にプライベートファイトで敗北し負傷欠場に追いやられる。
【G第2期】
2年の研鑽をかけて、アクアフォースを復活させることに成功し、蒼龍財団を築いたほか、アクアフォースのクランマスターとして名を轟かせている。相変わらず状況を風に例えている。メガラニカ支部へ向かう途中クロノと出会い、道案内をしてもらった。その後支部でのGクエストにて同じアクアフォース使いのハイメと「スペシャルアクアフォース」としてチームを組みクロノと再会、彼と対戦することになる。
デッキ
「蒼波」による運用を主眼とした「アクアフォース」を使用。切り札は「蒼波竜 アンガーボイル・ドラゴン」。
【漫画版】&【2018年版】
漫画版では最終話のVF甲子園の解説のみだったが、2018年版では「チームNagisa with Others（ナギサ ウィズ アザーズ、略してNwO）」のメンバーとして登場。設定が小学6年生になり身長が低くなっているほか、本作では香港代表としてアジアサーキットを制した最年少実力者となっている。2018年版でも「風」が口癖であり、これまでと比べて物腰が柔らかく一人称も「僕」になっているほか、ショップ対抗戦に遅刻寸前のアイチのところに偶然通りがかって車に乗せてあげる面倒見のいい面も見せる。また旧アニメシリーズでの「一族とアクアフォース復興の使命を背負った末裔」という設定は無く、純粋にヴァンガードを愛する1人のファイターとして仲間と共に平和に育ったという設定に変更されている。Q4との対抗戦では大将としてアイチと対決。素直にファイトを楽しみ最後は猛攻によって勝利する。その後、ショップから帰ろうとした際、「楽しかった」と言ってアイチたちを称賛した。その後、高校生編の冒頭のアジアサーキットでレンを下して決勝でアイチと再戦し、その際にPSYクオリアに覚醒したような描写を見せている。
伊藤彰によると、漫画ではアイチの年下世代が少ないこともあって年齢を下げて登場させたという。
デッキ
「アクアフォース」を使用。原作同様にエースはアジアサーキット編と同じく「蒼嵐竜 メイルストローム」で、アニメ版に比べるとガード封じの効果よりヴァンガードの再スタンドを使った戦い方を得意とする。
ジリアン・チェン
声 - 植田佳奈
誕生日12月13日（射手座）、血液型はA型。
レオンに仕えるチェン姉妹の双子の姉。高圧的な性格。VFサーキット決勝戦ではファイトをしなかったが、惑星クレイでは妹のシャーリーンと組んでのタッグファイトに臨んでいる。『リンクジョーカー編』ではアリとのファイトでЯ化してしまうが、レオンと光定の協力により元に戻る。
立凪ビルまでタクトの依り代である鏡を運んだ後、シャーリーンと共にЯファイターの大群を相手に三和達と共闘する。
デッキはレオンと同じ「アクアフォース」。
【2018年版】
高校生編の冒頭で、妹のシャーリーンとともに登場。
シャーリーン・チェン
声 - 後藤沙緒里
誕生日12月13日（射手座）、血液型はA型。
ジリアンと同じくレオンに仕えるチェン姉妹の双子の妹。決勝戦でレオンのタッグパートナーを務める。普段はおっとりとしていてどこまでもマイペースだが、一旦怒らせると姉のジリアンでも手がつけられなくなる。クレイでは姉のジリアンと組んでのタッグファイトに臨んでいる。『リンクジョーカー編』ではリーとのファイトでЯ化してしまうが、レオンと光定の手で救われる。
その後、ジリアンと共にタクトの依り代の鏡を運び、レオンが立凪ビルに乗り込む際には所持していたコンパクトを代用に手渡す。
レオンや姉と同じクランのデッキを使用している。
ギアースクライシス編ではスペシャルマッチでシオンと対戦。デッキは「波紋」を主軸とした「アクアフォース」を使っている。
【2018年版】
高校生編の冒頭で、姉のジリアンとともに登場。

### チームSITジニアス
VFサーキットに招待されたシンガポール工科大学の現役大学生。3名ともカムイと同年代であり、飛び級で入学した精鋭である。試合では最小ターンでファイトを制して一躍注目を浴びた。シンガポールステージにおいて3回戦でQ4を、決勝戦でカエサルを圧倒的な実力で撃破してシンガポールステージ優勝を飾った。3名とも「グレートネイチャー」で構成されたデッキを使用している。『リンクジョーカー編』では、来日してアイチと談笑する姿を見せている。空港の事件が解決した後はシンガポールへ帰国し、そちらでЯファイターと交戦する。最終話では櫂を経由してカードキャピタルのショップ大会に招待され、参加する。『G』以降リーとアリは登場していないが、クリスとのチーム関係は健在であり、ギアースクライシスにも関わっていた。
クリストファー・ロウ
声 - 矢作紗友里（4期および劇場版まで）→花倉洸幸（『G』第2期から）
誕生日2月24日（魚座）、血液型はA型。
通称「クリス」。3人のリーダー格でアイチの対戦相手。アイチ達に対して挑発的な言動を取る。3期連続で学内チャンピオンに輝く実力の持ち主だが、そのポジションを守るために全てをヴァンガードに費やすあまりに「強いことは孤独」と考えるようになり、チームメイトのリーやアリでさえも仲間とは思っていない。
アイチとのファイト中にタクトの介入によってPSYクオリアの能力者として覚醒し、その力を再び振るうことを躊躇うアイチを蹴散らした。
99話にて「虚無（ヴォイド）」により心の闇が解放されたことで、第1期のアイチやレン同様、PSYクオリアの闇に飲まれてしまう。
自分のPSYクオリアの力に絶対の自信を見せていたが、アイチが敗北することなく攻撃を耐え切ったことで狼狽え、最後はアイチの「光輝の獅子 プラチナエイゼル」のアルティメットブレイクにより大幅強化されたユニットたちの猛攻に耐えきれず敗北。PSYクオリアの闇から解放された直後、他のメンバーと共に地球へ強制送還された。『リンクジョーカー編』で日本のカードファイト事情を調べるためにほかのメンバーと共に来日し、以前と違い周りに気を使う発言もするようになった。第134話では、帰国した光定から強引にファイトを申し込まれ、SIT仕込みではない別次元の強さを見せつけられ敗北。リー、アリと共にЯファイターとなるが、レオンと正気を取り戻した光定に敗北し、全員正気を取り戻す。
【劇場版】
「メサイア・スクランブル」のAブロック1回戦でミサキとファイトするが敗北する。
【G第2期】
青年に成長。ジニアスコミュニケーション（通称GTEC）を設立し、ファイカを開発するなどシンガポールでさらに名を広げた著名人となっている。ズー支部のゲストとして登場し、対戦権を会得したトライスリーのトコハと対戦、怒涛のリアガードパワーアップで追い詰めるも、敗れた。Gクエスト終了後、マモルに呼ばれ、今回のイベントでの常用ギアースを調査するため協力する。
主な使用カードは「学園の狩人 レオパルド」、「双筆の闘士 ポラリス」、「特別名誉博士 シャノアール」。
リー・シェンロン
声 - 下田麻美
ミサキの対戦相手。シンガポールの名家の出身で、「名家の人間はヴァンガードファイトでも最強でなくてはならない」という持論を持つ。飛び級で大学に入ったことを鼻にかけ、ケンジやカムイを挑発するような言動を取っていたが、学内トーナメントではクリスに敗北しており、チーム内でナンバー2に甘んじていることに内心では不満を募らせている。また、「チームメイトは仲間ではなく敵」「クリスを倒すのはこの俺」と言い放つなど、その結束は極めて危ういものであったが、一方でナンバー1であり続けるために人一倍努力をしていたクリスのことを内心では尊敬していて、クリスが「ヴォイド」に魅入られた時には、涙ながらに彼に元に戻るよう訴えた。試合ではミサキに辛辣な言葉責めを浴びせて勝利している。
クリスがPSYクオリアの闇から解放された際には「またPSYクオリアに頼ったら許さない」と言いながらも彼を信用する胸を伝え、アイチたちに激励の言葉をかけて、他のメンバーと共に地球に強制送還された。『リンクジョーカー編』でクリスと共に来日。少々棘のある発言は変わりないが、かなり物腰が柔らかくなっている。また、シンガポールで光定に敗れたことがクリスの口から語られている。
アリに対しては前向きな姿勢をうらやましく思う反面で女癖の悪さに頭を悩ませている。
主な使用カードは「武装教官 バイソン」でリバース化した際の切り札は「学園の処罰者 レオパルド “Я”」。
ファジル・アリ
声 - 根本圭子
カムイの対戦相手。無類の女好きでナルシスト。しかしその反面PSYクオリアによって傲慢になったクリスの言動も笑顔で流すなど心の広い好人物でもある。「ヴァンガードの強い男に女はなびく」が信条。ファイト中はパワーを「モテモテ度」、クリティカルを「ズッキュン度」などと表現する。カムイのイメージのエミをも手中に収めると言い放つも、カムイの意地に押される形で敗北した。試合後は己の道の険しさを再認識して表情を曇らせていたが、自らの勝利に過剰なまでに拘るリーとは異なり、負けても気持ちの切り替えが早い。
クリスがPSYクオリアの闇から解放された際には、アイチたちに「このピンチを救ったら女の子にモテる」という彼なりの激励の言葉をかけ、他のメンバーと共に地球に強制送還された。『リンクジョーカー編』ではクリスらと共に来日。だが、日本のメイドに会いたがったり、自分の彼女の多さを森川に自慢するなど、女癖の悪さは相変わらずのようである。
最終話ではクリス、リーと共にショップ大会に参加してジリアンとシャーリーンにアプローチを掛けるが引かれていた。
主に「ロックス」と名前につく連携ライドを主体としたデッキを使用する。リバース化した際の切り札はリー同様に「学園の処罰者 レオパルド “Я”」。

### チーム男前
カードショップ「男前」の代表チーム。昨年の全国大会にも出場した強豪。海賊風のコスチュームに身を包んでいる。「グランブルー」デッキを用い、ドロップゾーンからユニットをコールする「無限復活地獄」を軸とした戦術を使う。『G』でも活動は続いており、Gクエストにも参加している。
大文字ゴウキ（だいもんじゴウキ）
声 - 伊藤健太郎
「チーム男前」の船長（チームリーダー）。高校1年生。カムイがヴァンガードを始めるきっかけとなった人物でもある。
豪快で荒っぽいところもあるが、度が過ぎるシスコンを除けば、チーム入りを渋るカムイの意思を尊重して彼を後押しする以外にチームメイトのチャレンジ精神などを高く評価する頼れる兄貴分である。
自分が認めた相手を性別問わず「男前」と評価するが、それは彼にとっては最高の褒め言葉でもある。
【第1期】
カムイの意中の相手がアイチであると勘違いして彼にファイトを挑み、誤解は解けたもののカムイの相手が別にいることは解ってもらえなかった。
地区大会第1戦ではチームメイトと妹と共に「Q4」の試合を観戦していた。決勝戦で再びアイチと激突し、彼の成長を見届けて敗北を受け入れた。決勝戦でのカムイと戦うという約束だけでなく、Q4の勝利で婚約を破談にするという約束も反故にして相変わらずカムイとナギサを結婚させたがっている。
全国大会の予選の昼休み中にナギサと共にアイチたちの応援に駆けつけ、そこでカムイが離反したこと、ケンジからアイチの決意を知ることになり、エミと妹と共に彼を探し、仲間とは何かを諭した。
その後、秋の全国大会地区予選でアイチ達と再会し決勝での再戦を誓うも準決勝でキョウ率いる「チームアヴェンジャーズ」に敗北する。
【第2期】
カムイをチームに加えて次の全国大会に向けて特訓をしていたところでカムイをチームに入れたいアイチにファイトを持ちかけ、Q4に参加することになったカムイの背中を押した。その後もアイチ達との特訓に付き合うなどQ4の活動をサポートしていた。
ソウルステージ終了後、留学の一件で悩んでいた光定の真意を見抜き、自分とファイトさせることで彼の気持ちを後押しし、彼を男前と認めてバンダナを譲った。
日本ステージでは海賊牧師として再びカムイとナギサを結婚させようとしており、ナギサが負けても結婚を変えることはなかった。また、ゴーという彼そっくりのキャラクターが登場しており、シンガポールでホテルを切り盛りしている。
【第3期】
ナギサを将来通わせるために宮地学園の見学会に参加。品のある宮地学園に相応しいよう、荒々しい行動は慎む「海賊紳士」をチームのモットーとしていたがレッカによってЯ化し、「欲しいものは奪い、従うのは己の信念のみ」という歪んだ海賊理念を広めるべく見学会を乗っ取り海賊入団会を始める。そしてカムイと対峙し、人質にとったエミとマイを利用して彼とファイトするが、スタンドトリガーと「最強獣神 エシックス・バスター・エクストリーム」のリミットブレイクを絡めたリアガードの連続攻撃により敗北し、元に戻る。ナギサが元に戻った後、彼女と共にヒロシとカオル、そして宮地学園の生徒を正気に戻した。
しかし、カムイのЯ化とタクトの宣戦布告に居合わせると共にその後他にも潜んでいたЯファイターの出現に伴い、エミやナギサといった比較的幼い女子達の安全を優先するために林間学校から戻ったアイチ達に撤退を促した。
【第4期】
他の人物同様に記憶を失っており、物足りなさを感じるカムイに櫂のことを教えた。全てが終息した後は高校を卒業し、アイチを「男前になった」と高く評価する。
【G第2期】
メガラニカ支部のGクエストを盛り上げるために司会を務めた。また、司会という関係上クエストには参加できなかった。しかし、「チーム男前」はゴウキなしで決勝にまで進んでいる。
【2018年版】
「男前」に代わる新たなカードショップ「ヴォヤージュ（英語で航海という意味）」所属のチーム「Nagisa with Others」のメンバーとして登場。顔つきが凛々しくなっているほか、晴見高校の2年生になっており光定と同級生になっている。また、レオンと互角の戦いを見せアジアサーキット準優勝の実力者となっており、カムイVSレオンの時も冷静な解説役を務めていた。ショップ対抗戦の2番手となったミサキ戦ではドロップゾーンの蘇生を使い大量展開と強化を駆使してミサキに勝利している。その際、カードキャピタルのことを「無名店」と称してミサキに不快感を持たせたが、ファイト後にナギサから苦言を呈されたことでミサキに謝罪し、実力を認め合う。その後、お互い2勝2敗になったため最後に決定戦を行い、立候補したカムイの指名を受けて対戦する。回想シーンではカムイが「強くなりたい」と漏らしていた時に、「何度倒れたっていい、諦めずに立ち上がる」という独自のアドバイスをした。そして勝負が決した時、カムイを認めてさらに強くなるように激励している。なお、妹好きは相変わらずでショップ対抗戦の後、ナギサのカムイへの求婚を応援している。その後、ヴォヤージュを強襲したキョウにファイトで敗れ、明け渡しを強要されかける。
デッキ
主な使用カードは「キャプテン・ナイトミスト」、「魔の海域の王 バスカーク」などで第2期では「氷獄の死霊術師 コキュートス」など極限突破に収録されたカードも追加している。Я化した際の使用カードは、「七海覇王 ナイトミスト」、「氷獄の冥王 コキュートス “Я”」。2018年版の使用デッキは基本的に「魔の海域の王 バスカーク」や「不死竜 スカルドラゴン」を中心とした構成になっている。

大文字ナギサ（だいもんじナギサ）
声 - 広橋涼
ゴウキの妹。カムイを「ちゃん」付けで呼んでおり、嫌がって逃げるカムイにしつこく抱きつくほど、彼を好いている。カムイは彼女が苦手であり、ことあるごとに拒絶しているが全く理解されていない。カムイが「チーム男前」に参加しなかったのも彼女が原因。なお、カムイがエミに好意を寄せている事を一目で見抜き、エミを一方的に恋敵にしているが、当のエミは全く理解していない。
カムイを喜ばせたいためにゴウキに頼み込んで特訓を重ねた結果、短期間で「チーム男前」のレギュラーになるほどの実力を付ける。ファイトの実力は元々高い上に特にカムイが絡むと驚異的な引きの強さを発揮しており、その気持ちの強さは櫂からも高く評価を受けるほどである。
基本的にゴウキやカムイ以外の男には遠慮がなく、第2期のショップ大会ではチーム男前で自分だけ準決勝へ進み、その前に敗退したヒロシとカオルの実力不足を糾弾した。しかし、アイチだけはカムイと同じ「ちゃん」づけで呼んで高く評価し、櫂も「カムイの次に格好いい」と好感を抱いている。
『G』でも暴走する性格は変わらずにクロノやトリニティドラゴンを振り回し、クロノは暴走した彼女を恐れている。一方でQ4のメンバーだけでなく、クロノやトリニティドラゴンからもカムイとの仲は公認となっており、カムイはその誤解を解くのに四苦八苦している。
【第1期】
小学校4年生。「小学4年生になったから結婚できる」と発言した。カムイと再会した当初、彼とファイトしたがっており、関東第三地区大会決勝において先鋒として念願の対戦を果たす。彼が動揺していたこともあり勝利を収め、求婚した。Q4が勝てば結婚はナシとされていたが、婿にするのは諦めるとしつつも今度はカムイの嫁に行くと言って状況は変わっていない。
全国大会の予選の昼休み中に兄と共にアイチ達の応援に駆け付けるも、カムイが行方不明になっていることを知り兄やエミと共に彼を探し、カムイに涙ながら檄を飛ばした。
デッキ
カムイとお揃いがいいとのことでチーム男前メンバーの中では唯一「グランブルー」ではなく「ノヴァグラップラー」を使用しており所持カードも女性タイプのカードがやや多い点を除けばほぼカムイと同じ構成である。
また、ライド時の台詞も「ナギサ様ライド！」とカムイに酷似したものを使っており、キョウが「俺様ライド！」と発言した際は非常に不快な表情を見せていた。
【第2期】
ビーチという彼女そっくりのキャラクターが登場しており、兄を手伝っている。
日本ステージではチーム男前の代表として再びカムイと対戦。今度こそ結婚する気で攻め立てるも一歩及ばずカムイに敗北する。
デッキ
第1期同様「ノヴァグラップラー」だが、「獣神」軸のカムイに対し「デスアーミー」シリーズを軸とした物に変更している。切り札は「無幻侵蝕体 デスアーミー・コスモロード」。
なお、第1期と異なりライド時の台詞は「ナギサちゃんライド！」に変更されている。
【第3期】
小学校5年生となり、ゴウキの勧めで宮地学園中等部へ進学させようと見学に来るが、当の本人はカムイと同じ後江中学がいいと拒んでいる。その後レッカによってЯ化し、ゴウキとのファイトが終わったカムイと対峙する。Я化しても人の話を聞かずに一方的にカムイに言い寄る点は変わっていないが、カムイに対する独占欲が強くなり、彼を自分だけのものにすべくファイトを申し込む。だが、直後に現れたニンジャマスターNEOに妨害され、そのまま彼とファイトを始める。終盤には切り札を出し追い詰めるもヒールトリガーを引かれた挙句防ぎきられ、反撃を受けて敗北。元に戻り、ゴウキたちと共にЯ化したファイター全員を元に戻した。
【第4期】
相変わらずカムイに積極的で、最終話では中学1年生になったら結婚できると口にしている。
デッキ
これまで同様「ノヴァグラップラー」を使用。カムイと同じ「獣神」軸となっており、デッキ内のユニットもほぼ同じだが、ヴァンガードとリアガードのスタンドを重視とした「インフィニット・ヘル」を得意とするなど、カムイのリアガードスタンド戦法とは対照的な構成である。Я化した際の切り札は「最凶獣神 エシックス・バスター “Я”（リバース）」。なお、Я化したカムイもこれとほぼ同じ構成のデッキを使用している（戦法名称も同じ）。
【劇場版】
「メサイア・スクランブル」に出場したカムイを応援し、カムイが伊吹に敗れて倒れた際には看病にあたった。
【G第1期】
中学2年生になり、女性らしく成長。伸ばした髪をツーサイドアップに纏め、チーム男前のシンボルのバンダナは首に巻いている。チーム・トリニティドラゴンの3人とは同級生だが、トリニティドラゴンは彼女に頭が上がらず、その暴走には辟易している。外見は女性らしくなったが、猪突猛進な性格やカムイに対する過激な愛情表現は全く変わっておらず、中学2年生になったから結婚できると豪語する。カムイはナギサを恐れてバイトのことは教えていなかったが、バイト先を突き止めてカードキャピタル2号店に押しかけ、クエストまで利用してカムイに執拗にファイトを迫る。デッキは変わらず「ノヴァグラップラー」を使用。
【G第2期】
メガラニカ支部のGクエストにヒロシ、カオルとともに参加していたが、決勝でトライスリーのクロノに敗れる。
【G第4期】
後江高校1年生。U20チャンピオンシップに参戦。伊吹の仲介もあり念願のカムイと同じチームに入っているが、カムイが参加した事情は知らされていない。
ファーストステージではドロップゾーンに落ちたカムイを救うためにクロノにファイトを挑み、その凄まじい執念で超越とブレイクライドの連携に加えた5連続クリティカルトリガーでクロノを撃破した。この時のデッキは前シリーズ第1期でカムイが使用した「ブラウクリューガー」のデッキを大幅強化したもので、「ゾンネ・ブラウクリューガー」の「アルティメットブレイク」による「フォルモーント・ブラウクリューガー」へのブレイクライドによるヴァンガードの連続攻撃を切り札としている。
【2018年版】
チーム「Nagisa with Others」のメンバーとして登場。チーム名から事実上リーダーポジションになっている。当初はヴォヤージュを出ていったカムイを敵視しており、登場早々カムイのことを蹴飛ばして呼び捨てで呼んだり、カムイのことを「裏切り者」と表現する。ショップ対抗戦は先鋒としてカムイとファイトを行い猛攻を仕掛けたが、連続スタンド戦法を見透かされ敗れ、兄に後を託す。そして決定戦でカムイがゴウキに勝利した後、旧アニメ版と同様にカムイを「カムイちゃん」と呼び求婚するようになる。フーファイターによるヴォヤージュ強襲の際、ファイトに敗れてダメージを受けたゴウキとカムイを介抱していた。
デッキ
旧アニメシリーズで使用していた「ノヴァグラップラー」ではなく、兄から猛特訓を受けてクランを兄と同じ「グランブルー」にしている。メイン編成は基本的に兄に近い編成となっている。なお、第12話の次回予告ではゴウキに組んでもらった「嫁入り道具」として、カムイと同じクランである「ノヴァグラップラー」のデッキに変更している。
中津川ヒロシ（なかつがわヒロシ）
声 - 鷹嘴翼
中学3年生。他のメンバーに比べて細身で長身。
地区大会では準決勝まで出場していたが、実はナギサの代理として出場していたため決勝では欠場。ファイトの描写がなかったため使用デッキは不明。三期にてЯ化するが、エイジにデッキを隠され、結果的にはゴウキ達によって正気に戻された。
小松原カオル（こまつばらカオル）
声 - 風間勇刀
中学3年生。ことあるごとにボディランゲージを交えて「ジャパーン!!」と叫んだり語尾として（時に強引に）用いる癖がある。
関東地区大会決勝戦第2試合ではナギサに「負けたらウニ千個を飲ませる」と脅迫されつつゴウキ直伝の戦術を櫂に見せつけるが、力及ばずに敗北した。
本名は小松原・ジャパーン・カオルであり、日本人とブラジル人の両親から生まれたハーフ。
第3期ではЯ化した際、語尾が「ブラジール!!」に変化している。

### チームカエサル
前回の全国大会では準優勝、前々大会の優勝チーム。元々は臼井姉弟のチームで、後述の光定の加入で正式なチームとなった。春の全国大会で「Q4」と知り合う。3人とも「ディメンジョンポリス」のカードで構成されたデッキを使用する。春の全国大会では決勝まで駒を進めるも、FFAL4には敗北。後にAL4のメンバーを倒した縁でQ4を合宿に誘い、Q4の良きライバルとなる。2期ではVFサーキットに招待されるが、SITジニアスの圧倒的な実力の前に惨敗する。ソウルステージでも決勝まで漕ぎ着けるも、NAL4に敗北し優勝を逃す。その後、リーダーのケンジが留学したため事実上活動停止状態となっている。チーム名はリーダーである光定ケンジの愛称と、ガイウス・ユリウス・カエサルを結びつけたもの。
『G』では3人ともシンガポールで活動しており、ヴァンガードの面白さを伝えるため、「地球防衛組織カエサル」を制作した。
光定ケンジ（みつさだケンジ）
声 - 赤羽根健治
誕生日7月12日（蟹座）、血液型はO型。
どこか頼りない印象を与える青年。姓を音読みした「コウテイ」の名で知られている。ユリ達と出会った頃はカードのスキルもろくに知らない初心者だったが、何度負けても諦めない精神と努力を惜しまないところを買われてユリからチームにスカウトされた。その後は着実に実力を着け、やがてガイやユリを超えるファイターとなり、リーダーとしてチームをチャンピオンシップ優勝へと導いた。自分の正義を貫いてきたローマ皇帝に心酔しており、そんな中正義を掲げる「ディメンジョンポリス」に出会い、自分の正義を突き詰めるためにこのクランを極めることを決めている。常に首から提げているペンダントは、勲章としてユリから譲り受けたもの。
歴史に関する本を読んだり薀蓄を語るのが趣味だが若干行き過ぎている節もあり、シンガポールの子供からは「歴史オタク」と呼ばれるほど。「目立つのは苦手」と語るものの、ファイト中だけは何ともないらしい。
ユリに好意を寄せられているが、当の本人は全く自覚しておらず、察したアリに「爆発しろ」と毒づかれた。
【第1期】
春の決勝の大将戦でレンと激突するが、手も足も出ず敗北を喫した。Q4との合宿では櫂と連日ファイトに没頭し、周囲が付いて行けないほどに高度なファイト談義を交えていた。
レンからは歯牙にもかけられていない様子ではあったが、それでも「（PSYクオリアを持たない者では）ヴァンガードファイターとして最強の部類」と評されている。
秋の全国大会では大将戦でアイチと対峙する。中盤からは自分の流れに持っていきアイチを追い詰めるが、土壇場で「アルフレッド・アーリー」を引いたアイチに逆転負けする。チームとしても敗退したことでQ4に打倒AL4を託す。
デッキ
「イニグマン」シリーズで構成されたデッキを使用する。
【第2期】
シンガポールステージでは決勝に進出したが、クリスに圧倒されて敗北。ソウルステージでも決勝に進出してレンと対峙。チームとしての勝利は逃すものの、PSYクオリアを使わず本来のデッキであるシャドウパラディン（およびゴールドパラディン）を使用していなかったとはいえ、レンを打ち破ってチャンピオンシップでの雪辱を果たす。
シンガポール工科大学への留学を希望していたが、ソウルステージ後に留学が決まる。しかし1人で未知の土地へ留学することに不安を感じており、出発直前まで気持ちの整理をつけられず、カードショップ男前を訪れる。そしてそこでのゴウキとのファイトを通じて留学の決意を固め、彼から贈られたバンダナを身につけシンガポールへと旅立った。なお、大学を卒業するまではヴァンガードの大会には参加しないことを明言している。
デッキ
「次元ロボ」シリーズを中心としたデッキを使用。場を整えてヴァンガードの大幅強化を狙う戦法を取る。切り札は「超次元ロボ ダイユーシャ」「究極次元ロボ グレートダイユーシャ」。
【第3期】
休暇を利用して日本に一時帰国する。しかし、空港で待ち受けていた櫂とファイトして敗れたことでЯ化してしまう。常に相手に敬意をはらう優しさは完全に消え失せ、「正義とは、古代ローマの暴君の如く圧倒的な強さで完膚なきまでに相手を叩き潰す絶対的な力」という歪んだ正義感を抱くようになり、その正義を多くの人に実現すべく行動を開始する。その姿はリーから「独善的な暴君」とまでいわれ、自身もそう呼ばれることを厭わないというほどに変わり果ててしまった。さらに、かつての自分の努力を「圧倒的な力の前には努力は無意味」と完全に否定している。そして、空港で出迎えたクリスとファイトし、彼の使うユニットを「ただの獣」と罵り続けた上、新たな切り札を用いて圧勝。SITジニアスのメンバーと、空港にいたファイター全員、そして空港に迎えに来たユリをЯ化させる。そして、伝説の蒼龍の子であるレオンを臣下にすべく彼にファイトを申し込むが、「蒼波竜 テトラドライブ・ドラゴン」の連続攻撃によって敗北し元に戻る。そして、彼との共闘でЯ化したユリたちを元に戻すことに成功し、無事チームカエサルは全員そろって再会する。
なお、レン同様135話から138話まで（137話は除く）はアイチが本編未登場のためエンディングのキャストクレジットは彼がトップになっている。
デッキ
第2期同様「次元ロボ」シリーズを中心としたデッキを使用。切り札は第2期と同様のほか新たに「超次元ロボ ダイカイザー」を使用する。リバース化した際の切り札は「暗黒次元ロボ “Я”（リバース） ダイユーシャ」。
【第4期】
カトルナイツの手がかりを得るために空港を訪れたミサキとカムイに出会うが、アイチの存在の消滅によって彼らとの面識はなくなり、代わりにゴウキとの交流は保たれている模様。アイチの存在が消滅した影響か、第2期の発言と異なり大会には出場している模様。
デッキ
これまでと同様に「次元ロボ」デッキを使用。「超次元ロボ ダイユーシャ」と合わせ、前期で登場した「超次元ロボ ダイカイザー」と「超次元ロボ シャドウカイザー」の他に設定上前述の2体が合体したユニット「究極次元ロボ グレートダイカイザー」を切り札としている。
【劇場版】
「メサイア・スクランブル」のAブロック1回戦で櫂とファイトするが敗北する。
【G第1期】
他のカエサルのメンバーと共にシンガポールで引き続きヴァンガードの研究をしており、その面白さを伝えるべく、自らが主役の映画を製作した。その後日本に帰国し、カードキャピタルに立ち寄った。
【漫画版】&【2018年版】
漫画版ではアジアサーキットの決勝戦でアイチとファイトを行っているシーンがある。2018年版ではカードショップ「ヴォヤージュ」所属のチーム「Nagisa with Others」のメンバーとして登場。レオン、ゴウキと比べて外観の変化が少ない。アジアサーキットでゴウキと双璧をなす日本代表になっており、3位の成績を残している。晴見高校の2年生。皆から「コーテー」の名で親しまれ、優しく熱血な性格だが天然であり、お目付け役がいる本来の所属チームと違い、チームNwOでは彼の天然を止める者はいない。偶然寄ったカードキャピタルで三和とファイトを行い勝利し、お互い実力を認め合う。そしてファイト終了後に櫂の存在を教えられ、やる気を見せる。VS櫂では判断力に長ける面を見せ、あえてユニットスキルとトリガーでクリティカルを受けた際、エース投入を読みわざとクリティカルをリアガードへ振ったり、ドライブチェックで引いていた守護者を最初のヴァンガードのアタックの際、披露せず受け止めて、櫂のスキルで手札消費を読んで守りを固める。最終的に土壇場で引いた治トリガーで防ぎきれず猛反撃を受けて敗北。その後、櫂と再戦を約束する。高校生編ではユリとガイと一緒に観戦している。
デッキ
これまでと同様「ディメンジョンポリス」を使用しており、ユニットも彼の代名詞でもある「超次元ロボ ダイユーシャ」や「究極次元ロボ グレートダイユーシャ」（声 - 稲田徹）を中心とした「次元ロボ」デッキを使用。なお、ライドイメージはアイチやミサキ、櫂のようなユニットとの一体化とは違い、カムイのライザーシリーズ同様にロボットのコックピットに乗る形でありファーストヴァンガード使用時に「搭乗」、ライド時に「チェンジ」、エースユニットライドの際に「トランスディメンジョン」と言う。
臼井ユリ（うすいユリ）
声 - 牧口真幸
チームの紅一点。ガイの姉。光定に出会い、彼の努力家な面を見出してチームにスカウトする。チーム結成以前は「バトルシスター」と名のついた物を軸としたオラクルシンクタンクを使用していたが、光定の「ディメンジョンポリス」への強い思いに感化され、自分もクランを変えることを決心する。そして共に過ごしていくうちに光定に好意を持ち始め、チャンピオンシップ優勝後、自分のペンダントを勲章として光定に渡している。世話焼きな性格だが、一方で怒ると非常に怖く、秋の全国大会先鋒戦でカムイに負けたガイに説教を行っていた。また、本気モードになった際は一転して好戦的な性格に変化し、その戦い方から「女帝」のニックネームで呼ばれている。
「勝利するイメージ」を大切にしているようで、弟に対してもそれをしっかり持つよう釘を刺している。また、Q4との合宿ではアイチとのファイトに5連勝した際に、彼のデッキ構成を確認してそのことをアドバイスした。
秋の全国大会準決勝では中堅としてミサキと対決。手堅い戦法をとるミサキに対して勝負師としての一面を発揮し、「イニグマン」シリーズと「ミラクル・ビューティー」のスキルによる容赦ない攻めを見せて勝利する。
第2期のVFサーキット日本ステージでは、VFサーキット実行委員会からの依頼でチームアンノウンの一員「クイーンY」を名乗り、参加チームの最終障害となる。再び「オラクルシンクタンク」のデッキを手にしてミサキと再戦し、激戦の末自身のファイトを貫き通した彼女に敗北する。
第3期では光定を出迎えに空港に訪れるが、そこでЯ化した彼とファイトする。変わり果てた光定を取り戻すべく決死の想いで挑むが、力及ばず敗北。Я化した上に彼の忠実な臣下に成り果てるが、レオンに敗北したことで正気を取り戻した光定に救われる。
なお、第3期では第1期で光定が使った「イニグマン」シリーズを軸としたデッキを使用している。
【2018年版】
ガイとともにアジアサーキットを観戦している。
臼井ガイ（うすいガイ）
声 - 佐藤せつじ
長髪を結んだ青年。ユリの弟。物腰は落ち着いており常に敬語で話すが、ユリ曰く「油断しやすい性格」。また、光定とユリの仲を冷やかすお調子者の一面も持ち合わせており、ユリからの制裁を受けながらも密かに二人の仲を応援している。
光定とユリを守る姿勢から、「剣闘士（グラディエイター）」の愛称で呼ばれている。
Q4との合宿では森川とファイトし、13連勝する。秋の全国大会準決勝では先鋒戦でカムイと対決。彼を1人前のファイターとして見ており、全力で挑むも僅差で敗北し、試合後に姉のユリから正座をさせられた上で思いっきり説教を食らっていた。
第3期では光定とユリを2人きりにさせるために一芝居うち、彼女を先に空港に向かわせた。そういった経緯でЯ化した光定達には遭遇せず、チームカエサルで彼のみがЯ化していない。
『G』では、出演した映画のDVDを見て感動したクロノからサインをお願いされた。
【2018年版】
ユリとともにアジアサーキットを観戦している。

### チームアヴェンジャーズ
フーファイターを不名誉除隊された矢作キョウによって結成された、ならず者ファイター集団。キョウ以外の名前は2期で判明したもので、1期では設定されていなかった。1期ではAL4への復讐のために関東第三地区大会に出現するもQ4に敗北し、フーファイターに殲滅され生死不明となっていたものの、何とか生きながらえていた。第2期では「プロジェクト・イエティ」の一環で日本を離れ、櫂を誘き出すべくマッターホルンに居を構え、噂を聞きつけて訪れた世界中の名だたるファイターを撃破していた。最終的にはVFサーキットの優勝を目的としており、人間的な成長が見られる。また、高価とされるモーションフィギュアシステムも所持している。3期では雀ヶ森レンとの再戦を求めて福原高校に潜入。一時的にレンと共闘し数多くのリバースファイターを相手取り戦った。ここに至るまでに、修行の過程で地球を7周していたことが判明する。その後、レンと共に立凪ビルに駆けつけた。
矢作キョウ
詳細は#チームFFAL4を参照。
枇杷島ジョー
声 - 鈴木恭輔 → 森嶋秀太（3期）
ゴーグルと革ジャンを着た黒髪の男。第2期では変装して声を出せないキョウに代わってターンシークエンスなどを知らせる。雪崩に巻き込まれたキョウを助けた櫂に対し、彼に代わってアキラと共に頭を下げた。蒼龍レオン戦では着ぐるみを着て登場した。3期はキョウ、アキラと潜入先の福原高校でリバースファイター達を相手に戦った。
栄生アキラ
声 - 佐々木啓夫
サングラスに迷彩柄のスリーブレスを着た金髪の男。1期ではミサキと戦うも手も足も出ずに敗北。第2期では老人に扮装してログハウスで生活していた。3期では福原高校の混乱の中を抜け出し、アヴェンジャーズのチームメイトに差し入れを行った。

### 裏ファイター
六月ジュン（むつきジュン）
声 - 野島健児
「最強のダークイレギュラーズ使い」を自称する裏ファイトのキング。「信じられるのはヴァンガードだけ」「ファイトは相手を騙した者勝ち」と言うように、屈折した性格の持ち主。しかし、ファイト後は櫂に対する三和の存在を心から羨んだり、櫂にモーションフィギュアシステムを貸してやるなど根っからの悪人というわけではなく、櫂や三和とはその後も交流している。
【第1期】
櫂とファイトせぬよう説得に訪れた三和を人質に取り、プロトタイプのモーションフィギュアシステムを持ち出して櫂にファイトを挑む。デッキの特性を知り尽くしたファイトと手札の駆け引きを繰り広げるが、櫂に裏の裏をかかれて敗北した。
秋の地区大会終了後の櫂の対戦相手を他の手下と一緒にさせられていたようで、彼に苦言を呈していた。モーションフィギュアシステムに繋がれて嫌がる三和には「慣れれば楽しい」と諭している。
デッキ
前述の通り「ダークイレギュラーズ」を使用しており女性ユニットを多く使用している傾向にある。
【第2期】
日本ステージにおいてチームアンノウンのリーダー格「キングZ」として参加者たちの最後の障害役を務めるべく登場する。
アイチの最後の相手となり彼の前へ進みたいという意思を見定めるべく勝負を挑みユニットスキルでアイチを苦しめるも最後まで諦めない意思を貫いたアイチに敗北する。
　デッキ
第1期から一転「ディメンジョンポリス」を使用。カエサルのメンバーたちが使う物と異なり怪獣や悪役宇宙人風キャラクター（ジュンいわくダークヒーロー）をモチーフとしたユニットで構成されており、相手ヴァンガードの大幅弱体化を狙う戦法を得意とする。
デッキのエースは「銀河超獣 ズィール」。
【第3期】
Яファイターの侵攻を止めるべく裏ファイターのメンバーと共に表舞台に出ようとするも、Я化した三和に敗北し、Я化した。その後最終決戦では自身をЯさせた三和によって正気に戻される。
　デッキ
第2期から引き続き「ディメンジョンポリス」を使用。前期同様「銀河超獣 ズィール」を軸にしているが、新たに「創世英雄 ゼロ」を加えている。
【第4期】
最終話では櫂と三和に呼ばれてショップ大会に参加するが、自分が似つかわしくないと気にしていた。
金歯の銀銅（きんばのぎんどう）
声 - 乃村健次
ジュンの手下。その名の通り金歯を差しているが本名は不明。
アンティルールで櫂とファイトするが、不正なドローやカードのすり替えを見逃された上で敗北した。そのことで制裁を受けかけるが、ジュンが櫂に興味を持ったことで見逃された。
上記のとおり不正を平気で行うが、カード知識はあるらしく櫂VSコーリン戦ではギャラリーへの解説を行っていた。

### チャンピオンシップ出場チーム

#### スリーブラックス
チームQ4の地区大会1回戦の対戦相手。「かげろう」のカードで構成されたデッキを使用。黒魔術師のような出で立ち・振る舞いをしているが、森川の「本当に黒魔術が使えるのか」という問いには冷静に否定するなど、心底なりきっているわけではない模様。また、実は3人とも名前から連想されるような明るい好青年である。秋の地区予選にも参加していたが特に見せ場もなく敗れ去る。
黒沢ヒカル（くろさわヒカル）
声 - 小野塚貴志
緑髪の男。先鋒で善戦するも、新しいカードを使いこなしたアイチに敗北した。
黒崎ライト（くろさきライト）
声 - 最上嗣生
紫髪の男。中堅で櫂と戦い、圧倒的な実力差の前に敗北する。
黒田アキラ（くろだアキラ）
声 - 佐々木啓夫
黒髪眼鏡の男。2点先取のルールに伴い、対戦せずに終わる。彼のみ使用デッキは不明。

#### チームジュラシックアーミー
「Q4」の全国大会予選リーグ第1戦の相手。メンバーは服装から言動に至るまで全てが軍人風。デッキは「たちかぜ」のカードで構成されたものを使用。試合後は自分達を追い込んだQ4を強敵と認め敬意を表し、敬礼を送る。最終的に総勝利数結果により2位で決勝進出を遂げた。秋の全国大会でもQ4と最初に対峙したが敗北した。
龍堂グンジ（りゅうどうグンジ）
声 - 大久保利洋
ベレー帽を被った鬼教官のような男。語尾は「〜である」。
春の全国大会第1試合先鋒戦でアイチと対峙。「やる気だけでは勝ち進めない」と警告し、互いにダメージ5まで追い詰める接戦となるも、最後のダメージチェックでヒールトリガーを発動させたことでアイチの攻撃を凌ぎ切り、先鋒戦を制した。
秋の全国大会でも第1試合にてアイチと対峙するが、PSYクオリアに覚醒したアイチに圧倒され敗北。彼の変貌ぶりに対して、強くなったと評価しつつも敬礼するに値しないと戦慄していた。
その後、第2期の日本ステージで三度アイチと対峙。新たに投入した「破壊竜 ダークレックス」のリミットブレイクスキルでアイチのシールドを削りきるも返しのターンでのアイチの反撃に耐え切れず敗北。しかし、2戦目と違いアイチの強さを再評価し敬礼を送り更にアイチ自身の成長を自分なりの言い方で評価する一方で日本ステージで最も注意すべきはチームアンノウンであるとアイチに警告した。
龍川ブンジ（りゅうがわブンジ）
声 - 坂東孝一
ギャリソンキャップを被った下士官のような男。語尾は「〜であります」。
春の中堅戦ではミサキの戦術によって窮地に陥るも、グンジ同様にヒールトリガーに助けられ、彼女を退けた。
秋の中堅戦ではカムイと戦うが、特に見せ場もなく敗北した。
クレジットでは名前が「龍堂ブンジ」と表記されていた。
龍島シンジ（りゅうじまシンジ）
眼鏡をかけた軍服姿の男。名前は不明だったが、書籍にて明らかになった。

#### チームマッスルブレイン
「Q4」の全国大会予選リーグ第2戦の相手。メンバーは「（技名）の××」といった呼び名で登録されている。デッキは「ノヴァグラップラー」のカードを中心に構成されたものを使用。モットーは「最強の体に最強の頭脳は宿る」。
キックのシュウ
声 - 下山吉光
先鋒で櫂と対決した人物。眉間にテーピングをしているのが特徴で、特技はキックでバットを折ること。
純正の「ノヴァグラップラー」デッキで櫂に挑むも、櫂のスペリオルライドからの速攻で瞬殺され、バットではなく自分の心（ハート）が折れてしまった。
パンチのケン
声 - 興津和幸
中堅戦でミサキと対決した人物。片目を隠すほど長い前髪が特徴で、毎日砂に拳を叩きつけ鍛えており、ファイトでのアタックをすべてパンチに例えている。
シュウと異なり「ノヴァグラップラー」と「メガコロニー」のカードを混ぜた混成デッキとなっており、「メガコロニー」のスキルで相手の行動を封じつつ「ノヴァグラップラー」のスキルでダメージゾーンのカードを再び表にし、再度「メガコロニー」のスキルを狙う戦術を得意としている。
ギリギリまでミサキを追い詰めるも、彼女の両親の思い出がこもった「満月の女神 ツクヨミ」のスペリオルライドで形勢を逆転され敗北する。
寝技のスネーク
声 - 佐々木啓夫
マッスルブレインの大将である茶髪の髪を逆立てた男。心が折れたシュウを慰めていたが、Q4の2連勝によりファイトせずに終わったためデッキ内容は不明。

#### チームフレグランス
秋の地区大会におけるQ4の1回戦の相手。調香師の3人組で、香りから相手の感情を読み取り、ファイトを有利に進めることを得意としている。下記の2名の他にコロンという名の小柄な少年が参加していたが、彼の詳しいプロフィールは不明。
パルファン
声 - 宮田幸季
先鋒でアイチと対戦した中分けの男。順調にファイトを進めてはいたが、能力に目覚めつつあるアイチに敗れた。
デッキは「オラクルシンクタンク」で、「オラクルガーディアン」と名のついたカードを多く使用している。
トワレ
声 - 後藤麻衣
中堅でミサキと対戦した赤髪の女。複数のユニットのスキルによるコンボによって判断ミスを誘われて敗北した。
デッキは「グレートネイチャー」と「ロイヤルパラディン」の混成デッキ。

#### チームSPYダー
読みは「チームスパイダー」。盤外戦や情報戦を得意とする、Q4の全国大会2戦目の相手。彼らには名前が設定されていない。使用クランは共通して「メガコロニー」。
チームSPYダーのリーダー
声 - 樫井笙人
眼鏡をかけた髭面の男。中堅でミサキと対戦し、精神的に揺さぶりをかけて戦うも敗北。ミサキの身元調査をしていたような描写もあり、精神面で相手を追い詰めた上でいたぶりつけるファイトを好みとする陰湿な性格。
名称不明A
声 - 鷹嘴翼
作務衣を着た青年。エミに似た仮面をかぶってカムイを陥れようとするも、ふとした拍子に仮面が外れ、彼の怒りを買ってしまい敗北。
名称不明B
声 - 佐々木啓夫
眼鏡をかけた男。Q4の2連勝によりファイトせずに終わったためデッキ内容は不明。

### VFサーキット出場チーム

#### チーム忍
シンガポールステージでのQ4の1回戦の対戦相手。マークのような台詞回しをし、全員が忍者のコスプレをしている。世界中の大会に疾風のように現れては優勝を奪い、疾風のように去っていくと言われている。「忍者はいかなる場所にも忍び、いかなる戦術をも使いこなし歴史を動かしてきた究極のファイター」という自負を持っており、それぞれ異なるデッキを使いこなす。
ジャック
声 - 浜田賢二
チームリーダーでアイチの対戦相手。アイチを見くびるような言動を取っていたが敗北し、自分が未熟者であると痛感した。
デッキ
「むらくも」で構成されたものを使用。

リザード
声 - 保志総一朗
ミサキの対戦相手。ミサキとのファイトを制し、「弱い魂など要らぬ」と言い放った。他の2人はファイトの際「忍法」と発言しているが、彼だけは発言していない。
デッキ
「グランブルー」で構成されたものを使用。

クランク
声 - 小島幸子
カムイの対戦相手。カムイの手の内を見透かしたようなファイトをするも敗北した。
その後、日本ステージでもカムイと対決し敗れている。
デッキ
「ネオネクタール」で構成されたものを使用。

#### チームディビナシオン
シンガポールステージでのQ4の2回戦の対戦相手。ファイトに占いを融合させて戦うのが得意と称しているが、3人ともどことなくその占いは胡散臭い。占い師らしく3人ともデッキは「オラクルシンクタンク」を使用。
クリスタル
声 - 間島淳司
アイチの対戦相手。名前の通り頭に水晶玉を乗せている。当初は優勢だったが、アイチのダメージが5になっていたことを見落としリミットブレイクにより敗北した。
ホロスコープ
声 - 子安武人
ミサキの対戦相手。自らを色男と評するナルシスト。派手なマント身に着け足元にプラネタリウムを置いている。ミサキに対してアプローチをかけていたが、嫌悪したミサキの投入した「邪眼の美姫 エウリュアレー」のスキルで手札のシールド持ちカードをすべてバインドされ惨敗した。
ゼイチク
声 - 山口勝平
カムイの対戦相手で、会話の語尾に「〜ねん」とつける。背負っているラジカセから猫の鳴き声や風の音を流してカムイにプレッシャーをかけ精神的に追い込むも、その思いを跳ね返したカムイに惨敗する。カムイのことをいろいろ言い当てていたが、すべて正反対の答えだった。

#### チームセブンシーズ
ソウルステージでのQ4の1回戦の対戦相手。海賊のような格好をした3人組で、各々異なる特殊ルールの下Q4メンバーと激突した。3人ともデッキは「グランブルー」を使用。
キジカ
声 - 皆川純子
リーダー格の姐御肌な女性。「リアガードがアタックした場合にもドライブチェックを行う」という特殊ルールの下アイチと戦いを繰り広げたが、前列すべてにグレード3を展開しスタンドトリガーを絡めてツインドライブを繰り返すアイチの戦術の前に敗北した。
ラジック
声 - 佐藤雄大
ミサキの対戦相手の青年。「攻撃・防御側ともにターンを30秒以内に終えなければならない」というルールの制約に苦しめられる中、持ち前の記憶力を最大限に活かしたミサキの迅速かつ的確な攻撃に敗れた。
ゲラック
声 - 中嶋ヒロ
カムイの対戦相手の少年。「攻撃対象が見えない」という特殊ルールにより自分のヴァンガードへの攻撃を免れ続けたが、やがてカムイの攻撃によってヴァンガードの位置を把握され、集中攻撃を受けて敗北。

#### チームムービースター
超有名映画スターの3人組。チーム主演でVFサーキットを舞台にしたドキュメント映画を撮影するために出場。ソウルステージ優勝候補ナンバー1だったが、1回戦でニューAL4に3対0で敗れる。

#### チームラウ
香港ステージでのQ4の1回戦の対戦相手。3人とも血の繋がった兄弟であり、全員語尾に「〜じゃ」とつけて話す。デッキは「たちかぜ」を使用。ただしケネスのみファイト描写がないため使用デッキは不明。
香港ステージで敗北後も日本ステージの背景に登場した他、『リンクジョーカー編』ではЯファイターと戦う世界中のファイターのうちの一組として登場した。なお、いずれの出番においても台詞はない。
ケネス・ラウ
声 - 西田雅一
ラウ三兄弟の長男。タッグファイトにはチームから二人しか出場できないため、控え室から弟たちのファイトを見守っていた。
弟たちがQ4に敗れた後勝利を喜ぶ彼らの前に兄弟揃って姿を現し、アイチとミサキのチームワークを称賛してその場を後にした。
テレンス・ラウ
声 - 白熊寛嗣
ラウ三兄弟の次男で、人並み外れた巨体の持ち主。性格は豪放で心優しい。タッグファイトの相手はアイチ。
「ラプトル」シリーズを軸としたデッキ構築をしており、「ラプトル」シリーズの連携ライドを用いて順調に自分の戦力を整えていった。
「軍竜 ラプトル・カーネル」のリミットブレイクスキルと「ブラキオ」シリーズの退却時スキルを組み合わせた連続攻撃「双撃降竜斬」でアイチの手札をゼロにまで追い込むが、温存していた手札を用いたミサキのタッグガードに攻撃を阻まれた。
フェリックス・ラウ
声 - 水野麻里絵
ラウ三兄弟の三男で、小柄な少年。タッグファイトの相手はミサキ。
テレンスと同じく「ラプトル」シリーズを投入したデッキを使用する。しかし構築傾向は兄のものとは異なり、「暴君 デスレックス」などブースターパック『蒼嵐艦隊』で強化される以前の「たちかぜ」のユニットをメインで用いている。
兄弟ならではの息の合ったコンビネーションでタッグガードを巧みに使いこなしていたが、アイチを助けテレンスの猛攻を防ぎきったミサキの反撃の前に兄共々ガードに使える手札を使い切り敗北した。

#### チームバトルウィーヅ
香港ステージでのQ4の準決勝の対戦相手。「ネオネクタール」のデッキで「銃士」の名のついたユニットを多く使う。ただしチームラウ同様、ウズラのみファイト描写がないため使用デッキは不明。チーム名は「戦う雑草」の意だが、本人たちは雑草を「THE・草」、つまり草の中の草と称し彼らのような雑草魂で戦うと宣言。また自分たちと同じく植物由来のチーム名を持つQ4（クアドリフォリオ、「四つ葉のクローバー」の意）のメンバーに対し「ネオネクタール」を使用していないことに激怒していた。
カラス・エンドウ
声 - 大浦冬華
黒髪の少年。頭に特徴的な形状のゴーグルをつけている。
スズメ・エンドウ
声 - 相田さやか
橙髪の少年。
ウズラ・エンドウ
声 - 長谷美希
白髪の少年。カラスとスズメの語りに号泣していた。

#### チームアンノウン
日本ステージで対戦者たちの障害となるべく実行委員会より派遣された覆面チーム。3人ともかなりの実力者でチームQ4の日本ステージ最後の壁として立ちふさがる。なお、エンディングのキャストクレジットは正体を隠している間は下の名前表記で、正体を明かした回以降は本名表記になっている。
キングZ
声 - 野島健児
正体は六月ジュン。詳しくは#裏ファイターを参照。
クイーンY
声 - 牧口真幸
正体は臼井ユリ。詳しくは#チームカエサルを参照。
ジョーカーX
声 - 稲田徹
正体は新城テツ。詳しくは#チームFFAL4を参照。

### 宮地学園高等部

#### カードファイト部
宮地学園高等部でヴァンガードをするため、アイチが創設した部活。「初心者歓迎」と銘打っているものの、コーリンの入部により彼女目当ての入部希望者が殺到。コーリンの決定で入部には部員に勝利することが条件となったため、コーリン目当ての男子は全滅し、少数精鋭の形を取ることになる。生徒会の妨害工作に遭いながらも部員を5人集め、さらに設立の条件として提示された後江高校との対外試合に勝利、正式な部として発足した。その後、生徒会からの要請により部長はアイチに、副部長はナオキとなった。全国大会およびアジアサーキットの覇者であるチームQ4のメンバーを2人も擁しているため、VF甲子園予選では初出場ながらダークホース扱いされ、前評判に恥じず決勝まで上り詰めるも、福原高校には一歩及ばず本選への切符は逃している。第4期においてはアイチの消滅に従ってカードファイト部の存在も消えていたが、聖域での戦いが終わると共にカードファイト部は復活し、アイチたちが2年生となった終盤では甲子園で優勝し、部員も多く増えている。「続・高校生編」ではコーリンが消息を絶ったことで廃部危機に陥るが、対抗戦で生徒会3人＋エルに勝利して4人が加わりVF甲子園に初出場、予選では晴見高校選で敗れるが3位通過が決まり本選で見事初優勝を決めその後、エキシビジョンマッチでコーリンが記憶を取り戻したため再入部を果たす。
先導アイチ
部の創設者であり部長。#チームQ4を参照。
立凪コーリン
2人目の部員。#ウルトラレアを参照。
石田ナオキ（いしだナオキ）
声 - 奈良徹
誕生日4月19日（牡羊座）、血液型はA型。
高等部1年A組の生徒で、アイチの同級生。小学校・中学校共に宮地学園に在籍。情熱をかけるものが見つからず退屈な日々を過ごしていたが、アイチとのファイトで胸が熱くなるものを覚え、ヴァンガードに魅せられていく。
かつて初等部でいじめられていた頃のアイチを覚えており、日に日にボロボロにされる彼の様子を知りながらも見て見ぬフリをしていたことに内心負い目を感じていた。しかし、その頃とは打って変わってヴァンガードを生き生きと楽しむ現在の彼の姿に触発されて自らも『変わりたい』と強く願うようになり、アイチの立ち上げたカードファイト部に入部することを決意。入部試験のコーリンとのファイトに勝利し、カードファイト部3人目の部員となった。部設立後の副部長決定トーナメントでは敗北するものの、やる気を買われてミサキやコーリンからの勧めで副部長となった。
クラスでは不良扱いされており、振る舞いは粗暴で口の聞き方も悪くたびたび失言をしているが、宮地学園にいることから頭脳はそれなりでたびたび精神を落ち着けるために上杉謙信の名言を口にしたりする。向上心が旺盛で良くも悪くも表裏のない性格であり、強くなるために犬猿の仲であるシンゴや年下のエミやマイにも教えを請う謙虚な面も持つ。一方、空気の読めない発言をしてしまうこともしばしば。
ヴァンガードを初めて日が浅いため、チームドレットノートやAL4、ウルトラレアのことについては全く知らず、たびたび話についていけない面を見せる。
アイチ達Q4を目標としており、また自分自身の未熟さを自覚して進み続ける姿勢からAL4のテツとアサカ、更にレオンやスイコといった世界レベルのファイターからファイターとしての将来を期待されている。
最初にヴァンガードを教わったアイチの影響で、ライド時には「ブチかませ！オレの分身！」と叫ぶのが癖になっている。
VF甲子園終了後、生徒会書記のマキを尾行したところ怪しげな空間に辿り着き、そこで何者かと連絡をとるマキの姿を見る。その後、Я化した状態でカードキャピタルに現れアイチとファイト。普段の彼からは想像できない強さでアイチを追い詰めるも逆転負けし、正気を取り戻した。
リンクジョーカーが本格的に侵略を開始した後、シンゴと共にЯファイターの巣窟となった宮地学園に乗り込み、Я化したシンゴやマキを撃破して学園を取り戻す。この活躍が、櫂やカムイと戦うことに戸惑っていたアイチを吹っ切れさせるきっかけとなった。PSYクオリアと惑星クレイの実在についてははっきりと理解をしていないながらもデッキのイメージを掴むきっかけを与えてくれたレオンを信頼し、レオンの言う意識体のタクトの存在も信じている。
デッキ
カードキャピタルで購入した「なるかみ」の最新トライアルデッキ（帝国の抹消者）をベースに独自に調整したものを使用しており、「抹消者（イレイザー）」と名のつくカードをメインで使用していたが、スイコ戦（1戦目および2戦目）では「抹消者」ではない「アーマーブレイク・ドラゴン」を軸としたデッキを使用した。
主な使用カードは「抹消者 ボーイングソード・ドラゴン」、「抹消者 ガントレッドバスター・ドラゴン」、「アーマーブレイク・ドラゴン」、「抹消者 イグニッション・ドラゴン」、「抹消者 テンペストボルト・ドラゴン」、Я化した際の切り札は「抹消者 ボーイングセイバー・ドラゴン “Я”（リバース）」。
【第4期】
アイチの存在が世界から消えたことに従い、以前のように荒んだ毎日を送っていたが、櫂とのファイトと新たな姿となった「ブラスター・ブレード」を通じてアイチのことを断片的に思い出し、櫂に協力する。
アイチの記憶を失ったことでファイトの腕前が初心者レベルにまで戻っているようだったが、徐々に勘を取り戻していく。ネーヴ、ガイヤールと立て続けにカトルナイツに敗北した後、蒼龍の島でレオンから冷静に行動することの大切さを学び、新デッキを構築した。
特訓を終えて帰ってきたある日、シンゴと共に学園から帰る途中に、かつて自分が取り逃がしてしまった「カトルナイツ」の執事・モレスを偶然街で発見し、彼を尾行する。そして地下通路のとある場所でモレスが「（聖域への）入り口」でワープするのを目撃し、そのことを櫂達に伝える。そしてその「入り口」で聖域にワープした直後にモレスとセラに遭遇、「アイチに関する記憶の喪失」というリスクを覚悟の上で、セラにファイトを挑む。
セラの「常に相手の動きを把握し、その上で相手の『先』を行く」戦法に追い込まれるが、蒼龍の島での合宿・特訓でレオンから「『気持ちが折れない』のが自分の強みである」と教わったこと、合宿に行く前までの自分と、セラとのファイトで窮地に立たされた理由が「一つの方法を繰り返してばかりいた」こと、その時にカムイとのやりとりで「ただ気持ちに任せてがむしゃらにやるだけでは駄目」「状況に合わせていろいろ試してみることも必要」と学んだことを思い出し、「違うやり方を試す」という戦法に切り替えたことでセラに勝利し、セラによるアイチの「封印」の解除に成功する。
その後コーリンとファイトを行い、ミサキの意志を伝えると共に今でも彼女が自分達のメイトだと伝え、勝利する。
デッキ
引き続き「なるかみ」を使用し、最新のトライアルデッキをベースに、「喧嘩屋（ブロウラー）」と名のつくカードで構成されている。
主な使用カードは「喧嘩屋（ブロウラー） スカイビート・ドラゴン」、「喧嘩屋 スカイハウル・ドラゴン」、「喧嘩屋 ビックバンスラッシュ・ドラゴン」、「喧嘩屋 ビックバンナックル・ドラゴン」、「喧嘩屋 ビックバンスラッシュ・バスター」、「喧嘩屋 ビックバンナックル・バスター」。
【G第2期】
第5話にて、三和や櫂と共に再登場。小茂井との犬猿の仲も相変わらずである。高校卒業後、大学に進学している。ドラゴンエンパイア支部ではともに小茂井「チェイサー」として、参加者の前に立ちはだかり、クロノと対戦するも敗れ、クロノにエールを送った。その後はズー支部で小茂井と共にGクエストに参加するつもりだったが、メンバーが足りず、偶然メンバーのいなかったルーナと即席でチームを組み参加、予選の料理クエストで落ちる。なお、似た性格であるクロノとは特に気が合っている。
【G第4期】
ホームをカードキャピタル1号店に変えたトリニティ・ドラゴンの3人を徹底的に鍛え上げていた。
デッキ
第3期初期で使った「抹消者 ガントレッドバスター・ドラゴン」を中心とした「抹消者（イレイザー）」に加え、Gユニットの「真・抹消者 フィニッシュブロー・ドラゴン」を加えている。
【漫画版】&【2018年版】
ほぼアニメと同じ流れでカードファイト部に入部する。ただ、学校での振る舞いはアニメより不良らしさが強調されており、授業をさぼったり、入部前にはアイチを軽くいじめている描写もあった。後にPSYクオリアゾンビにされるが無事に元に戻る。「続・高校生編」ではコーリンの事を忘れており部存続をかけて生徒会＋エルを加えた対抗戦に挑み1番手として登場。その際、長代の冷静なファイトテクニックから素人ではないことを見抜いた点やファイト後、長代を誘ったことなど成長面を見せた。決勝戦では偶然伊吹と出会いちょっと今年たことから険悪感を持ち「敗者は土下座する」と宣告される。その結果、彼の懇願を受けた形で決勝戦では唯一大将に回る。しかし、大将戦で頭に血が上って冷静になれなかったが、（記憶を失っていた）コーリンの叱責で冷静を取り戻し「ガントレッドバスター・ドラゴン」の連続バインド戦法についに息吹を破りVF甲子園初優勝を制した。また、伊吹とも無事に和解している。
【外伝 イフ-if-】
町に突如として出現した「サンクチュアリ」と呼ばれる屋敷にいるといわれており、SK4の四天王の一人として登場したが、イフ17にて櫂がブラスター・ブレードを抹消者 ガントレッドバスター・ドラゴンを撃退し、元の姿に戻った。
デッキ
アニメ同様「なるかみ」だが、こちらはトライアルデッキではなくレクチャーを頼まれたシンが用意した独自のものとなっている。2018年版では当初練習用の「ノヴァグラップラー」を使用しており、シンとの特訓後に「なるかみ」に変更した。エースユニットは「ドラゴニック・カイザー・ヴァーミリオン」。また戦術も相手のバインド戦法や位置移動など、前列攻撃型戦術を好む。主なエースは最初期は「ドラゴニックカイザー・ヴァーミリオン」など「アジアサーキット編」で櫂のメインユニットが中心になりPSYクオリアゾンビ化後に「デトニクス・スティンガー・ドラゴン」、「デトニクス・ドリルドラゴン」を追加。VF甲子園ではリックジョーカー編で序盤使用した彼のエースユニット「抹消者 ガントレッドバスター・ドラゴン」など「抹消者」のユニットがメインで使われている。
小茂井シンゴ（こもいシンゴ）
声 - 吉野裕行
誕生日1月6日（山羊座）、血液型はA型。
高等部1年A組の生徒で、アイチ・ナオキの同級生。チームQ4のアイチやミサキのファン。当初は紛らわしい振る舞いもあって、コーリンのストーカーと勘違いされた。売り言葉に買い言葉で行ったナオキとのファイトで彼を破り、4人目の部員となる。ナオキとは犬猿の仲で、口喧嘩が多いものの彼を気遣う発言も見せ、リンクジョーカー出現後はナオキと肩を並べ、互いの後ろを任せるほど信頼し合える相棒となっていく。
豊富なヴァンガードの知識を持つがそれゆえに傲慢なところが多々ある。慇懃無礼な口調でナオキの怒りを買っているが、普段から誰に対しても丁寧口調で話し、自身のユニットも様付けで呼んでいる。ヴァンガードに対する愛は本物で、自身でユニットを主人公にした台本も書いている。
有名なファイターに関しての知識を見せる一方で自分が知らないファイターに対しては舐めてかかる傾向があり、三和やエミとのファイトではそれが原因で敗北している。当初はウルトラレアにはあまり関心を寄せていなかったが、レッカのファイトを間近で見たことで、彼女の熱狂的なファンになった。
リンクジョーカーが本格的に侵略を開始した後、ナオキと共にЯファイターの巣窟となった宮地学園に乗り込む。一度はマキに敗北しЯ化するも、ナオキの奮戦により正気を取り戻した後、マキに苦戦する彼を応援し逆転へつなげた。
デッキ
メインで愛用しているのは「むらくも」だが、使用デッキにこだわりはなく後江高校との交流試合（VS三和）やVF甲子園1回戦（VS櫂）では「スパイクブラザーズ」、エミとのファイトではメガブラスト狙いの「なるかみ」を使うなど複数のデッキを所持している。
主要カードは「むらくも」では「隠密魔竜 マガツストーム」、Я化した際は「隠密魔竜 ヒャッキヴォーグ “Я”（リバース）」。「なるかみ」では「武神将軍 ダイム」。
【第4期】
彼もまたアイチの存在を忘れているが、カードファイト部のあった物理準備室に来ると落ち着いて勉強できるという感覚があった。またナオキのファイト姿を見て、無意識に応援している。
聖域での戦いの後も交流戦の日程などの事務を勤めており、アイチやナオキに口うるさくなっている。彼がコーリンのことを覚えているかは不明。
【G第2期】
第5話にて、三和や櫂と共に再登場。ナオキとの関係は相変わらずだが、再登場した面々の中で、髪型を唯一変えている。
【漫画版】&【2018年版】
ほぼアニメと同じ流れでナオキを倒しカードファイト部に入部する。なお、アニメ以上にミーハー描写が強い。「続・高校生編」での対抗戦に2番手でエルとファイトを行い、その描写に翻弄されるが、アイチのアドバイスで冷静になり無事にファイトを制した。VF甲子園では主に次鋒ポジションが多い。
【外伝 イフ-if-】
町に突如として出現した「サンクチュアリ」と呼ばれる屋敷にいるといわれており、SK4の四天王の一人として登場していたが、イフ18にて、シンジとの出会いのきっかけに、よってカードファイトの記憶を失っていた。その際にはアイチとの裏切られてしまい辞めることになった。その後はカードファイトの記憶を取り戻し、楽しくやって、元の姿に戻った。
デッキ
「むらくも」を使用し、アニメ同様「隠密魔竜 マガツストーム」をエースとしている。なお、漫画版において人型のドラゴンのユニットにライドした際は見た目の変化は基本的に瞳がその人物と同じ形状になる程度だが、彼がライドしたユニットはすべて彼同様メガネをかけているのが特徴である。2018年版では「ぬばたま」にクランが変わっている。エースは『リンクジョーカー編』以降のむらくも時代でメインに使用した「隠密魔竜 マガツストーム」だが、イマジナリーギフト「プロテクト」やユニットを退却させて攻撃を防ぐ防御主体の戦術が得意。また、漫画版同様にドラゴンのイメージが眼鏡を掛けている他、ライドや技発動時に印を結びながら放つ描写がある。
また、アニメではミサキが実力者であることを知っていたが、漫画版ではナオキではなく彼がミサキのことを裏番だと称している。
戸倉ミサキ
5人目の部員。#チームQ4を参照。
中村橋口論議
声 - 佐々木啓夫
カードファイト部顧問。高等部の教師で、生徒会がカードファイト部の設立を認めた際に同会からの指示で部の顧問に就任する。常に笑顔で温厚な性格の人物。ヴァンガードについては全く知識が無く、事務的な仕事を務める。

#### 生徒会
アイチ達が第3期で入学した時点での生徒会の中心人物。長代だけ2年であると共にヴァンガードファイターでもある。リンクジョーカーの騒動の後、内藤と諏訪部もヴァンガードを始め、3人はそれぞれ「ズー」のクランを使用している。
内藤タテワキ（ないとうタテワキ）
声 - 千葉進歩
生徒会長。「弱肉強食」をモットーとし、学園内の規律の乱れに常に目を光らせている。ヴァンガードをただの遊びと断じ、カードファイト部創設の動きにより浮付いた学園内の規律を元に戻すために、諏訪部にカードファイト部設立の阻止を命じる。一応はカードファイト部の設立を許した後も、部を潰すための様々な策を案じている。目的のためには卑劣な手段も厭わない冷徹な性格だが、一方で一度信じた相手を見捨てようとしない義理堅い一面も持っている。生徒会室で豪奢なティーセットで紅茶を嗜む（アールグレイが好物）。
度重なる妨害活動が失敗した上、林間学校にて自分の講演会そっちのけで多くの生徒がカードファイト部に興味を持ったために、最終手段としてカードファイト部を自らの手で下すべく諏訪部と共にヴァンガードの練習を始める（使用クランは「特別名誉博士 シャノアール」と「双筆の闘士 ポラリス」のブレイクライドを主眼とした「グレートネイチャー」）。一晩でルールを完璧に覚えるなどかなりの素質はあるようだが、ナオキの「ブレイクタイム」を何らかのスキルであると勘違いしてルールを再確認するなど少々間の抜けた一面もある。
リンクジョーカーが本格的に侵略を開始した後、諏訪部と共に高等部の生徒たちのЯ化を目撃し、敗北を恐れて身の安全を最優先に行動する。ナオキがマキを救ったことでヴァンガードファイトは素晴らしいものだと考えを改め、Я化から解放されたマキに「一緒にファイトしよう」と、彼女がもう孤独ではないことを告げた。Я事件に居合わせた際に特訓を続けていたが、この時すでにファイトに真剣に打ち込んでいた模様で、目的がカードファイト部を潰すことからVF甲子園に出場するということにずれていた。
第4期終盤ではすでに卒業しているがカードファイト部のバックボーンを自称しており、諏訪部と共に少々図々しくなっている。
【2018年版】＆【続・高校生編】
2018年版も相変わらず、生徒会長として登場。これまでと同様アイチの入部を認めるが、続・高校生編で部員不足で廃部に追い込む。そこで対抗戦の提案を受けることになった。「グローバルな人材育成」を好み「グローバル」と口癖でいっている。ファイトの際は「守護者」を出す際、『完全ガード』を『完璧ガード』というなどすこし抜けている面が多いが、対抗戦で「2勝した方が勝ち」と言って見せたり、自分のクランの相性がいいイツキを大将に回したりミサキと優位につくようにアイチをアドバイザーに頼むなど生徒会長としての策士ぶりを見せる。最終的に敗れた後、正式にCF部を認め入部する。VF甲子園では主に先鋒役が多い。
デッキ
リンクジョーカー編の時同様「グレートネーチャー」を使用。アイチとのティーチングでは「武装教官 バイソン」軸だったが、対抗戦では「学園の狩人 レオパルド」をメインに置いたデッキを使い「アクセル2」やトリガーチェックしてユニットを強化する戦術が得意。
諏訪部イツキ（すわべイツキ）
声 - 間島淳司
生徒会副会長。長髪の眼鏡の男性。生徒会長である彼に付き従い、彼の指示でカードファイト部創設阻止の策略をめぐらせる。だが、内藤と違ってヴァンガードに対してはある程度の理解を示しており、VF甲子園の結果を報告した際にはかなり興奮した様子で試合の解説をしていた。内藤の最終手段のために自分の分と併せて二人分のデッキを組み、自身は「メガコロニー」を使用。
リンクジョーカーが本格的に侵略を開始した後、内藤と共にアメフト部や高等部の生徒達のЯ化を目撃し、身の安全を確保している。
第4期では内藤と共にカードファイト部の活動を支援しているが、少々図々しいためにアイチ達には苦笑いされていた。
【2018年版】＆【続・高校生編】
2018年版はモブとして登場。その後、続・高校生編で対抗戦の提案をして内藤の提案であえて大将に回すなど強いアシストを見せる。
デッキ
リンクジョーカー編の時同様「メガコロニー」を使用。
長代マキ（ながしろマキ）
声 - 上田麗奈
生徒会の書記。赤髪を纏めた女性。普段は寡黙な雰囲気を醸し出しており、淡々と生徒会の仕事をこなしているが、自分が周りの人間と違うことに強い孤独感を感じており、そこを「虚無（ヴォイド）」に付け込まれてリンクジョーカーの忠実な僕と化す。当初は諏訪部に付き添うだけで、カードファイト部に対して直接妨害を起こすことはなかったが、VF甲子園終了後、タクトにカードファイト部の監視報告を行い、偶然それを見かけたナオキをЯ化させるなど、徐々に行動を起こすようになる。また、林間学校ではЯ化したコーリンに付き添い、アイチたちとの不用意な接触を避けるようにしていた。そして、タクトの宣戦布告後に本性を現し、アイチたちの前に立ちふさがる。手始めに高等部の生徒たちをЯ化させ、さらにはシンゴをもЯさせる。その後、自らの場所を突き止めたナオキとファイトを始める。ナオキの中に自分と同じ孤独を感じ、再びЯさせようと優勢にファイトを進めるが、ナオキの強い意志に動揺し、そのまま押し切られる形で敗北し元に戻る。そして、内藤に「君は孤独じゃない」と告げられ、安堵の表情を浮かべた。
第4期ではナオキに名指しでエールを送っており、中等部時代から気にしていたことも含めてナオキに好意があったと思われる。
【2018年版】＆【続・高校生編】
2018年版からモブとして登場。その後、続・高校生編で生徒キャラとして本編に絡んでくる。内藤や諏訪部に対して毒舌を吐くが、実は宮地学園1年生ながら実は成績優秀な才女で中等部首席で卒業した恐るべき実力を秘めており内藤のスカウトでからわざわざ書記に推薦された。しかし、リンクジョーカー編の時と同様に孤独を感じていた。その後なし崩し的に対抗戦に参加することになってティーチングを受けた後、不良キャラだったナオキを見て仲良くなる光景に興味を覚えカードショップでパックを手にしたことが彼女のヴァンガードに興味を持つきっかけが明らかになった（そのためリンクジョーカー編のЯファイターのように洗脳されたに描写がない）。選抜戦は1番手としてナオキとファイトを行い着実のファイトでナオキを追い込むが、土壇場で引いた治トリガーでしのぎ切り、猛攻を受け敗北。その後ナオキから「お前好きなんだろ？、だったら俺たちと一緒にやろうぜ!」と誘われて照れた様子を見せるなどリンクジョーカー編で描写されたナオキへの好意が強くなっている。VF甲子園では主にマネージャーとしてチームを支える。
デッキ
「ネオネクタール」を使用しており「メイデン」と名の付いたカードを多用する。主な使用カードは「深翠の主 マスター・ウィステリア」、「メイデン・オブ・ビーナストラップ “Я”（リバース）」。続・高校生編でもネオネクタールを使用しておりエースは「メイデン・オブ・リングローズ」。主にトークン生成とイマジナリーギフト『フォース2』を使った戦法を好む。

#### 宮地学園の関係者
金剛イッキ（こんごうイッキ）
声 - 金光宣明
高等部のアメフト部主将。カードファイト部設立阻止を目論む諏訪部から、勝利時に部の予算を増額することを条件にアイチとヴァンガードで戦うよう指示されて彼とファイトするも敗れる。その結果チアリーダー達には見捨てられ、さらに生徒会からの罰で練習場も第2グラウンド（河川敷）から、学園から2時間もかかる第6グラウンド（山奥）に変更された。
リンクジョーカーが本格的に侵略を開始した後、マキの手により他の生徒達と共にЯ化するが、ナオキとシンゴの奮闘により敗北し、そのまま気を失う。
デッキ
所属部と同じ容姿の「スパイクブラザーズ」のデッキを使用。アタックなどの宣言時をアメフト用語で行う癖がある。
主な使用カードは「バッドエンド・ドラッガー」「グレイトフル・カタパルト」。

四会アカリ（よつえアカリ）
声 - 矢作紗友里
学園でのミサキの友人。耳にピアスをしている。明るい性格で、ミサキを気にかけ度々助言している。ヴァンガードに関する知識はないが、VF甲子園では応援に来たり、中継をカードファイト部と共に観戦している。
カードファイト部の創設に伴うアイチとコーリンの噂を聞いて不機嫌になるミサキをからかったり、林間学校でコーリンがアイチを呼び出した際にも尾行するなど恋愛沙汰への関心が非常に強い。
那嘉神エル（なかがみエル）
声 - 加瀬康之
部員三名の超能力同好会部長。自身に異能の力が宿っていると思い込んでいる、俗に言う重度の中二病。左眼と額および右腕の包帯をし、さらに額と右腕にはマーカーで模様を描いている。その異端性ゆえに生徒会から迫害されていたが、カードファイト部を打ち負かせば部室が手に入るという取引を受け入れ、カードファイト部に果たし状を出す。手違いでレオンとファイトすることとなり、彼を追い詰めるも敗北。過酷な過去を持つレオンとは妙に話がかみ合い、最後にはレオンを「本物」と称した。のちに林間学校では、VF甲子園の中継でレオンを応援している。
リンクジョーカーが本格的に侵略を開始した後、他の高等部の生徒達と共にЯ化するが、ナオキ達の手でЯ化から解放される。
ギアースクライシス編では成人しているにもかかわらず中二病状態であり、現在就職活動中である。
【続・高校生編】
準レギュラーで再登場。中二病描写は相変わらず。内藤の提案で宮路学園CF部と生徒会との選抜戦で生徒会側の助っ人に回り「CFが勝てばが自分が入部するがもし生徒会が勝ったらアイチ達4人を超能力同好会に入部する」という条件で参加する。当初ルールがわからなかったがアイチのティーチングを受けて実力をつけて選抜戦2番手で登場してシンゴと対戦してギリギリまで追い込むもアイチの判断で逆転される。その後、興味を持ち正式に入部する。
デッキ
「ダークイレギュラーズ」のデッキを使用。
主な使用カードは「ブレイドウイング・レジー」、「五大元素の支配者（マスター・オブ・フィフスエレメント）」。ギアースクライシス編では「ブレイドウイング」軸に偏っている。続・高校生編でも相変わらずダークイレギュラーズを使い「五大元素の支配者（マスター・オブ・フィフスエレメント）」をエースにする。ただし、テツが使った「ダークイレギュラーズ」での防御戦略が異なりイマジナリーギフト「プロテクト2」を使い大量展開した後、集めたソウルを使って全ユニットをスタンドさせる連続攻撃主体の戦い方を行う。

### 宮地学園中等部
先導エミ
#Q4の家族を参照。
飛田マイ（とびたマイ）
声 - 石上静香（第1期） → 大久保瑠美（第2期 -）
同じ宮地学園に通うエミの友達。姓名は第1期では名前のみだったが、第2期で判明。コンタクトレンズにしている。当初はエミ同様ヴァンガードとは何の縁もなかったが、エミに誘われたのか決勝トーナメント前のショップ大会に参加してファイトしていた。
第3期では、エミと共に中等部のカードファイト同好会に所属している。ファイトの腕も更に上達しており、まだ始めて間もないとはいえ櫂相手に善戦したナオキを下し、更にリバースファイターをも退けるほどに成長した。
デッキ
第1期では「ネオネクタール」と「グレートネイチャー」の混合デッキを使用。第3期ではエミと同じ「バミューダ△」にクランを変更している。切り札は「エターナルアイドル パシフィカ」。

立凪レッカ
#ウルトラレアを参照。

### 聖域
先導アイチ
#チームQ4を参照。
立凪コーリン
#ウルトラレアを参照。
モレス・ペニーワース
#リンクジョーカーの関係者を参照。

### カトルナイツ
アイチの存在と記憶の消滅に関わる、アイチ自身によって選ばれた4人のファイターたち。ガイヤール曰く「アイチの静かな眠りを守り、それを妨げる者を滅ぼす使命を帯びた4人の騎士」であり、全員が第3期で起きたリンクジョーカーの侵略に対抗すべくЯファイターと戦っていた。彼らはそれぞれPSYクオリア、タクト、リンクジョーカーの物とはまた異なる特殊な力を使い、ファイト終了時に双方のダメージが敗者に襲いかかるフィールドを形成することができる。聖域ではさらに敗者の記憶を消すことも可能。
オリビエ・ガイヤール
声 - 濱健人
誕生日12月21日（射手座）、血液型はA型。
カトルナイツのリーダーでヨーロッパサーキットのチャンピオンの座に立つ美少年。「青き炎のガイヤール」とも呼ばれており、「ホーリープロミネンスプリズン」という青い炎の空間を作る能力を持つ。アイチに強い忠誠心を抱く一方、後述の事件と封印の真相故に櫂には激しい憎悪を抱くと共に櫂といるミサキたちの主張する絆も頑なに否定している。スタンドアップの際には「スタンドアップ・ル・ヴァンガード」とフランス語の冠詞を混ぜた宣言をする。
PSYを訪れた櫂とファイトし、「アイチを忘れろ」と忠告をした上で勝利する。その後もアイチの手がかりを求めてやってきたナオキを完膚なきまでに下している。聖域でカムイに勝利し彼の記憶を消した直後、再び櫂と対峙し、アイチへの想いを互いの色の炎で燃え上がらせた末に敗北する。その後、セラの裏切りを知って櫂達と一時休戦し共にセラのプリズンからの脱出を試みる。
その後、レンとレオンによりプリズンから脱出後、裏切り者のセラとファイト。その際、今までは見下していたメイトの大切さに気づきネーヴとラティの2人の思いも込めた一撃でセラを倒し、セラからカトルナイツの資格を剥奪し彼の記憶を消した上で追放する。
ナオキとコーリンのファイト後、アイチが覚醒したことに焦り最後のチャンスとして櫂と3度目のファイトを行う。以前と違いメイトの大切さを知り、また櫂の思いも受け止めて彼との全力のファイトを行い5度のヒールや二枚のクリティカルトリガーを引き当てて櫂を追い詰めるも僅差で敗北。試合後「自分に勝ったのならアイチさんを必ず救ってみせろ」と櫂に自身の思いを託す。
幼少時に火事で両親と家を失って施設に引き取られ、そこの子供たちとヴァンガードを通じて新たな家族となった過去を持つ。その後、ヨーロッパサーキットで優勝し、施設の子供たちにヴァンガードを通じて新たな家族になれる喜びを伝えることを生き甲斐としていた。しかし、リンクジョーカーの侵略によって施設の子供たちのЯ化を目の当たりにし、深い絶望と苦しみに襲われた。その後、リンクジョーカーの侵略時の恐怖からデッキに触れることすらできなくなった子供に笑顔を取り戻したアイチに多大な恩を感じ、子供たちの笑顔を守るためにアイチの願いに応え、カトルナイツとなった。
『G』ではユーロ地区で1番人気のトップファイターとして活躍しており、強さに加えて魅せる戦いにより女性人気がある。また、ライバルとして新たに現れた櫂と競い合っている。ガイヤールのようなプロのスター選手はオフィシャルグッズも多く発売されている。
デッキ
「アイチの意志を受け継ぐ者」を名乗り、前期でアイチが使っていた「ゴールドパラディン」の「解放者（リベレイター）」デッキを使用。最初の櫂とのファイトではアイチのデッキをベースにしたものを使用し、後のナオキとのファイトでは自身のオリジナルを使用した。切り札は「青き炎の解放者 パーシヴァル」、「青き炎の解放者 プロミネンスコア」、「青き炎の解放者 プロミネンスグレア」と前者2枚のレギオンメイトである「誓いの解放者 アグロヴァル」、「青き炎の解放者 プロミネンスグレア」のレギオンメイトである「定めの解放者 アグロヴァル」。なお、ガイヤールは「青き炎の解放者 パーシヴァル」を「僕の分身」と称し、ライド時の口上もアイチと全く同じである。
【劇場版】
「メサイア・スクランブル」のAブロック1回戦でレオンとファイトするが敗北する。
デッキ
第4期同様、ゴールドパラディンを使用している。
【G第2期】
シオンの回想において、櫂、ネーヴとともにチームを組んで、ユーロリーグのトップに君臨している。
フィリップ・ネーヴ
声 - 村上裕哉
誕生日4月22日（牡牛座）、血液型はO型。
ガイヤールと同じヨーロッパトップクラスのファイター。「鋼のネーヴ」の異名を持ち、「スティールウォールプリズン」という鉄柱に囲まれた結界を張る能力を持つ。店長代理など、猫に好かれている。ガイヤールとは互角の実力を持ち、それを認め合う仲である。下校途中のナオキとミサキの前に現れ、モレスを取り逃がしたことを悔やんでいたナオキとファイト、圧勝する。二人をか弱い子猫や子リスと見下すが、同時にナオキのことを「骨のある奴」と評価していた。
聖域で三和を破った後に封印の解除を知り、セラに騙される形でリンクジョーカーに呑まれたアイチを救うべくファイトを行う。結果ファイトでは敗北するものの、アイチを一時的に正気に戻すことに成功している。
彼の祖国は内乱が絶えない国であり、同じ国同士の諍いに嫌気がさしてレンジャーとなった過去を持つ。その先で出会った友人からヨーロッパサーキットへの出場を薦められて出場、優勝して祖国の人々が諍いを忘れて自分を応援してくれる姿に胸を打たれた。しかし、リンクジョーカーによって友人たちはЯファイターとなり、彼らとの戦いを余儀なくされたが、アイチがリンクジョーカーを破ったことで彼らは正気に戻った。この出来事を通じ、仲間と国を救ってくれたアイチに多大な恩を感じてカトルナイツとなった。
『G』ではユーロ地区のトップファイターとして安定感のある戦いを続けてランキングトップとなっており、男気のある戦いで幅広い人気を集めている。
デッキ
「ディメンジョンポリス」であり、「鋼闘機（メタルボーグ）」の名を持つユニットで構成されている。切り札は「鋼闘機 シンバスター」、「鋼闘機 ウルバスター」。
【劇場版】
「メサイア・スクランブル」のAブロック1回戦でカムイとファイトするが敗北する。
デッキ
4期同様、「ディメンションポリス」を使用。

ラティ・カーティ
声 - 佐藤利奈
誕生日7月7日（蟹座）、血液型はB型。
中央アジアで「無冠の魔女」と呼ばれるファイター。「幻影のラティ」と呼ばれ、茨に囲まれた森のような結界「フェアリーマスカレードプリズン」を展開する能力を持つ。普段は天真爛漫な少女だが、カトルナイツとしての使命を果たす際には底知れぬ非情さを垣間見せる。リンクジョーカー事件が起こる前は、ドーナツの車両販売を行う父親と共に世界中を旅して回っていた。その旅の中で、さまざまな文明・帝国が滅びた跡地を目にしたことで、「この世に『無くならないもの』、『変わらないもの』なんて無い」「全ては『ミラージュ（幻）』だ」と考えている。父親から薦められてヴァンガードを始めた折にイメージの中に広がったクレイを深く愛し、リンクジョーカーの侵略からクレイを守ったアイチのためにカトルナイツとなった。それ以降は、アイチへの「恩返し」として、「何を犠牲にしてでも、アイチの願いを叶えてあげたい」「『友達』も必要ない」と考えるようになった。
空港で光定とファイトした後、ミサキを結界に引きずり込んで絶望させようと襲い掛かった。実は友達が一人もいない孤独のファイター。しかし、アイチやミサキとの出会いを通じて徐々に友達というものに関心を抱くようになる。
聖域でかつての自分を重ねてみたミサキから父（声 - 田中秀幸）がヴァンガードを薦めた理由と友達の大切さを諭されるが、それすらも幻と断じてミサキを破り、彼女の記憶を消すが、直後に食べたドーナツがしょっぱいという感想を漏らし、彼女にとっては後味の悪い結果になった。その後アイチを裏切ったセラからファイトを挑まれ、Ω呪縛によって敗北し、最後の封印を解かれてしまう。
なお、異名の所以は好物のドーナツに目がないあまり不戦敗を繰り返していることから。
【劇場版】
同じシャドウパラディンを使うレンが伊吹に敗れたことで、自分のカードのユニットも消失する。「メサイア・スクランブル」に招待されていたが出場していない。
【G第2期】
「Plan-G」に関わり、アイチに同行している。
【G第5期】
使徒たちとの戦いにも参加し、また前シリーズの経験を通じて友人も増え、ベルノとも親交を結んでいる。
デッキ
「シャドウパラディン」のデッキを使用。「魔女」と名のつくユニットを多く投入している。切り札は「幻惑の魔女 フィアナ」、「現の魔女 ファム」。

ラウル・セラ
#リンクジョーカーの関係者を参照。

### リンクジョーカーの関係者
立凪タクト（リンクジョーカー）
#PSYの関係者を参照。
先導アイチ
#チームQ4を参照。
ラウル・セラ
声 - 興津和幸
誕生日11月13日（蠍座）、血液型はAB型。
カトルナイツの準リーダーで南米のヴァンガードチャンピオン。「氷のセラ」の名を持ち、氷柱に囲まれた結界「ミレニアムブリザードプリズン」を展開する能力を持つ。三和に審判を下した後、空港でカムイを結界に引きずり込み審判を下した。聖域での戦いにてカトルナイツで最初の一人としてナオキに敗北するが、それらは全て自身が描いたシナリオであり、あえて敗北することでアイチの封印を解き、ガイヤールが破れて封印が弱まったところで本性を現し、櫂たちとガイヤールをプリズンに閉じ込めた後にアイチの封印を強制的に解く。そして、ネーヴをアイチにけしかけるために一芝居打った後にラティの封印を解除すべく自らラティの元へ赴き、リンクジョーカーの力を振るってラティを下した。その後、アイチに強引にファイトを挑もうとしたところでプリズンから脱出したガイヤールにファイトを挑まれ敗北。カトルナイツの資格を失い、記憶を消される形で聖域から追放された。
「ファミリー」の名で知られる南米屈指の大地主の一族の出身であり、巨万の富を持つゆえの一族間の争いはヴァンガードファイトで取り決められ、敗者は社会的に抹殺されるファイトを肉親たちと繰り広げてそれを切り抜けた。のちに南米サーキットで優勝するも、リンクジョーカーの侵略によって南米も危機に晒され、それを退けた後に訪ねてきたアイチに初めて会うタイプという印象とその生き方に感銘を受けてカトルナイツになったと櫂たちに説明していたが、実際はガイヤール達と違いアイチ自身には何の興味も無く、あくまでも目的はアイチの中にあるリンクジョーカーを手に入れて全てを支配することだったが、ガイヤールの勝利によって失敗に終わった。
『G』には登場しないが、ヴァンガード普及協会会長の明神リューズに傾倒しており、アメリカの大学に進学したアイチを付け狙っているという設定がある。
デッキ
様々なデッキを使用する。カムイとのファイトでは「ネオネクタール」のデッキで第2期でチームバトルウィーヅが使用していたのと同じ「銃士」の名のついたユニットで構成されている。切り札は「牡丹の銃士 マルティナ」、「牡丹の銃士 トゥーレ」。ナオキとのファイトは「グランブルー」を使用している。「グランブルー」デッキの切り札は「海賊貴公子 ピノ・ノワール」、「海賊麗人 ピノ・ブラン」。メインデッキはアイチやコーリンと同じく「星輝兵」と名のついた「リンクジョーカー」を使用している。「リンクジョーカー」デッキの切り札はタクトの「星輝兵 “Ω” グレンディオス」と同じΩ呪縛を行う「星輝兵 ダークゾディアック」とそのレギオンメイトの「星輝兵 アストロリーパー」、相手の呪縛カードの数だけリアガードをスタンドする「星輝兵 ヴェノムダンサー」とそのレギオンメイトの「星輝兵 ソードヴァイパー」。

モレス・ペニーワース
声 - 高橋英則
セラに仕える執事。ナオキを精神的に追い込みアイチの捜索をやめさせようと企むが、彼の強い意志の前に敗北し、逃走する。その後、ナオキに尾行されて聖域への入り口を見つけられるという失態を晒したかに思われたが、全ては櫂達を聖域におびき寄せるセラの策略であった。ただしレオンとレンの攻撃に悲鳴を上げるなど、情けない面も素である模様。
元々はセラの家に仕え、彼もリンクジョーカーの侵略に際してЯファイターと戦っていた。その後、セラのカトルナイツへの加入に伴い、彼も付き従っている。
デッキ
「メガコロニー」を使用。「マシニング」と名の付いたユニットを軸とした構築となっておりスタンド封じ（劇中では「パラライズ」と呼称）を軸とした戦術をとる。主なカードは「無双剣鬼 サイクロマトゥース」、「マシニング・スパークヘラクレス」。

### 福原高校
雀ヶ森レンを総帥とするフーファイターのメンバー
#フーファイターを参照。
立凪スイコ
#ウルトラレアを参照。
伊吹コウジ
#劇場版 カードファイト!! ヴァンガード ネオンメサイアを参照。

### その他（カードファイト!! ヴァンガード）
岸田オサム（きしだオサム）
声 - 小西克幸
高校1年生。何かと計算や確率を求める理屈っぽい性格。攻撃宣言の時、「攻撃ィー!!」と声のアクセントが高くなる。
ショップ大会のエントリー用紙をアイチとほぼ同時に提出したが、参加者の空きが残り1名だったため、参加権を賭けてアイチとファイトすることになる。
その後、秋の全国大会の地区予選で中学生と小学生の弟2人とチームを組んで出場するも1回戦で敗れ去る。決勝前のショップ大会にも弟達と共に再登場するが、1勝もすることはなかった。第3期では、レオンと戦うべく彼の滞在するホテルに乗り込む。一向に姿を見せないレオンを「怖気づいた」と馬鹿にしたことでジリアンを怒らせてしまい、成り行きで始まった彼女とのファイトに完敗する。しかし、ファイト中の弟の不用意な発言をカバーするなど家族想いな一面を見せ、ジリアンからは「いい人」という印象を持たれた。
2018年版ではキリヤたちと同じくフーファイターの一般ファイターの1人として登場しており、早急にアイチに敗れていた。
デッキは「メガコロニー」をメインに「かげろう」のカードを加えて構成されたものを使用している。ゲーム版や2018年版では純正のメガコロニーを使用している。
稲葉カズキ（いなばカズキ）
声 - 鈴木恭輔
ショップ大会において過去3回連続で優勝を収めたと豪語する少年。2回戦で櫂と対戦し敗れた。
デッキは「かげろう」のカードで構成されたものを使用している。
ロバート・フィンドレイ
声 - 鷹嘴翼
UMA研究家。雪男を求めて雪山に来たところでアヴェンジャーズと櫂に出会う。結局雪男は発見できなかったものの、櫂とキョウのファイトを見て新たな発見をして満足していた。
MCミヤ（エムシーミヤ）
声 - 酒巻光宏
地区大会や全国大会といった大きい規模の大会の司会を務める男性。極端にテンションが高いが、「ヘボい」と言われることを気にしており、度々空回りしては滑っている。カオルの語尾が移ってしまったこともあった。「ま」を「みゃ」と発音する癖がある。字幕や登場初期のクレジットでは「MCミヤー」と表記されており、発音も同様だった。『G』以降も司会者として登場する。
【第1期】
チームQ4が参加した関東第三地区大会の司会を務める。全国大会でも同様に実況を担当している。
【第2期】
VFサーキットでもドクター・Oとコンビで登場し、司会を務めている。
ドクター・オー
声 - Theマッシュ
白い博士帽を被った解説者。「ヴァンガードTV」の出演者としても有名で、アイチ達がチャンピオンシップ全国大会会場へ到着した時はテレビカメラに囲まれていた。アニメ内の表記は「ドクター・O」。
【第1期】
試合中はミヤの隣におり、度々アルファベットの「O」をハンドサインで表現する。
秋の全国大会からは地区予選の解説にも参加している。
【第2期】
VFサーキットにもミヤと共に登場する。
DAIGO（ダイゴ）
声 - DAIGO
ヴァンガードの世界においてその人ありと言われた伝説のファイター。気さくな性格で英語交じりの口調で話し、櫂と同様にヴァンガードに冠詞を付けた宣言を行い、カムイのようにたびたびカードを回転させながらプレイする。
【第2期】
3ヶ月前からロイヤルパラディンの消失に伴う謎の次元の歪みにより空間転移を繰り返しており、各地を転々とした末にカードショップPSYに転移して来た。PSYでレオンとファイトした後、再び次元の狭間に呑み込まれてアイチたちの前から姿を消すが、アジアサーキット終了後に無事帰還する。
デッキ
消失したはずの「ロイヤルパラディン」のデッキを所持しており、さらに「白竜の騎士 ペンドラゴン」や「決意の騎士 ラモラック」といったアイチの知らないカードを使いこなす。
【第3期】
宮地学園の文化祭にゲストとして登場。コーリンとファイトを行い、カードファイト部の演劇を成功させる。
デッキ
第2期と同様「ロイヤルパラディン」を使用。新たな切り札は「サンクチュアリガード・ドラゴン」。
【G第2期】
ズー支部のGクエストの最後の相手として登場しクロノと戦う。
デッキ
これまで同様「ロイヤルパラディン」を使用しており「サンクチュアリ」と名のつくユニットを中心に構成している。
牛丸（うしまる）
声 - 寿美菜子
ウルトラレアのマネージャーであり、立凪財閥の秘書。漫画版では立凪家の執務室長であり、立凪家の三姉妹の侍女も務めている。
店長
声 - 真壁刀義
2018年版に登場。オサムたちが陣取っていたカードショップ「GBH」の店長。

## 劇場版 カードファイト!! ヴァンガード ネオンメサイア
伊吹コウジ（いぶきコウジ）
声 - 宮野真守、生天目仁美（幼少期〈劇場アニメ版〉） → 本泉莉奈（幼少期〈2018年版〉）
誕生日1月31日（水瓶座）、血液型はAB型。『G』第2期では20歳、『G』第4期では22歳。
デッキとセットで販売された描き下ろし漫画『ヴァンガード0』で初登場。劇場版、新シリーズの『ヴァンガードG』にも主要人物として登場する。
小学生時代の櫂と三和の同級生。武術の達人でもある。愛車は86“style Cb”。
『ヴァンガード0』および劇場版では小学生時代が描かれており、根暗で気弱な面が目立つが、かなりのヴァンガードファイターで櫂と三和（さらに言えば彼との出会いを得た櫂から「ブラスター・ブレード」をもらったアイチ）にとっては自分たちをヴァンガードの世界に導いた先導者だった。
櫂と三和と離れた後、強すぎるために仲間はずれにされ、手加減をすれば仲間はずれにされて教師からもまともに相手にされなかったために深い孤独と絶望に叩き落とされる。それを根絶者に利用され、ヴァンガードは不幸を喚ぶ悪魔のゲームとして常軌を逸した憎悪を抱く。そして、ヴァンガードの否定と抹殺、更にクレイだけでなくヴァンガードが存在するという理由で地球さえも滅ぼしてヴァンガードが存在しない平和な世界を作るという狂気と妄執に駆られることとなる。
【劇場版】
小学生の頃の面影は無くなっている。遊星ブラントから地球に干渉してきた「威圧する根絶者 ヲクシズ」によって櫂たちとの思い出をデリートされた上で過去のトラウマを利用され、ヴァンガードの否定・抹殺のため「メサイア・スクランブル」で暗躍する。過去のトラウマを増幅されたためにユニットを消す行為もヴァンガードの呪いから解放していると称して、独善的な救済意識まで抱くようになっている。
大会前にレンやキョウたちを倒し大会の出場権を奪い、Bブロック1回戦でアイチ、プライベートファイトでミサキとレオン、準決勝でカムイを破る。その後のアイチと櫂との1対2の変則ファイトに敗れたことでヲクシズからの支配から解放され、自分を取り戻す。別れ際にアイチから調和と再生の能力を持つメサイアのカードを渡され、自分が何をなすべきか考える旅に出る。
デッキ
漫画と同じくヴァンガードのパワーと能力を封印するスキル「デリート」を使う「根絶者（デリーター）」を使用する。
切り札は「威圧する根絶者 ヲクシズ」。
【G第1期】
劇場版に比べて多少物腰が柔らかくなっている。ヴァンガード普及協会からユナサン支部に派遣されており、チーム・ディマイズのコーチを務める。クエストを受けて待ち合わせをしていたクロノと依頼人の代理として現れ、彼とファイトする。そこで彼の未熟さを思い知らせるかのようなファイトをし、次第にクロノを追い詰めるも、「GIRS」が緊急停止したため、ファイトは中断。クロノに名乗らないまま「知りたければ、強くなれ」とだけ残して去った。第12話ではクロノとハイメのファイトを陰から観戦し、クロノのファイトを見て「運が良かっただけ」と評していた。22話でポイントを剥奪され、ヴァンガードをやめようと考えたクロノの「ギアクロニクル」を持ち去ろうとするも、当の本人が持ち去ることを納得できず、彼のデッキをかけてファイトすることになる。ファイトに勝利したものの、彼にデッキを預けることにした。
ユナサン支部においては神崎から重用されているが、興味はないものの本来の目的は別にあることも見抜かれている。真の目的はユナサン支部に存在するディペンドカードを入手することであり、トライスリーとディマイズのスペシャルマッチが行われている隙を狙って奪取し、カムイを経由してクロノにタイヨウの件と共に託した。ユナサン支部のデータをコピーした後にマザーデータを全て削除して立ち去ったが、神崎の辞任後に普及協会本部からユナサン支部の事後処理を命じられて一時的に支部に戻り、運営の正常化に貢献した。その後、クロノに普及協会に所属しているのは創設者であり名誉会長として君臨する明神リューズに接近するためであると明かした。
『G』開始前に新導ライブと出会っており、ディペンドカードとギアクロニクルの話を聞いている。なお、これまでクロノが入手していたギアクロニクルのカードは全て伊吹からの贈り物である。
【G第2期】
リンクジョーカーのクランリーダー。ユニット召喚施設を隠蔽している明神リューズに接近するため、カムイをはじめ、海外にいる櫂などのトップファイターたちに招集をかけ、「Plan-G」を実行する。ユナサン支部の正常化と並行して神埼のラボの設備を密かに回収しており、リューズに対抗するための拠点としている。
スターゲート支部のGクエストにおいてクロノと4度目のファイトを行うも、相変わらず多くを語らない伊吹に怒りを感じたクロノから「このストーカー野郎が！」「お前、友達いないだろ」と言われた際、激昂。更におっさん呼ばわりされた際は「俺はまだ二十歳だ!!」と大人げない面を見せている。
【G第3期】
東雲の仕込んだ仕掛けにより「最後の審判」の際にリューズのイメージの影響を受けない状態となり、単身リューズのもとへたどり着きファイトを挑むが敗れる。その際、かつてヴァンガードを滅ぼそうとした罪の重さに耐えかね、世界中をさまよっていた時にライブに出会いギアクロニクルを与えられ、自分に課せられた使命としてクロノを見守り育て、導いてきたことを回顧している。2ヶ月後、普及協会の再建のため新体制の下で協会本部長に就任する。
【G第4期】
「U20チャンピオンシップ」大会実行委員長を務めながら鬼丸カズミ率いるチーム・ディフライダーの目的を探る。その一環としてカムイにU20出場を要請した。
デッキ
代理人として現れた際は本来の依頼者から預かってきた「かげろう」で、4期で櫂や三和が使用していた「煉獄」軸のデッキを使用。切り札は「煉獄竜 ブレイクダウン・ドラゴン」、「煉獄竜騎士 タラーエフ」。
第22話でのクロノとの再戦では本来のクランである「リンクジョーカー」を使用、「メサイア」軸のデッキでクロノを圧倒した。
切り札は「オルターエゴ・メサイア」。
【漫画版】＆【2018年度版】
高校生となり『ヴァンガード0』から再登場。福原高校に通っているが、一時期ヴァンガードから離れていたため、当初は周りからファイターとして認識されていなかった。一匹狼のような面を見せテツからマークされている。テツやキョウ、櫂を次々とデリートしていった。PSYクオリアゾンビとなったアイチもデリートするが、惑星クレイの助けで元に戻ったアイチの猛攻に敗れる。また、腕っぷしの強いイメージは昔空手をやっていたという設定が明らかになった。
【続・高校生編】
福原高校サイドの主人公。現在も一匹狼キャラを貫きテツからヴァンガード部入部を拒んでいる。しかし、アイチとのファイトを思い出して自分が変わったことを悩む自虐描写も見せており、同時にグレイヲンから伊吹を闇に堕ちる悪夢に苦しめられている。そんな中、偶然出会った牛丸に連れられて立凪邸を訪れ、ノームと出会い「根絶者は惑星クレイを支配しようと企む先兵だった。」と衝撃の事実を告げられる。その後、なし崩し的にスイコとファイト。しかし、デリートを使わない消極的なファイトとグレイヲンの囁きに圧倒的な力が見られず敗退。スイコからきつい一言を言われてファイトをやめようと言い出す。そんな中、現れたレオンとファイトを挑まれる。相変わらず消極的なファイトで押されるが、レオンが見せた「ユニットたちが背中を押してくれる」という言葉からついに苦しめた悪夢を振り切る。その後本来の性格を取り戻しクレイドールにライドしてレオンに勝利を収めレオンに根絶者の力を見せてもらう。その後、グレイヲンと別れを告げて現れた「ネオンメサイア」のカードを手にして安っぽい救世主になることを決意し、自身の手でデリートしたテツをはじめ、福原高校のファイターらの再起に買って出る。さらに、アサカとのファイトで福原高校の主将の座に収め、ヴァンガード甲子園を順調に勝ち進む中、準決勝の合間に櫂を探していた三和と共に三人でファイトした思い出の場所にて櫂との蟠りを解消させる。そして、決勝戦の大将戦にてナオキを追い詰めるが、コーリンの叱咤で持ち直したナオキに敗北した。
デッキ
現状漫画版の登場人物で唯一のリンクジョーカーの使用者。ヴァンガードのパワーと能力を封印するスキル「デリート」を使う「根絶者（デリーター）」を使用する。
【外伝 イフ-if-】
福原高校の学生で、本作の主人公のひとり。奇妙な屋敷が出現してから悪夢にうなされていたが、ある日立凪ノームとスイコに呼び出されて『過去と未来の自分の過ちを正して来い』と言われ、世の中の出来事をすべて記述した書物「アカシック・ブック」に吸い込まれる形で異なる時空世界（物事の解決にカードファイトを用いない世界）に飛ばされ、そこでエミとシュカに出会う。シュカから『おっさん』と呼ばれたり、グレイヲンとなったジャマーに対してカードファイトを挑もうとして蹴散らされるなど、スイコ同様、従来に比べてコミカルな面が目立つ。

## カードファイト!! ヴァンガードG
第1期『カードファイト!! ヴァンガードG』、第2期『カードファイト!! ヴァンガードG ギアースクライシス編』、第3期『カードファイト!! ヴァンガードG ストライドゲート編』、第4期『カードファイト!! ヴァンガードG NEXT』の登場人物の一覧。一部の人物は前シリーズ『カードファイト!! ヴァンガード』より再登場する。

### トライスリー
クロノ、シオン、トコハの3人チーム。『G』第1期20話でクロノがヴァンガードの大会が団体戦だと知り、同じく事情でチームを組めていなかったシオンとトコハと共にカムイが勝手にチームとしてエントリーされてしまう。最初は組む気はせず、チームワークも最悪だったが、カムイに散々なことを言われた挙句いろいろと根回しされ、結果正式にチームを組むことになった。25話でクロノがグレード3になったため、「挑戦する3人」の意味も込めて、クロノが命名した。命名するまでの間の仮のチーム名は「名前はまだない」。『G』第2期では普及協会各支部で開催された全ての「Gクエスト」で優勝し、「ジェネレーションマスター」の称号を得た。中学卒業をもって事実上の解散となった。その後、クロノのGユニット復活のためウズベキスタンで再合流を果たしライブたちの助力もあって、復活したGユニットと新たなる力「ディメンショナル・オーバー・ストライド」を得て最終決戦に合流する。
新導クロノ（しんどうクロノ）
声 - 石井マーク、真野拓実（新右衛門編）、伊瀬茉莉也（新右衛門編・幼少期）
誕生日9月9日（乙女座）、血液型はA型。
『G』の主人公。中学二年生。生まれて間もなく母親が亡くなり父親のライブが失踪、叔母のミクルも当時は高校生であったため、施設に預けられて育つ。現在はミクルに引き取られマンションで一緒に暮らしている。自立心が高く、一人でいることが多いが、内心は一人でいるのを恐怖している。鋭い視線のせいで周囲から恐れられている他、高校生にもケンカを売っているという噂が広がっているなど、その雰囲気からとっつきにくい印象を持たれがちだが、実際は面倒見が良く一本気な性格で、カムイやナギサの作り話に簡単に引っかかるほどのお人よしでもある。ヴァンガードに関しては全くの初心者で知識も皆無だが、クエストやファイトを通じてその楽しさと奥深さに目覚めていく。
【G第1期】
ある日、下駄箱に入っていた「ギアクロニクル」で構築されたヴァンガードのデッキと地図を手に入れたことからカードキャピタル2号店を訪れ、そこで出会ったカムイからヴァンガードを教わる。そしてカムイとの初めてのファイトで新たな力・超越（ストライド）を使って勝利した。ヴァンガードを始めてからは毎日のようにカードキャピタルに赴くようになり、クエストやファイトをこなしていく。しかし、クエストを受けて代理として現れた伊吹と「GIRS（ギアース）」を用いてファイトに挑むが、伊吹からファイトスタイルの未熟さと、先述の自立心に対する彼の考えを否定されてしまい、完膚なきまでに叩きのめされてしまった。第11話で、今の自分がどこまで行けるのかを試すためにハイメにファイトを申し込み、一度は劣勢に立たされるも、「時空竜 ミステリーフレア・ドラゴン」のスキルを成功させ、逆転勝利を収めた。第21話では一気にグレード3になるべくユナサン支部のミニ大会に出場するも、そこでイカサマ行為をする「チームトリックトリック」の3人との騒動を起こし、暴力行為をあげたとみなされ、グレード2から積み上げられてきたポイントを剥奪されてしまう。しかし伊吹との再戦、シオンやトコハのフォローもあり、無事にグレード3に昇格した。地区大会では順調に勝ち進み「チームディマイズ」とのファイトでは先方を務め刈谷スギルに勝利するが、続くトコハとシオンが敗北したため予選敗退となる。その後は意気消沈する二人を励ますため不器用ながらも奔走し、様々なアクシデントに見舞われつつも結果としてチームの団結力は強まっている。スペシャルマッチでは、ユナサン支部の理念に染まったタイヨウと対戦。彼に本当のヴァンガードの楽しさと強さを伝えるも、なかなか伝わらないまま勝利する。その後は神崎とのファイトで勝利しタイヨウと和解。3度目の伊吹とのファイト後にディペンドカードが具現化し「クロノ・ドラン」を入手した。
【G第2期】
進路について悩んでいる。シンから家族であるミクルを危険にさらしてまで明神リューズと戦う覚悟があるかと問われ、家族とヴァンガードのどちらを選ぶか迫られるが、両方とも守るという決意に至った。
【G第3期】
リューズに世界をみんなが笑顔でいられる世界を作りたいという思想から、仲間にならないかと誘われる。神崎との会話で自身が無意識にユニット召喚を果たしていたことを知らされる。疑惑を抱き、さらにライブの生存を周りの大人たちから隠されていた事実を知り、混乱と不信感を抱いていたが、リューズの真実とクロノ・ドランの言葉によりリューズが惑星クレイを犠牲にしようとしていることを知り反感、改めてリューズ打倒に燃える。しかしファイト最中、実体化したユニットの危機に手持ちのディペンドカードを覚醒させるが、体に負担がかかり、その場に倒れこみ、その隙にすべてのディペンドカードを奪われてしまう。後に伊吹によってクロノ・ドランが解放され、リューズの野望を打ち砕く。騒動が一通り落ち着いた後にクランリーダー試験を受けたが合否に関しては不明。
実は10年前にリューズとライブが参加していたユニット召喚実験の現場におり、たまたま他の人より少しだけ強いイメージ力を持っていたことで開いたゲートからクロノ・ドランを地球に無自覚に召喚したものの、直後に起きた事故のショックとライブの暗示によりヴァンガードを含めた一連の出来事の記憶を忘れていた。
【G第4期】
晴見高校に進学しカードキャピタル2号店でアルバイトとして働く日々を送り、打ち込む目標も見つからず張り合いの無い日々を過ごしていたが、鬼丸カズミとのファイトを経て「U20チャンピオンシップ」への出場を新たな目標に見据える。なお、前回のU20は受験シーズンだったため出場できなかった。
ファーストステージのノアとのファイトで鬼丸と同じ感覚を再び味わい、イメージに飲み込まれつつあるも勝利し、セカンドステージへの最後の切符を手に入れた。その後帰国したアイチや櫂、伊吹の試練を乗り越え、彼らと共に立凪邸を訪れ、そこで立凪ノームから鬼丸の正体を知り、彼の正体をチームメイトに話さないままセカンドステージが始まってしまう。そんな中、カズマが鬼丸の実の弟だということを知り、彼もまた鬼丸の正体をチームの仲間たちの前で明かす。
U20出場を経て、自分たちを導く者たちが暮らす惑星クレイに行くことを目標とするようになる。
【G第5期】
宇宙飛行士になって惑星クレイに行くために物理学の勉強をしていたが、成果が上がらずにいた。バイト帰りの途中で行方不明中のノアを発見し、ノアを取り戻すためファイトするものの、使徒の一人となった彼の実力とカオスブレイカーが作り出した幻に騙されたところをつけ込まれ敗北し、魂の牢獄「レリクス」にツネトと共に落とされてしまう。その後、紆余曲折あって、タイヨウ、リン、カズマと合流する。その後伊吹たちの活躍で無事脱出できたものの、ギーゼの器の紋章はすでに完成しつつあったため、いつギーゼの器にされてもおかしくない状況に立たされ、さらに自分が特異点という存在のせいから、これまで以上に強い責任感を感じてしまう。そんな中、伊吹がガスティールに襲われていることをいち早く察知し、伊吹の閉じ込められている空間に飛ばされる。そこでファイトに敗北すれば命を失うことを知り、伊吹に代わり彼のデッキを使ってファイトを続行。ゼロスドラゴンの攻撃をかわしつつガスティールに勝利し、伊吹からガスティールが使っていた「終焉のゼロスドラゴン ダスト」を受け取る。その後、カズマとタイヨウの連絡が取れない状況にいち早く気づき、二人のもとに駆け付けるも、すでにカズマはギーゼにディフライドされてしまっていたため、彼を取り戻すべくファイトを挑み、「終焉のゼロスドラゴン ダスト」を使ってまで取り戻そうとするものの、あと一歩で防がれてしまい、防御手段を失い敗北。ゼロスドラゴンを使用した代償としてクロノが築き上げてきたGユニットたちがすべて焼失してしまい、「終焉のゼロスドラゴン ダスト」も奪い返された。カズマの敗北、そしてGユニットの消滅ですっかり落ち込むが、現れたカズミとのファイトと共に元気を取り戻し、トコハと共に伊吹のGユニット復活のためトコハと共に海外（ウズベキスタン）へ飛ぶよう勧められた。
デッキ
「ギアクロニクル」を使用。切り札は自身の名を冠する「クロノジェット・ドラゴン」。『G』第4期より進化形の「クロノジェット・ドラゴン・G」を使用。Gユニット復活後はさらなる進化を遂げた「クロノジェット・ドラゴン・Z」を使用する。「クロノ・ドラン」を含むすべての十二支刻獣のカードを奪われた後は、その影響により絵が白くなり、「クロノドラゴン・ネクステージ」と共に使用不可能になってしまっておりその間は「スチームバトラー ク・バウ」を軸としたデッキを使用し最終決戦の際に伊吹の活躍で「クロノ・ドラン」「クロノジェット・ドラゴン」が手元に戻った後は再度「クロノジェット・ドラゴン」を軸としたデッキを使用している。『G』第4期では十二支刻獣を軸としたデッキを使用。『G』第5期12話では伊吹を支援するために急遽彼の「リンクジョーカー」のデッキを借りガスティールに挑んだ。なお、漫画『ヴァンガードG ストライドジェネレーション』ではミサキとのファイト後、自分はギアクロニクルにふさわしいのか悩んだ際にカムイのものに酷似した「ノヴァグラップラー」、シオンを立ち直らせるためのファイトではデッキを交換する形で「ロイヤルパラディン」とギアクロニクル以外のデッキも使用している。
【新右衛門編】
開始時点で直接の登場はないものの、すでに出生していたことが示唆されており、リマインド14では赤ん坊の姿が確認できる。リマインド20からは幼少期の姿として登場。
【外伝 イフ-if-】
イフ2でそれらしき後姿が確認できる。
綺場シオン（きばシオン）
声 - 榎木淳弥、工藤晴香（幼少時）
誕生日10月25日（蠍座）、血液型はA型。
クロノと同じ学校に通う中学2年で、名家の綺場財閥の御曹司。眉目秀麗で女性の取り巻きが多数いる。品行方正、文武両道で男女ともに好かれる人気者。普段は穏やかな振る舞いを見せているが、内心は負けず嫌いで、常に日々の努力を積み重ねている。フェンシングも達人並みで、フェンシング以外のスポーツやヴァンガードの腕前も一流。フェンシングの稽古後に、ヴァンガードをやっている子供たちが偶然忘れていった「タフ・ボーイ」のカードをダメにしてしまい、買い替えるために近くのカードショップに立ち寄ったところで「青天の騎士 アルトマイル」と出会い、この切っ掛けでヴァンガードをはじめ、初めて自分でつかみ取ったものとして熱中するようになった。
名前は高貴な感じと力強さをイメージして「キバ（牙）」から付けられた。実家のモデルは旧古河庭園。
【G第1期】
第4話までクロノの悪評を信じていなかったが、偶然同じクエストを受けて鉢合わせたクロノとファイトで決着をつけることになり、彼が先に超越したことで逆転負けし、以降彼に興味を示すようになる。第7話で行われたクイズ大会では、クロノには負けられないと張り切っていたが、途中で怪我をした少年リョウタ（声 - 橘田いずみ）に自分のことを語った後、「絶対優勝する」と約束し、結果クロノと僅差で優勝を果たしたが、途中で彼に助けられ、借りができてしまった。第11話ではクロノがハイメに勝利したことで、「なぜ自分はあの場所にいないのか」と悔しがっている。「チーム・トリック・トリック」との騒動によって、クロノが処罰を受ける破目になってしまったところを、自分のファイター資格をかけて、「チーム・トリック・トリック」のイカサマ行為を見破いた。地区大会では忙しさのあまり本来の実力に疑問を抱いていたところを、対戦相手の東雲ショウマに揺さぶりをかけられ、トコハ同様自分のファイトスタイルを乱し、敗北する。その結果、これからの人生にヴァンガードとの向き合いは失礼だと判断し、一時はやめる決断をするも、納得のいかないクロノからファイトを申し込まれ、彼から「一度負けたぐらいで逃げた弱虫野郎」などと本音をぶつけられ激怒。「神聖竜 セイントブロー・ドラゴン」の一撃で、前回のファイトのリベンジを果たし、幼少時の時と変わらぬはしゃぎぶりを見せた。後日改めてクロノとトコハに謝罪し、チームのメンバーとしてヴァンガードと向き合うことにした。
上記の一件後、ユナイテッドサンクチュアリ支部で行われる大会に参加。そこで優勝しチームディマイズへの挑戦権を手に入れ、地区大会でのリベンジを行おうと提案する。翌日のスペシャルマッチで東雲と再戦し、彼に負けたことで自分の弱さを知ったシオンはゆさぶりを乗り越え、岩倉から授かった「飛天の聖騎士 アルトマイル」でリベンジを果たす。
【G第2期】
メガラニカ支部のGクエストのスペシャルマッチでシャーリーンと対戦し、これに勝利する。翌日、自らの誕生日に綺場家の継承者の儀式を行い、正式に綺場家の継承者に認識される。しかし、その一方でエースコーポレーションによる会社買収の危機に迫る中、代表者のエースから綺場家伝統の剣「光輝の剣 フィデス」を奪ったという連絡を受け、待ち合わせ場所で綺場家の命運をかけたパックファイトで勝負することになるが、エースが仕込んだ罠に嵌ってしまい、敗北。さらに人質となっていた叔父のウツギもエースと裏で取引しており、このファイトが政財界にも影響を及ぼし、結果綺場家は買収されてしまう。家と会社を失った彼は再建を図るために、家族とは別に一人でエースを追う。以降は風呂なし6畳間のアパート暮らしとなる。
重圧に苦しむ中でコインランドリーで櫂と出会い、彼とのファイトで何かをつかみ取り、第2期で櫂が着ていたジャケットを羽織るようになった。これ以降彼は人当たりのいい性格は変わらないものの、エースの手がかりを見つけるためにガラの悪い連中に協力を仰ぐなど、手段を選ばない行動をしていく。スターゲート支部で因縁の櫂と再戦するも敗北。やがて、ついにエースの裏にいる存在に気付きユウヤを利用する形でエースを誘き出して再戦。エースの挑発に乗った振りをし、これまでに手に入れた様々な情報で逆に揺さぶりをかけ、新たなるアルトマイル「天元超克 アルトマイル」によりリベンジを果たす。しかし突如乱入したバイクに乗った人物（ショウマ）の手引きによりエースに逃げられ、密かに録画していたカメラも壊してしまう。だがその際、偶然にもエースの正体がラミーラビリンスのアムであることを知り、さらにその計画が因縁の東雲の仕業だと知ったときは激しく殴りかかった。
【G第3期】
アムの行いを許そうとはしていないが、ルーナを救うために行動を共にすることを許す。綺場家を取り戻した後は新しい事業を行い、色々な事情でヴァンガードができなくなったファイターたちを支援しようと考えている。
リューズとの最終決戦では三度東雲と対戦、彼の挑発を退けカードに変化した「光輝の剣 フィデス」で彼を倒す。ファイト直後、東雲の元へ落ちてきた瓦礫から彼をかばい生死不明になるが無事生還。事件から2か月後、ショウマが綺場HDの全権を彼に返したため改めて綺場家の継承者となった。
【G第4期】
福原高校に進学。廃部に追い込まれたカードファイト部を復権させるため、理事会の場でU20優勝を掲げるが、ファーストステージでのタイヨウとのファイトで自分のファイトスタイルに甘さが見られたという点も当て、見直しが必要だという意識が強くなり、さらに理事会からもセカンドステージぎりぎり進出のため、評価を得られなかった。また、ファーストステージではアムとアンリのファイトを見守っており、アムの成長ぶりに一目置くような表情を見せた。
セカンドステージでは自分の本来の気持ちを抑え、強敵とのファイトを下げてポイントをためる作戦をとる。『G』第3期までの苦難を糧に謀略家の片鱗を見せる。しかし第36話でアンリに自分のやりたいヴァンガードをするように背中を押され、決意を固めた第37話で自らの意志でクロノにファイトを挑む。結局ファイトには負けたものの久しぶりのファイトに十分な満足を見せた。その後ファイナルステージの準決勝で鬼丸と対戦し、ギリギリまで追い込むがヴァンガードを強制的に支配した「邪眼冥皇 シラヌイ“骸”」の攻撃になすすべもなく敗れ去る。しかし福原高校の理事会に頑張りを認められ、部の存続が認められた。
【G第5期】
相変わらず福原高校でファイトにいそしむ毎日を送っていたが、ギーゼのことを不安に思っていた。その直後使徒の一人であり、かつて惑星クレイにてフィデスに因縁のあるヴァレオスが綺場邸に侵入、ファイトを挑むも想定外の切り札「絶海のゼロスドラゴン メギド」によって敗北。U20でディフライダーに負け、さらにヴァレオスにも敗北したことで、ギーゼの器候補としての資格がないと断言され、レリクスに落とす代わりに実体化させたメギドの破壊活動に巻き込まれる。何とか一命はとりとめるも居合わせた岩倉は大怪我を負い、「光輝の剣 フィデス」を破壊されてしまう。その後、ハイメと共に使徒の拠点に忍び込もうとした際、再度ヴァレオスと対峙しファイトになるが、「絶海のゼロスドラゴン メギド」との連続攻撃をしのぎきり最後は新たに復活した「不滅の聖剣 フィデス」とトリプルクリティカルで逆転する。ファイト後江西の指示でメギドのことはハイメに任せ、クロノとトコハに合流することを決めた。その後、ライブの助力により相棒アルトマイルと出会い絆を感じて「ディメンショナル・オーバー・ストライド」の力を得る。
デッキ
切り札の「青天の騎士 アルトマイル」（〜『G』第3期）、「天命の騎士 アルトマイル」（『G』第4期）、「神明の騎士 アルトマイル」（『G』第5期）を中心とした「ロイヤルパラディン」を使用。主に勇敢（ブレイブ）能力による手札を減らした戦法を得意とする。ファイト中に時折フェンシングの動作や掛け声が混じる。『G』第2期で櫂と出会って以降、三和とのファイトから「ファイナルターン」や、櫂（2戦目）とのファイトからはスタンドアップ時に「ザ」と宣言するようになる。また、『G』第2期と第5期の経緯からGゾーンには「光輝の剣 フィデス」と「不滅の聖剣 フィデス」を投入している。漫画『ヴァンガードG ストライドジェネレーション』ではクロノとのファイトで彼とデッキを交換する形で「ギアクロニクル」を使用したことがある。

安城トコハ（あんじょうトコハ）
声 - 新田恵海（『G』第1期〜『G』第3期） → 相羽あいな（『G』第4期・第5期）
誕生日4月17日（牡羊座）、血液型はO型。
クロノと同じクラスの中学2年。仲間想いで面倒見も良く、正義感が強い。その反面おせっかいで早とちり、感情的になりがちで、よくクロノを勘違いしては冤罪をかけて怒っていた。そのため良くも悪くも、周囲から恐れられているクロノに対して初期から物怖じせずに接していた。ヴァンガードの腕はツネトに10連勝する実力の持ち主。クラスメートのクミとは親友同士で、クミにヴァンガードを教えた。兄のマモルとの仲は良好だが、マモルがクランリーダーに任命されるほどの実力者であり、その妹としてしか評価されないことには内心コンプレックスを抱えている。コロッケが好きで、特にニシベーカリーのコロッケパンがお気に入り。第9（『G』第1期初代）オープニングでは捻り鉢巻に青い法被姿で祭りに参加している様子が描かれた。
【G第1期】
マモルから未知なるクラン「ギアクロニクル」の話を聞き、その噂を聞きつけたら教えてほしいと頼まれるが、その使い手がクラスメイトのクロノだと知り、彼がヴァンガードを始めていたこと、そしてファイト中は常日頃見せている表情とは全く違う生き生きとした表情をしていることに驚く。クミの初めてのファイトの終了後、いつか自分とファイトしてもらうことを約束した。
ドラゴンエンパイア支部で働くアカネとは仲が良く、彼女を姉のように慕っていた。しかし彼女の突然の海外赴任が決まり、簡単には会えなくなることを知って大会をクロノに任せてアカネを見送りに行き、そこでファイトをする約束を果たし、彼女に未来のプレゼントとして、「手書きのカード」という花束を贈った。第11話でマモルがハイメに敗れたことに気が立っていたが、12話でクロノがハイメとファイトすることになり、彼に兄の仇討をしてくれと頼む。大会には、勝っても負けてもマモルと比べられるのが嫌だったことが理由で出場する気はなかったが、「兄弟だからこそ競い合えるからこんなに強い」ということをクロノとのファイトを通して気づかされ、大会に出場することを決意した。しかし、地区大会本選での羽島リンとのファイトで、彼女から煽られ続け、思うようなファイトができず敗北、一人涙をこぼしてしまうが、仲間の支えによって立ち直った。34話ではイベントでやってきたサーヤに「未来は無限大」だということを改めて思い知らされ、今一度自分と向き合っていく決意を固めていった。彼女もまた母と比較されるのが嫌だという同じ境遇であるため、イベントを通して仲が良くなっている。41話のスペシャルマッチで羽島リンと再び対戦、今度は落ち着いてファイトすることができ、さらには新たなアーシャ「夢紡ぐラナンキュラス アーシャ」の力で勝利を導いた。
【G第2期】
初心者のルーナにやさしく接していく描写が描かれ、ティーチングで忘れていった彼女のカードを届けた。ドラエン支部のGクエスト終了後、どんどん先に進む2人に対し、自分だけ夢や目標がないまま、苦悩が続いていたが、偶然2号店で接客していた多忙なミサキを手伝う。相談相手となった彼女とのファイトでは敗れてしまったものの、これがきっかけで、自分にやりたいことを見つけた。
【G第3期】
リューズに利用されたアムとルーナを止めることができなかったことを後悔し、改めて2人を救うことを決意する。また、以前から中学卒業後は自分らしいヴァンガードをするために海外に行こうと考えており、クロノたちにその思いを語った。
【G第4期】
高校1年生。パリに留学中であり、普及協会パリ支部で仕事を手伝っている。ミゲルの意思を継ぎU20に出場するため一時帰国。クミ、江西と「ハイメフラワーズ」を結成する。ファーストステージでは因縁の相手であるリンと運命戦となり、からくも勝利し、セカンドステージへの切符をトライスリーメンバー内で先に取得した。しかし、セカンドステージでミゲルの代わりに入ったサオリからミゲルの死をあざ笑われ、それに激怒するも、あと一歩及ばず敗北。江西と岡崎の二人も鬼丸に倒されたため、ハイメフラワーズは敗退する。そして、彼女がなぜ帰国したのかをチームメンバーに話す。また、ハイメの調べによりミゲルがディフライダーの陰謀と無関係であることを知り、迷いを振り払う。その後敗者復活戦を勝ち上がるが、ファイナルステージのトーナメント戦でクロノに敗れる。その後、彼に優勝するように激励した。
【G第5期】
プロファイターを目指すためにパリに戻る。ハイメと共に使徒の動向を警戒している。レクリスでの救出戦の時、ミゲルの幻影と対峙するもこれを振り払い勝利し、ミゲルから「絆の守護銃士 アンテロ」を託される。その後、追いこまれたサオリとファイト。切り札であるゼロスドラゴンに一気に追い込まれるが、ミゲルが託した「絆の守護銃士 アンテロ」によって形勢を逆転させ、使徒の1人を倒すことに成功した。その後、伊吹の指示でクロノのGユニット復活のためウズベキスタンに飛び、ライブの助力で相棒「アーシャ」と出会い「ディメンショナル・オーバー・ストライド」の力を得た。
デッキ
「ラナンキュラスの花乙女 アーシャ」（〜『G』第3期）、「胸焦がすラナンキュラス アーシャ」（『G』第4期）、「幻蒼のラナンキュラス アーシャ」（『G』第5期）を切り札にした「ネオネクタール」を使用。主に、開花（ブルーム）能力によるユニットの大幅パワーアップ戦法を得意とする。

#### ストライダーズ
U20出場のためにクロノ、タイヨウ、カズマが結成したチーム。クロノは「超越者たち」という意味で名付けたが、トコハに英語で「大股・早歩き」の意味だと指摘された。伊藤彰によると、「ディフライダー」との対比もありあまり奇をてらわないチーム名となったが、途中まで各々の頭文字をとって「新東明（しんめいとう）」という微妙な名前になるところだったという。
新導クロノ
#トライスリーを参照。
明日川タイヨウ（あすかわタイヨウ）
声 - 桑島法子
誕生日3月20日（魚座）、血液型はO型。
『G』第1期では小学校高学年、第4期では中学1年生。元々はカードキャピタル2号店に訪れた初心者ファイターだったが、引越しによりユナイテッドサンクチュアリ支部の所属になり急激に力をつけてAランクファイターになった。支部での番号はA044。しっかり者だが、泣き上戸で辛いものが苦手。
製作段階では「タイヨウ」という名前は使用ユニットのデザインから付けられた仮の名前だったが、それがそのまま正式な名称となった。
【G第1期】
引越しを機に引っ込み思案な性格を直したいと考えてヴァンガードを始める。カードキャピタル2号店を訪れた際は都合良く来店したクロノにティーチングファイトをしてもらい、その出会いに勇気づけられた。しかし引越し先にあった支部はユナイテッドサンクチュアリであり、同支部に所属してからはその思想に染まっていった。クロノと再会を果たした時には「地区予選大会でのクロノの全ファイトをデータ化し作成した特別強化プログラム」を使用したシミュレートファイトによって対クロノに特化したファイターとなっており、ファイトを楽しむ心を忘れ、機械的にただ強さのみを求めるようになっていた。その後は様子を心配したクロノたちに強引に遊びに誘われて一時は笑顔を取り戻すものの、タイヨウを連れ戻しにやってきたドッグトレーナーの堂島がファイトに敗れた姿に自分を重ね、クロノに「負け犬の気持なんかわからない、間違っているのはクロノの方」とぶつけ、自らの意志で支部に戻った。後に勝率98%を超えるほどまでに成長したことを認められ、伊吹が用意したディマイズの特別プログラムをクリアし、刈谷スギルに代わる3人目のディマイズメンバーとなった。また、特別プログラムの想像を絶する過酷な特訓によって髪の一部が白くなった。
スペシャルマッチ第3戦でのクロノとの再戦においては序盤から終盤にかけ、後述のGユニット「黄金竜 スピアクロス・ドラゴン」の効果を含め圧倒するものの、「クロノドラゴン・ネクステージ」と「クロノジェット・ドラゴン」の完全ガード封じによって敗北。この時はクロノの想いが伝わりきれず、ユナサン支部の仲間からも見捨てられる。その後のクロノ対神崎の再戦を通じてクロノの想いを理解し、対戦後に和解する。
【G第2期】
ユナサン支部のGクエストにてトライスリーと再会。Gクエストの際はスタッフとして参加しておりクロノたちに生まれ変わったユナサン支部を案内した。なお、白くなっていた髪も元に戻っている。
【G第3期】
カンパニーの守山ヒロキによるユナサン支部襲撃をきっかけにクロノから事情を聴き、共にカンパニーと戦うことになる。ヒロキの極端な思想に過去の自分の過ちを重ね合わせている。
最終決戦の際、3度目となるヒロキとの対戦を経て彼と友人関係になり、カードキャピタル2号店で行われた「第1回クロノ杯」にも招待している。
【G第4期】
宮地学園中等部に進学。クロノが「U20チャンピオンシップ」への参戦を決意した際に、彼に誘われチームメンバーになる。チームではクロノの右腕的存在であり、不器用で熱くなりがちなクロノとカズマを支える。カズマからは小学生呼ばわりされてからかわれているが、後に中学生と認められるようになる。セカンドステージではベルノ・ファーレンハートに僅差で敗れるが、その際に惑星クレイのイメージを見た。
ストライダーズとしてのU20出場を経て、クロノのように自分で未来を切り開き導く先導者になることと、自分自身の力で次のU20でクロノと戦うことを目標とするようになる。
【G第5期】
ヒロキとは級友であり、相変わらず仲がいい。学校の帰り道にヴァレオスに襲われファイトを挑むも敗北し、クロノと同じく魂の牢獄「レリクス」に落される。そこでリンと再会した後、同様に落とされていたクロノたちと合流し脱出する。その後、クロノとギーゼにディフライドされたカズマのファイトを見守り、敗れたクロノを瓦礫から守るために足に怪我を負い入院する。その後ヒロキと共に避難しようした際、虚無に飲まれそうになるが、かつての思いを振り切り危機を脱出する。その後、クロノたちに状況を知らせるべくヒロキに背負われて現場に向かい、ギーゼの防衛メンバーとして参加する。
デッキ
「ゴールドパラディン」を使用。切り札は「旭光の騎士 グルグウィント」（『G』第3期）、「黄金の聖剣グルグウィント」（『G』第4期）で「結束（ユナイト）」能力に特化した編成。『ヴァンガード』のアニメは異なるメディア間においてもカード効果は実カード版の効果を踏襲しているが、スペシャルマッチでの対クロノ戦においてはGユニット「黄金竜 スピアクロス・ドラゴン」のGスキルが実カードのGスキルと微妙に異なるという珍しい出来事が起きている（DVD版にて修正）。

東海林カズマ（しょうじカズマ）
声 - バトリ勝悟、竹内恵美子（幼少期）
誕生日11月30日（射手座）、血液型はB型。
晴見高校に通うクロノの同級生。旧姓は鬼丸。どこか気だるげで無気力なニヒリスト。かつて鬼丸一族の人間で、周りの者からは「一族の末席に並べられただけ」と見下されていた。小学4年生の頃、当時小学6年生の兄である鬼丸カズミにヴァンガードを教えられプレイしていたが、何をしても勝てなかったためヴァンガードから離れていた。カズミとは異母兄弟にあたる。
幼稚園の頃はかなり惚れっぽい性格だったらしく、ルーナに複数人の女の子を重ねていた。
【G第4期】
カードキャピタル2号店へ訪れクロノのティーチングを受ける。戦況が不利になると諦めてファイトを放棄する傾向があったが、クロノやタイヨウと共に戦っていくうちに克服し、勝負に向き合うようになる。 しかし、U20チャンピオンシップのセカンドステージで兄カズミと再会し、昔と違うということを証明するために彼にファイトを挑むも、「昔と変わってない」と否定され、「何の得がある？」と見下されてしまう。その後カズミにシラヌイが憑依していることを知り、カズミ奪還の決意を固める。兄の鬼丸カズミから呼ばれる時は「まぁ君」と呼ばれている。
【G第5期】
兄の鬼丸との兄弟関係は回復しているが、本人は守られてばかりいることにあまり快く思っていない。そんな中、U20チャンピオンシップの借りを返すために、使徒となったダムジッドに襲われ、ファイトを強要される。さらにはゼロスドラゴンまで使われ成すすべなく敗北し、レリクスに落とされる。その後、伊吹たちの活躍で脱出できたものの、クロノの紋章が完成していたことに不安を募らせ、タイヨウと共に自分たちにできることはないか模索していたところを、今度はカオスブレイカーが現れ、ファイトを申し込む。しかし、カオスブレイカーとのファイト中、自身にギーゼの紋章が浮かび上がり、自分がギーゼの器として選ばれたことに衝撃を受ける。ファイトに敗北すればギーゼに乗っ取られる状況になり奮闘するも、カオスブレイカーが使用したゼロスドラゴンの攻撃を止めきれず敗北し、ギーゼの器にされた、ギーゼの器になった時はその影響であまり喋れなくなってしまった。
デッキ
「儀式（リチュアル）」能力を中心とした「シャドウパラディン」を使用。切り札は「覚醒を待つ竜（ドラグハート） ルアード」Gユニット「天空を舞う竜（ドラグドライバー） ルアード」、「覚醒せし竜皇（ドラグストライダー）ルアード」。ギーゼにディフライドされてからは「闇に縛られし竜（ドラグフォール） ルアード」とGユニット「深淵を覗く竜皇（ドラグアビス）ルアード」とゼロスドラゴンの一体でデッキから4枚好きな枚数を選び2枚をリアガードにスペリオルコールし残る2体をデッキトップに置いた上、トリガーにすべてのリアガードを与える「極天のゼロスドラゴン ウルティマ」。

#### 福原高校ヴァンガード部
U20出場のためにシオン、アンリ、リンが結成したチーム。福原高校ヴァンガード部復興のため、全員制服を着用している。『G』第5期のギーゼとの決戦では福原高校を守るため戦う。
綺場シオン
#トライスリーを参照。
早尾アンリ（はやおアンリ）
声 - 西健亮
誕生日5月19日（牡牛座）、血液型はA型。
福原高校2年生。カードファイト部現部長。気弱だが芯は強く、ヴァンガードへの熱意は人一倍。前シリーズ第3期でテレビ中継で見たVF甲子園でのレンとレオンのファイトに感動したこともあって福原高校ヴァンガード部には深い思い入れがあり、部の存続を賭けてU20チャンピオンシップ優勝を目指す。U20でのファイトの中で成長していき、セカンドステージでは自分の戦術に縛られていたシオンの背中を押して本当にやりたいヴァンガードをさせ、前大会の優勝チームの1人であるベルノにも勝利する。ファイナルステージ前に行われた南の島の合宿で泳げないことが判明した。
デッキ
「なるかみ」を使用。「雷激」を使ったバインド戦術が得意。切り札は「ドラゴニック・ヴァンキッシャー」で、ファイナルステージでは強化された「ドラゴニック・ヴァンキッシャー“SPARKING”（スパーキング）」を使用。

羽島リン（はしまリン）
声 - 近藤唯
誕生日1月16日（山羊座）、血液型はA型。
「チーム・ディマイズ」のメンバーで、美しさと強さを持った女性ファイター。気怠そうな態度を取っており、食べ物を口に加えていることが多い。駄菓子が好物。冷酷な性格であり、幼いころから対戦相手を精神的に追い詰めるなど煽るファイトをしてきたが、それを注意したマモルにファイトで負けたことで、彼に複雑な感情を抱くようになる。
【G第1期】
マモルの妹であるトコハが対戦相手になった際、徹底してトコハを挑発したり、本来決められるターンのはずなのに、わざとターンを引き延ばしたりするなど彼女を追い詰め、勝利する。スペシャルマッチでは再びトコハと対決、再び彼女のコンプレックスに刺激を与えようとするも、マモルの話をした際逆に自分がペースを乱してしまい、さらにトコハの連続のリアガードの大幅パワーアップ攻撃に耐え切れず敗退、自分からディマイズを辞退した。その後ドラゴンエンパイア支部のマモルを訪ね、悪態をつきながらもマモルに負けたことは全然気にしていないと伝えた。
【G第3期】
マモルがケガをしたことを知り彼の見舞いに行った際、トコハと再会するが、マモルの怪我が自分自身のせいだと思い意気消沈して自分のことにまったく気づいていないトコハに怒りを感じ彼女とファイト、その中で彼女の心情を察した後、トコハを叱咤し立ち直らせるきっかけを与えた。なお、トコハから病院にいた理由を聞かれた際は理由を言えず赤面していた。
【G第4期】
福原高校の3年生で、ディマイズを抜けてからはどこにも属していないことが判明。ヴァンガード女王決定戦の昨年度優勝者でもある。普及協会が始めたレジェンドコーチ制度で招いたコーチがマモルであったことを知り、釣られる形でヴァンガード部に入部する。しかし19話で自分をいいように振り回すシオンに激昂し、チーム脱退を賭けて彼とファイトするが、結果的にシオンに敗れチームに残ることになる。また、U20チャンピオンシップを勝ち抜いた後はプロファイターになることを決意しており、それをマモルに伝えている。
【G第5期】
寄り道をしていたところをノア / カオスブレイカーと遭遇しファイトを行うも敗北、魂の牢獄「レリクス」に落される。そこでタイヨウと再会した後、同様に落とされていたクロノたちと合流する。
デッキ
「エンジェルフェザー」を使用。「黒衣の戦慄（ブラック・シバー） ガウリール」（『G』第4期まで）、主なメインカードは「黒衣の震撼（ブラック・ショック） ガウリール・プリム」（『G』第5期以降）を軸とし、「救援（レスキュー）」主体の戦い方を好む。

#### ハイメフラワーズ
U20出場のためにトコハ、クミ、江西が結成したチーム。伊藤彰によると、トコハたちは背負っているものが重くなりすぎる懸念もあり、ハイメをコーチとする賑やかなチームを体現したという。ファーストステージは何とか突破したものの、セカンドステージで全員がディフライダーとファイトし、そのうちクミと江西が鬼丸に敗北。トコハもサオリとのファイトに敗北、リタイアとなったが敗者復活戦でラミーラビリンスwithサーヤと戦い、3人を下して勝ち上がる。ファイナルステージ準決勝ではギリギリのところでストライダーズに敗れ、後のことを3人に託す。
安城トコハ
#トライスリーを参照。
岡崎クミ（おかざきクミ）
声 - 佐々木未来
誕生日3月9日（魚座）、血液型はAB型。
クロノとトコハのクラスメイトで、トコハとは友人。トコハに誘われてヴァンガードを始める。初心者の自分とファイトして欲しいというクエストを出し、そのクエストを受けたクロノとファイトすることになる。性格はおっとりしていて、非常にマイペースだがファイトの実力は高く、ファイトを見たカムイからは素質を高く評価されている。トリガーを引き寄せる運は非常に強く、クロノも彼女のトリプルクリティカルトリガーは苦手としている。
【G第4期】
クロノ同様晴見高校に進学。クロノとは別のクラスで、カズマのクラスメイト。帰国したトコハに誘われU20チャンピオンシップに参加する。「笑顔で楽しく」をモットーにファイトし、セカンドステージで鬼丸との対戦で敗れ、そのファイトスタイルを否定されてしまうが、直後に鬼丸に挑んだ江西によってその思いは守られた。敗者復活戦ではルーナと再戦し、お互い笑顔でファイトを楽しんだ。敗者復活後準決勝ではタイヨウと対戦。強運のトリプルクリティカルトリガーで彼を追い込むが、僅差で敗れ江西にその思いを託した。
【G第5期】
ギーゼ出現の際にトリニティドラゴンの3人と支部へ向かっていた時、偶然大けがを負った鬼丸に出会う。そしてレクリスに向かうためメンバーを激励した後、ギーゼに立ち向かう。
デッキ
「オラクルシンクタンク」を使用し、「バトルシスター」を中心としたデッキを組んでいる。切り札は「バトルシスター みるふぃーゆ」（『G』第4期以降は「バトルシスター ふろらんたん」）で「エキサイトバトルシスター」といったGユニットも主に使用する。

江西サトル（えにしサトル）
声 - 長谷川芳明
誕生日7月10日（蟹座）、血液型はB型。
若くしてダークゾーン支部支部長を務める美青年。年齢は東雲と同い年、『G』第4期で19歳、第28話より20歳。女性ファンが多い。その正体は東雲同様カンパニーの一員であり実質のリーダー的存在。リューズの理想に賛同し、そのためにコストが支払われることは当然とするストイックな性格。また、過去のトラウマ故に女性を守ることに強い拘りを持つ。
【G第2期】
トライスリーに対して容赦はなく、クロノたちがダークゾーン支部のGクエストに挑戦した際は、トライスリーの全勝を阻止する内容のイベントを実行した。
【G第3期】
リューズラボ突入作戦ではトコハの足止めを担当し、ドラエン支部への侵攻ではマモルとファイトする。マモルに敗北し、またファイト中の彼の言葉に揺さぶられるが、敗北を「自分ではなくラミーラビリンスが審判を下せという託宣」と受け止め、引き続きカンパニーに所属する。
幼い頃に生存率50%の病を患っており、病院で出会いヴァンガードを教えてくれた同じ病を抱える少女に好意を寄せるが彼女は亡くなり、その後開発された新薬で自分が病を克服したことで彼女の命を犠牲にして生き延びたと思うようになる。自分が望む未来のために自身を犠牲にするルーナを少女に重ねており、贖罪としてルーナを守ろうとする。
ルーナを救おうとしたアムをファイトで破りカンパニーから追放した後、裁定者としてトコハと対峙、ファイト中トコハから偽りの幸せの世界では誰も幸せになれないと諭され内心では自分の過ちに気づいていたこともあり心を揺らされ敗北。直後、自分があの少女にするべきだったことは死に報いることではなく一言感謝するだけでよかったことに気付き自身の心の闇から解放される。
事件後は責任を取るためダークゾーン支部長を辞職しようと決め、辞表を伊吹に渡した後、彼にクロノ杯に誘われる。当初は躊躇していたが、ラミーラビリンスやハイメに後押しされ参加しファイトを楽しむ。
【G第4期】
支部長を辞任した後はドラエン支部でアルバイトをしており、ヴァンガ郎の着ぐるみを着てヴァンガードの楽しさを伝えようとしたがうまくいっていない。帰国したトコハに誘われU20チャンピオンシップに参加し、ファーストステージでは実力者であるカムイを破り少しだけ自分の望むファイトを見つけることができた。しかし、セカンドステージでクミやラミーラビリンスの二人が次々と鬼丸に倒された挙句、クミの望むファイトやアムとルーナの新しい道を侮辱した彼に激怒。彼にファイトを挑むも、「ぬばたま」の新たな能力「支配」の力に成すすべなく、同時にファイトしていたトコハに続いて敗北した。ファイナルステージ前に行われた南の島の合宿では、支部長やカンパニーの一員だったときの人脈を活かして立凪ノームのもとに行き着き、ハイメたちとともにディフライダーの真相を知ったことが判明する。敗者復活戦ではアムとファイトを行い、その際自分で救ってくれたことに感謝した様子を見せた。その後準決勝でカズマとファイトし、火力で追い込まれるもギリギリ耐え、最後のトリガーチェックを押し切り勝利。アンカーのトコハに全てを託す。また、カズマとのファイトで自らの進むべき道を見い出した。
一件後、「ヴァンガードの楽しさを多くの人々に広め、伝えていくための仕事を引き受けてもらう」という伊吹の指示により再度ダークゾーン支部支部長に任命される。
【G第5期】
ダークゾーン支部長として、ディフライダー対策会議に参加。しかしその中で、かつてのカンパニーの仲間であった若水がディフライドされたことに驚きを隠せなかった。その後、シオンとハイメを援護するなどバックアップに徹し、ギーゼとの最終決戦ではハイメとクミと協力してダークゾーン支部の防衛に当たる。
デッキ
「シャルハロート」を中心とした「深闇（ダークネス）」の能力を持った「ダークイレギュラーズ」を使用。メインユニットは「シャルハロート・ヴァンピーア」（『G』第4期以降は「罪を灌ぐ者 シャルハロート」、『G』第5期の最終決戦では「夜明けへと進む者 シャルハロート」）を軸とする。

### カードキャピタル
葛木カムイ
カードキャピタル2号店のアルバイト。#チームQ4を参照。
戸倉ミサキ
カードキャピタルのオーナー。#チームQ4を参照。
新田シン
カードキャピタル2号店の店長。#Q4の家族を参照。新導ライブと関係がある人物の一人で、彼を師匠と呼んでいたことが判明している。
店長代理Jr.（てんちょうだいりジュニア）
声 - 上田麗奈
カードキャピタル2号店にいる2匹の子猫。兄弟であり、それぞれ色が違う。

### トリニティ・ドラゴン
ツネト、カル、ケイの3人チーム。カードキャピタル2号店の常連客。トライスリーと異なり当初から思いやりや協調性があり、チームとしての結束力が強く「トリニティ・ドラゴン！」の掛け声とともに3人でポーズを決めることもしばしば。コメディリリーフ的な存在で、ヴァンガードにおける有名人やアイドルを見ると途端に興奮するミーハーな面も持つ。『G』第4期では3人ともカムイの通う後江高校に進学しており、活動の本拠地を学校近くのカードキャピタル1号店に移し、U20出場のため猛特訓を行い、カムイやナオキたちも倒し、自他ともに認めるカードキャピタル1号店最強チームとなる。『G』第5期ではドラエン支部でマモルや大山支部長と共にギーゼにより実体化した虚無と戦う。「続・高校生編」では小学生時代の3人が登場。その際キョウがツネトを「三流」と表現した際、「三流」を「三龍」と勘違いして「トリニティ・ドラゴン」というチーム名を決めた。
多度ツネト（たどツネト）
声 - 加古臨王
誕生日5月5日（牡牛座）、血液型はB型。
チーム「トリニティ・ドラゴン」のリーダーで、自称・カードキャピタル2号店のナンバー3の実力者。かなりのお調子者のため、失敗することが多い。クエストのポイント争奪戦でクロノとファイトするが、彼を挑発した結果逆転負けした。その後も何度かクロノとクエストやファイトで負け続けている。しかし決して弱くはなく、Gクエストでは（トライスリーが参加していなかったこともあるが）ズー支部のクエストで優勝しており、『G』第4期では猛特訓の結果、カムイたちにも勝利してクロノたちと互角の戦いを繰り広げた。チーム3人で若水に挑んだ際は、若水の相手にはケイが一番向いていると判断し、あえて玉砕覚悟で挑みケイに相手の情報を伝えるなどリーダーとしての判断力を見せている。『G』第5期でノアに敗れ魂の牢獄「レリクス」に落されそうになるクロノの助けに入るも、2人とも落とされる。レリクスから脱出した後、合流したクミと共にケガを負った鬼丸を見つけ彼に肩を借す形で支部に連れて行き、クロノたちにカズマについての重要な情報を伝えさせる。以降はギーゼにより実体化した虚無と戦う。
元々は劇場版での伊吹のチームメンバーとしてデザインされたキャラクターだった。
デッキ
「オラクルシンクタンク」を使用。メインカードは「覇天戦神 スサノオ」（『G』第5期最終決戦時は「荒神の霊剣 スサノオ」）。主にドロー能力強化と、『信託』能力を強化した戦い方が得意。クロノからは「トリニティ・ドラゴンなのにドラゴンが入っていない」と突っ込まれてしまっている。

山路カル（やまじカル）
声 - 大塚琴美
誕生日5月3日（牡牛座）、血液型はA型。
チーム「トリニティ・ドラゴン」のメンバーの一人。インターネットでの情報収集が得意。時折ヴァンガードと関係のない情報を集めてしまうため、ツネトに怒られることがある。あらゆるクランのデータを調べており、どんなデッキが出ても対応できるようにしている。高所恐怖症。
男臭い3人組を避けるために、カルのデザインには柔らかい女の子らしいニュアンスが足されている。
デッキ
「ディメンジョンポリス」を使用し、「イニグマン」を中心としたデッキを組んでいる。主なメインカードは「イニグマン・トルネード」、「イニグマン・ギガストーム」など。
長良ケイ（ながらケイ）
声 - 田中進太郎
誕生日5月4日（牡牛座）、血液型はO型。
チーム「トリニティ・ドラゴン」のメンバーの一人。滅多にしゃべらず目立つのが苦手だが、明るく優しい性格の大柄な少年。自然を好んでいる。
ツネト同様元々は劇場版の伊吹のチームメイトとして考案されたキャラクター。考案時の名前は「長良ハル」。
デッキ
「グレートネイチャー」を使用。主なメインユニットは「名物博士 ビッグベリー」（『G』第4期では「慈愛の教鞭 ビックベリー」）。3人の中で唯一「ワイルドドラゴン」というドラゴンのユニットをデッキに投入している。なお、ユニットを超越する際は普段は細めの目を開く。

### トライスリーの家族・関係者
新導ライブ（しんどうライブ）
声 - 立木文彦（GZまで）、古川慎（新右衛門編）
誕生日5月16日（牡牛座）、血液型はA型。
クロノの父親。現在は消息不明。かつては「チームNIPPON」に所属しており、シンの師匠でありライバルであり、よき友人でもあった。ヴァンガード普及協会の名誉会長である明神リューズと共に「ギアクロニクル」をもたらした。その時起こった事故により死去したことにされていたが、『G』第3期のリューズの口から存命していることが判明。しかしその事実は息子を巻き込みたくないライブが伊吹を通してシンやミクルなどの周囲の大人たちから隠されていたため、クロノはショックと不信を感じることになる。クロノ・ドランや伊吹によると、ドランの実体化を保つために膨大なストライドフォースを長年消費してきたことで体にも影響が出始めているとのこと。
初登場時は伊吹が辺境の砂漠で出会ったファイターとして登場。「最後の希望を守るために逃げてきた」と伊吹に語り、ディペンドカードの話を伝え「クロノジェット・ドラゴン」を渡した。背中にクロノ・ドランを背負っていたが、ディペンドカードの顕現と共に離れている。
リューズとの最終決戦後、保護されており体調も回復してきているが、クロノにどう顔を合わすべきか悩んでいる様子を見せている。
デッキ
「たちかぜ」を使用。「帝竜 ガイアエンペラー」を軸とした構成となっている。『G』第5期ではガイアエンペラーにすでに旧式のユニットがメインとなる構成になっている。
【新右衛門編】
若い頃が登場。職業は不明だが、制服の様な姿をしており一応働いている。真面目だが、肝心なときに仕事と言っていなくなることがありよくミクルから怒られている。また、第2話の予告編を見る限り既婚者（クロノが生まれたころ）でありトキミはいまだ生存であると思われる。また以外とプロレスが好き。実力は「盤上のグラップラー」の異名を持つほど高く雑誌記事が載るほど人気がある。リマインド18以降はリューズの誘いに乗せられてギアクロニクルを手を出したことと、クロノを庇うため逃がした結果消息不明になるなどG時代の出来事の真相が描かれている。
デッキ
「ノヴァグラップラー」を使用。主に「フロントトリガー」による追加パワーの増加などを使った戦法が得意。エースカードは相手がグレート3の時コストを払うとドライブとクリティカルが増え、更にフロントトリガーが大幅に強化される「闘拳竜 ゴッドハンド・ドラゴン」。
クロノ・ドラン
声 - 間宮くるみ
ライブが背負い、クロノが持つディペンドカードの顕現で現世に現れたギアクロニクルのユニット。
正体はリューズの野望に必要なギアクロニクル十二支刻獣の一体で後の「クロノジェット・ドラゴン」。
10年前にクロノのイメージ力に導かれて地球に顕現したが、直後の事故でクレイと地球を繋ぐゲートが閉じてクレイへ戻れなくなってしまった。またディペンドカードを介さずに実体化しており、クロノがディペンドカードを覚醒させるまではライブのストライドフォースによって実体を保っていた。
新導ミクル（しんどうミクル）
声 - 堀江由衣
誕生日7月19日（蟹座）、血液型はA型。
クロノの叔母であり、ライブの妹。現在はクロノを引き取り2人で暮らしている。26歳の若さで化粧品関連会社の社長をやっており、仕事の多忙さから家を空けていることが多い。シンとは高校の時からの同期であり、当時は彼の所属するチームを陰ながら見守っていた。ヴァンガードに関連して兄のライブが失踪したため、クロノがヴァンガードを始めたことを知った際は動揺して今すぐ辞めるよう告げたが、今のクロノにとってヴァンガードがなくてはならないほどの重要な存在であることを知り、シンからも彼のことを信じてほしいと諭され、ヴァンガードを続けることを容認した。クロノの身を案じており、クロノがハイメを連れてきた時は友達が出来たことを喜んだ。
【新右衛門編】
若い頃が登場。晴見中学の1年生。カードキャピタルの常連でメンバーと顔なじみ。しっかり者だが、無鉄砲な新右衛門の行動や彼のような破天荒ファイター（兄やマークなど）達に頭を悩ませるなどこれまで明らかにされなかったシン（新右衛門）との関係が明確になった。なお、ライブの事を「兄貴」と呼んでいる他、毎回新右衛門編の天然発言には「この、○○衛門編！！」と怒る描写を入れツッコミを入れる。
新導トキミ（しんどうトキミ）
声 - 進藤尚美
ライブの妻であり、クロノの母親。身体が弱く、クロノを産んで程なく亡くなった。クロノの髪色と渦巻きの髪型は彼女譲りである。
シンの回想で登場し、ライブがリューズと交流を持つようになったきっかけとして、当時チームメイトだったマークは推測と前置きししながらも彼女のことを挙げている。
【新右衛門編】
若い頃が登場。リマインド2でライブと電話会話のシーンや予告で会話にあげられていることから現時点でクロノを生んで育てており、リマインド14にて息子であるクロノと共にエスカップの決勝戦をテレビで見ている形で登場した。しかし、リマインド18では既に故人となっている。
シオンの父
声 - 酒井敬幸
綺場HD（ホールディングス）の社長だったが、弟の裏切りによって会社を乗っ取られる。
シオンの母
声 - 前田玲奈
岩倉（いわくら）
声 - 小森創介
シオンに仕える綺場家の執事。フェンシングの相手も務める。40話でシオンの成長に感動し、「飛天の聖騎士 アルトマイル」を渡した。イギリスの高級車ベントレーでシオンを送り迎えしており、「首都高の狼」と呼ばれた過去を持つ。
名前の由来は日本にフェンシングを伝え広めた岩倉具清から。伊藤彰の案では「横根ゴウ」という執事が考えられていたが、監督に「描きたい執事がいる」と言われ没になった。
綺場ウツギ（きばウツギ）
声 - 内匠靖明
シオンの叔父。ひ弱な性格で、投資を何度も繰り返し失敗しているため、兄やその家族からはやや下に見られている。しかし、その裏ではエースコーポレーションと契約を結んでおり、財力と会社を手に入れるべく、綺場家の家宝を盗み出す。その後人質にされるが、これは会社を手に入れるための芝居であり、シオンが罠にはまったのを確認すると再びエースと手を結んだ。その結果、綺場HDの新社長に任命される。
『G』第3期では東雲に社長の座を奪われた。最終決戦後ではシオンが社長の座に継いだが、ウツギの行方は不明。
安城マモル（あんじょうマモル）
トコハの兄。ヴァンガード普及協会に勤め、ドラゴンエンパイア支部に所属する「かげろう」のクランリーダー。詳細は#ドラゴンエンパイア支部を参照。
安城ヨシアキ（あんじょうヨシアキ）
声 - 鈴木琢磨
トコハとマモルの父。
安城ミサエ（あんじょうミサエ）
声 - かかずゆみ
トコハとマモルの母。トコハにクロノかシオンの本命はどちらがいいかからかった。

### ヴァンガード普及協会
明神リューズ（みょうじんリューズ）
ヴァンガード普及協会名誉会長。#リューズ一派を参照。
伊吹コウジ
普及協会の人間だがリューズを危険視しており、その計画を阻止するために密かに行動している。詳細は#劇場版 カードファイト!! ヴァンガード ネオンメサイアを参照。

### ドラゴンエンパイア支部
トライスリーメンバーが住む地域にある支部。支部長の大山リュウタロウを筆頭にイベントの開催に力を入れており、「お祭りドラエン」を自称している。モットーは「楽しく」。トコハの兄であるマモルが勤務しているため、トライスリーの面々がイベント設営の手伝いをすることも多い。
大山リュウタロウ（おおやまリュウタロウ）
声 - 置鮎龍太郎
誕生日10月16日（天秤座）、血液型はA型。
ドラゴンエンパイア支部長。「なるかみ」のクランリーダーでもある。仕事よりファイトが好きで、仕事のほとんどをマモルをはじめとする部下たちに任せっきりでファイトに夢中になることもしばしば。ただしマモルやドラゴンエンパイアの支部の人々は、その優しく純粋な人柄とヴァンガードの底知れぬ強さに尊敬の念を抱いている。「自分も相手も楽しめるファイト」を常に心掛けている。イベント開催中に仕事から抜け出すためにマスコットキャラクターの「ヴァンガ郎」に成りすましていたところ、イベントに訪れたクロノの「ギアクロニクル」に興味を持ち、「GIRS」のあるスタッフ用の部屋まで連れ込んでファイトする。しかし途中でマモルに見つかってしまい、決着はお預けとなった。ユナサン支部の支部長である神崎を嫌っている。『G』第5期の決戦では、子供のリューズを背負いながら虚無とファイトしている際に、突然馬に乗って現れ虚無を蹴散らす神崎を見て呆れた様子を見せた。
【新右衛門編】
若いころ（おそらく大学生と思われる）が登場。ライブに負けた経験があるからか大雪山で修行しておりそのためか応援団代わりにクマなど猛獣がギャラリーに現れて大混乱状況になってしまう。エスカからエスカップに誘うようスカウトされチーム「竜牙独尊」に入る。それを了承する代わりに以前ハロウィンの時使い後にエスカが変装用に着ていた「ヴァルケリオンの着ぐるみを着てみたいみたい。」と要求され疲弊されたり、神崎や海津を諭したりニンジャマスター（マーク）戦ではファイト中に人を楽しませるように見せるなど基本的に『ヴァンガードG』時代の彼に近い。一方でマークのドライブチェックを見ながら状況確認を考えるなど冷静な一面を持つ。
デッキ
「なるかみ」を使用。エースカードは「ドラゴニック・ヴァンキッシャー」。「新右衛門編」でも「ドラゴニック・ヴァンキッシャー」をエースに置いた「なるかみ」を使うがリメイク前が超越スキルでバインドするなのに対してリメイク後が相手リアガード3体以上バインドした時に全前列ユニットの強化能力を使う。

安城マモル（あんじょうマモル）
声 - 柳田淳一
誕生日10月11日（天秤座）、血液型はO型。
トコハの兄で、協会から認められた「クランリーダー」の称号を持つファイター。年齢は『G』第1期で24歳。
【G第1期】
冒頭でカムイと互角のファイトを繰り広げた。「ギアクロニクル」に興味を抱き、その使い手が妹のクラスメイト・クロノだと知ったときは、いつか彼とそのクランとファイトしたいと望んでいる。普及協会の仕事においては、ヴァンガードをもっと楽しいものにしたいと望み、励んでいるが、ドラゴンエンパイア支部長が仕事場から抜け出すことが多いため、苦労が続いている。第6話でクロノと対面し、支部長が迷惑をかけた侘びとしてファイトを申し入れるが、「もっと強くなってから挑戦する」という理由で断られる。第11話でハイメと合流試合をするも敗北した。
過去に相手をいたぶるファイトスタイルをしていた羽島リンに、「ヴァンガードは楽しむためのものだ」と伝えようとしたのだが、ファイトで打ち負かした上に考えを否定してしまったやり方から説得にはならず、彼女が自身の伝えたかった「楽しむ」を意図的に曲解したファイトスタイルをする原因になってしまっている。また、再会時は彼女がファイトスタイルを注意した当人であることに気付かなかった結果、さらに恨みを加速化させてしまうことになり、攻撃の矛先がトコハに向いてしまう遠因になった。後に、トコハとの会話でリンのことを思い出していた際は、自身のやり方が結果的に彼女を傷付けてしまったと後悔している。40話でトコハと幾度となくファイトし、ようやく彼女が勝利した際「夢紡ぐラナンキュラス アーシャ」を渡した。
【G第2期】
リューズにより普及協会そのものが利用されていたことを知り、欺かれていたことに怒りと失望を感じる。その後リューズの野望阻止のため伊吹に協力する。
【G第3期】
リューズ打倒のため各支部長（ユナサン支部のみ代理のテツ）を集めた会議をドラエン支部で行っていたがそこへ現れた江西とファイトし彼を倒すも直後にルーナが実体化させたユニットの攻撃からトコハを守り負傷してしまう。
【G第4期】
U20大会運営委員会副委員長として、多忙を極める伊吹の理解者として共にU20チャンピオンシップの運営に携わる。ファイナルステージ前に行われた南の島の合宿では、伊吹の動きが怪しかったためU20の異変に気付き、独自のルートで立凪ノームに会っていたことが判明する。その後は伊吹とともにディフライダーからU20を守る決意をする。
【新・高校生編】
高校生として登場。ゴウキや光定と同じ晴見高校のヴァンガード部出身で2人と異なり現時点タイトル保有歴はないが実力者としてい一目置かれている。櫂がデリートされたことを知り「ドラゴニック・オーバーロード・ジ・エンド」を貸して練習相手を頼む。そして櫂がデリート克服後、お礼にジエンドを渡した。VF甲子園では準決勝大将戦に伊吹と戦うがわずかに及ばす敗れる。また、予告のゴウキと光定を加えた会話で面倒見の良さで定評があるが、将来、ブラック企業でいい加減な上司の元で苦労する」と後の大山と神崎を予言させる会話があった。
デッキ
「かげろう」を使用。エースは「ドラゴニック・ブレードマスター」。新・高校生編でもかげろうを使用してドラゴニック・ブレードマスターをエースに置いている。ただし、連続攻撃型のかげろうデッキの櫂と異なり、コストを払って、リアガードに「ワイバーンストライク ドーハ」と「ワイバーンストライク ギャラン」がいればリアガードを一掃し、ツインドライブできる能力を持った「幻焔(ヴィジョン)トークン」を呼ぶ戦術を使う。

清州アカネ（きよすアカネ）
声 - 本田貴子
ドラゴンエンパイア支部で働くスタッフで、マモルとは同僚。トコハと幼少の頃から仲が良く、彼女から姉のように慕われている。
【G第1期】
トコハとタイムカプセルに未来のプレゼントを入れ、いつか二人で取り出す約束をしていた。しかし突然の海外赴任が決まり、タイムカプセルを開けることにするが、カプセルを埋めた公園が工事に入ったため、急遽クエストを発行。そのクエストを受けたクロノによってカプセルは届けられた。出発の翌日、トコハと見送りのファイトした後、未来のプレゼントを渡しあい、自分は飛行機内でトコハの手書きのカードを見て涙した。
【G第4期】
普及協会パリ支部で仕事をしている。留学中のトコハを迎え入れ、しばらく同居していた。
デッキ
「ロイヤルパラディン」を使用。

ぬばたまクランリーダー、むらくもクランリーダー
声 - 細谷カズヨシ
双子であり、それぞれ「ぬばたま」と「むらくも」のクランリーダー。
たちかぜクランリーダー
声 - 後藤友香里
「たちかぜ」のクランリーダー。姉御肌。

### ユナイテッドサンクチュアリ支部
支部長の神崎ユウイチロウの持論でもある「弱さは罪」を基本方針として掲げ、勝利し続けることで地位が向上、負けることでその地位が失われるというシステムを根幹とし、所属ファイターたちは過酷なトレーニングを伴う「強化プログラム」に日々取り組んでいる。支部所属のクランリーダーたちはその方針に従えず全員辞任してしまっており、事実上支部長の独裁状態にある。揃いのバングルが所属の証となっており、外すことで自主脱退も可能だが、思想に染まったファイターの多くは望んで支部に留まっている。スペシャルマッチ後のファイトの敗北により神崎が辞任を宣言した後は、伊吹によって事後処理が行われて方針を転換し、レンが新しい支部長として就任している。
神崎ユウイチロウ（かんざきユウイチロウ）
声 - 子安武人
誕生日2月3日（水瓶座）、血液型はA型。
ユナイテッドサンクチュアリ支部長。絶対勝利主義者であり、ヴァンガード地区大会の責任者を務めた際は、エキシビジョンマッチで前回優勝者の代表の一人を完膚なきまでに叩きのめした。かつて、明神リューズに敗れたことにより自分の無力さを痛感し、後にそれが原因で「奇跡のカード」というこの世に存在しないものを顕現させることを目指すようになる。
趣味は乗馬。愛馬が3頭おり、白い馬が「ヴンダー ヘルシャフト（支配）」、茶色い馬が「ヴンダー エーアガイツ（野心）」、黒い馬が「ヴンダー アドウェント（降臨）」とそれぞれドイツ語の名前がついている。
【G第1期】
38話では、ディマイズにリベンジをしに来たトライスリーの実力を確かめるべく3人相手に同時にファイトを行い、神崎の方針に納得できず、考えを改めさせようとするトライスリーの思いを完全否定した挙句、まとめて倒した。
ユナサンが弱肉強食かつ勝利絶対主義に傾倒しているのは「奇跡のカード」ことディペンドカードを作るという神崎の欲望のためであり、所属するファイターが持つ微弱な想像力をかき集めていたことが判明する。スペシャルマッチで全勝したトライスリーからクロノを指名し対戦するが、敗れたためその場でユナサン支部長の座から降りることを宣言し行方をくらませた。
【G第3期】
支部長辞任後、自身を見直すために山篭りをしユニットの石像を彫っていた。ディペンドカードについての情報を得るためにやってきたクロノとタイヨウからリューズの死を聞かされたときは驚愕しており、自分の知る限りの情報を2人に教えた。7年前に普及協会で行われたギアースのプロトタイプの起動実験にモニターとして参加し、そこで見たリューズのユニット召喚こそがヴァンガードファイターの行き着く頂点だと感じ、ユナサン支部支部長に就任した時にリューズからディペンドカードを送られたことが判明。迷いを振り切るまではカードに触れないと決めていたが、ヒロキへの再戦のためデッキを再構築していたタイヨウに対しアドバイスをしてやったり、クロノとタイヨウを家に泊め翌日に麓まで送ってやるなど面倒見のよい面を見せている。
最終決戦の際、自身が彫り上げた「覇道黒竜 オーラガイザー・ダムド」の像の上でリューズの真意を知った際、彼に失望しオーガライザー・ダムドを実体化させクロノに手を貸す。
【G第4期】
再び山に籠っていたが、クロノとタイヨウの紹介で彼のもとに案内されたカズマの「強くなりたい」という懇願を聞き入れる。カードに一切触れずに迷いを打ち払っており、カズマとのファイトでは圧倒的強さを見せた。その夜、ディフライダーになった星崎ノアと出会い、「覇道竜 クラレットソード・ドラゴン・リヴォルト」に強制ディフライドされそうになるが、これを自分で振り切り助けに来た伊吹のアシストで危機を乗り切る。
【G第5期】
ギーゼに立ち向かうべく「ヴンダー ヘルシャフト」にまたがり戦いに参入する。なお、突然の登場に大山支部長は呆れていた。
【新右衛門編】
若い頃が登場。エスカにスカウトされ、チーム「竜牙独尊」のメンバーに加わる。初期のように「弱さは罪」発言を見せたり、G3期以降のスカウトに誘われてたまらず感涙を見せたりなど歴代Gシリーズを統合させた性格となっている。
デッキ
「シャドウパラディン」を使用。切り札は「覇道竜 クラレットソード・ドラゴン」（『G』第4期では「覇道竜 クラレットソード・ドラゴン・リヴォルト」）。Gユニットは「覇道黒竜 オーラガイザー・ドラゴン」（『G』第4期では「覇道真竜 クラレットソード・ヘルヘイム」）。新右衛門編でもエースとしてリメイクされた「クラレットソード・ドラゴン」がエース。ただし、メイン戦法としてグレード1ユニットを展開させるではなくグレート1をバインドさせることでドライブ－1で再スタンドさせる戦法が中心となっている。

伊吹コウジ
ユナサン支部に派遣されており、チーム・ディマイズのコーチも務める。詳細は#劇場版 カードファイト!! ヴァンガード ネオンメサイアを参照。
雀ヶ森レン
神崎の後任の支部長。詳細は#チームFFAL4を参照。
明日川タイヨウ
#ストライダーズを参照。

#### チーム・ディマイズ
ユナイテッドサンクチュアリ支部の精鋭たちがそろった地区大会優勝候補のチーム。名前は英語で「消滅」「終焉」などを意味する。初登場時はショウマ、リン、スギルの3人チームだったが、スギルがクロノに敗北したためメンバーから外され、その代わりとしてタイヨウが加入した。後のスペシャルマッチでメンバー全員がトライスリーに敗北し脱退、支部の方針も転換されたため事実上消滅する。
東雲ショウマ
#カンパニーを参照。
羽島リン
#福原高校ヴァンガード部を参照。
刈谷スギル（かりやスギル）
声 - 矢部雅史
「チーム・ディマイズ」のメンバー。「弱さは罪」のユナサン支部の方針を貫く非道なファイター。クロノの地区大会本戦1回戦第1試合の相手になり、クロノを甘く見ていたが、連続攻撃に耐えられず敗北。チームに泥を塗ってしまい、下っ端たちにどこかに連れられてしまった。その後急病により急遽大会に出られなくなり、彼の抜けた穴を埋めるための大会を開く原因となる。なお、前述の急病というのはどうやら嘘らしく当の本人は雑用に使われていた。神崎失踪後もユナサン支部に残っておりすっかり丸くなった様子を見せていた。『G』第2期では堂島らと「チーム・ディマイズネオ」を結成しGクエストに挑むも決勝戦でクロノに敗退する。『G』第4期では堂島と共にU20チャンピオンシップに出場するが、ファーストステージで鬼丸カズミやカムイに敗れている。カムイに敗れた際には笑顔で握手を交わし、再戦を約束した。
デッキ
「リンクジョーカー」を使用。切り札は「星輝兵 ダークゾディアック」。

明日川タイヨウ
#ストライダーズを参照。

#### チーム・ディマイズネオ
刈谷スギル
#チーム・ディマイズを参照。
堂島（どうじま）
声 - 近藤浩徳
ユナサン支部Aランクのドッグトレーナー。強化プログラムを受けさせるためにタイヨウを連れ戻しに来たが、クロノに敗れる。
『G』第2期では刈谷らと「チーム・ディマイズネオ」を結成しGクエストに挑むも、決勝戦でクロノに敗退する。
デッキ
「メガコロニー」を使用。「威圧怪人 ダークフェイス」を軸とした編成になっている。

### リューズ一派
明神リューズとその息のかかった者たち。中には人気のアイドルや支部長クラスの有力者も含まれている。ただし全員がリューズと面会できるわけではなく、指令だけを受け取り行動する者もいる。
明神リューズ（みょうじんリューズ）
声 - 池田秀一、石井心愛（少年態）、中川慶一（新右衛門編）
誕生日1月15日（山羊座）、血液型はAB型 Rh-。
ヴァンガード普及協会名誉会長にして創設時の中心メンバーであり、新導ライブのかつての友人。彼とライブによって「ギアクロニクル」はこの世界にもたらされた。少年期に両親の不仲によって愛情を注がれなかった上、自身にヴァンガードを教えてくれた人物が他人の喧嘩を仲裁しようとして死亡したため争いや憎しみを生まない完全なる世界を望むようになる。成長したある日、クロノファング・タイガー（声 - 黒田崇矢）に唆される形でディペンドカードからギアクロニクルの十二支刻獣と呼ばれるユニットの顕現と契約によってストライドゲートを開き、完全なる世界を作ることを企む。ユニットを召喚するごとにダメージを受け、その肉体は限界に近付いていた。
伊吹、クロノたちによるリューズラボ突入作戦の際に火を放って自ら炎上。死んだかと思われたが、幼い少年の姿（本人曰く「クローン」）で復活を果たした。友人の息子であり、かつ「特異点」であるクロノに興味を持ち、何度も自分の仲間になるよう誘いをかけている。
すべての十二刻獣を手中に収めた後は計画を実行、1度は世界を自身のイメージに包むことに成功するもクロノに敗れすべての罪を償うため死のうとしたが、クロノがそれを拒否したため最終的に赤ん坊の姿となり再び人生をやり直すことになる。『G』第5期では成長した姿で登場している。
伊藤彰は当初クロノたちの対決相手となるのが父親の友人という構図が嫌で、同年代の敵として息子を登場させようかと思案していたが、アニメ制作側から「クローンで子供に転生させる」というアイデアが出て、そちらが採用された。
【新右衛門編】
若い頃が登場。2年前に隕石が落下した弓ヶ岳に設立しているリューズラボの所長であり、秘書のサキと共にヴァンガードの舞台である惑星クレイが実在していることを証明すべく、日々研究を行っている科学者。エスカから警戒心を持たれている。また、ライブとはルウガとコンビを組む前からの友人であることがライブの口から語られ「ギアクロニクル」のデッキをライブに渡した。その後、実験に進めようとするが前の起きた実験でタツヤの両親を死なせてしまい両親を蘇らそうと企んだタツヤによって一蹴される。ファイト後、装置事故で脱出を促すがクロノを助けるためにライブが飛び込んでしまいその時に飛び散った破片が原因で顔に大きな傷を負う。以降、ライブの救出を行う一方、贖罪の意味を込めて「ヴァンガード普及協会」初代会長に就任するなど本作ではGの頃の野心家から惑星クレイにつながるようにしていきたい情熱的な研究者や改心してみんなと楽しくヴァンガードを楽しむ優しさを見せる面を見せるようになった。
デッキ
劇中二人目の「ギアクロニクル」使い。キーカードは十二支刻獣の1枚でもある「クロノファング・タイガー」。
当初は「クロノファング・タイガー」や一部のGユニット以外はクロノが使用するものとほぼ同じ構成のデッキだったが、最終決戦ではすべての十二支刻獣と理想巨兵（イデアドローン）と名の付くギアコロッサスを投入したデッキを使用。切り札はバインドした十二支刻獣をコストにドロップゾーンのカード12枚を自身のデッキトップの好きな順番に並べ、さらにガード制限を行える「機械仕掛けの神（デウスエクスマキナ） デミウルゴス」。
また、昔は「特任教授 アルシャ」を軸とした「グレートネイチャー」を使用していた。
新右衛門編ではグレード4にリメイクされた「クロノファング・タイガー・リベリオン」をキーカードとする「ギアクロニクル」を使用。同じくリメイクされた「クロノファング・タイガー」からのスペリオルライドを行い、能力でドライブとクリティカルを追加された状態でトドメを刺す戦法を得意とする。

エース
#ラミーラビリンスを参照。

#### カンパニー
リューズの理念と野望に賛同し、その計画の実行に深く関わっている者たち。メンバーがそれぞれ個人的な信念で行動しているため、ビジネスライクな関係性で互いの結びつきは乏しい。エースなど、リューズ一派の他のメンバーの処遇を決定できる権利を持っている模様。
東雲ショウマ（しののめショウマ）
声 - 石田彰
誕生日12月7日（射手座）、血液型はB型。
「チーム・ディマイズ」のメンバーで、リーダー的存在。年齢は江西と同い年。
【G第1期】
地区大会本選1回戦で大将を務める。試合前に迷いを生じているシオンに揺さぶりをかけて、試合には自分が有利な状況を展開をし、さらに彼を追い込む。結果、彼の心理作戦によってチームに勝利を導いた。スペシャルマッチでは再びシオンと対決、ステージを前回シオンを打ち負かしたフィールドにしたりリン同様に再びシオンに揺さぶりをかけるなどして攻めていき、さらにGユニット「破壊神獣 ヴァナルガンド」の効果でデッキトップを操作し放ったトリプルクリティカルでシオン追い詰めたと思われたが防がれてしまう。返しのターン、シオンの連続スペリオルコール＆全ユニットの大幅強化による総攻撃により敗退。しかし去り際に不気味な一言を残しスタジアムを後にした。
【G第2期】
明神リューズの側近であることが判明。綺場家乗っ取りのシナリオを描いた張本人でもあり、綺場家の資産をストライドゲートシステムに流用している。アムに指示を与える一方で補欠として扱っていたルーナが持つイメージ力の高さに気付く。
【G第3期】
アムからは離れ、より大っぴらに暗躍を開始。伊吹へのメッセンジャーなどの役割をこなしつつ、シオンを挑発する。さらに綺場財閥を100%買収して経営権を移譲され、綺場HDの新社長に就任する。この世のもの全てに存在する予測できない空間的時間的変化「ゆらぎ」を好んでおり、全てが順調に進み過ぎてつまらないという理由で若水をファイトで破り、彼が手掛けていたストライドゲートシステムに細工を施す。リューズの目指す完全なる世界に興味はなく、倒錯した欲求を満たすことしか考えていない。そして、リューズ側の裁定者としてシオンと対峙、彼をさらに挑発して追い込もうとするも失敗し敗北。直後、落下してきた瓦礫から自分を身を挺して庇い、動かなくなったシオンに大きく取り乱し、吐き気を催し涙する。再び瓦礫が落下して押し潰されたが生還し、事件後はシオンに綺場HDの全権を譲り、そのニュースを見ながら敗北を認め清々しげに旅立った。
【G第5期】
魂の牢獄「レリクス」で突然幻影としてシオンの前に登場。手を貸そうかとシオンに問いかけるも、自分の手で進んでいくというシオンの決意を見せられ満足そうに消えていった。ギーゼとの決戦では人知れず虚無に立ち向かっている。
デッキ
「ジェネシス」を使用。キーカードは「神界獣 フェンリル」。ギーゼとの決戦時は「神を狩る黒狼 フェンリル」。

江西サトル
#ハイメフラワーズを参照。
若水ソウスケ（わかみずソウスケ） / ダークフェイス
声 - 浜添伸也
誕生日12月20日（射手座）。
天才的な工学博士。「完璧」を信奉しており、あらゆる状況を想定・検証しデッキを構築し、緻密なファイトを展開する。慇懃無礼でマイペースな性格。一人称は「若水」。
愛車は理論物理学者エルヴィン・シュレーディンガーの出身地であるオーストラリアの車。車の愛称は「シュレディンガー」。
【G第3期】
リューズの理論に基づきユニットの召喚システムなどの実験装置を作り上げ、ストライドゲートを開くための準備を完了させた。目的は自分の理論や技術の正しさを証明することのみで、リューズの野望に関心はない。ただしファイトに敗北したヒロキを仲間にふさわしくないとして見下すなど、基本的にはリューズと価値観を共有している様子。
「ゆらぎ」を愛する東雲とは価値観が合わず、彼がシステムに介入することを阻止するためにファイトするが敗北し、システムに細工をされた上で警備ロボットによりどこかへ追い出され、事実上明神リューズ一派から見限られる結果に終わった。
事件後はクリスにスカウトされ、半田と共にシンガポールへ旅立つ。
【G第5期】
自身のユニットである「ダークフェイス」にディフライドされ、その技術力を魂の牢獄「レリクス」などの使徒の施設建設に利用される。怪人ダークフェイスは超肉体派のいわゆる脳筋な性格の持ち主であり、ディフライド先の人間が稀代の天才科学者である若水だったため、その結果ダークフェイスがなんとなく思い浮かべ、肉体の頭脳が答えを出すというディフライダーとして特殊な関係性が形成されている。そのためダークフェイス自身は自分が何をやっているかはあまり理解していない。また、女王であるグレドーラに狂信的な忠誠を見せ、エキセントリックな言動や爆弾やコンピュータウイルスといった荒っぽい手段を多用する。
クリスを下して研究所を爆破し、データを盗んだ後はレリクスの監視役を務めていたが、侵入してきた櫂たちを追い払うために、櫂にファイトを挑む。女王陛下であるグレドーラのために奮闘するも、櫂には全く聞く耳を持たれず、彼の圧倒的な力の前に敗北し逃亡する。あと一回ファイトに敗北すれば、クレイに追い返される状態に陥った。そしてゼロスドラゴンを回収するために普及協会北米支部を襲った際にカムイたちの仕掛けた罠に追い込まれるが、土壇場でミサキを捕まえてファイトを行う。「死苑のゼロスドラゴン ゾーア」の能力であと一歩まで追い込むがミサキに攻撃をしのぎ切られ、Gユニットが消滅しリアガードのスタンドによる総攻撃に追い付かず敗北する。ファイト後、ダークフェイスのディフライドが解け、恨み節を残しながらクレイに強制送還され、若水本人は気絶する。
しかし、ダークフェイスは万が一自分たちが敗北してもギーゼにゼロスドラゴンが渡るようにするために、ウイルスプログラムにはレリクスの起動と連動する別のウイルスを仕込み、カオスブレイカーが自らを生け贄にレリクスを起動させたことでウイルスプログラムが起動することになる。
その後若水自身は元の状態に戻り、クリスの指示でギーゼに立ち向かう。その際ダークフェイスにディフライドされたことについて、ディフライドがいかなるものか身をもって研究する欲望にあらがえなかったとクリスに謝罪している。
デッキ
「メガコロニー」を使用。メイユニットは「威圧怪人 ダークフェイス」で、主に「暗躍」を主とした戦法をとる。『G』第5期はさらにパワーアップした「威圧怪王 ダークフェイス・アルキデス」をメインに使用する。ミサキとのファイトでは「死苑のゼロスドラゴン ゾーア」を投入したデッキを使用。

守山ヒロキ（もりやまヒロキ）
声 - 小島幸子
リューズを信じ彼に従う小学生の少年。幼いところもあるがカンパニーではそれなりに重要な仕事を任せられている。「彼が信じリューズが認める正義こそが全て」という歪んだ考えを持ち、ユナサン支部の破壊にも何ら悪びれるところを見せなかった。その性格は陰湿ないじめを受けた経験によるものらしい。
【G第3期】
リューズラボでは十二支刻獣ユニットの防衛を担当。その後エースと共にユナサン支部に現れて、午のユニットを召喚しユナサン支部を半壊させた。リューズラボで作業をしているクリスたちも狙ったが、これはタイヨウとクロノに妨害され、タイヨウにファイトで敗北。その際、自分の内面を理解し認めようとするタイヨウの態度に戸惑いを感じていた。
最終決戦での3回目となるタイヨウとのファイトで過去から目を逸らさず受け入れた彼の前に、自らと明神の行いの過ちを認め、敗北し彼と友人となる。
【G第5期】
タイヨウと同じく、宮地学園に進学。タイヨウとは変わらず友人関係であり、来年は一緒にU20に出場しようと張り切っていたものの、突如襲い掛かって来たヴァレオスに敗れレリクスに落とされたタイヨウをただ傍観することしかできなかった。以降救出作戦に参加してサポートに徹する立場につく。ギーゼ出現後、タイヨウを避難させようと誘導するが、虚無に飲み込まれる。しかし、これを振り切り現れた影を蹴散らして状況を伝えるべく支部に向かう。この時、足を怪我したタイヨウを背負う気遣いを見せた。その後タイヨウと共にギーゼとの決戦に挑む。
デッキ
「ディメンジョンポリス」を使用。主に「大宇宙勇機　グランギャロップ」を中心とした編成で、「超爆」を主とした戦法を得意とする。

半田ケンスケ（はんだケンスケ）
声 - 関俊彦
カンパニーの一員。リューズの部下であり、開発チーム所属の科学者。しかしリューズの顔は知らないらしい。
ドラエン支部の元建設予定地に設置したストライドフォース収束装置を中継地点として使い、リューズのもとへストライドフォースのエネルギーを送っていた。施設に侵入したカムイとファイトするが敗れ、自爆プログラムにより施設が爆発する際に落とし穴に落ちて姿を消す。
『G』第3期では若水の部下として登場する。カステラを買いに行った際、顔を知っていたトリニティドラゴンに後をつけられた失態の罰として、若水に再度落とし穴に落とされた。最後は彼と共にクリスにスカウトされていた。
デッキ
「グランブルー」の中で「七海」と呼ばれる名称のユニットを中心に構成したデッキを使用。

### ラミーラビリンス
Gクエスト公式イメージキャラクターの2人組アイドルユニット。前シリーズのウルトラレアに相当する立ち位置で、解説役を務めている。明神リューズに利用されている。
蝶野アム（ちょうのアム） / エース
声 - 愛美
誕生日6月2日（双子座）、血液型はA型。
蝶の髪飾りをしている青髪の少女。キャッチフレーズは「夢見る気まぐれバタフライ」。好物はちくわ天。明神リューズの野望を知った上で彼に協力するが、イメージ力が不足しているところがありリューズたちからはあまり評価されていない。
アイドルとしての経験は豊富で、仕事へのプロ意識は高い。ヴァンガードも相当な実力者。しっかりした性格であり、厳しい面もあるが、自分を慕うルーナの態度に心を開き始める。手袋型のチャームは母親がアムのために編んだ非常に大事なものであり、紛失したときは非常に落ち込んでいた。
【G第2期】
4話から明神リューズの指示によりエースコーポレーションの代表者として「エース」と名乗り、数々の会社の買収や契約をこなす。その際はピンクのショートヘアのウィッグを付け変装し、一人称は「俺」となり挑発的な態度を取る。綺場HDの買収をもくろむ東雲に手を貸し、社長の弟であるウツギを利用してシオンを脅迫。パックファイトで会社の命運かけた勝負に勝利し、買収に成功する。
やがてシオンとのリベンジ戦で敗北した直後に突然乱入してきたバイクに乗った人物と共に逃走するが、その際に変装用に被っていたピンクのカツラと帽子を落として顔を見られてしまう。ダークゾーン支部でのGクエスト以降はシオンに対してのみエースとしての本性を現している。クロノとトコハはアルティメットステージ開催前日にシオンからアムの正体について聞かされている。
実は両親が事故で重傷を負って植物状態になっている。2人を目覚めさせるために、ストライドゲートを開き世界に完全な未来をもたらすというリューズの野望に加担している。
【G第3期】
クレイのユニットを地球に呼び寄せる「ピースメーカー」の役割を負う。当初はその役目をルーナに負わせないようにしていたが、ルーナの優しさにほだされ、彼女を仲間として迎え入れる。しかしストライドゲートを開いたルーナが自我を失い眠り続けることとなり、彼女を取り戻そうと江西にファイトを挑むが敗れ、カンパニーにいる資格も力もないと言われ追放される。その後トライスリーにルーナを助ける力を貸してほしいと懇願し、共にリューズの野望を防ぐために「最後の審判」に臨む。
審判の相手としてルーナの意識体とファイトすることになり、ルーナを救うことに成功する。その後は両親の体調も良くなっているらしく、カードキャピタル2号店へルーナと共に向かった後、母親の指がわずかに動いている。
【G第4期】
公式イメージキャラクターとして活動しつつ、ヴァンガードを盛り上げるためU20チャンピオンシップにサーヤとともに参戦。髪の毛を伸ばしてイメージチェンジしている。両親の治療についてはシオンの手引きで綺場の医療チームが全面的にバックアップすることになり、ファーストステージでのアンリのファイトに勝利する際、様子を見に来たシオンを目にし、互いを認め合う態度を見せた。セカンドステージでは鬼丸カズミにかなわず敗北。その後行われた敗者復活戦で江西サトルと戦い敗北するも、江西に感謝の言葉を述べている。
【G第5期】
トコハたちの危機を知り、ダークゾーン支部の江西たちを援護すべくサーヤを連れてギーゼとの決戦に参加する。
デッキ
「グランブルー」を使用。主なカードは「夜霧の吸血姫ナイトローゼ」（『G』第4期では「星影の吸血姫 ナイトローゼ」）で主に「亡霊（ホロウ）」能力を駆使した復活能力が得意。

弓月ルーナ（ゆみつきルーナ）
声 - 工藤晴香
誕生日2月6日（水瓶座）、血液型はO型。
三日月型の髪飾りをしているピンクの髪の少女。キャッチフレーズは「月の光は私の魔法」。明神リューズの野望は全く知らない。クロノと同等かそれ以上のイメージ力を持つ。
アムと異なり、ヴァンガードやアイドルとしての経験も未熟であるが、懸命にこなす心優しく純粋な性格。
【G第2期】
友人のアムを驚かせたいという思いからヴァンガードを始め、ティーチングファイトをした関係でトライスリーの3人には特に親しみを持つようになる。正体を隠してズー支部のGクエストに挑戦しようとした際は、ナオキとシンゴに誘われて即席のチームを組む。
【G第3期】
当初は自分でも知らなかったが、「ピースメーカー」としてアム以上の素質を持っていた。アムにカンパニーの思惑を知らされ迷うが、アムを想う気持ちから彼女の下へ行きピースメーカーとなる。ピースメーカーとなって以降は以前とは異なり生気のない表情を見せ、アム以上の完成度でユニットを実体化、ドラエン支部を蹂躙する。江西によると初めての起動実験で召還にかかる負担が精神に行ってしまいそのまま人格が壊れたためとしている。
最後の審判の際はアムを守るという名目で彼女の意識が実体化しアムにファイトを挑むが、ファイトの中でアムの真意を知った後は彼女に助けを求め、アムがファイトに勝利したことで元の人格を取り戻す。
【G第4期】
公式イメージキャラクターとして活動しつつ、ヴァンガードを盛り上げるためU20チャンピオンシップにサーヤとともに参戦。アムとは逆に髪の毛を短くしイメージチェンジしている。ファイトした相手にラミーラビリンスのキーホルダーをプレゼントしている。
【G第5期】
トコハたちの危機を知り、ダークゾーン支部の江西たちを援護すべくサーヤを連れてギーゼとの決戦に参加する。
デッキ
「ペイルムーン」を使用。切り札は「仮面の奇術師（マスク・マジシャン） ハリー」（『G』第4期では「仮面の幻術師（マスク・ファントム） ハリー」）で、Gユニットは「仮面の神竜使い（ドラゴン・マスカレード） ハリー」。主に「奇術（マギア）」を軸としたトリッキーな大量展開が得意。

### U20チャンピオンシップ出場チーム

#### チーム・ディフライダー
前年度（『G』第4期時点）の第1回「U20チャンピオンシップ」優勝チーム。メンバーは鬼丸カズミ、ベルノ・ファーレンハート、ミゲル・トルレスでチーム名は「チーム・オーガ」だったが、今大会ではU20に出場できなくなったミゲルの代わりに渕高サオリをメンバーに加え、チーム名を「チーム・ディフライダー」に変えて参加している。
U20終了後、ディフライダーの目的は「星輝兵 カオスブレイカー・ドラゴン」をこの世界に呼び寄せることと、彼らが主と呼ぶ存在をディフライドさせるための宿主となるファイターをU20の参加者たちの中から選別することが判明した。
鬼丸カズミ（おにまるカズミ）
声 - 松風雅也、白石涼子（幼少期）
誕生日7月26日（獅子座）、血液型はB型。
「チーム・ディフライダー」のリーダー。カズマの兄。第1回U20におけるMVP。
【G第4期】
閉店間際のカードキャピタル2号店に訪れクロノとファイトを行う。ファイトでは無敵だが、本人いわく「じゃんけんに勝ったことがない」。その正体は異世界からの憑依者（ディフライダー）である「忍竜 シラヌイ」であり、鬼丸の肉体と精神は同意なく強制的に憑依したシラヌイによって完全に支配されている。かつてはミゲルに憑依していた「竜胆の銃士（りんどうのじゅうし） アンテロ」の言う人間の可能性を信じていたが、彼が交通事故で亡くなり、人間を「脆く、脆弱な生き物」と見下すようになり、岡崎やラミーラビリンスの「笑顔で楽しいファイト」に不信感を抱いていたが、江西のファイトで人間の可能性の一環を見つける。
U20のファーストステージを一日で突破した後は星崎ノアを手引きし、その体にカオスブレイカーを憑依させることに成功する。セカンドステージでは、先述の人間の可能性を見出すために、次々とファイターにファイトを申し込み倒していくが、カズマを倒したクロノからファイトを申し込まれる。その際自分の正体を弟やタイヨウの前で暴露され、ヴァンガードという縛られた運命からユニットたちを解放するために、ヴァンガードそのものを破壊することを明かした。
ファイナルステージ決勝戦では最終的に僅差でクロノに敗れるが、自身と部下であるユニットたちの間に絆があることを悟り、ヴァンガードの本質を理解した。その後、シラヌイはカズミと和解し、ディフライドを解除して地球を去った。カズミは素の性格に戻ったが、その際シラヌイは自分の記憶を消さずにカズミの中に残しており、今回シラヌイを影から操った真の黒幕が「邪神司教 ガスティール」とその配下の「使徒」たちであること、そしてその上に君臨するのがメサイアと対をなす虚無を司る破壊神「破壊の竜神 ギーゼ」であることをクロノたちに告げた。
【G第5期】
カズマを心配する面をたびたび見せる。その後、カズマがギーゼに乗っ取られて落ち込むクロノに気合いを入れるべくファイトを行い、彼を立ち直らせるきっかけとなった。その後、使徒たちの強襲に対して他のメンバーが向かう中、1人カズマの気配を感じて彼を止めるべくファイトを行う。しかし、ギーゼの能力にかなわず敗北し、外に放り出され大怪我を負う。その後、トリニティ・ドラゴンとクミに支えられながら支部にたどり着き、クロノたちにカズマを救うよう全てを託す。その後、怪我を押しながら虚無に立ち向かいファイトを挑む。
【ヴァンガードエクス】
中学生時代が登場で伏総中学校1年生。本作で名門鬼丸家の跡取り息子という設定が追加され社交的だが、プライドが高くミーハーな一面があり事が判明した。
デッキ
「ぬばたま」を使用。登場当時は「忍竜 シラヌイ」を中心とした「残影」デッキを使用していたが、セカンドステージからはシラヌイの新たな姿であり、禁忌の力を持つ「魔忍竜 シラヌイ “朧（おぼろ）”」を中心とした「支配」デッキを使用している。切り札は「閻魔忍鬼 ムジンロード」、ヴァンガードすら支配して追い込む「邪眼冥皇 シラヌイ “骸（むくろ）”」。『G』第5期では禁忌の力を振り切った新たなるシラヌイ「焔魔忍竜 シラヌイ “慚愧（ざんき）”」を主とした編成を使っている。

ベルノ・ファーレンハート
声 - MoeMi（ヴァンガードエクスより前は尾高もえみ名義）
北米で超有名モデルとして活躍している長身の美人ファイター。前回のU20をカズミとともに制した。実は「ジェネシス」の「崇高なる美貌（プライムビューティー）アマルーダ」に自身の身体を貸しており（そのため一人称は「僕」、二人称は「君」である）、シラヌイとは異なり、人間の可能性を信じている。カズミがシラヌイに完全に支配されていることや、ヴァンガードを破壊するという目的については知らなかった。U20のセカンドステージでタイヨウを破るがアンリに敗れ、ファイナルステージのトーナメントではリンに敗れるが決勝進出。そして、決勝前の野外ファイトでトコハに敗れ、決勝先鋒戦でタイヨウにリベンジされたことで憑依が解除され一人称も「わたし」に戻った。なお、タイヨウとの身長差は40cm。
事件後は再びモデル業に戻った。
【G第5期】
日本でアイチが行動している中、国外で友人であるラティと共に行動している。
【ヴァンガードエクス】
14歳の頃のベルノが登場。落ち着いた雰囲気のある女性だがヴァンfガード歴は覚えたての初心者。
デッキ
「崇高なる美貌（プライムビューティー）アマルーダ」を分身に、「天啓」を中心とした「ジェネシス」を使用。切り札は「究明の女神 イシュタル」。

渕高サオリ（ふちだかサオリ） / ダムジッド
声 - 松元恵
不遜で気だるげな態度の少年。音楽を愛する中学生。急死したミゲルに代わりエントリーしている。彼もまた不運の持ち主で、よくヘッドホンが壊れる。正体は「かげろう」の傭兵が憑依した「炎熱猟兵（フレアトルーパー） ダムジッド」であり、地球へ観光に来ていたがシラヌイに雇われてチーム・ディフライダーに入る。自分を人間以外の存在であるかのように語り、人間を見下している。
【G第4期】
U20セカンドステージでトコハを破るも、クロノに敗れる。ファイナルステージ決勝では先鋒戦を制したタイヨウを破るがカズマに敗れた。
クロノやカズマたちに負ける際に死を恐れるようになり、ヴァンガードと人間に対する恐怖と憎悪に飲み込まれていく。U20終了後、使徒と合流し再度暗躍する。
【G第5期】
使徒の一人として登場。「渕高サオリ」の名は捨てて、ディフライドしている「炎熱猟兵 ダムジッド」として暗躍し、普及協会の会議に宣戦布告しにやってくる。その場は伊吹に敗れたことで撤退するが、後に「獄炎のゼロスドラゴン ドラクマ」を用いてカズマを破り、レリクスに落とすことに成功する。「獄炎のゼロスドラゴン ドラクマ」は本来シラヌイが覚醒させる予定だったが、シラヌイがギーゼを裏切って離脱したためダムジッドがその後釜に座った。リスキーなゼロスドラゴンの力を躊躇なく使っており、ガスティールからは「熱心だがギーゼ様への信仰心が足りない」と評されている。そして追い込まれていったので戦果を挙げるためトコハを強襲、ファイトを行う。「獄炎のゼロスドラゴン ドラクマ」の力でトコハを限界までに追い込むも、彼女がミゲルから託されたGガーディアン「絆の守護銃士 アンテロ」の力で攻撃が防がれ形勢が逆転、すべてのGユニットが使用不可になった上の猛攻で敗れ去る。その瞬間負けた証としてダムジッドのディフライドが強制的に解除されゼロスドラゴンを除く全カードが消滅、サオリ自身も意識を失い昏睡状態になってしまう。そして「獄炎のゼロスドラゴン ドラクマ」は後のことを託すべくトコハから伊吹に預けられた。
デッキ
「ドラゴニック・ブレードマスター“紅焔”」を切り札に「竜炎（ブレイズ）」を中心とした「かげろう」を使用。最大の切り札はリアガードだけでなくヴァンガードすら破壊する「獄炎のゼロスドラゴン ドラクマ」。

ミゲル・トルレス
声 - 野島裕史
トコハがパリで出会ったユーロジュニアリーグのファイター。ヴァンガードの実力は高いが日常生活ではとにかく運が悪い。U20に出場する予定だったが交通事故に巻き込まれ急死。生前はオーガのメンバーであった。
彼もまた「竜胆の銃士（りんどうのじゅうし） アンテロ」に憑依されていた憑依者（ディフライダー）である。今回のU20開催前に地球にやって来ており、人間を気に入り彼らの可能性を信じるようになった。U20出場は本来のミゲルの目標でもあるが、自分の可能性を確かめる挑戦も兼ねていた。ディフライダーの中でも純粋にヴァンガードが好きであり、ミゲルへの憑依も合意を得た上でのこと。
トコハは彼に好意を寄せていた節があり、クミに勘ぐられている。
『G』第5期では幻影の存在としてトコハととファイトを行うも、自分が進む道を決めたトコハに敗北。その後自らの手からトコハを助けるように彼女に「絆の守護銃士 アンテロ」を託す。
デッキ
「銃士」を中心とした「ネオネクタール」を使用。

#### ヘル&ヘヴン
カムイ、エミ、ナギサからなるチーム。チーム名の由来は「天国と地獄」から。
葛木カムイ
#チームQ4を参照。
先導エミ
#Q4の家族を参照。
大文字ナギサ
#チーム男前を参照。

#### ラミーラビリンスwithサーヤ
蝶野アム
#ラミーラビリンスを参照。
弓月ルーナ
#ラミーラビリンスを参照。
弥富サヤ（やとみサヤ）
声 - 伊藤彩沙
国民的ヴァンガードアイドルで、「サーヤ」の愛称で有名。清純派アイドル高蔵寺ヒトミの娘であり、『G』第1期では13歳。キャッチコピーは「メガラニカから来たちょっとおちゃめな人魚姫（マーメイドプリンセス）」。毎年夏には各支部でイベントを行っている。口癖は「みゅー」。髪形はクラゲがモチーフ。
非常に前向きな性格で、観客を笑顔にするために、「宇宙征服はサーヤの野望」など理想力も高い。トコハと同じく、引退している母と一緒にするのを嫌っており、トコハとはイベントを行っていくうちに、コンビのように仲が良好になっていった。
【G第3期】
海外で活躍するアイドルとなっており、ワールドツアーの最中でシンガポールにいたが、崩壊したドラエン支部の復興イベントを計画し、アイドル仲間のリサとレミーとともに駆けつける。
【G第4期】
U20チャンピオンシップにラミーラビリンスの2人とともに参戦。セカンドステージではベルノに敗れるが、「楽しかった」という言葉がベルノの心境変化の要因になる。その後、ハイメフラワーズとの敗者復活戦でトコハと対決。得意の「♪♪（ハーモニー）」戦術でトコハを追い込むが、ギリギリで防がれ敗北。ファイト後、非常に満足な結果を見せてトコハたちを激励した。
【G第5期】
トコハたちの危機を援護すべくラミーラビリンスと共にダークゾーン支部にたどり着き、ギーゼとの決戦に参加する。
デッキ
「バミューダ△」を使用。切り札は「未来の呼び声（ミラクル・ボイス） ローリス」（『G』第5期のギーゼとの決戦では「喝采の美声（ワンダフル・ボイス） ローリス」）。主に「♪♪（ハーモニー）」を軸とした戦術を好む。

#### チーム新ニッポン
西沢アラタ（にしざわアラタ）
声 - 堀江瞬
熱血だが礼儀正しい中学2年生。幻の最強チーム「チームニッポン」に憧れており、クロノの父であるライブを尊敬しているが、彼が生きていることは知らない。
U20では一回戦落ちになったが、大会中様子がおかしくなったノアの行方を捜すために、マコトとともに同じくノアを探していた櫂と行動する。時間があるときは櫂にファイトで鍛えられている。しかし、実力的にはQ4やカズミには到底及ばないために使徒との戦いではバックアップに回っている。ギーゼとの最終決戦では、マコト、ノアとともに実体化した虚無に挑む。
デッキ
「たちかぜ」を使用。

浅田マコト（あさだマコト）
声 - 青木志貴
「月影の軍師」を自称する、知的なチーム新ニッポンの参謀役。中学2年生。アラタやノアをまとめ、普段はクールに振る舞っているが情にもろい一面もある。
デッキ
「むらくも」を使用。

星崎ノア（ほしざきノア） / カオスブレイカー
声 - 喜多村英梨
捉えどころのないマイペースな少年。星を見ること、ヴァンガードファイト、アラタとマコトの2人と一緒にいることが好き。中学2年生。
【G第4期】
U20ファーストステージ終盤に、カードの声に導かれるまま入った部屋で出会ったカズミに「ディファレントワールドライド」を施されたことで、「星輝兵 カオスブレイカー・ドラゴン」に憑依され肉体と精神を完全に支配される。同時に右手甲に所属クランの紋章が刻まれ、それを隠すためにグローブを装着するようになる。「破壊の竜神 ギーゼ」から他の使徒たちをディフライドさせ地球に呼び寄せる任務を受けており、クラレッドソードをディフライドさせようと神崎に近づくも、失敗に終わる。
【G第5期】
使徒の一人として登場。帰宅途中のクロノと接触し、ファイトを仕掛ける。クロノに希望を与えそれを絶望に叩き落すために幻を見せ、最後は新たな力を得た「星輝兵 カオスブレイカー・クライシス」とGユニット「滅星輝兵 カオスブレイカー・デリュージ」を駆使して勝利し、クロノを魂の牢獄「レリクス」へ落とした。
普及協会北米支部にギーゼやダークフェイスと共に奇襲をかけるが、始めからゼロスドラゴンは眼中になく、あくまで目的は「リンクジョーカー」と浅からぬ因縁があるアイチと櫂との決着であり、罠によって閉じ込められた際にはさらに2人を「レリクス」の影響で出来た亜空間に閉じ込め、アイチと櫂に変則タッグファイトを挑み、2人をレリクスを現実に出現させるための生贄にしようとする。ファイト中に乱入したアラタとマコトの必死の呼びかけにより1度はノアとしての意識を取り戻すが、再度乗っ取られる。そして、「星葬のゼロスドラゴン スターク」でアイチと櫂を追い込むも2人の連携による決死のガードにより形勢が逆転、最後はアイチの攻撃により倒され、ノアからディフライドが強制的に解除された。しかし、カオスブレイカー自身は自らの命を使ってレリクスを出現させ、ギーゼの玩具と称する全てのゼロスドラゴンをギーゼに捧げる。最後まで自らの悦楽のために行動し、最後の最後でアイチたちを絶望させることができた結果に満足して消滅した。これにより使徒たちは全滅、解放されたノアは、無理を押しながらもギーゼにより実体化した虚無に立ち向かう。
ノアとカオスブレイカーの関係は奇妙なものであり、身体の中で会話した際にはアラタとマコトに会い、希望を見出したノアの絶望を見たがっているカオスブレイカーに不快感を与えたが、ノア自身はカオスブレイカー・ドラゴンの自分の好きなことを貫く強さと自信に惹かれていた模様。
ギーゼへの忠誠心は皆無であり、ギーゼがもたらす破滅への関心もない。ギーゼを阻止しようとする者たちの絶望が見たくて使徒に付いているに過ぎず、さらにはギーゼの滅びの喜びさえ刈り取ろうとしている。あくまでも自らの愉悦のみを目的に活動し、相手に希望を与えて絶望に叩き落とすことを最大の愉悦としている。また、PSYクオリアを持つアイチとかつて自分たち「リンクジョーカー」の手先だった櫂を最大の玩具として気に入っている。
新衣装のデザインモチーフは着せ替え人形であり、カオスブレイカーがノアの身体に合わせてチョイスしたもの。
デッキ
かつてのアイチや櫂、コーリンと同じ「星輝兵」で構成された「リンクジョーカー」を使用。切り札はかつて櫂が使っていた「星輝兵 カオスブレイカー・ドラゴン」であり、当初のノアのデッキはリミットブレイク主軸の構築となっていたが、使徒の1人になった際は徹底的に自身に特化した構築に変更し、新たな力を得た「星輝兵 カオスブレイカー・クライシス」とGユニット「滅星輝兵 カオスブレイカー・デリュージ」と3回の同時ユニット攻撃が可能なスターゲートのゼロスドラゴンである「星葬のゼロスドラゴン スターク」。

### 使徒
惑星クレイに伝わる全てを滅ぼす「破壊の竜神 ギーゼ」を信奉し、その降臨を目論み地球への侵攻を開始した「使徒」を名乗る6人のディフライダーたち。メンバーの中にはこれまで『G』で登場してきた人物がディフライドされたものも存在する。ギーゼが生み出した禁断のGユニットにして、各国家で使える「ゼロスドラゴン」の使い手で、スタンドアップ時に「スタンドアップ・Z・ヴァンガード」と宣言する。これは世界と運命の終焉を告げる呪いのスタンドアップだという。
基本的にギーゼの器候補以外は眼中にないが、メサイアの先導者である伊吹や歴戦のファイターであるQ4のような相手には細心の注意を払っており、特にアイチとレンはPSYクオリアの能力を指して「祈り聞く者」と警戒されている。
日比野アルテ（ひびのアルテ） / ガスティール
声 - 小野友樹
「ダークイレギュラーズ」のユニット。ギーゼを崇める司教であり、使徒たちのリーダー的存在。若い男性にディフライドしている。シラヌイに支配の邪眼を与え、カオスブレイカーをディフライドさせる指示を与えた張本人。魂の牢獄レリクスの番人でもあり、ダークフェイスやシラヌイから「猊下」と呼ばれている。ギーゼの異常なまでの狂信者であり、自分達使徒を駒と称してストライドゲートによってディフライドが可能となった際には『世界が滅びを望んでいる』と狂喜している。その一方で、ギーゼへの忠誠心を持たないどころか叛意すら持つカオスブレイカーとグレドーラをゼロスドラゴンの覚醒という名目で泳がせる度量もある。ディフライドしたアルテはコーヒーを好んでいるが、彼自身は「必要な栄養を確保できるにもかかわらず好んで摂取する」として趣向品としてのコーヒーにはあまり大きな関心を持たない。
レリクス崩壊後に残った空間のゆがみに伊吹を誘い込み、ファイトで追い詰める。その途中で乱入してきたクロノが代わりに彼に挑むという形で続行、「終焉のゼロスドラゴン ダスト」を使い窮地に立たせるが、結局敗北し、その証としてディフライドが強制的に解除されゼロスドラゴンを除く全カードが消滅、ヴァレオスに後を託しアルテ自身もどこかへ消えてしまう。そしてクロノと伊吹は「終焉のゼロスドラゴン ダスト」を回収し脱出・帰還した。
ガスティールが憑依したアルテはアイチと同世代のファイターだが、大会などの表舞台には登場していない。また、2018年版の新衛門編では年の離れた姉に当たる日々野エスカが登場する。
デッキ
テツや江西同様に「ダークイレギュラーズ」を使用。江西以上に「深闇」に特化した戦い方を好む。メインユニットは自分自身でありソウルからドロップゾーンに送ったグレード2の能力をコピーする「邪紳司教ガスティール」。そして使徒だけが使える禁断のGユニットの1体であり、相手ユニットのすべての能力を封じてユニットをグレード1にしてさらに効果ダメージを相手に与えるダークゾーンのゼロスドラゴン「終焉のゼロスドラゴン ダスト」。
海津ルウガ（かいづルウガ） / ヴァレオス
声 - 竹内良太
「アクアフォース」を築いた初代元帥で、軍服を羽織った男にディフライドしている。かつて惑星クレイにてギーゼに戦いを挑んだものの、全く歯が立たずその力に魅了され、ギーゼの側近になる。メサイアとの対立の際に「剣聖 フィデス」と戦うも敗北し、これがギーゼが封印される原因になる。以降、「光輝の剣 フィデス」とその継承者に強い執着を持つ。後にクロノがストライドゲートを開いたことで、クレイと地球との間が縮まり、ヴァレオスは地球にやってきてディフライドを施し、ギーゼ復活に尽力する。その手始めに「フィデス」の継承者である綺場邸に侵入、その跡取りのシオンにファイトで挑み、ゼロスドラゴン「絶海のゼロスドラゴン メギド」を使って勝利、「光輝の剣 フィデス」を破壊した。その後ギーゼの器候補としてタイヨウも襲い、再びゼロスドラゴンを使って勝利し、タイヨウをレリクスへ落した。ガスティールが敗れた後は彼から後のことを託された。
その後、使徒の本拠地に忍び込んだシオンとハイメを誘い出し再び彼と対峙、「絶海のゼロスドラゴン メギド」を使い彼を追い込むも全力のガードで凌ぎきられ、Gゾーンの消滅後にシオンが新たに呼び出した「不滅の聖剣 フィデス」に敗れる。ファイト後にシオンを殺そうと迫るもディフライドが解け、「フィデス」への怨念を叫びクレイに戻された。その後、「絶海のゼロスドラゴン メギド」はハイメが回収して、江西の指示で北米に届けられることになる。
ヴァレオスが憑依したルウガは新導ライブの時代のヴァンガードファイターであり、ライブ失踪の後に目標を失い腐っていた。
【新右衛門編】
　当時の本名（海津ルウガ）として若い頃が登場。カードショップへアルバイト中、エスカにスカウトされ大山、神崎とともにチーム「竜牙独尊」のメンバーに加わる。実力は高く「マスターコマンダー」という異名を持っていたほか、ライブに変わり解説に回った神崎と大山の口から、実力の高いファイターたちが競っていた「ヴァンガード戦国時代」にてライブとコンビを組んでおり、互いに天下を取ろうと各国を回っていたことが明らかとなった。ライブの結婚を知り頂上を決めるため全国大会で雌雄を決すると約束していたが、トキミのクロノの出産でライブはやむなく辞退したことに憤り、その時の決着を付けるべくエスカの申し出を受けた模様。エスカップ決勝戦でライブを逆指名、ファイトを望むも敗退した。など、Gでは書かれなかったライブとの因縁関係が明確にされている。他にはリマインド18にて神崎と大山がキャピタルに足を踏み入れている中、ルウガはなぜかどこからもしれない場所にいるなど、土地勘に優れていない様子が描かれている。
デッキ
『G』第2期でレオンが使用していた「アクアフォース」の「蒼波」デッキを使用。初代元帥ということもあり、これまでの「アクアフォース」使いとはけた違いの強さと波状攻撃を有している。切り札は自分自身であり、相手のヴァンガードのパワーを固定させる能力を持つ「蒼波元帥ヴァレオス」。Gユニット「蒼波帥竜フラッドハザード・ドラゴン」、そして使徒だけが使える禁断のGユニットの1体であり、任意の位置移動が可能なメガラニカのゼロスドラゴン「絶海のゼロスドラゴン メギド」を使用する。新右衛門編でもアクアフォースを使用するが、大山や神崎のようにエース級のドラゴンユニットがおらず代名詞のヴァレオスもいなかったため「ユニットレスト時に高パワーを下げ、規定数レストしたらパワーを上げグレード3から再ライド時クリティカル増加」という効果を持ったリンクジョーカー編のレオンの主力「終末の切り札 レヴォン」のリメイクユニットを中心とした蒼波デッキを使用する。
ゲイリ・クート / グレドーラ
声 - 田村ゆかり
使徒の一人で、犯罪結社「メガコロニー」を築き、怪人や兵器を生産した百害女王。ダークフェイスが最も尊敬する存在であり、彼女自身も部下を信頼している。古き時代よりギーゼの使徒としてガスティール、ヴァレオスと並び活躍しており、長い年月を生き続けながらも自らの体を何度も改造し、その美貌を保っている。ギーゼが滅ぼした後の新世界を盗み、掌握する野望を抱いており、あくまでそのためにギーゼを利用しているに過ぎない。そのため、ヴァレオスからはカオスブレイカーと並び警戒されているが、ガスティールはあえて二人とも泳がせている。
ほかの使徒と異なり到着が遅れていたが、ダークフェイスが櫂に敗れ逃亡したところで姿を現した。香港でカムイのお使いで買い出しをしていたアラタとマコトが偶然再会したノアを狙いアラタにファイトを挑み、ゼロスドラゴン「死苑のゼロスドラゴン ゾーア」を使って勝利するが、そこにミサキとともに駆け付けたカムイとも続けてファイトするもすべてのGユニットが使用不可になった上に敗北。その瞬間負けた証としてグレドーラのディフライドが強制的に解除されゼロスドラゴンを除く全カードが消滅、「死苑のゼロスドラゴン ゾーア」とデッキをダークフェイスに託し、ゲイリ自身も気絶してしまう。その後彼女の身柄はカムイたちに保護された。
グレドーラが憑依したゲイリは香港に住む高校生であり、使徒が活動の拠点を香港に置いたのはグレドーラの憑依を待つためだった。ゲイリの学校の卒業生には立凪スイコがいる。
デッキ
ダークフェイスと同じ「メガコロニー」を使用。メインユニットは自分自身であり、リアガードのコール能力を封じる「百害女王（イビル・カバナー） ダークフェイス・グレドーラ」。そして使徒だけが使える禁断のGユニットの1体で、ユニットに99999のパワーを与えダメージヒット時、強制勝利を得るズーのゼロスドラゴン「死苑のゼロスドラゴン ゾーア」を使用する。
星崎ノア（ほしざきノア） / カオスブレイカー
#チーム新ニッポンを参照。
渕高サオリ（ふちだかサオリ） / ダムジッド
#チーム・ディフライダーを参照。
若水ソウスケ（わかみずソウスケ） / ダークフェイス
#カンパニーを参照。

### その他（カードファイト!! ヴァンガードG）
ハイメ・アルカラス
声 - 岸尾だいすけ
誕生日8月16日（獅子座）、血液型はB型。
ヴァンガードユーロリーグの新進気鋭のファイター。スペイン出身。年齢は『G』第1期では19くらい、第4期では21歳。かなりのハイテンションで、人の心をたちどころに掴み取る明るさを持つ。「さん」付で呼ばれることを望んでおらず、年下であるクロノを初め、ほとんどの人物から「ハイメ」と呼ばれている。口癖は「ハートにきたぁ」。大の女好きであり、年齢の見境も無くアタックをし、周囲を振り回している。クロノと同じく施設育ちであり、ヴァンガードによって人生が変わった共通点がある。育ての親であるエミリオ・ナカニシ（声 - 小森創介）とは親交が深い。第3ユーロリーグ、南ユーロリーグGPファイナルに出場し、欧州トップクラスのファイターへと上り詰め、FIVAユーロ本部強化ファイターに選出されている。櫂たちがいるユーロ第1リーグの下位リーグで活躍中。
【G第1期】
「日本のヴァンガードを知りたい」というクエストを受けたクロノの前に依頼主として現れる。依頼内容とは裏腹にヴァンガードとは全く関係の無い浅草観光を満喫し始めクロノを困惑させるが、実際は普及協会が主催する交流戦に、ユーロ選抜として出場するために招待されていた。日本のことを理解した後、日本のヴァンガードのことはマモルとの交流戦で確かめることにした。その後の交流戦ではマモルに勝利しているが、日本に不慣れのため、クエストを引き受けようとしたクロノに迷惑をかけた侘びとして、今度は彼とファイトする約束をした。クロノに敗北した後、故郷へと帰国。その後39話で、バカンスで再び日本にやってきて、見知らぬ人物（後に伊吹と判明）からクロノにカードの入った封筒を渡した。その後ユナサン支部のスペシャルマッチへ観戦に来ている。
【G第2期】
メガラニカ支部でのGクエストにゲストとして参加し、同じアクアフォース使いのレオンとチームを組む。レオンをアクアフォースを復活させてくれた人物として尊敬しており、「マスターレオン」と呼んでいる。スペシャルマッチではトコハと対戦。
【G第3期】
特訓のため、トライスリーとタイヨウをレオンがセレブ向けに貸し出している無人島へと連れて行く。
【G第4期】
ユーロリーグで活躍中。ミゲルを失い傷心のトコハのためにU20に出場しようと企むが、プロの選手であることと大会の年齢制限に引っかかるためルチャの覆面を被り、謎のマスクマン（名前はその都度変わる）に扮するようになる。しかしトコハがメンバーにクミと江西を選んだため、リーグ優勝後のバカンスを兼ねて陰ながらトコハたちを応援することにする。トコハたちのチーム名である「ハイメフラワーズ」はハイメが勝手に登録したものであり、チームのコーチを務める。
【G第5期】
シオンへの使徒の情報サポートを担当。シオンがヴァレオスにリベンジを果たした際は、喜びシオンを担ぎ上げた。江西の指示で回収した「絶海のゼロスドラゴン メギド」は北米に届けられることになる。その後、虚無からダークゾーン支部を守るべくマスクマンスタイルでクミと共に援護に現れる。
デッキ
「アクアフォース」を使用。切り札は幼少時にエミリオから譲り受けた「嵐を超える者 サヴァス」（『G』第5期の最終決戦では「嵐の覇者 サヴァス」）。ハイメが「サヴァス」を手に入れた頃アクアフォースは一般には復活していなかったが、後にエミリオが蒼龍一族の生き残りを助けた時に譲り受けたカードであることが判明した。

立凪ノーム（たつなぎノーム）
声 - 杉田智和
『G』における立凪財閥の総帥。前総帥・立凪タクトの兄であり、惑星クレイと地球の運命を見守る観測者。
【続・高校生編】
　若い頃が登場するが、実は高校生編から存在が仄めかされていた。改変された世界ではタクトに変わる形で当主の座に収まっている。なお、改変前の記憶も保持している。
【外伝 イフ-if-】
立凪財閥の当主として登場。あらゆる世界の出来事をすべて記録した書物「アカシック・ブック」を所持しており、伊吹に歴史の歪みを正すことをやんわりと強制する。イフ2で「アカシック・ブック」を残し、姿を消す。

馬場タケル（ばばタケル）
声 - 土田大
全国を旅するファイターで、修行をしていたところを空腹で倒れたところをクロノに救われる。身体能力が高く、クロノに恩を返すまで決してそばを離れない義理堅い性格である。弟のハヤトとヴァンガードをやりあう仲だが、病によりヴァンガードができない弟の分まで強くなるために全国で武者修行している。当初はクロノにファイターではないと誤解されていたが、ファイターと知られてからはクエストの場所でファイトすることになり、「出会いを意味のあるものにする」ということを伝え、全国で再会を約束した。そして地区大会予選2回戦で「チーム・風来坊」のリーダーとしてトライスリーのクロノと再戦し、激しい攻防の末に敗北する。チームメイトはそれぞれ北海道と沖縄出身。
デッキ
「なるかみ」を使用し、「抹消者」を中心としたデッキを組んでいる。切り札は「抹消者 テンペストボルト・ドラゴン」。Gユニットは「征天覇竜 コンクエスト・ドラゴン」。

馬場ハヤト（はばハヤト）
声 - 潘めぐみ
馬場タケルの弟。病によりヴァンガードができない。

緒川ショウジ（おがわショウジ）
声 - 市来光弘
他人と話すのが苦手な気弱な男子高校生。身長はシオンと同じ。カードキャピタル2号店に落ちていたカードをヒナコを返すために、ヒナコを探すクエストをクロノたちに依頼する。本心では1度ファイトしただけの彼女に一目惚れし、また会いたいと思っており、2人を再会させ仲を取り持つのがクエストの真の目的だとシオンとトコハは解釈する。

宮前ヒナコ（みやまえヒナコ）
声 - 高本めぐみ
緒川が一目惚れしている少女。家は父親（声 - 金光宣明）が経営する美容院。小学校の頃からチアリーディングをやっており、全国大会を目指して邁進中。オリビエ・ガイヤールのファンであり、エンジェルフェザーのデッキを使用する。

烏森ユウヤ（からすもりユウヤ）
声 - 川田紳司
烏森家の御曹司。シオンとはフェンシングにおいて因縁があり、かつての学校の同級生。
【G第1期】
ヴァンガードを「庶民のおもちゃ」として小馬鹿にしてきたが、実際は子供たちからカードを奪う都市伝説「仮面ゴースト」の正体であり、烏森家の帝王学と称して強者が敗者を支配することを分からせるために他のファイターからカードを巻き上げていた。リョウタの協力を得たシオンの推理により正体を見破られるが、奪ったカード分掛けトリガーカードを抜くという相手に不利な条件を与え、優位に立つも、彼の最後まであきらめない闘志に押され、敗北した。このファイトをきっかけにヴァンガードを辞めるつもりだったが、ディマイズの東雲ショウマに導かれ、ユナサン支部のドッグトレーナーとしてファイターの育成に明け暮れるようになった。ユナサン支部に潜入したシオンと再会し、ギアースに特別な細工を施した状態で、シオンのみがペナルティを受ける理不尽なファイトを行うが、再び敗北。他のドッグトレーナーに連行された。
【G第2期】
エースから綺場家が売られるという情報を教えられ、綺場のTOBの際に荒稼ぎをした。その後、エースを呼び出す餌としてシオンに利用される。
デッキ
「ゴールドパラディン」を使用し、「軌跡の解放者 アスクレピオ」を中心としたデッキを組んでいる。
ドッグトレーナーとして再登場した際は「負けたクランに用は無い」として「シャドウパラディン」を使用。切り札は「暴慢の騎士 ギルヴァエース」。

リサ・フェリス
声 - 石原夏織
カリフォルニア出身の世界的ヴァンガードアイドル。キャッチコピーは「メガラニカが生んだセクシーダイナマイツ」。髪形はカニがモチーフ。
デッキ
「バミューダ△」を使用。

レミー・アルテナ
声 - 小倉唯
ベルギー出身の世界的ヴァンガードアイドル。キャッチコピーは「メガラニカのの〜んびりエンジェル」。好物はワッフル。髪形はエビがモチーフ。
デッキ
「バミューダ△」を使用。

ヴァンガ郎（ヴァンガろう）
声 - 吉田有里
ヴァンガード普及協会のマスコットキャラクター。カードデッキを模した着ぐるみであり、『カードファイト!! ヴァンガード』の世界から飛び出したデッキの精霊という設定。語尾に「だがー」とつける。着ぐるみの重さのため、倒れると1人では起き上がれなくなる。作中では大山や江西が着ぐるみを着ている。また、ヴァンガードの楽しさを忘れて黒くなった「ブラックヴァンガ郎」も存在する。
デザインのベースは「VFグローブ」。
現実においては2015年開催の「ゆるキャラグランプリ2015」にもエントリーした。

## カードファイト!! ヴァンガード外伝 イフ-if-
同名人物であっても本編とは設定が大きく異なる場合がある。
先導エミ（せんどうエミ）
主人公。詳細は#Q4の家族を参照。
シュカ
声 - 吉田有里
エミのパートナーを務める赤毛の少女。自称「カードの妖精」。ジャマーのいる世界を察知し、さまざまな世界を自由に行き来できる能力を持つ。思ったことをすぐ言葉にし、考えるより先に手が出るタイプ。エミとともに魔法少女「ブラスター・ペア」に変身してジャマーと戦う。所持しているバインダーにはヴァンガードのユニットカードが多数収められており、状況に応じてリアライズするカードをエミに渡している。
その正体は「花摘み」と呼ばれる迷えるヴァンガードのユニットカードの回収役であり、人間ではなくエレメントと呼ばれる存在。歪みの影響で元いた世界に戻れなくなったため、エミの力を借りて元の世界に戻るために歪みを修正している。
イフ11で、ヴァンガード普及協会のマスコットキャラクター「ヴァンガ郎」のデザインの生みの親であることが判明している。
伊吹コウジ（いぶきコウジ）
詳細は#劇場版 カードファイト!! ヴァンガード ネオンメサイアを参照。
スイコ / 立凪スイコ（たつなぎスイコ）、マスク・ザ・レッカ / 立凪レッカ(たつなぎレッカ)
詳細は#ウルトラレアを参照。
立凪ノーム（たつなぎノーム）
詳細は#その他（カードファイト!! ヴァンガードG）を参照。
マスク・ザ・ダーク / 雀ヶ森レン（すずがもりレン）
詳細は#チームFFAL4を参照。
ジャマー
本作の敵たち。詳細はカードファイト!! ヴァンガード (アニメ)#概要を参照。名称は便宜上、「ジャマー○○（化けていた人）/××（ユニット化した姿）」と表記する。
ジャマー伊吹/絆の根絶者 グレイヲン
伊吹に化けていたジャマー。クロノのロッカーにデッキの代わりにごみなどを突っ込み、ヴァンガードと関わりを持たないように仕向ける。
ジャマーエスカ/黒影の大賢聖 イザベル
エスカに化けていたジャマー。スイコの代わりにウルトラレアのメンバーとなり、その結果ウルトラレアは場末のアイドルと化している。
ジャマーテツ/ノーライフキング デスアンカー
テツに化けていたジャマー。VFグローブを健康器具として売り出し、青年実業家として巨万の富を得ている。
ジャマーアサカ/銀の茨の竜使い ルキエ
アサカに化けていたジャマー。「福原高校ワンガード部」の影の支配者として部員たちを犬のように従え、女王のようにふるまっている。
ジャマーキョウ/決闘龍ZANBAKU
キョウに化けていたジャマー。雀ヶ森レンを名乗り、荒廃した福原高校に巣食う不良たちのリーダーとなっている。
ジャマーミサキ/満月の女神 ツクヨミ
ミサキに化けていたジャマー。ミートキャピタルというコロッケ屋を大きくすることに心血を注ぐ。スケバン気質だった本来の姿と異なり、眼鏡をかけた気弱な女生徒で、アイデテック・イメージも持っておらず、ドジっ娘である。
ジャマーナギサ/魔の海域の王 バスカーク
ナギサに化けていたジャマー。ゴウキがヴァンガードファイトが弱く、カムイに負け続ける乙女チックなキャラクターになった（そのため、伊吹たちは当初はゴウキがジャマーだと思っていた）事と引き換えに、男っぽいキャラクターとなっている。
ジャマーエル/五大元素の支配者
エルに化けていたジャマー。「宮地学園フードファイト部兼超能力研究会」の部長。右目の邪眼と左腕のゴッドハンド（どちらも本物とは逆）を使って立てつく者を次々に別世界に転送し、フードファイトを強いる。エル自身はアイチのことを覚えており（2011年度版と2018年度版の2つの記憶を持ち、自らを『第3のエル』と称するなど、自分をメタ視している描写がある）、自分でゴッドハンドの力を制御することができず、望まぬ形での力の発動に苦悩する。ジャマーはゴッドハンドで飛ばされる別世界で、エルの意思とは関係なくゴッドハンドを操っている。
ジャマーリューズ/クロノタイガー・リベリオン、ジャマー大山/ドラゴニック・ヴァンキッシャー、ジャマー神崎/クラレットソード・ドラゴン
それぞれ明神リューズ、大山リュウタロウ、神崎ユウイチロウに化けていたジャマー。ヴァンガード普及協会のマスコットキャラのデザインを本来の「ヴァンガ郎」以外の変なものにして、ヴァンガードの人気を貶めようとする。
ジャマースイコ/団結の守護天使 ザラキエル
スイコに化けていたジャマー。並行世界のレンにジャマーの種を植え付けて櫂に出会うことなくPSYクオリアの力に覚醒させ、ヴァンガードの勝利だけを追求する機械に仕立て上げようとする。
SK（サンクチュアリ・ナイト）4
アイチの配下(四天王)。その正体はシュカと同じく並行世界の住人で本来の世界における宮地学園カードファイト部の主要メンバーで構成されており元々IF森川が所属していたが、エミとシュカに敗れ事実上欠番扱いにされ代わりにIF三和がメンバー入りする。最初はアイチを狙っていたが、その矛先が櫂に向けられた。全員コードネームで呼ばれておりシュカやエミのようなユニットの実態化能力を使役する。名称は便宜上、「○○（コードネーム）/IF××（IF世界の人物）」と表記する。
イエロータイフーン/IFコーリン
IF世界のコーリンで「ゴールドパラディン」の使い手でSK4のリーダー格。主にメッセンジャー役を務める存在で、スイコと同様にアカシック・ブックを所持している。
オレンジサイクロン/IFナオキ
IF世界のナオキで「なるかみ」の使い手。シュカから「ブラスター・ブレード」を奪い幼少期の自分に渡そうと企むが失敗、クリームトルネードが口地封じとしてユニット化されるがエミとシュカに助けられ以降はピンクタイフーンのように協力者に回る。
クリームトルネード/IFシンゴ
IF世界のシンゴで「ぬばたま」の使い手。
ピンクハリケーン/IF三和
IFの三和で「ノヴァグラップラー」の使い手。SK4では新参者だが、自ら使命に動くと考えておらず中立な立場をとっており最初は櫂の誘拐を企むが失敗、その後は協力の立場に回る。

## カードファイト!! ヴァンガード overDress

### 主要人物
近導 ユウユ（こんどう ユウユ）
声 - 蒼井翔太
『overDress』の主人公。加賀國金澤市に住む中学3年生。嫌な事を嫌とハッキリ言えない性格。母・ナツコ（声 - 森なな子）や2人の姉のユキコ（声 - 千本木彩花）やアキコ（声 - 佐々木未来）の強引さや理不尽さに耐えかねて家を飛び出すが、夜の遊園地の仲間と出会い、ヴァンガードの魅力に引き込まれる。身長は155cm。
桃山 ダンジ（ももやま ダンジ）
声 - 小野友樹
チーム・ブラックアウトのリーダーの大男。公式戦19連勝を誇る伝説のファイター。ふざけているのか真面目なのか、掴みどころのない人物。普段は庭木職人、工事の現場のアルバイト、結婚式場の神父、保育士等あらゆるバイトをしている。ミレイと因縁がある。身長は195cm。
江端 トウヤ（えばた トウヤ）
声 - 内田雄馬
驚異的な勝率を記録している強豪ファイターの青年。越えるべき目標として打倒ダンジに闘志を燃やし、マサノリとともに夜の遊園地に訪れる。祖母を病気で亡くした過去を持つ。また、一人暮らしをしており、普段はあらゆるバイトをしている。

### チーム・ブラックアウト
大倉 メグミ（おおくら メグミ）
声 - 進藤あまね
チーム・ブラックアウトのメンバーの少女。ダンジを「アニキ」と呼んで憧れており、夜の遊園地にはボーイッシュな姿で現れる。実はお嬢様学校通い。負けず嫌いな性格。
石亀 ザクサ（いしがめ ザクサ）
声 - 伊藤昌弘
チーム・ブラックアウトのメンバーの青年。常に物事を芸術的に見通し、独創的に表現するため、その言動はエキセントリックなものが多い。しかし怒るとガラが悪くなる。趣味は絵画。
瀬戸 トマリ（せと トマリ）
声 - 遠野ひかる
チーム・ブラックアウトのメンバーの美女。夜の遊園地では名物絶叫MCとなる自称“永遠の17歳”。ほぼ全てのヴァンガードカードとその効果に通じている。

### その他の人物
伊勢木 マサノリ（いせき マサノリ）
声 - 森嶋秀太
トウヤの相棒。スキンヘッドにサングラスの怪しい見た目で人間観察が趣味という少々変わった人物。状況や感情を難しい言葉で例えたりする。トウヤからは信頼されていたが、彼はトウヤをなんとも思っていない。
御薬袋 ミレイ（みなえ ミレイ）
声 - 中島由貴
謎の美少女。物語の重要人物として登場する。ダンジと因縁がある。盲目であるため、カードにシールを貼って種類を識別している。バヴサーガラを主軸にその神器である「装備オーダー」というカテゴリのカードを併用する型のデッキを使用する。

## カードファイト!! ヴァンガード Divinez
明導アキナ
声 - 宮田俊哉
本作の主人公である高校生の少年。明るく前向きな性格。奇跡の運命者カードを手にしたことをきっかけに、入退院を繰り返す妹のために運命対戦に身を投じていく。
ガブエリウス
声 - 福山潤
明導ヒカリ
声 - 幸村恵理
員弁ナオ
声 - 西尾夕香
無双の運命者カードの所有者である大学１年生の女性。藤色の長髪が特徴的で、おろしてる時は右側だけ前に垂らしている。私服は赤いチャイナ仕様の上着と黒いスパッツが特徴的で、へそが出ている。
アキナがアルバイトしている「コックミリオン」というファミレスの先輩。気さくで面倒見が良く、アキナに仕事やヴァンガードのことを教えている。
呼続スオウ
声 - 川島零士
零の運命者カードの所有者である高校生で、アキナのクラスメート。幼い頃に事故に遭い、両親を亡くしたことで心を閉ざし、感情が表に出なくなってしまう。
使用国家はダークステイツで、切り札は零の運命者ブラグドマイヤー。相手のリアガードを裏側表示でバインドしたり、ディヴァインスキルで相手のヴァンガードの能力及び完全ガードを封じる戦法を得意とする。
西塔ミコト
声 - 岩田陽葵
シヴィルト
声 - 釘宮理恵
藍川クオン
声 - 島﨑信長
鼎センカ
声 - 橘田いずみ
西園寺ユナ
声 - 渡瀬結月
黒崎キョウマ
声 - 水中雅章
八雲カゲツ
声 - 大塚剛央
ナオの師匠であり、人をからかうのが好きな性格。かつてはミチルとしのぎを削ったプロファイターだったが、ルカに負けて彼女に「ファイトをする理由」を訊かれた挙げ句、再戦する前にルカが姿を消してしまったため、ファイトをする理由がわからなくなりプロを引退した。そして、アキナにかつての自分を重ね、ルカにされたように、アキナに「何のためにファイトをするのか」と問う。
月の門番ヴェイズルーグを切り札としたブラントゲートのデッキを使用。月の門を起動させ、デッキから幻真獣(げんまじゅう)ユニットを展開する。
六王院スズネ
声 - 千春
ヴァンガードのプロを輩出している六王院家の一人娘。家訓である「常勝」を信条としている寡黙な性格。持ち歩いている大瓶には大量のキャラメルが入っている。
リリカルモナステリオの使い手で、エースユニットはPolyPhonicOverDriveアルティサリア。「夜影兵トークン」を呼び出したり、一体ずつリアガードを呪縛（ロック）するといった、楽装オーダーを軸に正確無比のファイト展開を行う。
美夜呼ルカ
声 - 日笠陽子
ブラックアウトの初代リーダー。自由奔放で気まぐれな性格で、人を引きつける魅力がある。カゲツとのファイトに勝利し、彼になんの為にファイトするのかを問う。その答えを聞く前に旅に出て行方がわからなくなっていたが、アメリカで行われた第三回デラックスの予選に勝ち上がり、決勝トーナメントに姿を現した。

## 漫画版の人物
登場時は漫画オリジナルのものの、後にアニメ（『みにヴぁん』）などに登場したキャラクターも含む。
川並ミナミ（かわなみミナミ）
#SL3を参照。
伊吹コウジ（いぶきコウジ）
#劇場版 カードファイト!! ヴァンガード ネオンメサイアを参照。
綾戸リク（あやとリク）
『カードファイト!! ヴァンガードG ストライドジェネレーション』に登場。カードキャピタル2号店のショップ大会に突然現れた謎の少年。目的はギアクロニクルの支配。相手が使っているクランと同じデッキにするため、カードキャピタルの客からはカメレオンファイターと呼ばれている。

## 小説版の人物
浜音ヒロ
小説版第1作に登場。父親の仕事の都合でアイチのクラスに転校してくる。
無愛想な態度で他人を寄せ付けずクラスで孤立していたが、カードキャピタルへ訪れた際にヴァンガードに興味を持っているような素振りを見せたことからアイチに誘われ、「興味がない」と一蹴するもののアイチの説得に根負けし、彼にルールを教えられる形でヴァンガードを始める。
ミサキに「理屈っぽい」と思われるほどに頭脳明晰な理論家で、「この世のほとんどのことは論理的に考えることができる」と思っており、その思考と性格はヴァンガードのプレイスタイルにも表れている。
ヴァンガードを始めたことで少しずつ笑みを見せるようになりアイチとも仲を深めていくが、櫂との出会いをきっかけにヴァンガードを避けるようになってしまう。
デッキ
名前に「賢者」という意味が含まれていることから「オラクルガーディアン ワイズマン」を気に入り、「オラクルシンクタンク」のデッキを使用する。

汽水タカキ
小説版第3作に登場。ベリーショートの髪を癖毛っぽく散らした少年。
アイチを憎んでおり、NAL4との合宿で山へ訪れた彼に水風船をぶつけるなどの嫌がらせをする。
通っている小学校ではヴァンガード部の部長を務めており、「ネオネクタール」で構築されたデッキを使用する。
汽水ハルト
小説版第3作に登場。アイチがVFサーキットへ向けた特訓のために出場した大会の決勝戦で対決した相手で、汽水タカキの兄。
決勝戦の結果とその後の彼の状況が、タカキにアイチへの憎しみを抱かせる原因となってしまう。
ファイトの実力はそれほど高くない。

### ヴァンガー道道場
小説版第2作でデッキが「ロイヤルパラディン」から「ゴールドパラディン」へ変わり、スランプに近い状態になったアイチが入った道場。
ヴァンガードと武道を掛け合わせた「ヴァンガー道」を教えており、拳法の型を「インターセプト」などの用語をモチーフにアレンジしたものを教えるほか、「乱取り」と称してカードファイトも行っている。
駿河ノボル
ヴァンガー道 道場に入門している少年。
門下生でありながら身体もカードファイトも弱く、おどおどとした性格も相俟って周囲から虐められている。
アイチのファンで、道場体験に来たアイチに握手を求めるほどに感激する。
可愛いという理由から「バミューダ△」のデッキを使用する。
相模ヒエリ
ヴァンガー道 道場の師範代で、オーナー兼師範の相模ゲキアツの娘。
ノボルがいじめを受けていることを知りながらもそれを止めようとせず、彼に対し突き放すような態度を取っている。
武道だけでなくヴァンガードの腕も確かで「グランブルー」で構築されたデッキを使用し、他所のショップ大会では櫂を追い詰めるほどの実力を見せた。

## ゲーム版の人物
名前の変更は可能である。

### カードファイト!! ヴァンガード ライド トゥ ビクトリー!!
日田リョータ（ひだリョータ）
声 - 比嘉久美子
花咲メグミ（はなさかメグミ）
声 - 上田麗奈
本郷サトル（ほんごうサトル）
声 - 森嶋秀太
二宮サヤカ（にのみやサヤカ）
声 - 下屋則子
一条キョウヤ（いちじょうキョウヤ）
声 - 鷹嘴翼
月城ルナ（つきしろルナ）
声 - 牧口真幸

### カードファイト!! ヴァンガード ロック オン ビクトリー!!
天城スバル（てんじょうスバル）
声 - 後藤沙緒里
日下部リン（くさかべリン）
声 - 大久保瑠美
橘カズヤ（たちばなカズヤ）
声 - 檜山修之
久嬢エリカ（くじょうエリカ）
声 - 矢作紗友里

### カードファイト!! ヴァンガードG ストライド トゥ ビクトリー!!
和泉ケイスケ（いずみケイスケ）
声 - 小林裕介
佐倉ユイ（さくらユイ）
声 - 芹澤優
橘アツシ（たちばなアツシ）
声 - 檜山修之
日下部アン（くさかべアン）
声 - 大久保瑠美
日向マサト（ひゅうがマサト）
声 - 宮野真守
花島キララ（はなしまキララ）
声 - 上田麗奈
氷堂リュウト（ひょうどうリュウト）
声 - 杉山紀彰
水城ユキノ（みずきユキノ）
声 - 佐藤利奈
鳴神アキ（なるかみアキ）
声 - 鈴木裕斗
天音アリス（あまねアリス）
声 - 水瀬いのり
KIRIMIちゃん.（きりみちゃん）
特別ゲスト。隠しボスキャラクターとして登場する。

### カードファイト!! ヴァンガード エクス
士導イズル（しどうイズル）
声 - 野津山幸宏
『ヴァンガード エクス』の主人公。伏総高校1年生。
デッキ
使用クランはプレイヤー次第で変わるが、フリー対戦では「たちかぜ」を使用。
藍千ソウマ（あいぜんソウマ）
声 - 伊東健人
伏総高校2年生。カードファイト部の部長。
デッキ
「ダークイレギュラーズ」を使用。
藍千シユリ（あいぜんシユリ）
声 - 田嶌あさこ
伏総高校1年生。ソウマの妹。兄とは正反対の癒し系。
デッキ
「エンジェルフェザー」を使用。
音無ナユタ（おとなしナユタ）、音無シギ（おとなしシギ）
声 - 朴璐美
カードショップ「トラベラーズ」でヴァンガードファイターをサポートしているAI。少年の姿をしたAIがナユタで、少女の姿をしたAIがシギ。
デッキ
基本的にNPCだが、フリー対戦では「ギアクロニクル」を使用。